# Historia de la Argentina
La historia de la Argentina es la cronología de sucesos desde el comienzo del primigenio poblamiento humano en el actual territorio de la República Argentina hasta nuestra propia actualidad.
Se inicia con los vestigios más antiguos de seres humanos en suelo argentino, detectados en el extremo sur de la Patagonia, que datan de hace unos 13 000 años. Las primeras civilizaciones agroalfareras se establecieron en el noroeste andino desde el siglo XVIII a. C.
La historia escrita de lo que es la Argentina comenzó con los registros del cronista alemán Ulrico Schmidl en la expedición de Juan Díaz de Solís en 1516 al Río de la Plata, hecho que anticipa la dominación española que se impondría en parte de esta región.
En 1776 la Corona española creó el Virreinato del Río de la Plata, entidad aglutinadora de territorios a partir de la cual, con la Revolución de Mayo de 1810, comenzaría un proceso gradual de formación de varios Estados autónomos —llamados provincias— o independientes, entre ellos el que llevó el nombre de Provincias Unidas del Río de la Plata.
Con la declaración de la independencia el 9 de julio de 1816 y la derrota militar del Imperio español en 1824 se formalizó la existencia soberana. En 1833 el Imperio británico tomó militarmente las Islas Malvinas que entonces era una comandancia militar de las Provincias Unidas, cuya devolución ha reclamado la Argentina desde entonces.
Tras un prolongado período de guerras civiles, entre 1853 y 1860 se aprobó una república federal con el nombre de República Argentina. Mediante guerras contra los pueblos mapuche, tehuelche, ranquel, wichi y qom, conocidas como Conquista del Desierto y Conquista del Chaco, la República Argentina tomó posesión de las llanuras chaqueña y pampeana y de la Patagonia oriental, conformando su territorio actual, el octavo más extenso del mundo.
Entre 1862 y 1930 transcurrió un largo período de estabilidad constitucional, en el que debido a una gran ola migratoria proveniente sobre todo de Italia y España, la población argentina creció cinco veces más rápido que la del mundo.
La implantación del sufragio universal para varones en 1912, completado con el reconocimiento del derecho al sufragio a las mujeres en 1951, dio origen a una serie de gobiernos electos por el voto popular, que se alternaron en el poder partir de 1930 con dictaduras militares, gobiernos fraudulentos y gobiernos de legitimidad limitada debido a las proscripciones políticas.
Luego de la derrota en 1982 en la guerra de las Malvinas contra el Reino Unido, la última dictadura colapsó, siendo sus integrantes enjuiciados por graves crímenes de lesa humanidad. En 1983 se inició un extenso período de democracia que continúa en la actualidad, sucediéndose desde entonces diez presidentes pertenecientes a cuatro partidos: Raúl Alfonsín, Carlos Menem, Fernando de la Rúa, Adolfo Rodríguez Saá, Eduardo Duhalde, Néstor Kirchner, Cristina Fernández de Kirchner, Mauricio Macri, Alberto Fernández y Javier Milei.

## Poblamiento inicial

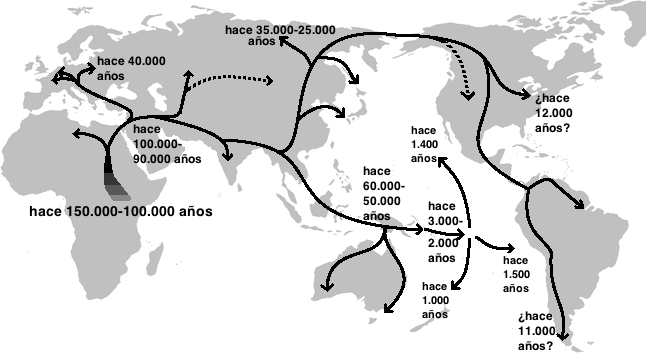
Mapa de las migraciones humanas fuera de África, versión de Naruya Saitou y Masatoshi Nei (2002), del Instituto Nacional de la Genética del Japón, que coincide con la versión de Göran Burenhult (2000).

Los primeros seres humanos que arribaron al actual territorio argentino parecen haber llegado por el extremo sur de la Patagonia provenientes de lo que hoy es Chile. Los restos más antiguos de la presencia humana se encuentran en Piedra Museo (Santa Cruz) y se remontan al 11 000 a. C. Junto con los yacimientos de Monte Verde (Chile) y Pedra Furada (Brasil) constituyen, hasta el momento, los sitios de poblamiento más antiguos hallados en Sudamérica. Estos yacimientos sustentan la teoría del poblamiento temprano de América (pre-Clovis).
Estos primeros habitantes del territorio argentino se dedicaban a la caza de milodones (mamífero parecido a un gran oso con cabeza de camello, ya extinguido) y de Hippidion saldiasi (caballos sudamericanos que desaparecieron hace 8000 años), además de llamas gráciles, guanacos y ñandúes.
Cerca de allí, también es posible ver las pinturas de manos y guanacos estampadas 7300 a. C. en la Cueva de las Manos (río Pinturas, provincia de Santa Cruz). Se trata de una de las expresiones artísticas más antiguas de los pueblos sudamericanos y ha sido declarada Patrimonio Cultural de la Humanidad por la Unesco.
Para el año 9000 a. C. ya había comenzado el poblamiento de la pampa, en tanto que la zona del Noroeste del país comenzó a ser habitada hacia el 7000 a. C.

## Historia precolombina
La historia prehispánica de la Argentina hace referencia a los desarrollos culturales locales del actual territorio de la República Argentina previos a la conquista y colonización por parte de España.
El primer registro poblacional del territorio actualmente controlado por la Argentina se encuentra en Piedra Museo (Santa Cruz) y se remonta al 11 000 a. C. Junto con los yacimientos de Monte Verde (Chile) y Pedra Furada (Brasil) constituyen, hasta el momento, los sitios de poblamiento más antiguos hallados en Sudamérica. Estos yacimientos sustentan la teoría del poblamiento temprano de América (pre-Clovis). Cerca de allí, también es posible ver las pinturas de manos y guanacos estampadas en el 7300 a. C. en la Cueva de las Manos (río Pinturas, provincia de Santa Cruz). Para el año 9000 a. C. ya había comenzado el poblamiento de la pampa, en tanto que la zona del Noroeste del país comenzó a ser habitada hacia el 7000 a. C.
Hacia el 13.er o 12.º milenio AP se registra presencia humana en Los Toldos y Piedra Museo. Entre los pueblos originarios, los cazadores y recolectores habitaron la Patagonia, la región pampeana y el Gran Chaco. Los agricultores se instalaron en el noroeste, Cuyo, las sierras de Córdoba y después en la mesopotamia. Tastil, en el noroeste, fue la ciudad precolombina más grande ubicada en el actual territorio argentino, con una población de 2000 habitantes.
Los primeros rastros de vida humana en este territorio corresponden a pueblos de un nivel cultural paleolítico que tres mil años atrás incorporaron los primeros aportes culturales mesolíticos y neolíticos. Hasta la época de la conquista y de la colonización europea, el territorio argentino ha estado ocupado por diversos pueblos originarios, con diferentes organizaciones sociales que se pueden dividir en tres grupos principales:
- Cazadores y recolectores de alimentos básicos canoeros oceánicos, como los yaganes o yámana y los haush en Tierra del Fuego y los canales fueguinos. Cazadores y recolectores, que habitaban la Patagonia, la Pampa y el Chaco.
- Cazadores avanzados y recolectores de alimentos como los pámpidos, en el centro-este: hets en las praderas y estepas de la región pampeana y norpatagónica; y chonks en la Patagonia ―invadidos desde el s. XVIII por los mapuches alfareros procedentes de la zona cordillerana de la Patagonia― y los qom y wichi en la región chaqueña.[9] También pertenecen a este grupo los pámpidos charrúas y minuanes, que habían incorporado la cerámica.
- Los agricultores con cerámica como los guaraníes y las culturas andinas y derivadas. A partir del segundo milenio, los avá (un pueblo amazónido conocido desde el siglo XVII por los españoles como «guaraníes») invadieron el NEA y la Región del Litoral; eran cultivadores de mandioca y avaty o maíz en forma de roza (tala y quema de florestas) y por ello semisedentarios.[7] Las culturas centradas en la agricultura y ganadería del norte eran puramente sedentarias, y habían desarrollado redes comerciales englobadas en el conjunto actualmente llamado «quechua»; tras establecer un sistema cuasi estatal en torno a señoríos locales, fueron sometidos por el imperio incaico hacia el año 1480. Influidos por estas culturas andinas, otros pueblos como los diaguitas, calchaquies y huarpes desarrollaron una agricultura y ganadería de menor desarrollo, adaptada a las condiciones de las regiones llanas y serranas del centro de la actual Argentina y de Cuyo.[7]

En los siglos XIV y XV, el Imperio incaico conquistó parte de las actuales provincias de Jujuy, Salta, Catamarca, el extremo oeste de la provincia de Tucumán, la parte oeste de las provincias de La Rioja y San Juan, el noroeste de la provincia de Mendoza y, probablemente, el norte de la de Santiago del Estero, incorporando sus territorios al Collasuyo, que era la parte sur del Tahuantinsuyo o regiones de tal imperio.
Tradicionalmente, se atribuye la conquista al monarca inca Túpac Yupanqui. Varios señoríos de la región, como los quechuas, los likanantai (atacamas), los huarpes, los diaguitas y otros, intentaron resistir, pero los incas lograron dominarlos, trasladando a sus territorios a los mitimaes o colonos deportados de las tribus de los chichas, que habitaban en lo que es el suroeste del actual territorio boliviano. Otros, como los sanavirones, los lule-tonocoté y los henia-kâmîare (popularmente llamados «comechingones»), resistieron con éxito la invasión incaica y se mantuvieron como señoríos independientes.

## La «Argentina Colonial» (1516-1810)

El Planisferio de Cantino (1502) muestra la Línea de Tordesillas con la que se dividió el mundo en 1494. Sería aproximadamente el meridiano 60 en medidas actuales. En su extremo inferior izquierdo puede verse en blanco la zona (aún ignota por entonces) en la que se encuentra el actual territorio argentino.

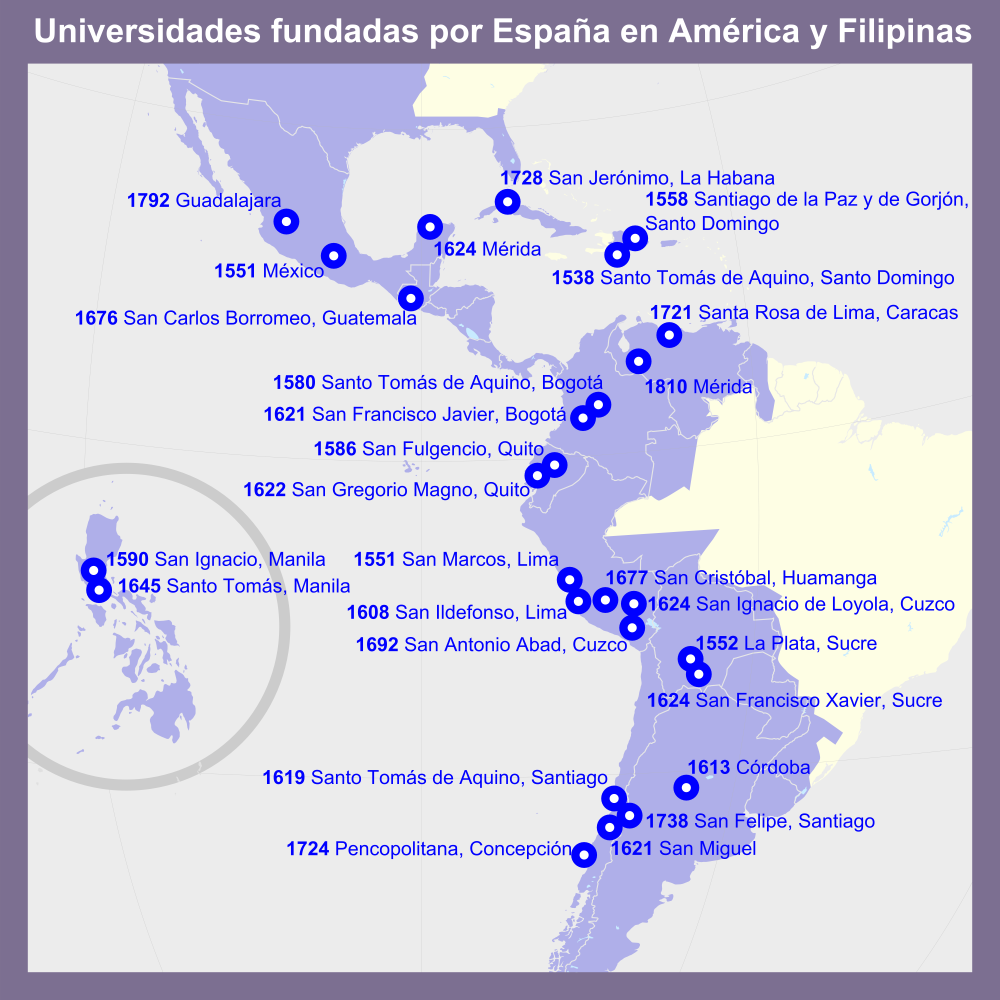
Universidades virreinales del Imperio español en América y Filipinas.

La conquista española de parte del actual territorio argentino se realizó mediante tres esfuerzos independientes: expediciones desde España hacia el Río de la Plata y el Paraguay, expediciones organizadas en el Perú para ocupar las tierras del Tucumán, y expediciones de Chile hacia Cuyo. De allí surgen las tres grandes subdivisiones: Nueva Andalucía (después dividida en Río de la Plata y Guayrá-Paraguay), Córdoba del Tucumán, y el Corregimiento de Cuyo. Las primeras dos pertenecieron al Virreinato del Perú, la última a la Capitanía General de Chile. En 1779 las tres pasaron a formar parte del nuevo Virreinato del Río de la Plata.
Teniendo en cuenta que en el Imperio español la unidad social se concebía a través de la unidad de la Fe de la Iglesia católica, gracias a la bula Sublimis Deus del papa Pablo III de 1537 se declaró a los indígenas hombres con todos los efectos y capacidades de cristianos. Hoy en día, gracias al mestizaje, la población de los países hispanoamericanos comparte antepasados indígenas y europeos, en diversos grados.[cita requerida]
En este período se produjo la muerte de la mayor parte de la población indígena en la catástrofe demográfica en América tras la llegada de los europeos, que llevó a su vez al Imperio Español a introducir a millones de esclavos secuestrados en el África subsahariana. Simultáneamente y a pesar de la prohibición impuesta por los estatutos de limpieza de sangre, se produjo un generalizado mestizaje de la población, en el que los hombres españoles mantuvieron relaciones sexuales—muchas veces forzadas —con decenas y hasta cientos de mujeres indígenas y negras. Esta situación causó un proceso de aculturación en los sectores no nacidos en España y de ambigüedad ante el hecho de la conquista. El artista argentino Víctor Heredia expresa este dilema en su obra Taki Ongoy:

Lo que debiéramos averiguar de una vez por todas a esta altura es ¿quiénes somos?, ¿los conquistadores o los conquistados?
Víctor Heredia

El 20 de noviembre de 1542, el rey Carlos I de España firmó en Barcelona por real cédula las llamadas Leyes Nuevas, un conjunto legislativo para las Indias entre las cuales dispuso la creación del Virreinato del Perú en reemplazo de las antiguas gobernaciones de Nueva Castilla y Nueva León, al tiempo que la sede de la Real Audiencia de Panamá fue trasladada a la Ciudad de los Reyes o Lima, capital del nuevo virreinato.

y te ordenamos y mandamos que en las provincias o reinos del Perú resida un virrey y una audiencia real de cuatro oidores letrados y el dicho virrey presida en la dicha audiencia la cual residirá en la ciudad de los reyes por ser en la parte más convenible porque de aquí adelante no ha de haber audiencia en panamá.
 Leyes Nuevas

El flamante virreinato comprendió en un inicio y durante casi trescientos años gran parte de Sudamérica y el istmo de Panamá, bajo diversas formas de control o supervigilancia de sus autoridades. Abarcaba una inmensa superficie que correspondía a los actuales territorios que forman parte de las repúblicas de Argentina, Uruguay, Paraguay, Bolivia, Colombia, Chile, Ecuador, Panamá, Perú y toda la región oeste y sur del Brasil. Quedaban exceptuadas Venezuela, bajo jurisdicción del Virreinato de Nueva España a través de la Real Audiencia de Santo Domingo, y Brasil, que integraba el Imperio portugués.

Imperio español de Felipe II, Felipe III y Felipe IV (de 1556 a 1665) incluyendo los territorios cartografiados y reclamados, reclamaciones marítimas (mare clausum) y otros aspectos.

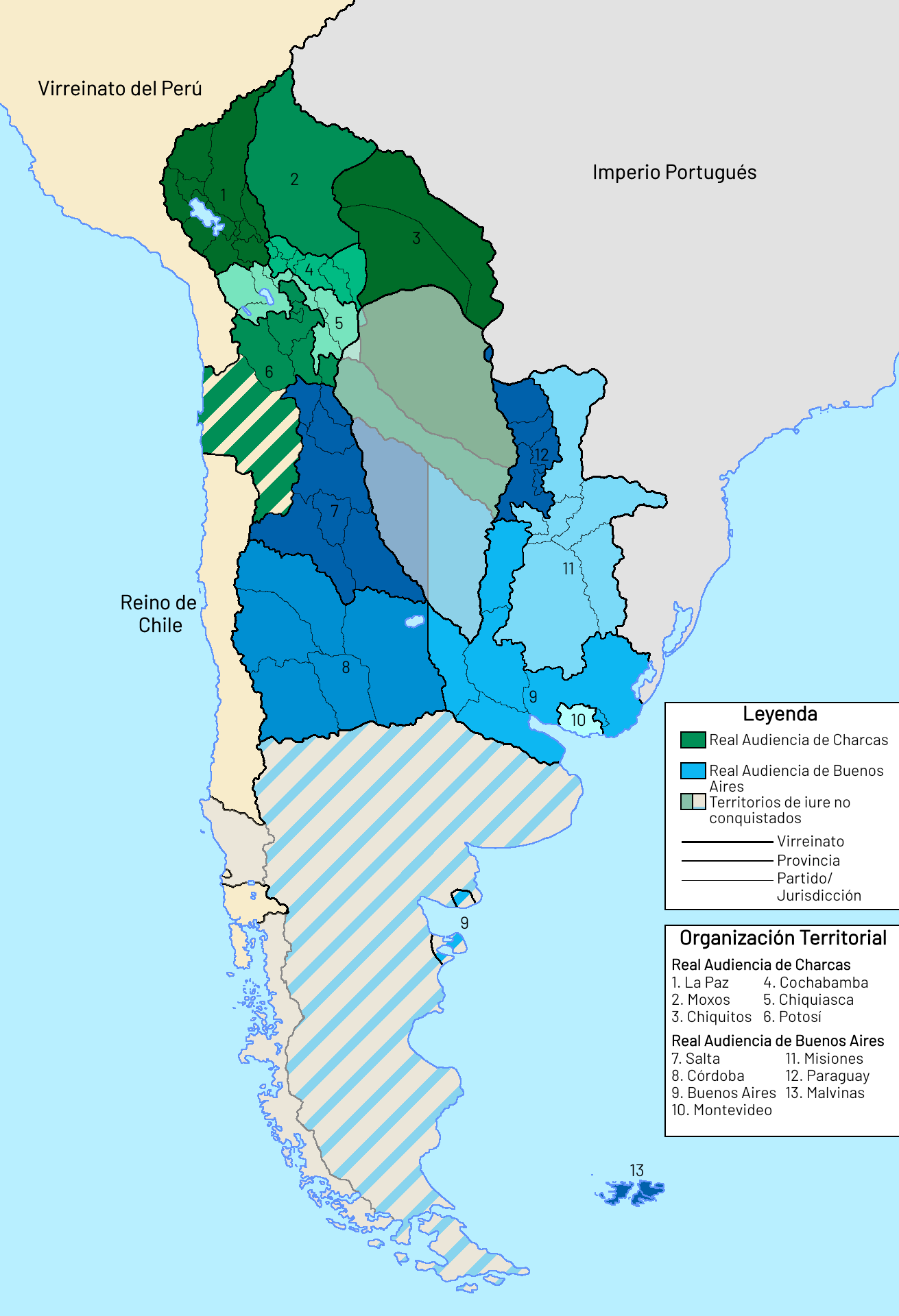
El Virreinato del Río de la Plata, previo a la Revolución de Mayo.

En el período virreinal la mayor parte del actual territorio argentino no pudo ser conquistado por el Imperio español, debido a la resistencia opuesta por los pueblos indígenas que habitaban esos territorios, principalmente en las llanuras chaqueña, pampeana y la Patagonia.
En la pampa y la Patagonia dominaron los pueblos tehuelches hasta que en el siglo XVIII ingresó un gran contingente mapuche proveniente de la región de Arauco, mapuchizando los pueblos que habitaban la Patagonia norte y la pampa, región que tomó el nombre de Puelmapu.
En la llanura chaqueña dominaron los pueblos wichi y kom. En la región de los ríos alto Paraná y alto Uruguay los jesuitas instalaron misiones indígenas guaraníes organizadas como repúblicas teocráticas de tipo comunitario, con el fin de proteger a sus miembros de las prácticas esclavistas de los encomenderos españoles y los bandeirantes portugueses, que llevó a la Guerra Guaranítica entre 1754 y 1756.
La zona del Río de la Plata fue disputada en el período entre el Imperio español y el Imperio portugués, dentro de la confrontación que ambas potencias mantenían a escala global, generando una fuerte confrontación entre brasileños y rioplatenses que llegó al enfrentamiento bélico en la guerra de los Siete Años y luego durante la guerra hispano-portuguesa de 1776-1777.

### Expediciones iniciales al Río de la Plata
Los primeros europeos que llegaron a lo que actualmente es la Argentina, lo hicieron buscando un paso hacia el continente asiático. Por entonces América era solo un obstáculo entre España y las riquezas de Catay y Cipango en Asia. La zona, además, estaba ubicada aproximadamente sobre la Línea de Tordesillas, la división del mundo que se estableció por tratado entre España y Portugal y por lo tanto tenía, para ambos países la condición de frontera aún no ocupada.
Aunque existen muchas discusiones sobre la autenticidad de los viajes de Américo Vespucio, varios historiadores aceptan como un hecho que participó de la primera expedición europea (portuguesa) en llegar al actual territorio argentino, más específicamente al Río de la Plata en 1502.
En 1516 el navegante español Juan Díaz de Solís visitó lo que actualmente se conoce como Argentina, navegando el actual Río de la Plata, al que denominó Mar Dulce por su escasa salinidad. Llegó hasta la actual isla Martín García y murió tras navegar un breve trecho del río Uruguay. Al regresar la expedición a España, una de las carabelas naufragó en Santa Catarina, quedando abandonados allí dieciocho náufragos. Uno de ellos, Alejo García, fue el primero en conocer la leyenda del Rey Blanco, sobre un país rico en plata, realizando una excursión hasta la región de Potosí en donde se halla el Cerro Rico, donde se hizo de un enorme tesoro de piezas de plata. Al volver murió en un combate con los indios payaguaes.
En 1519 y 1520 Fernando de Magallanes recorrió toda la costa de la actual Argentina durante la Expedición de Magallanes-Elcano, hasta el estrecho que lleva su nombre, al que llegó el 21 de octubre de 1520.
En 1525 fray García Jofre de Loaísa dirigió una expedición que recorrió la Patagonia e incluso se establecieron brevemente en el Puerto Santa Cruz para reparar dos naves.
En 1526 el italiano Sebastián Gaboto tomó contacto en Santa Catarina (en Brasil) con los guaraníes que habían pertenecido a la expedición de Alejo García y decidió ir hacia el Imperio de Plata, navegando aguas arriba el Río de la Plata conocido entonces como río de Solís. El 9 de junio de 1527 Gaboto ordenó establecer dos fuertes: uno en el actual territorio uruguayo (San Salvador) y otro, al que llamó Sancti Spiritus, primer asentamiento europeo en el actual territorio argentino, en la actual provincia de Santa Fe. Un expedicionario de Gaboto, Francisco César, llegó posiblemente a Córdoba. Gaboto remontó también el río Paraná, el río Paraguay y el río Bermejo.
Diego García de Moguer llegó a Sancti Spiritus poco después de Gaboto e intentó imponer su autoridad. Sin embargo el hambre y las derrotas con los timbúes y charrúas los obligaron a volver a España, donde difudieron las noticias sobre el Rey Blanco y el Río de la Plata.
Portugueses y españoles aceleraron entonces los planes para tomar posesión de esa región, que ambos consideraban estaba de su lado de la Línea de Tordesillas.
En 1531 Portugal envió una gran expedición al mando de Martín Alfonso de Souza para tomar posesión del Río de la Plata y expulsar a los españoles. Llegó hasta la isla Martín García, que rebautizó Santa Ana. Se internó por el río Uruguay y se enteró de que los españoles del fuerte de San Salvador habían sido derrotados. Decidió entonces retirarse al cabo de Santa María (donde actualmente se encuentra La Paloma, Uruguay). Allí realizó mediciones astronómicas y llegó a la conclusión de que estaba del lado español de la Línea de Tordesillas, por lo que volvió a Portugal sin realizar fundación alguna.

### Colonización del Río de la Plata (1527-1580)
En la exploración y conquista que Sebastián Caboto hizo del Río de la Plata, el 9 de junio de 1527 construyó un fuerte en la desembocadura del río Carcarañá en el río Paraná, a unos 50 km al norte de la actual ciudad de Rosario, al que dio el nombre de Sancti Spiritus. Este fue el primer establecimiento español en lo que hoy día es la República Argentina. Cerca de su ubicación se levantó después el pueblo de Gaboto, en la provincia de Santa Fe, para conmemorar el hecho.
En una expedición posterior, en febrero de 1528, Diego García de Moguer al mando de una expedición de tres naves, se detuvo a explorar la zona del Río de la Plata. Navegando en abril por el río Paraná, encontró de improviso el fuerte Sancti Spiritus. Sorprendido e indignado, ordenó al capitán Caro (designado por Sebastián Gaboto), que abandonase el lugar, ya que esa era conquista que solo a él le pertenecía por haber sido designado por Castilla para explorar esas tierras. Pero vencido por los ruegos de Caro y su gente para que fuese en auxilio de Gaboto, García siguió aguas arriba y entre lo que hoy día son las localidades de Goya y Bella Vista se encontró con el piloto veneciano, quien le obligó a cooperar en la búsqueda de la Sierra de la Plata, y juntos exploraron el río Pilcomayo, para seguir después hacia el estrecho.
A todo esto, en Sancti Spiritus, los españoles descuidaron la defensa del fuerte, y en septiembre de 1529, antes del amanecer, los indígenas tomaron por asalto la fortaleza. Sebastián Gaboto y Diego García de Moguer se encontraban en ese tiempo en el asentamiento de San Salvador, preparando hombres y embarcaciones, y no sabían nada de lo que se estaba desarrollando en Sancti Spiritus, hasta que vieron llegar a Gregorio Caro con los supervivientes, y la terrible noticia de la destrucción del fuerte. Inmediatamente Gaboto y García se dirigieron al fuerte intentando rescatar a sus hombres. En los alrededores de Sancti Spiritus hallaron algunos cadáveres completamente mutilados; los bergantines defondados y hundidos, los almacenes saqueados e incendiados. Solo dos cañones quedaron como testigos de la primera fortaleza que se levantó en tierra argentina.
El 24 de agosto de 1534, Diego García de Moguer, viaja de nuevo en la carabela Concepción hacia el Río de la Plata, pasa por la isla de Santiago de Cabo Verde, luego al Brasil, donde desciende el estuario de los ríos Uruguay y Paraná y funda el primer asentamiento de la ciudad de Santa María del Buen Aire.
En 1536 Pedro de Mendoza fundó el Puerto de Santa María del Buen Ayre. Sin embargo, el asentamiento fracasó debido a las hambrunas y los enfrentamientos con las tribus indígenas. Algunos de los habitantes de la población, privados de alimentos y sitiados por los indígenas locales, se vieron llevados al canibalismo. La ciudad fue abandonada, y sus pobladores se establecieron en Asunción, que se constituyó en centro de operaciones español en la región.

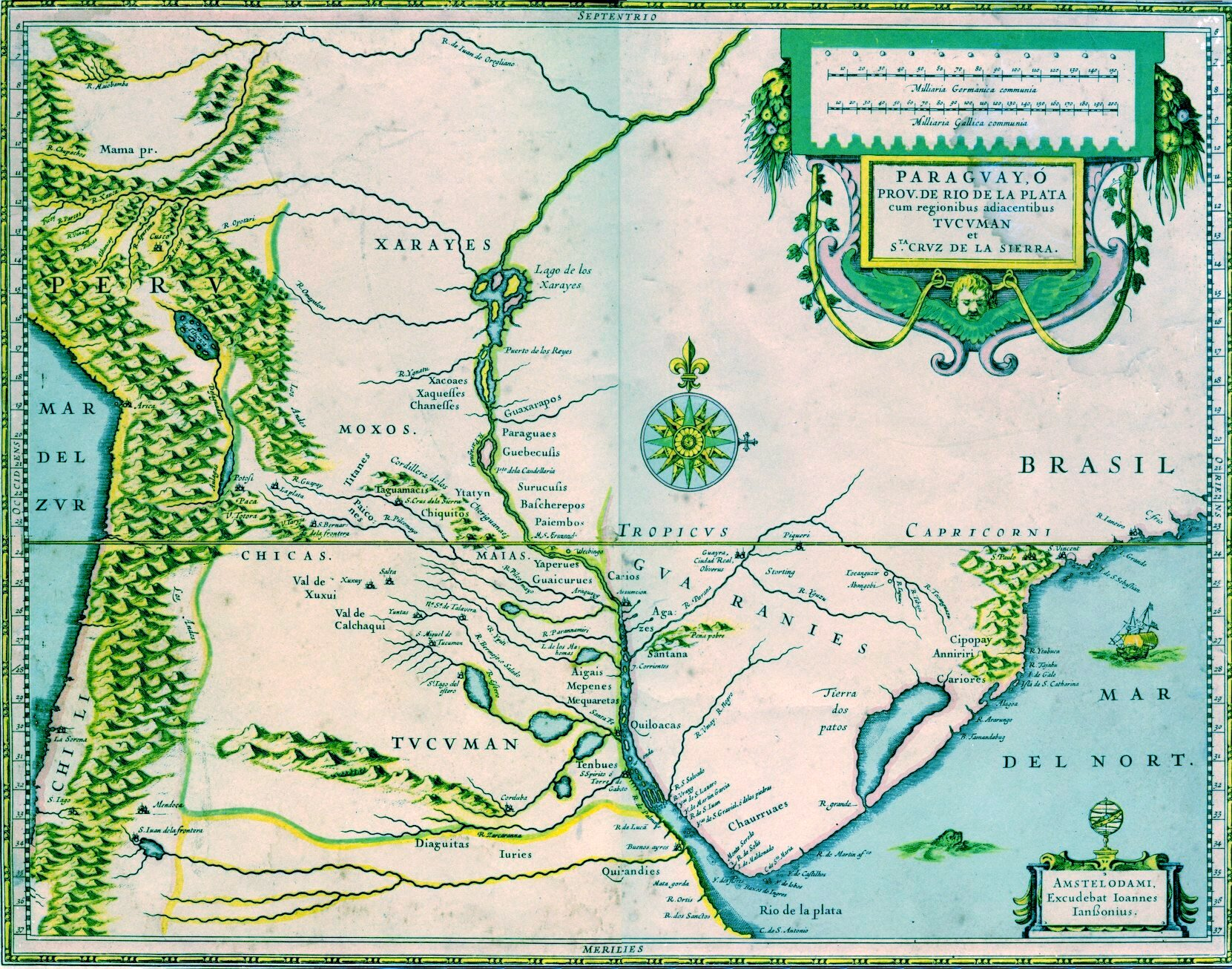
Mapa del Paraguay o Provincia del Río de la Plata, alrededor de 1600

Para 1573, no existían poblaciones hechas por europeos a lo largo del río Paraná, territorio al que cronistas como Martín del Barco Centenera, llamaban el «Argentino Reyno». Es así que Juan de Garay, partiendo de la ciudad de Asunción, acompañado por los mancebos de la tierra y los planos de la ciudad, fundan Santa Fe en los márgenes de este gran río, como nudo de comunicaciones entre la salida del Río de la Plata y el Paraguay, con el Tucumán y Cuyo, el Alto Perú y Chile. Resulta así que esta ciudad histórica, se transforma en la primera planificada en el territorio, sobre la base de los ideales arquitectónicos renacentistas. Mientras que en Europa, este modelo no se pudo llevar a cabo, América en general y Santa Fe en particular, son evidencias concretas de este nuevo proceso de urbanización planificado en cuadrículas, con un orden preestablecido a diferencia de las anteriores poblaciones. Elementos que hoy pueden verse claramente en el Parque Arqueológico de Santa Fe la Vieja en Cayastá.
En este Argentino Reyno, solo Santa Fe existió por varios años y es allí en donde viven los primeros pobladores a quienes se llamó argentinos. Martín del Barco Centenera da cuenta de ello en su poema histórico "La Argentina", publicado en 1602.
En 1580, saliendo desde Santa Fe, Juan de Garay refundó la Ciudad de la Trinidad y Puerto de Santa María de los Buenos Ayres, que con el tiempo sería conocida simplemente como Buenos Aires. Esta ciudad formaba parte de la Gobernación de la Nueva Andalucía, dentro del Virreinato del Perú, con sede en Lima.
En el siglo XVII se establecieron las misiones jesuíticas guaraníes. Fueron pueblos misionales fundados por la "Compañía de Jesús" entre los guaraníes y pueblos afines, que tenían como fin evangelizar a los indios de las actuales provincias de Misiones y Corrientes, en Argentina, y de importantes territorios actualmente en el Paraguay. Cumplieron exitosamente su tarea hasta que en el año 1768, el rey español Carlos III ordenó expulsar a los jesuitas.

### Colonización del Tucumán (1549-1593)
En 1549, el capitán Juan Núñez de Prado fue premiado por el Virrey del Perú. Pocos años antes los dominios españoles en los territorios incas habían sufrido una grave crisis. Tras las denuncias de Fray Bartolomé de las Casas, el Emperador Carlos V dictó nuevas leyes que daban grandes derechos a los indios: se prohibía el esclavizarlos, torturarlos, convertirlos forzosamente al cristianismo, y enajenar sus tierras. También se prohibía la transmisión de encomiendas por herencia. Esto generó la Gran Rebelión de Encomenderos, en la que a duras penas el gobierno real pudo imponer los nuevos derechos para los indios. Por su destacada labor, Juan Núñez de Prado recibió la autorización para ocupar y gobernar las tierras del Tucumán.
Al año siguiente (1550) Juan Núñez de Prado y sus compañeros fundaron la ciudad de El Barco. Esto generó una protesta por parte de Francisco de Aguirre, que reclamaba todo el Tucumán como parte de la Capitanía de Chile: en 1553 De Aguirre logró su cometido, y trasladó a los pobladores fundando la ciudad de Santiago del Estero del Nuevo Maestrazgo. Según los estudios de Narciso Binayán Carmona, tres siglos más tarde la totalidad de los criollos en el norte de la Argentina sería descendiente de alguno entre los 103 miembros de la expedición de Núñez de Prado.
Los españoles buscaron consolidar el dominio en la región fundando ciudades en puntos clave:
- En 1558 Juan Pérez de Zurita fundó Londres de la Nueva Inglaterra, en la actual provincia de Catamarca. Londres fue destruida en 1560 durante la primera guerra Calchaquí, pero más tarde fue refundada. Ese alzamiento indígena logró mantener a los españoles fuera de algunos territorios y causó que el Tucumán pasara de la jurisdicción chilena a la peruana.
- En 1561 Juan Pérez de Zurita fundó la ciudad de Nieva, luego refundada como San Salvador de Jujuy.
- El sobrino de Aguirre, Diego de Villarroel fundó en 1565 la ciudad de San Miguel de Tucumán.
- Jerónimo Luis de Cabrera fundó en 1573 la ciudad de Córdoba de la Nueva Andalucía
- En 1582, Hernando de Lerma fundó la Ciudad de Salta.

Juan Ramírez de Velasco, al frente de la Gobernación del Tucumán, fundó la ciudad de Todos los Santos de la nueva Rioja en 1591, refundó la ciudad de Londres en 1592, y fundó San Salvador de Jujuy en 1593.

### Colonización del Cuyo (1560-1594)
La Crónica de Fray Reginaldo de Lizárraga contrapone la conquista de Chile con la menos gloriosa (según él) colonización de Cuyo. La colonización no resultó dificultosa y fue completamente pacífica, ya que una embajada Huarpe cruzó los Andes para solicitar a los españoles les enviaran sacerdotes y arquitectos que les enseñaran a construir ciudades. En 1561 los españoles fundaron Mendoza del Nuevo Valle de La Rioja, seguida por San Juan de la Frontera en 1562 y San Luis de la Punta de los Venados en 1594.

### Influencia jesuítica hasta su primera expulsión (1585-1767)

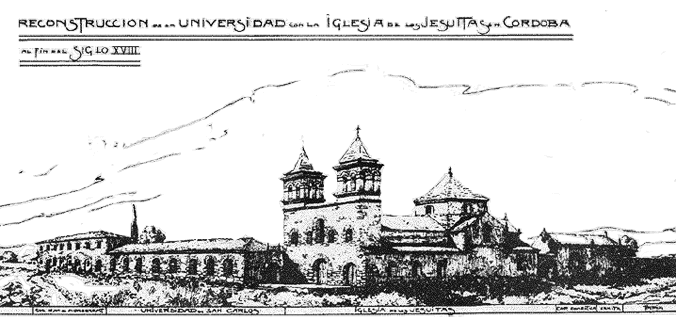
Vista de la Manzana Jesuítica en el. Dichos edificios aún se conservan. En la esquina se observa la iglesia de la Compañía de Jesús. A continuación se destacan la antigua sede de la Universidad de Córdoba (actual museo y biblioteca mayor) y el Colegio Monserrat.

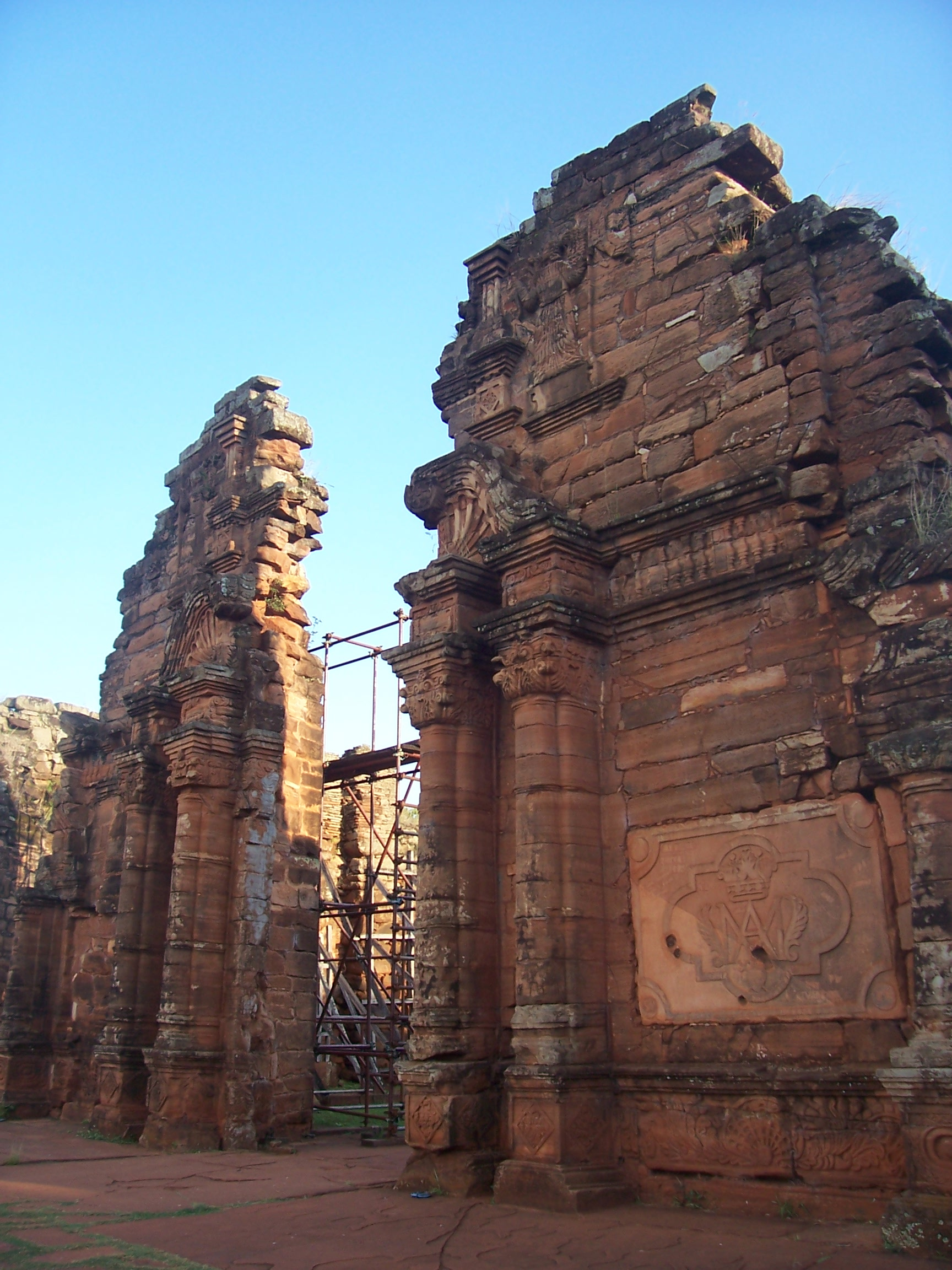
Misiones jesuíticas guaraníes.

Aunque ya en 1512 la Monarquía Hispánica acometió las reformas necesarias para regular su trato de forma oficial y abolir la esclavitud indígena mediante las Leyes de Burgos, se ha atribuido a la bula del papa Pablo III Sublimis Deus de 1537, que declaró a los indígenas hombres con todos los efectos y capacidades de cristianos, cuyo efecto en la colonización española se dio en el mestizaje, el cual fue excepcional: la conquista católica habría buscado incorporar a los indígenas a su civilización y su Iglesia, aun a costa de la anulación de su identidad cultural.[cita requerida]
En 1585 los jesuitas llegan a Santiago del Estero y en 1587 a Córdoba. En 1588 fundaron las primeras Misiones jesuíticas guaraníes y en el mismo año llegan al Río Salado para evangelizar a los pampas.
Desde su llegada, los jesuitas erigieron a Córdoba como el centro de la Provincia Jesuítica del Paraguay, en el Virreinato del Perú. Para ello necesitaban un lugar donde asentarse y así iniciar la enseñanza superior. Fue así que 1599, y luego de manifestarle dicha necesidad al cabildo, se les entregaron las tierras que hoy se conocen como la Manzana Jesuítica.
Las primeras manifestaciones culturales y científicas en el actual territorio argentino fueron realizadas por las órdenes religiosas, en especial la de los jesuitas que han hecho numerosas contribuciones significativas al desarrollo de la ciencia y han sido descritos como "el principal contribuyente a la física experimental en el siglo diecisiete."
En 1613 con apoyo del Obispo Trejo, fue fundada la Universidad jesuítica de Córdoba, la más antigua del país y una de las primeras de América, que dictaba enseñanza en arte, teología y, a fines del siglo XVIII, jurisprudencia. Ese año también se crea la Librería Grande (hoy Biblioteca Mayor), que según registros llegó a contar con más de cinco mil volúmenes. Ésta, como el resto de las universidades del imperio español, participó activamente en el esplendor cultural del Siglo de Oro, gracias al movimiento innovador liderado por la Escuela de Salamanca.
En 1624 fue fundada la Universidad Mayor Real y Pontificia San Francisco Xavier de Chuquisaca que aunque no exactamente en el actual territorio argentino desde su creación tuvo una notable influencia.
La red de 25 universidades virreinales del Imperio español fundadas por toda América a lo largo de casi dos siglos, difundió los importantes avances del Siglo de Oro Español. También el Camino Real Intercontinental, que afectó a la ruta del mercurio y de la plata de la Monarquía Hispánica que supuso una parte esencial en el comercio entre Europa y América entre los siglos XVI y XVIII, así como contactos culturales e innovaciones tecnológicas.
En 1609 se funda la primera de las misiones jesuíticas guaraníes. Las treinta misiones llegaron a ser, en el siglo XVIII, un verdadero emporio comercial, un "estado dentro del estado" como lo denominaban sus detractores, que se estableció como un sistema de organización económica y social distinto al de las colonias que las rodeaban. Su autonomía y la adaptación de la organización social comunitaria de los guaraníes a un nuevo contexto permitió al sistema subsistir y progresar. Las misiones eran pueblos indígenas, administrados por los mismos guaraníes (bajo la mirada paternalista de los misioneros), donde la tierra se dividía en dos: la tupá mbaé (propiedad de Dios), comunitaria, y la avá mbaé (propiedad del hombre), para la explotación familiar. El excedente era comercializado por todas las colonias circundantes (el Plata, Tucumán, el Brasil y hasta el Alto Perú y España) y les proporcionaba medios a los jesuitas para expandir las misiones y mantener sus colegios y universidades (como los que tenían en Córdoba, centro regional de la Compañía de Jesús).
Los principales productos comercializados por las misiones eran la yerba mate, el tabaco, el cuero y las fibras textiles. Sin embargo, las misiones debieron soportar un fuerte asedio de los bandeirantes, partidas de portugueses que se internaban en la selva para "cazar indios" con el objeto de venderlos como esclavos en su base de San Pablo, que irónicamente nació como reducción jesuita. Las Misiones jugaron un papel clave en la defensa del Paraguay y el Río de la Plata de la expansión portuguesa. Justamente, después de la batalla de Mbororé, en 1641 (que duró 10 días), en la que un ejército de guaraníes al mando de los jesuitas (muchos de los cuales habían sido antes soldados) derrotó a una bandeira (un ejército lusobrasileño de bandeirantes), que se les permitió por primera vez a los indígenas utilizar armas de fuego (si bien solo las de menor calibre). Estos ejércitos misioneros fueron de gran utilidad durante los enfrentamientos entre España y Portugal en el Río de la Plata.
No solo a trabajar, rezar y pelear les enseñaron los jesuitas, sino también música y otras artes (de las que aún se pueden admirar se destacan las "barrocas" arquitecturas exornadas con relieves barrocos resaltados en las piedras sillares o tallados en los rojos ladrillos de tipo romano. Es así que, luego de la expulsión de los jesuitas, muchos guaraníes se trasladaron a las ciudades coloniales, como Corrientes, Asunción o Buenos Aires, donde se destacaron como compositores y maestros de música, plateros y pintores.
Los primeros Jesuitas llegan a Buenos Aires durante el gobierno de Hernandarias en 1608 y fundan el Colegio de San Ignacio y en 1675 fundan el Real Colegio de San Carlos. En 1654 el Cabildo de Buenos Aires encomendó a los jesuitas atender la educación juvenil de la ciudad.
Los sacerdotes de la Compañía de Jesús, se instalaron al sur del Río Salado entre 1740 y 1753, con el fin de establecer una población permanente en la frontera del estado colonial. Su intención fue la de hacer sedentarios e instruir a los indígenas en la doctrina cristiana. La primera reducción, fue la "Reducción de Nuestra Señora en el Misterio de su Concepción de los Pampas", fundada en 1740 en la margen sur del Río Salado, por los padres Manuel Quevedo y Matías Strobel. La segunda fue la "Reducción de Nuestra Señora del Pilar de Puelches", fundada en 1746 cercana a la margen de la actual Laguna de los Padres, por los misioneros Joseph Cardiel y Tomás Falkner. Finalmente, la "Misión de los Desamparados de Tehuelches o de Patagones", fue fundada en 1749 a cuatro leguas al sur de la anterior, por el padre Lorenzo Balda. Allí lograron evangelizar a un gran número de indios pampas. Strobel medió entre las autoridades de Buenos Aires y los pampas para establecer la paz entre ellos. Falkner y su colega jesuita Florián Paucke recogieron una gran información acerca de las costumbres y usos de los indios pampas y guaraníes que plasmaron en libros y exquisitos dibujos que dieron origen a la etnografía en el actual territorio argentino.

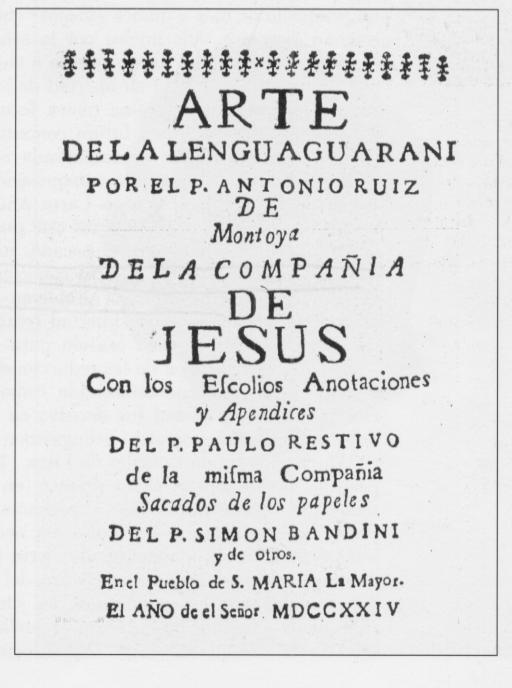
Arte de la lengua guaraní, impreso en Misión jesuítica de Santa María la Mayor en 1724.

En las Misiones jesuíticas guaraníes publicaron libros en guaraní sobre gramática, catecismo, manuales de oraciones y hasta un diccionario. Las reducciones contaron con la primera imprenta fundada por los padres Juan Bautista Neuman y José Serrano, quienes armaron una prensa, fundieron los tipos necesarios y publicaron los primeros libros. Las impresiones se hicieron en Nuestra Señora de Loreto, San Javier y Santa María la Mayor.
El primer libro publicado fue el Martirologio Romano en 1700; más adelante el Flos Sactorum del padre Pedro de Ribadeneyra en edición guaraní, y De la diferencia entre lo temporal y lo eterno del padre Juan Eusebio Nieremberg. Fue muy rica y variada la producción bibliográfica, conservándose todavía la mayoría.
La Expulsión de los jesuitas del Imperio Español de 1767 hizo que 2630 jesuitas tuvieran que dejar Iberoamérica, lo que significó un terrible golpe a nivel educativo, ya que la inmensa mayoría de las instituciones educativas del territorio estaban a cargo de ellos como profesores.

### Descubrimiento y toma de posesión de la Antártida

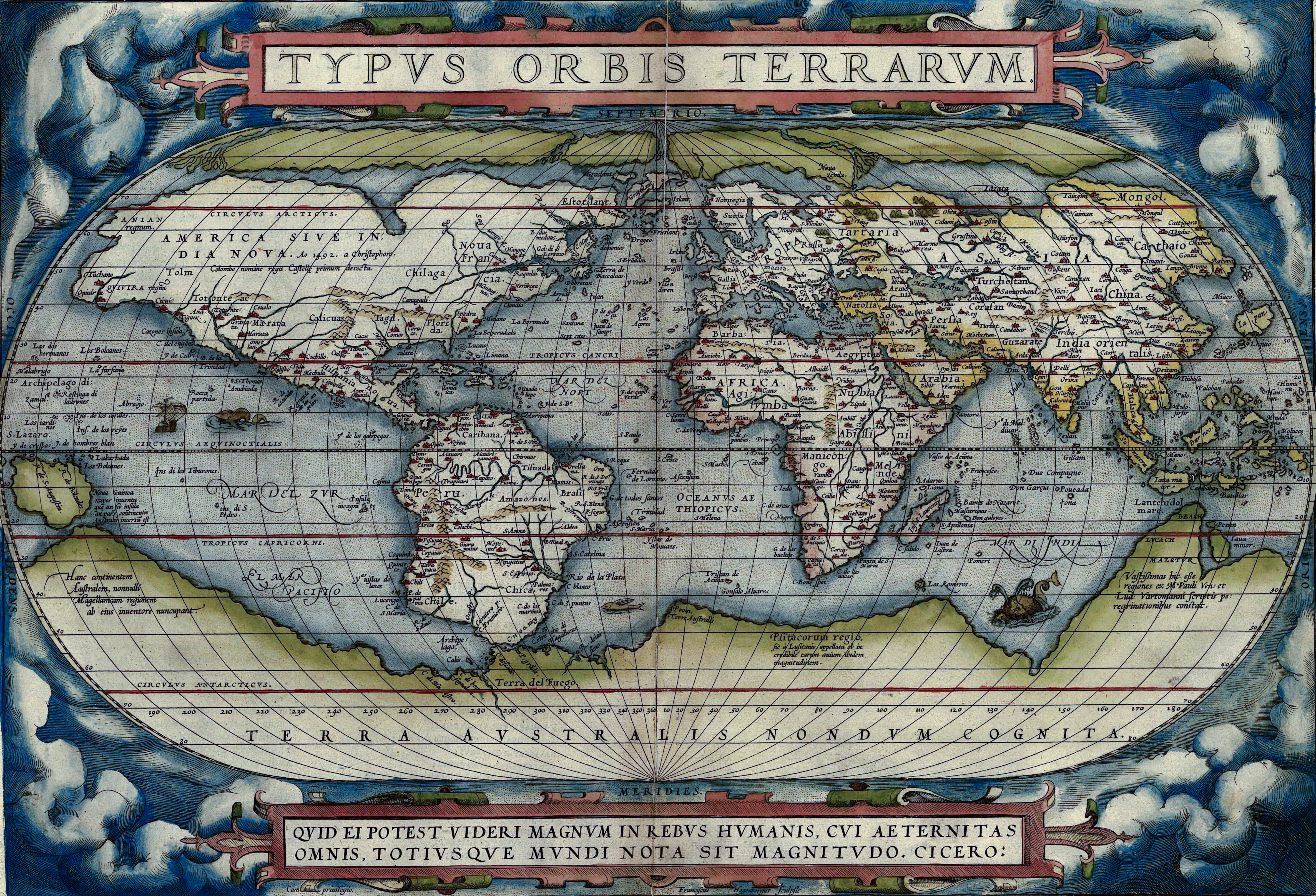
Mapamundi de Abraham Ortelius (1570), donde aparece la Terra Australis Incognita, este mapa como en el de Martin Waldseemüller es uno de los primeros que representa al "Nuevo Mundo" (América) separado de la Terra Incognita por el estrecho de Magallanes aunque el marino al servicio de España llamado Fernando de Magallanes en realidad lo que había descubierto era el estrecho interoceánico que hoy lleva su apellido, en cuanto a la real separación entre América y la Antártida, la misma fue descubierta en 1526 por el español Francisco de Hoces y por este motivo los expertos en geografía denominan al área oceánica en cuestión: Mar de Hoces.

El navegante español Gabriel de Castilla zarpó de Valparaíso en marzo de 1603 al mando de tres naves en una expedición encomendada por su primo hermano, el virrey del Perú Luis de Velasco y Castilla, para reprimir las incursiones de corsarios neerlandeses en los mares al sur. Al parecer esa expedición alcanzó los 64° de latitud sur. No se han hallado aún en archivos españoles documentos que confirmen la latitud alcanzada y si realizaron avistamientos de tierras, sin embargo, el relato del marinero neerlandés Laurenz Claesz (en un testimonio sin fecha, pero probablemente posterior a 1607), documenta la latitud y la época. Claesz declara que él:

ha navegado bajo el Almirante don Gabriel de Castilla con tres barcos a lo largo de las costas de Chile hacia Valparaiso, i desde allí hacia el estrecho [de Magallanes], en el año de 1604; i estuvo en marzo en los 64 grados i allí tuvieron mucha nieve. En el siguiente mes de abril regresaron de nuevo a las costas de Chile.

El 30 de abril de 1606 Pedro Fernández de Quirós tomó posesión de todas las tierras del sur hasta el Polo para la corona de España en la isla Espíritu Santo en Vanuatu, a la que llamó Austrialia del Espíritu Santo pensando que era parte de la Terra Australis Incognita.
Otra suposición es que en el siglo XVIII la península Antártica y los archipiélagos de las Antillas del Sur fueron frecuentemente visitados por cazadores de focas españoles e hispanoamericanos, quienes habrían ocultado los territorios en cuestión para evitar la competencia (en especial de los británicos). La presencia de estos cazadores estaría atestiguada por el encuentro de posibles restos de sus refugios en las costas orientales de la península Antártica.

### Consolidación española (1600-1776)

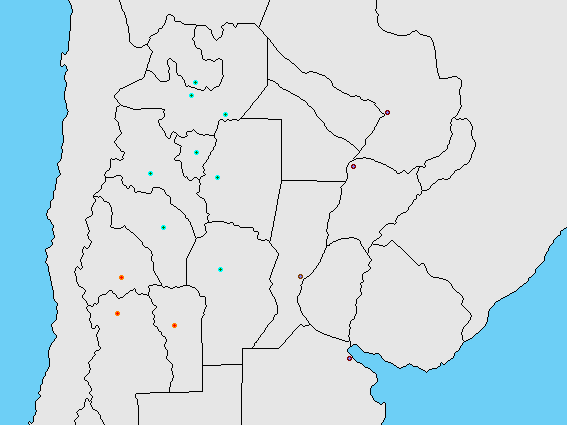
Mapa de las ciudades españolas fundadas en la Argentina y el Paraguay hasta el año 1600.

Al comienzos del siglo XVII las ciudades fundadas por los españoles no eran más que pequeñas atalayas de civilización europea esparcidas en un territorio muy vasto, y durante esos cien años fueron aumentando su influencia a través de encomiendas de la formación de estancias y de la fundación de ciudades, que iban alejándose progresivamente del Camino Real. Si bien eran comunes las refriegas fronterizas, no hubo grandes conquistas como en el siglo anterior: más bien se consolidó el dominio de los territorios ya conquistados.
En 1599 los jesuitas se instalaron en Córdoba, y en 1613 fundaron una universidad en esa ciudad. Al mismo tiempo fueron fundando asentamientos entre los indios guaraníes y guaycurúes. Las Misiones Jesuíticas estaban subordinadas a la Corona Española. Como cualquier otra ciudad española tenían un cabildo, un corregidor, alcaldes de primero y segundo voto, escribano, y todas las demás instituciones de la civilización española: la diferencia era que el corregidor y el resto de las autoridades eran casi siempre caciques.
En 1663, por orden del capitán general de las provincias del Río de La Plata y presidente de la Real Audiencia de Buenos Aires José Martínez de Salazar fue instituido el El Camino Real de Buenos Aires a Lima con dos vías principales: el Camino Real del Perú que seguía en líneas generales el itinerario de la actual Ruta Nacional 9 de la Argentina desde Buenos Aires, pasando por Córdoba, Santiago del Estero, San Miguel de Tucumán, Salta, San Salvador de Jujuy, Potosí, llegando hasta el Perú y el Camino Real del Oeste que continuaba hacia San Luis, Mendoza y Santiago en Chile y que recorría un trazado similar a la Ruta Nacional 7.
Comparada con otras partes de Latinoamérica, la esclavitud jugó un rol relativamente pequeño en el desarrollo de la economía argentina, debido principalmente a la falta de minas metalíferas y de plantaciones de caña de azúcar, que habrían demandado una enorme cantidad de mano de obra esclava. El Brasil colonial, por ejemplo, importó prácticamente 2.5 millones de africanos en el siglo XVII. En contraste, un estimado de 100 000 esclavos africanos arribó al puerto de Buenos Aires en los siglos XVII y XVIII; la gran mayoría de ellos estaban destinados a Paraguay, Chile y Bolivia. El mercado del Alto Perú facilitó la plantación de algodón en Santiago del Estero y el establecimiento de una incipiente industria textil, en la cual se elaboraba el algodón junto con la lana de caprinos, ovinos y auquénidos en los territorios de las actuales provincias de Santiago del Estero, Catamarca, Salta, La Rioja así como de talabartería en Tucumán. Por otra parte la ciudad de Córdoba se encontraba beneficiada al ser la encrucijada de las rutas que unían el oeste con el este y el norte con el sureste del virreinato.
Esta base económica, con un norte metalífero y un sur agrícola y portuario significó el desarrollo de un tránsito carretero que generalmente bajaba desde el Alto Perú hasta el puerto de Buenos Aires siguiendo el Camino Real, tal tránsito supuso por su parte la cría de mulas, también de caballos y asnos) la cual se realizaba principalmente en las ciudades del Tucumán y promovió la fabricación de carretas fabricadas en San Miguel de Tucumán y en la ciudad de Mendoza. La zona de las Misiones y el Paraguay fue sede de cultivos de yerba mate, cultivos iniciados por guaraníes y jesuitas. La yerba mate abastecía a casi todo el virreinato e incluso a la Capitanía General de Chile. Otros cultivos alimenticios surgieron merced a la demanda altoperuana: vinos (en Salta, Tarija, Cuyo, Córdoba), aguardientes y singanis; e incluso plantaciones de olivo, principalmente en La Rioja y Catamarca.
Un ejemplo de consolidación administrativa y territorial fue el establecimiento del Marquesado de Yavi en 1707: su capital estaba en la ciudad de Yavi, actual provincia de Jujuy; y se extendía por todo el norte argentino y el sur de Bolivia (Chuquisaca, Tarija, Orán, San Antonio de los Cobres, etc). Los marqueses tenían una enorme extensión de tierras y gozaban del reconocimiento perpetuo de sus encomiendas, que fueron declaradas inválidas por la Corte Suprema Argentina en 1877.
En Cuyo, llegando al siglo XVIII la mayor parte de los huarpes se había convertido al cristianismo, adoptando el idioma castellano. Esa fue la zona donde más rápido se dio la criollización de los pueblos originarios. Un resto de los huarpes al sur del río Diamante fue conquistado por los mapuches durante la araucanización.

Buenos Aires constituyó desde su fundación una estructura social altamente civilizada, un verdadero estado de derecho donde sin mengua de una indudable libertad, reinaba un orden jurídico desconocido entonces en casi todo el resto del mundo, inclusive en varios de los países europeos. (…) la propiedad inmobiliaria se mensuraba y se transmitía puntualmente por escritura pública, se escrituraban igualmente las dotes, sucesiones e informaciones varias, se registraba el nacimiento y el estado de las personas, tramitándose canónicamente los eventuales disensos, divorcios y nulidades, se pleiteaba con sujeción a procedimientos curiosamente similares a los actuales, (…) había hospitales y escuela públicos. (…) Esa sociedad era realmente autárquica: la Iglesia eran los vecinos, la Justicia y la administración general eran los vecinos, y el Ejército también eran los vecinos. Desde luego, venían algunos funcionarios de España, pero en la enorme mayoría de los casos no volvían más allá, se avecindaban, se nacionalizaban.
 Francisco Seeber, Solidez de la Estructura Social Argentina, revista Universitas No. 72/73, Septiembre-Diciembre de 1984

En 1749 se creó en el El Camino Real de Buenos Aires a Limael servicio de Correos y Postas por iniciativa de Domingo de Basavilbaso, que por este motivo es reconocido como el padre del correo argentino. La clave del nuevo servicio era la cadena de postas que jalonaban el camino.

### Conflictos con Portugal y Brasil (1680-1828)

Límites aproximados en 1811.

Entre 1680 y 1828, España y Portugal (seguidos de sus colonias independientes) tuvieron una serie de conflictos a lo largo de su frontera.
En 1680 el militar portugués Manuel de Lobo fundó la primera ciudad en el actual territorio uruguayo: Colonia del Sacramento. El gobernador español del Río de la Plata, José de Garro, pidió refuerzos a las ciudades de Tucumán, Corrientes, Santa Fe, y las misiones jesuitas: con ese ejército ocupó la ciudad. Al año siguiente el rey firmó un tratado con Portugal para devolverla, a condición de que no comerciaran con las ciudades españolas.
Cincuenta años más tarde, en 1723, el portugués Manuel de Freytas Fonseca fundó el fuerte de Montevidéu. Los españoles de Buenos Aires tomaron el fuerte y en 1726 Felipe V ordenó fortificarlo y poblarlo. La situación permaneció estática hasta 1762: en el contexto de la guerra de los Siete Años, los españoles de Buenos Aires volvieron a ocupar la ciudad, sin embargo la guerra terminó con la firma del Tratado de París (1763), en el que se fijó el retorno de la disputada colonia a Portugal. En 1777, con el Tratado de San Ildefonso, Colonia pasó otra vez al dominio Español.
Tras la Revolución de Mayo, las fuerzas portuguesas lanzaron una invasión de la Banda Oriental en 1811. Una segunda invasión en 1816 fue definitiva: la Provincia Oriental fue anexada por el Reino del Brasil y pasó a llamarse Provincia Cisplatina. En 1825 comenzó la guerra del Brasil, el Congreso de la Florida declaró la independencia de la Provincia Oriental y su reincorporación a las Provincias Unidas del Río de la Plata. En 1828 terminó la guerra y con ella finalizaron los principales conflictos limítrofes.

### Creación del Virreinato del Río de la Plata (1776-1814)
A lo largo del siglo XVIII, los cambios políticos llevados adelante por la Casa de Borbón que reemplazó a la Casa de Austria a partir del 16 de noviembre de 1700 en el Imperio español transformaron las dependencias americanas, hasta entonces «reinos» relativamente autónomos, en colonias enteramente dependientes de decisiones tomadas en España en beneficio de ella. Entre estas medidas se contó la fundación del Virreinato del Río de la Plata en 1777, que reunió territorios dependientes hasta entonces del Virreinato del Perú, y dio una importancia singular a su capital, la ciudad de Buenos Aires, que había tenido escasa importancia hasta ese momento.
En 1776, los españoles separaron el Virreinato del Perú, estableciendo entre otras nuevas zonas administrativas al Virreinato del Río de la Plata. La enorme superficie que abarcaba el virreinato del Perú dificultaba las tareas de gobierno, lo cual fue un poderoso motivo para su división. Buenos Aires se estableció como capital, por su creciente importancia como centro comercial y el valor del estuario del Río de la Plata como entrada hacia el interior del continente.
Este virreinato abarcó lo que hoy es la Argentina, Uruguay y Paraguay, así como también la mayor parte de la actual Bolivia. Según el censo ordenado por Carlos III, en 1778 el virreinato tenía una población de 186 526 habitantes. Córdoba tenía 44 506, La ciudad de Buenos Aires 37 679, mientras que Mendoza tenía un cuarto 8765. Era importante la población afroargentina, que superaba el 50 % en Santiago del Estero y Catamarca.
En un principio, la ciudad de Buenos Aires había sufrido serios problemas de aprovisionamiento de bienes básicos, ya que el comercio exterior era monopolizado por España y dicho país priorizaba el puerto de Lima, dado que en el Perú se extraían grandes cantidades de oro y plata para la metrópoli, productos ausentes en los alrededores de Buenos Aires. Como consecuencia, se produjo un fuerte desarrollo del contrabando. La principal producción de Buenos Aires por aquel entonces era el cuero.
España impuso el cristianismo y el idioma castellano. En toda la Hispanoamérica regían las costumbres y modas españolas, aunque las diferentes etnias y culturas criollas que integraron la población colonial también encontraron mecanismos para preservar algunos aspectos de sus patrimonios culturales, lingüísticos y religiosos, que muchas veces se fusionaron entre sí para generar nuevas manifestaciones culturales. La densidad de población en el Virreinato del Río de la Plata era baja, y hasta mediados del siglo XIX más de la mitad del territorio argentino actual estuvo habitado por las tribus indígenas.
España impuso en sus colonias americanas un sistema de castas con tres grupos principales, blancos, indios y negros, así como también los grupos derivados del mestizaje de los demás: mulato, mestizo, zambo. Los híbridos se consideraban «manchados» o de «sangre impura», pero existían diferencias entre ellos ya que, mientras la «sangre india» «manchaba» por tres generaciones, la «sangre negra» «manchaba» para toda la eternidad. En la cima del sistema de castas se encontraban los españoles peninsulares, considerados de «sangre pura» a los que se reconocía la mayor cantidad de privilegios, seguidos de los españoles americanos, conocidos como «criollos», descendientes legítimos de padre y madre españoles. Si bien existía una diferencia conceptual entre peninsulares y criollos, ellos no tenían ninguna diferencia de derechos: hubo varios criollos que fueron virreyes, en el Plata Vértiz. En el lugar más bajo de la escala social se encontraban los «negros» ocupando el último lugar aquellos nacidos en África.
Sin embargo, dicha separación no era tan estricta, y sus convenciones solían ser postergadas si las necesidades prácticas así lo requerían. Así, durante las Invasiones Inglesas se dieron armas y rangos militares a varios grupos que en circunstancias normales no podrían acceder a tales puestos, y la escasez de mujeres españolas promovió el mestizaje. Del mismo, y teniendo como una de sus bases económicas la ganadería extensiva o el acarreo y faena de grandes rebaños, surgieron los mancebos de la tierra ya en el siglo XVII y luego los gauchos, los cuales tendrían un rol decisivo en la gesta emancipatoria del siglo XIX.

### Descubrimiento, asentamiento y gobernación en las Islas Malvinas

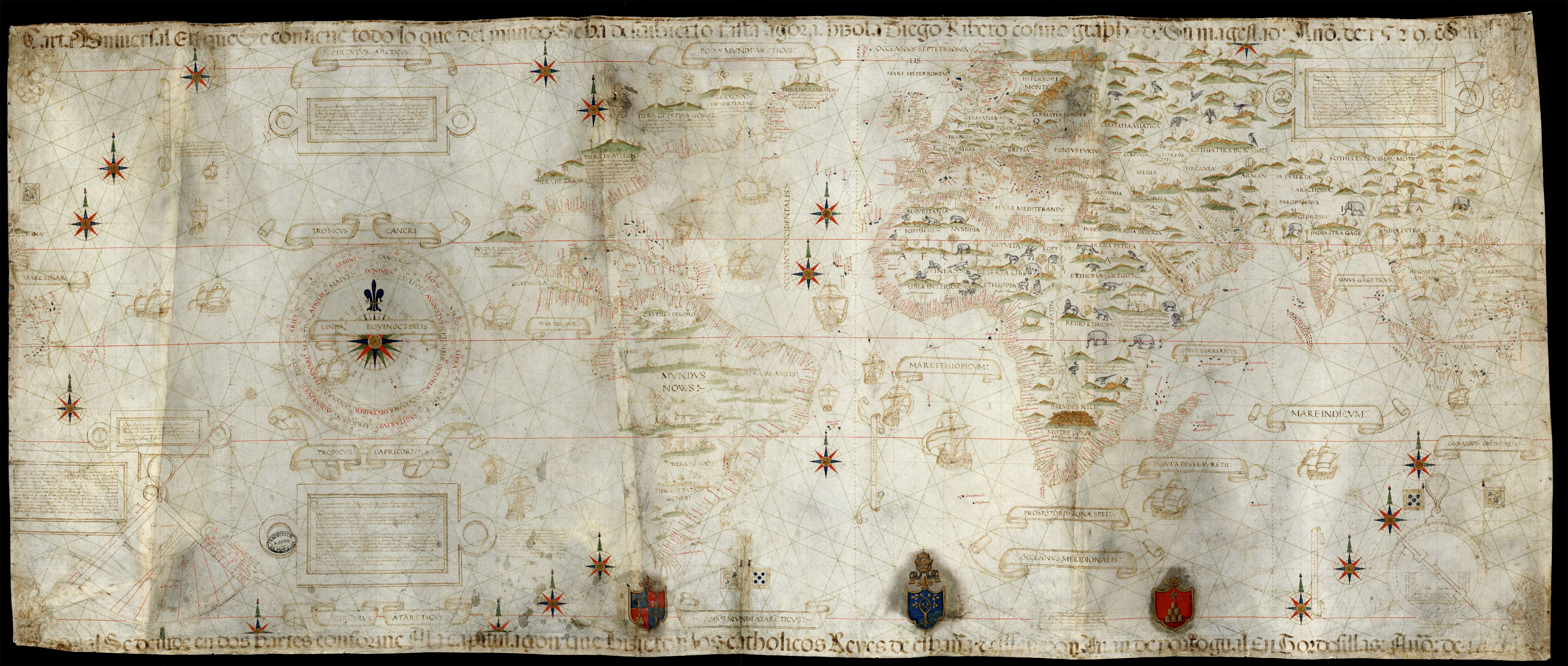
Mapamundi de Diego Ribero (1529), en el que se incluye a las Islas de San Antón en sorprendente concordancia geográfica con las islas Malvinas. Biblioteca Apostólica Vaticana, Ciudad del Vaticano.

Las bulas Inter Caetera y Dudum si Quidem de 1493 le adjudicaban al Reino de España «todas aquellas islas y tierras firmes, encontradas y que se encuentren, descubiertas y que se descubran hacia el mediodía», fijada en una línea a cien leguas de las islas Azores. Las Islas Malvinas, incluidas en las zonas aludidas por las bulas, fueron avistadas por primera vez en 1520 por Esteban Gómez con la nave San Antonio de la expedición española de Fernando de Magallanes. Las islas comienzan a aparecer en los mapas Pedro Reinel (1522-1523), Diego Rivero (1526-1527 y 1529), Islario de Santa Cruz (1541), Sebastián Gaboto (1544), Diego Gutiérrez (1561), Bartolomé de Olivos (1562), entre otros. Gran Bretaña afirma que las islas fueron descubiertas por John Davis en 1592.

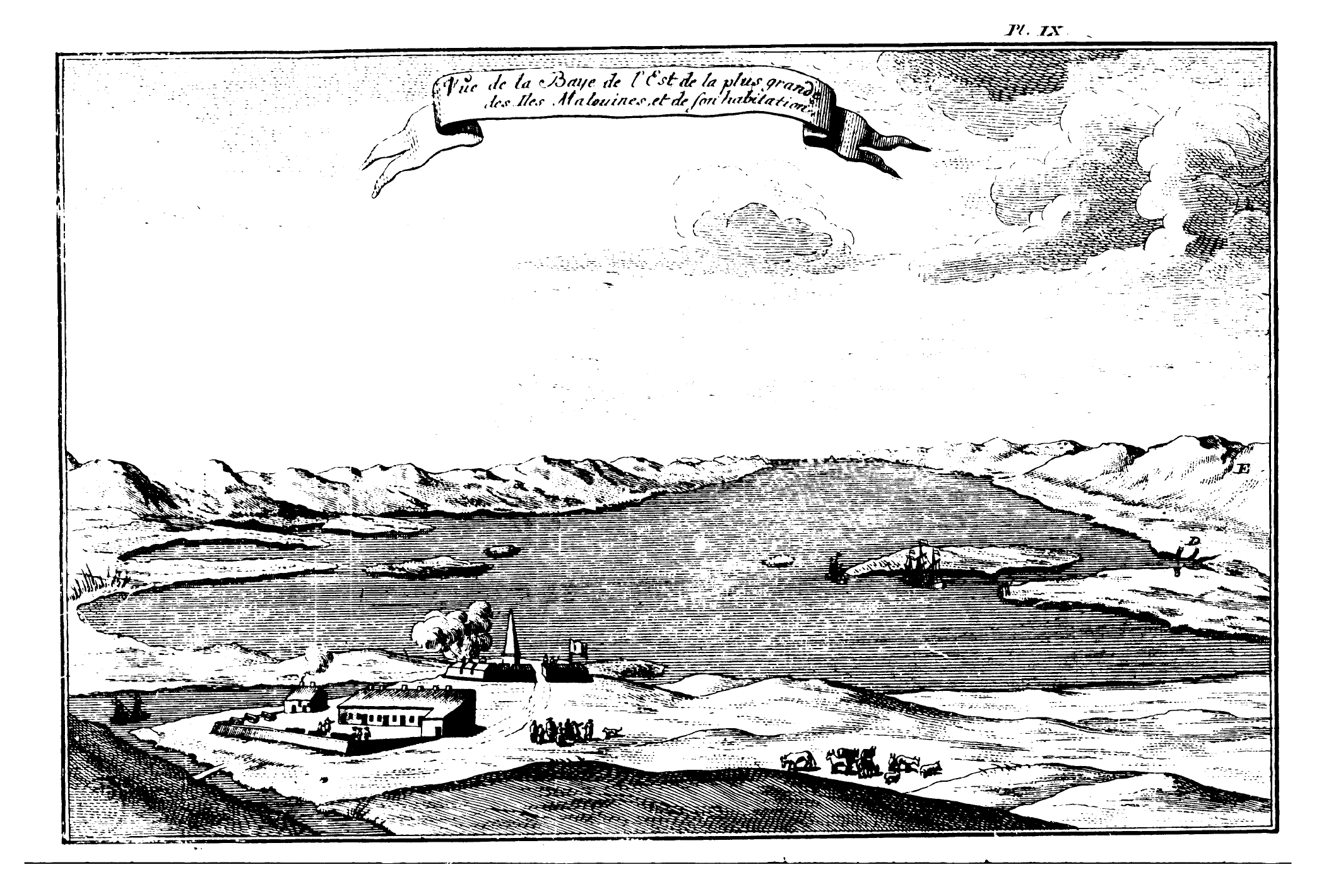
El original asentamiento de Puerto Soledad. Dom Pernety, 1769.

El 31 de enero de 1764 el francés Louis Antoine de Bougainville arribó a las islas, a las que nombró Illes Malouines debido a que los colonos que traía a las islas provenían de la ciudad francesa de Saint-Malo. El 17 de marzo fundó una colonia en la isla Soledad, a la que llamó Port Saint-Louis y el 5 de abril de 1764 tomó posesión formal del territorio en nombre de Luis XV. pero en 1765 España y Francia llegaron a un acuerdo para el reconocimiento de las Islas como posesión española que incluía una indemnización por gastos realizados a Louis Antoine de Bougainville. Por tal motivo, el 2 de octubre de 1766 el rey Carlos III de España dictó una real cédula por la cual creaba la Gobernación de las Islas Malvinas como dependencia del gobernador y capitán general de Buenos Aires, en ese momento Francisco de Paula Bucarelli y Uruzúa, nombrando al capitán de navío Felipe Ruiz Puente como primer gobernador del territorio. Así el primer poblado pasó de manos francesas a Españolas.
Al asumir Felipe Ruiz Puente como primer gobernador español de las Malvinas se instaló en Port Saint-Louis y procedió a construir varios edificios comunes como cocinas y cuarteles, y una capilla consagrada a Nuestra Señora de la Soledad, nombre que reemplazó al topónimo francés del puerto y derivó finalmente en el de toda la isla.
En este Puerto de Nuestra Señora de La Soledad se radicó la sede de gobierno de la Gobernación de las Islas Malvinas (posteriormente Comandancia). Los sucesivos gobernadores de las islas (hubo 18 en total) cumplieron la tarea de inspeccionar regularmente las costas; el lugar era habitualmente visitado por loberos y balleneros ingleses y norteamericanos. La población de las islas estaba compuesta por oficiales, soldados y presidiarios, estos últimos pertenecientes a la cárcel instalada en 1780.
Tras los primeros conatos independentistas en el virreinato, el gobernador de Montevideo, Gaspar de Vigodet decidió reunir todas las fuerzas militares de las que disponía a fin de enfrentar a los revolucionarios de Mayo, por lo que ordenó evacuar las Malvinas. En enero de 1811 España abandonó las islas con intenciones de volver, luego de 37 años de ocupación indiscutida y dejando también placas en el campanario de la capilla y en los edificios principales, en la que afirmaba su soberanía sobre las islas:

Esta isla con sus Puertos, Edificios, Dependencias y cuanto contiene pertenece a la Soberanía del Sr. D. Fernando VII Rey de España y sus Indias, Soledad de Malvinas 7 de febrero de 1811 siendo gobernador Pablo Guillén.

## Argentina parte del Puelmapu (1650-1880)

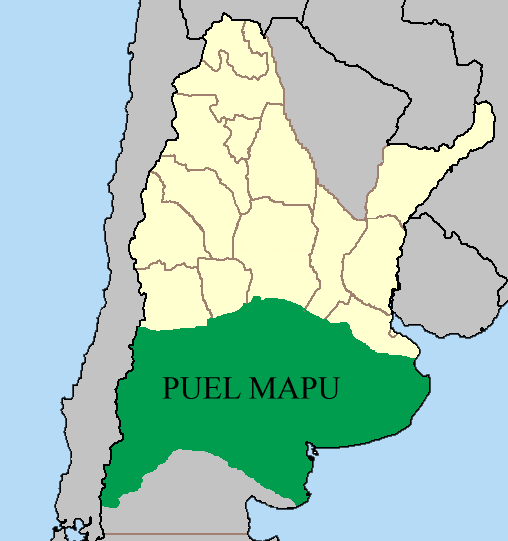
Mapa de Puelmapu en los siglos y, territorio mapuche al este de la Cordillera de los Andes surgido de la araucanización de dicho territorio y pueblos que lo habitaban. En el mapa además se muestran las fronteras nacionales actuales y los límites provinciales argentinos.

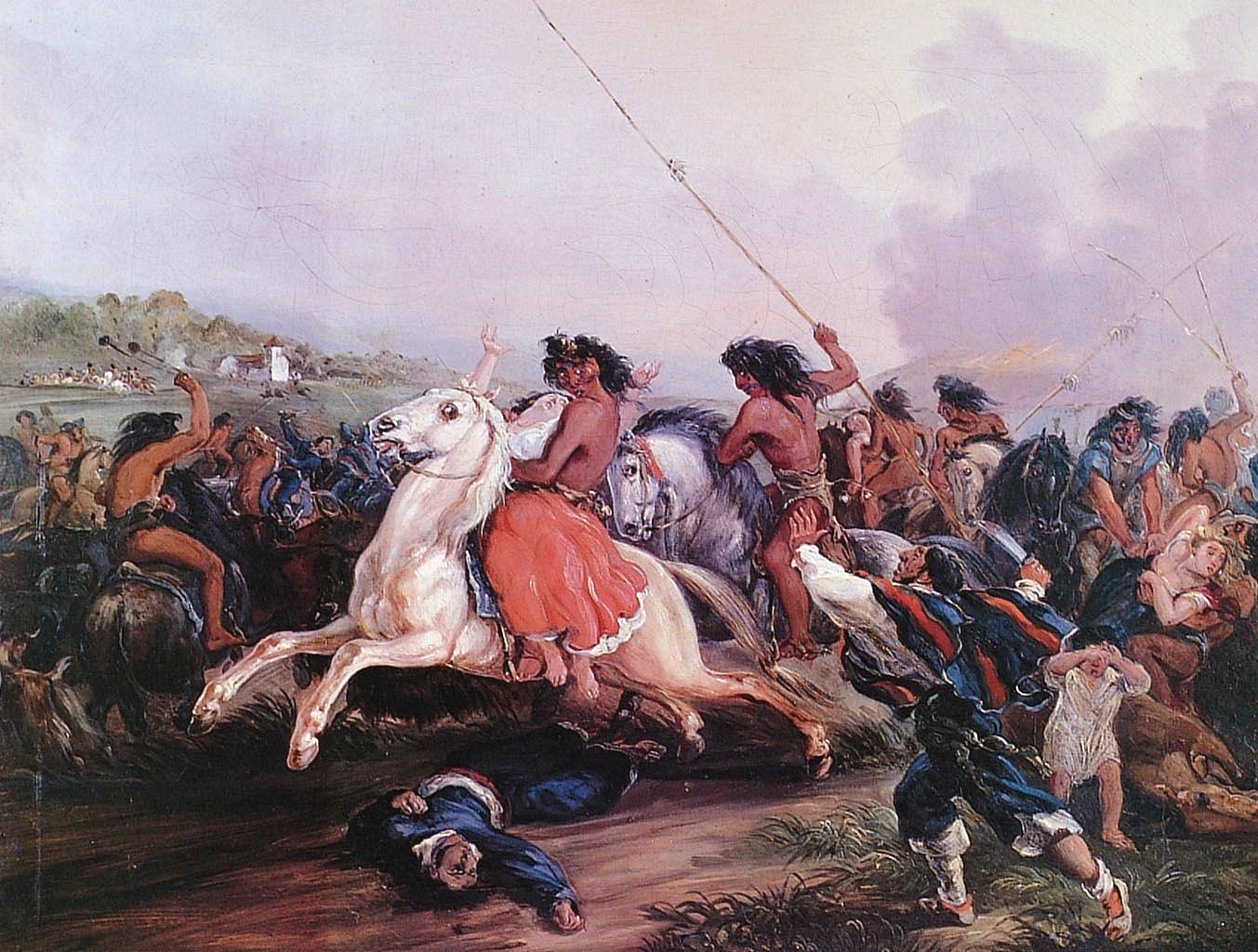
El malón (1845), de Mauricio Rugendas.

En los siglos XV y XVI los tehuelches, ubicados en las llanuras pampeano-patagónicas, comienzan a migrar hacia la zona cordillerana bajo dominio pehuenche, pertenecientes a la cultura mapuche. En la misma época los huarpes ubicados en el territorio actual de Mendoza se desplazan hacia el sur, estableciendo relaciones amistosas con los pehuenches.
A partir de 1608 las incursiones esclavistas en territorio del pueblo Cunco (sur actual chileno), perteneciente a la nación mapuche, comenzó a impulsar una migración a través del paso Pehuenche desde el lado occidental al lado oriental de la cordillera de los Andes, instalándose en la región y dando comienzo a lo que será conocido como el proceso de mapuchización de la cultura tehuelche.
Terminada la Guerra de Arauco en 1656 los mapuches comienzan a expandir su presencia en el norte de la Patagonia y la pampa, instalando fütalmapus o confederaciones, con sus correspondientes aillarehues (federaciones provinciales) y lovs (clanes). El proceso se consolidó en el siglo XVIII, asimilando culturalmente las parcialidades tehuelches y la adopción de la lengua mapudungun (que influirá también los dialectos españoles de la región), así como las leyes o admapu y costumbres mapuches.
La expansión de los pueblos indígenas por las llanuras pampeanas y patagónicas fue promovida por la adopción del caballo, introducido por los españoles, transformándose en hábiles jinetes. A medida que el territorio pampeano se fue poblando de animales vacunos salvajes, reorientaron su economía hacia la caza de vacunos, manzanas en el valle del actual río Negro o Currú Leuvú y también a la extracción de sal obtenida en las grandes salinas de la región, a la vez que establecieron nuevas rutas comerciales con el valle central de Chile. Uno de los asentamientos más importantes fue el de los ragkülche o ranqueles, que instalaron sus aillarehues a lo largo del río Chadileuvú, Salado o Desaguadero y el sector del Salinas Grandes, controlando la pampa.
El malón fue una táctica militar ofensiva empleada por araucanos, que consistía en el ataque rápido y sorpresivo de una nutrida partida de guerreros a caballo contra un grupo enemigo, ya fueran otros pueblos o parcialidades indígenas, o poblaciones, fortificaciones y estancias de los criollos, con el objetivo de matar adversarios y saquear para hacerse con ganado, provisiones y prisioneros, sobre todo mujeres jóvenes y niños.
El malón fue utilizado en la extensa área de la frontera sur de la entonces Capitanía General de Chile y del Virreinato del Perú y del posterior Virreinato del Río de la Plata, que eran jurisdicciones políticas dependientes de la Corona española, perviviendo hasta comienzos del siglo XX en los territorios de los nuevos estados surgidos a consecuencia de la independencia de Argentina y Chile.
En 1790 el Imperio Español celebró el primero de tres tratados con los mapuches relativos al Puel Mapu (Tratado de Paz con el Cacique Callfilqui de 1790, Tratado de Paz con los Indios Ranqueles de 1796 y el Tratado entre los Pehuenches y la provincia de Mendoza 1799), que complementaban los que venían celebrando con el sector mapuche del otro lado de la cordillera.
Aunque en los textos de Bartolomé Mitre y de Estanislao Zeballos o en las cartas y documentos de Juan Manuel de Rosas, que son de la época, no existe la palabra mapuche, se habla solo de pampas, puelches, ranqueles, etc., se cree que los mapuches terminaron conformando en el siglo XVIII una zona de influencia llamada Puelmapu o Puel Mapu, que se extendía desde la cordillera de los Andes, el río Limay y el Curu Leuvu o río Negro por el sur, en la región del Neuquén, hasta el río Cuarto por el norte y el océano Atlántico por el este. El Puel Mapu ya figura constituido en el Parlamento de Lonquilmo de 1784.
La gran migración mapuche a la pampa y la Patagonia atlántica, comenzó en 1833.

## Surgimiento de la República (1810-1852)
La tradicional historiografía latinoamericana y argentina ha interpretado que los movimientos de independencia de las colonias españolas iniciados a comienzos del siglo XIX, constituyeron un momento de ruptura con el colonialismo occidental, que dio paso a la creación de estados-nación independientes de los imperios europeos. Distanciados de esa visión, varios científicos sociales sostienen que los procesos de independencia política, no rompieron con los procesos profundos de la colonialidad, creando "estados criollos republicanos" o "estados coloniales", independientes pero que mantuvieron las lógicas racistas de exclusión que caracterizó al colonialismo, tanto en el orden interno, como global.
En 1806 y 1807, en el marco de las Guerras Napoleónicas en Europa, tuvieron lugar las Invasiones Inglesas al Río de la Plata. Sir Home Riggs Popham y William Carr Beresford encabezaron la primera, que desembarcó en la zona de Quilmes y tomó el control de la ciudad de Buenos Aires durante 45 días hasta su expulsión por parte de un ejército proveniente de Montevideo encabezado por Santiago de Liniers. En 1807 un segundo ataque aún más grande (de unos 8000 soldados), encabezado por John Whitelocke, logró ser resistido con éxito.
El conflicto tuvo consecuencias políticas: se creó un quiebre del derecho institucional vigente en el virreinato; el virrey Rafael de Sobremonte fue destituido por huir durante la invasión, y el victorioso Liniers fue elegido por aclamación popular, sin intervención directa del Rey de España. Durante el segundo conflicto, los soldados eran insuficientes y no podía contarse con el auxilio de la metrópoli, por lo que sectores postergados de la población recibieron armamento y mando de tropas. Esto les permitió tener mayor injerencia en los asuntos de la vida pública. Entre ellos se destacaba el Regimiento de Patricios, compuesto por criollos y comandado por Cornelio Saavedra.

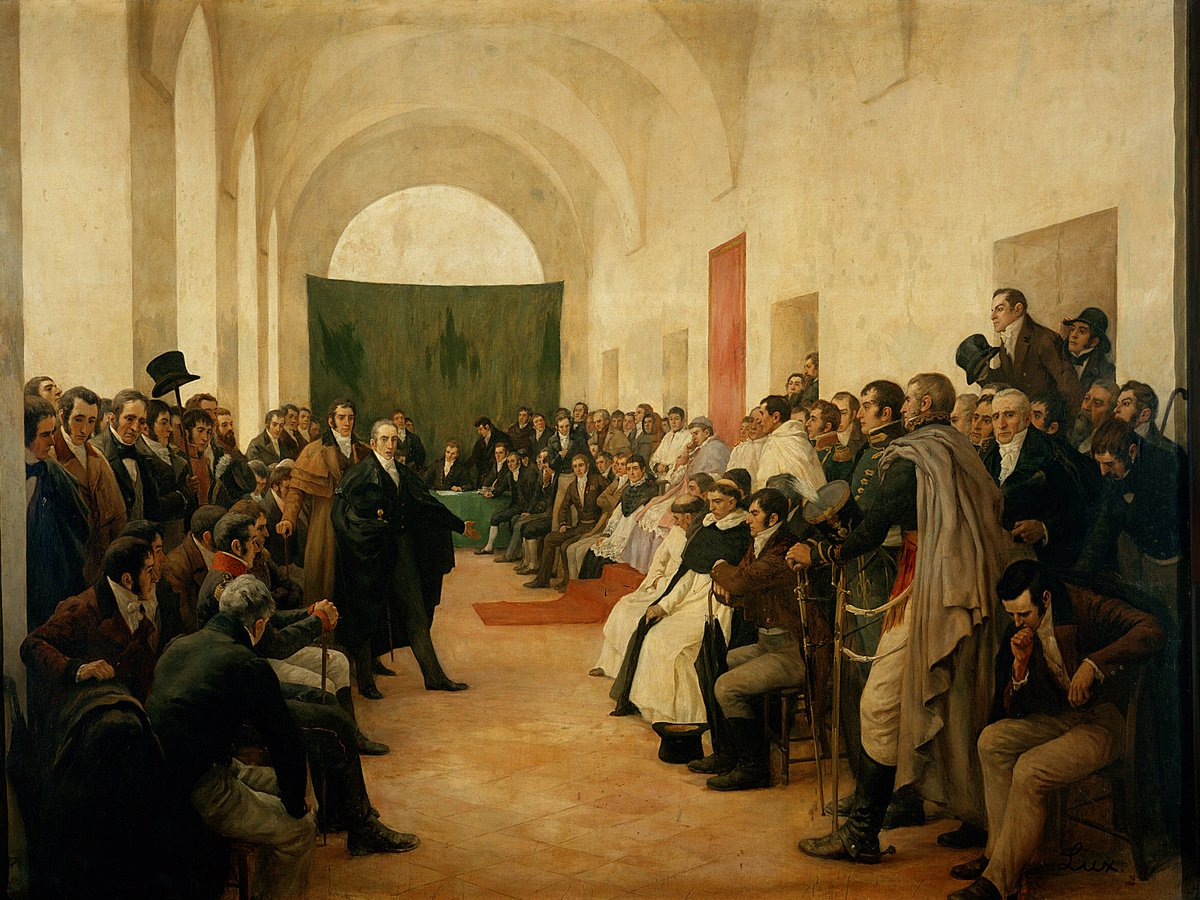
El Cabildo Abierto del 22 de mayo de 1810.

La Independencia de los Estados Unidos (1776), la Revolución francesa (1789) y las nuevas ideas de la Ilustración, se combinaron con las tradiciones de lucha de criollos, indígenas y afroamericanos contra el Imperio español para impulsar las ideas de libertad, igualdad e independencia en Latinoamérica.
La Revolución de Mayo de 1810 destituyó y expulsó al virrey Baltasar Hidalgo de Cisneros, y proclamó, tras un Cabildo Abierto, el primer gobierno formado en su mayoría por criollos en las Provincias Unidas del Río de la Plata, denominado la Primera Junta.
Entre 1810 y 1820 se sucedieron dos juntas de gobierno, dos triunviratos y el Directorio, una forma unipersonal y centralista de gobierno. En este período, la principal preocupación de los gobiernos era consolidarse en el orden interno y enfrentar la resistencia de los Ejércitos realistas en América (defensores del statu quo y del mantenimiento de los lazos que unían estas regiones a la Corona española). En 1816 se declaró la independencia de las Provincias Unidas de América del Sur en el Congreso de Tucumán.

### Campaña libertadora

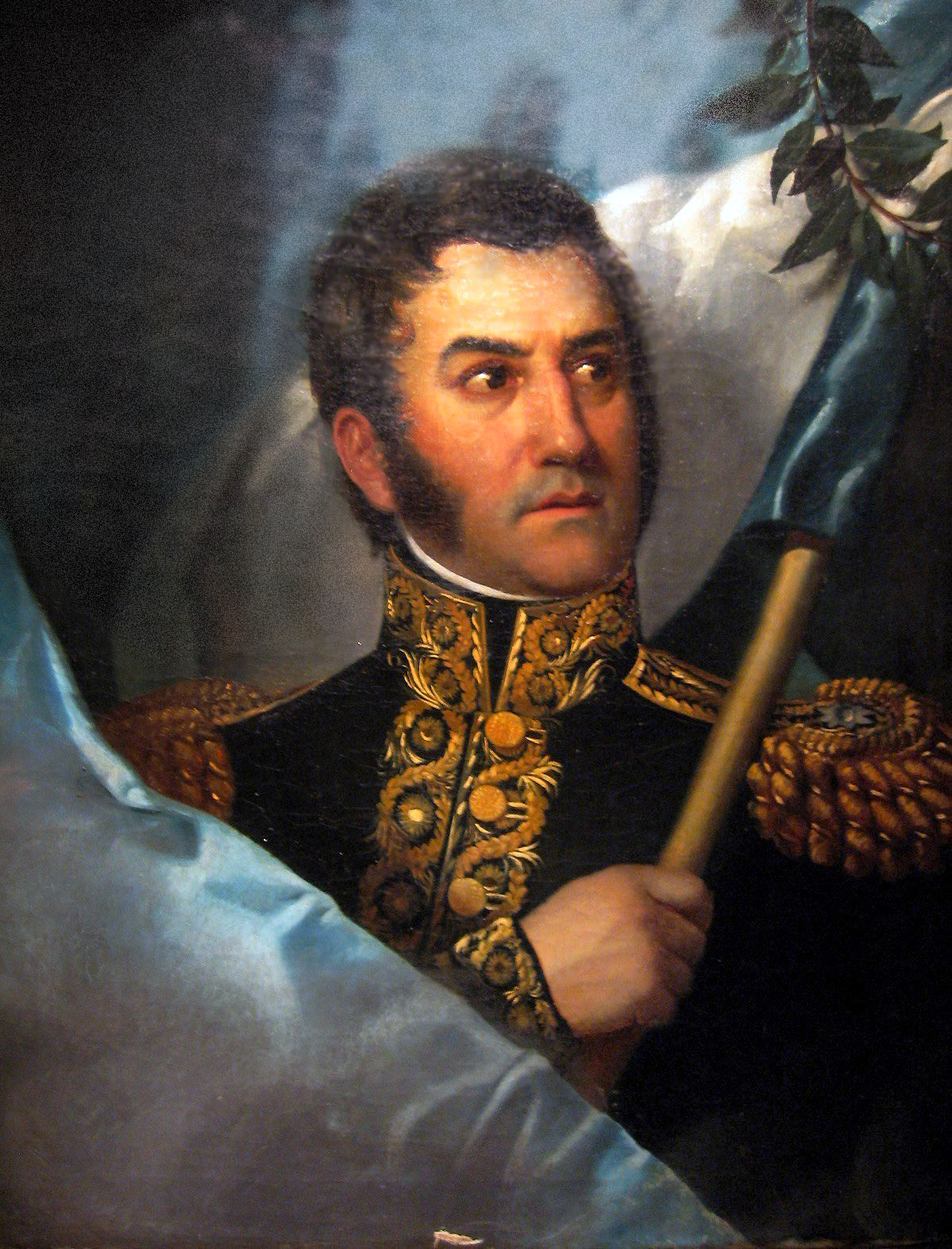
Retrato de José de San Martín. 1828

José de San Martín, Manuel Belgrano y Martín Miguel de Güemes fueron algunos de los principales comandantes patriotas en la guerra de independencia. A Belgrano se le encargó la dirección del Ejército del Norte y, aunque fue derrotado por los realistas, sentó las bases para que el Paraguay formase un gobierno propio, en 1811. En 1812 creó la bandera de la Argentina y dirigió el Éxodo Jujeño, tras lo cual se impuso a los españoles en las batallas de Piedras, Tucumán y Salta.
En 1816, San Martín organizó el Ejército de los Andes conformado por 4000 hombres y, desde 1817 hasta 1822, encabezó las campañas libertadoras que llevarían a la independencia de Chile y Perú. Al mismo tiempo, Simón Bolívar independizaba a la Gran Colombia, completaba la independencia de Perú y liberaba a Bolivia (1824), el último bastión del dominio español en Sudamérica.
El Estado argentino considera a San Martín como el mayor héroe militar de su independencia y lo honra con el título de «Padre de la Patria». Entre las mujeres se destacaron Mariquita Sánchez de Thompson, organizadora de cenáculos patrióticos y precursora del feminismo, y Juana Azurduy, militar heroína de la lucha por la independencia en el Alto Perú y primera generala del Ejército Argentino, ascendida post-mortem en 2009.

### Campañas en el extranjero
El franco-argentino Hippolyte Bouchard luego llevó su flota para hacer la guerra contra España en el extranjero y atacó la California española, la Chile española, la española Perú y la española Filipinas. Consiguió la lealtad de los filipinos fugitivos en San Blas que desertaron de los españoles para unirse a la armada argentina, debido a los conflictos entre argentinos y filipinos contra la colonización española. Un hermano del libertador de Argentina, Juan Fermín de San Martín, también fue inmigrante a Filipinas. En una fecha posterior, el Sol de mayo de los argentinos fue adoptado como un símbolo por los filipinos en la Revolución filipina contra España. Bouchard, también obtuvo el reconocimiento diplomático de Argentina por parte del rey Kamehameha I del Reino de Hawái. El historiador Pacho O'Donnell afirma que Hawái fue el primer Estado que reconoció la independencia de Argentina.

### La Gran Guerra civil (1814-1880)
Desde antes de 1820, específicamente desde 1814 con la creación de la Liga Federal, unitarios y federales se disputaron el gobierno y la economía del país a través de una serie de guerras civiles. Con la Batalla de Cepeda, un triunfo federal, comenzó el Período de las Autonomías Provinciales; la unión entre las provincias solo se mantuvo gracias a los «tratados interprovinciales». Las luchas internas —en general, las del interior contra Buenos Aires— se mantuvieron por más de 60 años. Los caudillos dominaron el mapa político a mediados del siglo XIX, dirigiendo grandes ejércitos propios, y en muchos casos gobernando sus provincias.
Entre 1820 y 1824 gobernó Buenos Aires Martín Rodríguez, cuyo ministro Bernardino Rivadavia realizó reformas —como la primera ley electoral en 1821, aplicada solo a la provincia de Buenos Aires— y con el fin de incrementar las arcas del Estado firmó un empréstito con la Baring Brothers y se apoderó de todos los bienes que pertenecían a las órdenes religiosas, incautó los bienes del Santuario de Luján, de los de la Hermandad de Caridad, del Hospital de Santa Catalina y otros. En defensa de los bienes de la Iglesia católica en Argentina y el anticatolicismo de Rivadavia, el 19 de marzo de 1823 estalló la "Revolución de los Apostólicos" encabezada por Gregorio García de Tagle pero fracasó después de horas de lucha.
Los despojos arbitrarios y unilaterales de la administración rivadaviana junto con el rol de la Iglesia católica en la génesis de la nacionalidad son causa de la reparación que fundamenta el actual sostenimiento del culto reglamentado por la Ley 21.540 sobre la "Asignación a determinados dignatarios pertenecientes al Culto Católico Apostólico Romano".
En 1824, Juan Gregorio de Las Heras sucedió a Rodríguez como gobernador de Buenos Aires, que reunió el Congreso, por el cual se pretendió unificar el país.
En 1825, con el apoyo del gobierno argentino, un grupo de orientales y de otras provincias, llamados los Treinta y Tres Orientales, liderados por Juan Antonio Lavalleja, ingresó en la Provincia Oriental para desalojar a los ocupantes brasileños quienes, con la posterior ayuda de Fructuoso Rivera, en pocos meses lograron retirar al ejército brasileño y, el 25 de agosto, en el Congreso de Florida, declararon la independencia del territorio oriental del Brasil y su unificación con las provincias que conformaban las Provincias Unidas del Río de la Plata o Argentina. Brasil declaró la guerra a Argentina. En 1826, el Congreso nombró presidente a Rivadavia, de tendencia centralista, que continuó con la política económica librecambista que venían llevando adelante los gobiernos porteños, y que tiene su base en las ganancias que genera el puerto de Buenos Aires.

### Las Malvinas con bandera argentina (1820-1833)

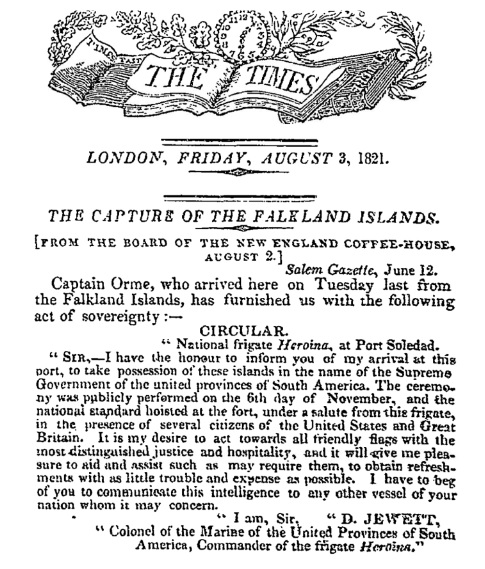
La toma de posesión argentina de 1820 se conoció en el Reino Unido a través de los informes del célebre explorador británico James Weddell. La noticia también fue publicada en The Times el 3 de agosto de 1821. El Reino Unido no protestó la ocupación argentina en 1820, ni realizó reserva de soberanía al firmar el (aún vigente) Tratado de amistad, comercio y navegación de 1825.

La Argentina sostiene que, con su independencia, heredó los derechos de España en virtud del principio uti possidetis iuris, por lo que ejerció un «dominio eminente» a partir de 1810. Al reconocer España la independencia argentina en 1859, reconoció en forma explícita y retroactiva al 25 de mayo de 1810 los derechos de Argentina sobre el territorio heredado, que incluyen a las Malvinas.
El 6 de noviembre de 1820, el coronel estadounidense al servicio de las Provincias Unidas del Río de la Plata, David Jewett, al comando de la fragata Heroína realizó en Puerto Soledad la toma de posesión de las islas Malvinas en nombre del Gobierno de esas Provincias Unidas, que era el nombre de la Argentina usado entonces.
Jewett hizo izar por primera vez la bandera de Argentina en el territorio y repartió comunicaciones al respecto a los cazadores de lobos marinos y de ballenas, que de varias nacionalidades estaban allí. El explorador británico James Weddell fue testigo del hecho.
La noticia tuvo difusión en la prensa de Europa. Las islas quedaron bajo pacífica posesión de las Provincias Unidas hasta la ocupación británica de 1833.
El 2 de febrero de 1825 el Reino Unido firmó un tratado de amistad, comercio y navegación mediante el cual reconoció la independencia de las Provincias Unidas y la existencia de un ámbito territorial propio de ella, incluyendo las Malvinas, que habían tomado posesión en 1820, y ejercido otros actos de soberanía incluyendo el nombramiento y la instalación de autoridades. Además se debe sumar que en el tratado el Reino Unido no expresó pretensión alguna a las islas y que el tratado implicó la admisión de las consecuencias jurídicas de tal reconocimiento.
El 10 de junio de 1829, con el fin de reforzar la presencia del Estado argentino, el gobernador delegado de Buenos Aires, Martín Rodríguez, y su ministro Salvador María del Carril, por intermedio de un decreto ley crearon la Comandancia Política y Militar de las Islas Malvinas y adyacentes al cabo de Hornos en el Mar Atlántico, con sede en la isla Soledad y con jurisdicción sobre las islas adyacentes al cabo de Hornos que dan hacia el océano Atlántico Sur. Luis Vernet fue el primer titular del cargo.
El 5 de febrero de 1830 nació en Puerto Soledad Matilde Vernet y Sáez. La hija de Vernet fue la primera persona de la que se tenga registro en nacer en las Malvinas y primer descendiente de argentinos antes de la ocupación británica del territorio en 1833.
La presencia argentina en las Islas Malvinas terminó 3 de enero de 1833 a través de una operación militar del Reino Unido de Gran Bretaña e Irlanda que tomó el control de las islas luego de que el 20 de diciembre de 1832 la corbeta estadounidense USS Lexington destruyera las defensas militares del asentamiento argentino de Puerto Soledad, en la isla homónima. A pesar de estar en relaciones de paz con la Confederación Argentina, el Reino Unido, con dos buques de guerra desalojaron a la guarnición argentina de 26 soldados, quienes fueron expulsados dos días después. Desde entonces, las islas han estado bajo dominio británico, excepto durante el breve período de la Guerra de Malvinas en 1982.

### Presidencia de Rivadavia y guerra con el Brasil (1826-1828)

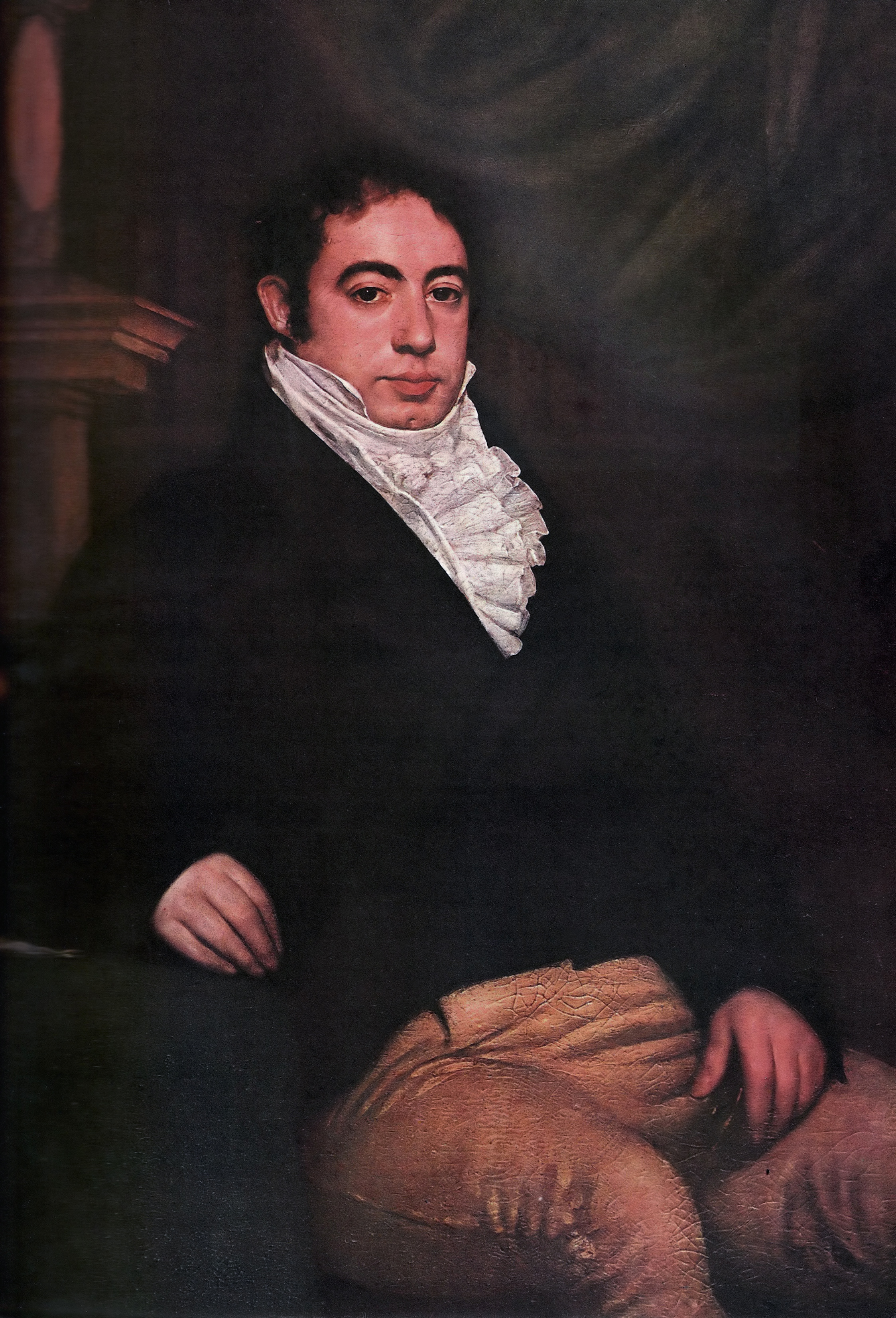
Retrato de Bernardino Rivadavia, durante su estadía como enviado diplomático en Londres

En 1826, los representantes de las provincias de la antigua unión se vieron en la necesidad de reunirse para lograr un frente unificado contra el Brasil. Rivadavia, de trayectoria diplomática en Europa y conocida su obra como ministro de Gobierno de Martín Rodríguez, fue elegido presidente por treinta votos contra cinco. Durante su mandato encaminó a las Provincias Unidas a su unidad, anhelada por él, y necesaria en el momento.
El 9 de febrero de 1826, el presidente envió al Congreso el proyecto de Ley de Capital, pues para gobernar el país necesitaba un espacio territorial desde donde hacerlo. Fue aprobado por 25 votos. En contra, se manifestaron 14. La ley establecía como capital del Estado a la ciudad de Buenos Aires, ampliando sus límites territoriales. La capital no estaba sujeta a la subordinación de la provincia. Con el resto de Buenos Aires, se creaba una nueva provincia, que perdía su ciudad cabecera, su puerto, y por lo tanto sus ingresos económicos más fuertes.
Otra ley fue la de creación del Banco Nacional, cuyo nombre oficial fue Banco de las Provincias Unidas del Río de la Plata, con un capital de 10 000 000 de pesos. Este se integraba con 3 000 000 provenientes de un préstamo realizado por la provincia de Buenos Aires, 1 000 000 del Banco de Descuentos, y una suscripción anual para integrar acciones por un monto de $ 200 cada una. La administración del Banco estaría a cargo de un Directorio.
El 18 de mayo de 1826, se dictó la Ley de Enfiteusis por la cual las tierras públicas cuya venta había sido prohibida por estar afectadas a la garantía de la deuda con Inglaterra, se entregaban en enfiteusis por no menos de 20 años, contados a partir del 1 de enero de 1827.
La culminación normativa fue la Constitución de 1826. En sus 191 artículos agrupados en 10 secciones, organizaba al país bajo el sistema representativo, republicano y unitario. En la última sección se imponía la presentación del texto constitucional a la aprobación de las provincias y de la capital. Las primeras se manifestaron en desacuerdo. Esta oposición fue el golpe final para el Congreso. Rivadavia fomentó las sociedades por acciones, con capitales británicos, para la explotación de recursos minerales.
En lo que hace a la guerra, si bien al comienzo de las hostilidades las fuerzas imperiales eran mayores a las republicanas, las Provincias Unidas derrotaron a Brasil en muchas batallas en una lucha de tres años por tierra y mar; siendo la Batalla de Ituzaingó, la más importante. Sin embargo, los problemas económicos y políticos generados en ambos estados, en especial, el bloqueo de la Armada de Brasil al puerto de Buenos Aires y el impase en tierra (dado que Colonia del Sacramento y Montevideo estuvieron bajo el control de Brasil durante todo el conflicto) aconsejaron iniciar las tratativas de paz. En 1827, el ministro plenipotenciario argentino Manuel José García, excediéndose en su misión, firmó un acuerdo preliminar de paz con los brasileños que reconocía la soberanía del Imperio sobre la Provincia Oriental y se comprometía a pagarle a Brasil una indemnización de guerra. El presidente Rivadavia lo declaró como el «tratado deshonroso», rechazándolo y presentando su renuncia.
El conflicto continuó hasta el 27 de agosto de 1828, cuando los representantes del gobierno de la República de las Provincias Unidas del Río de la Plata, y el Emperador del Brasil, firmaron la Convención Preliminar de Paz, que acordó la independencia de la Provincia Oriental y el cese de las hostilidades.

### La Época de Rosas (1829-1852)

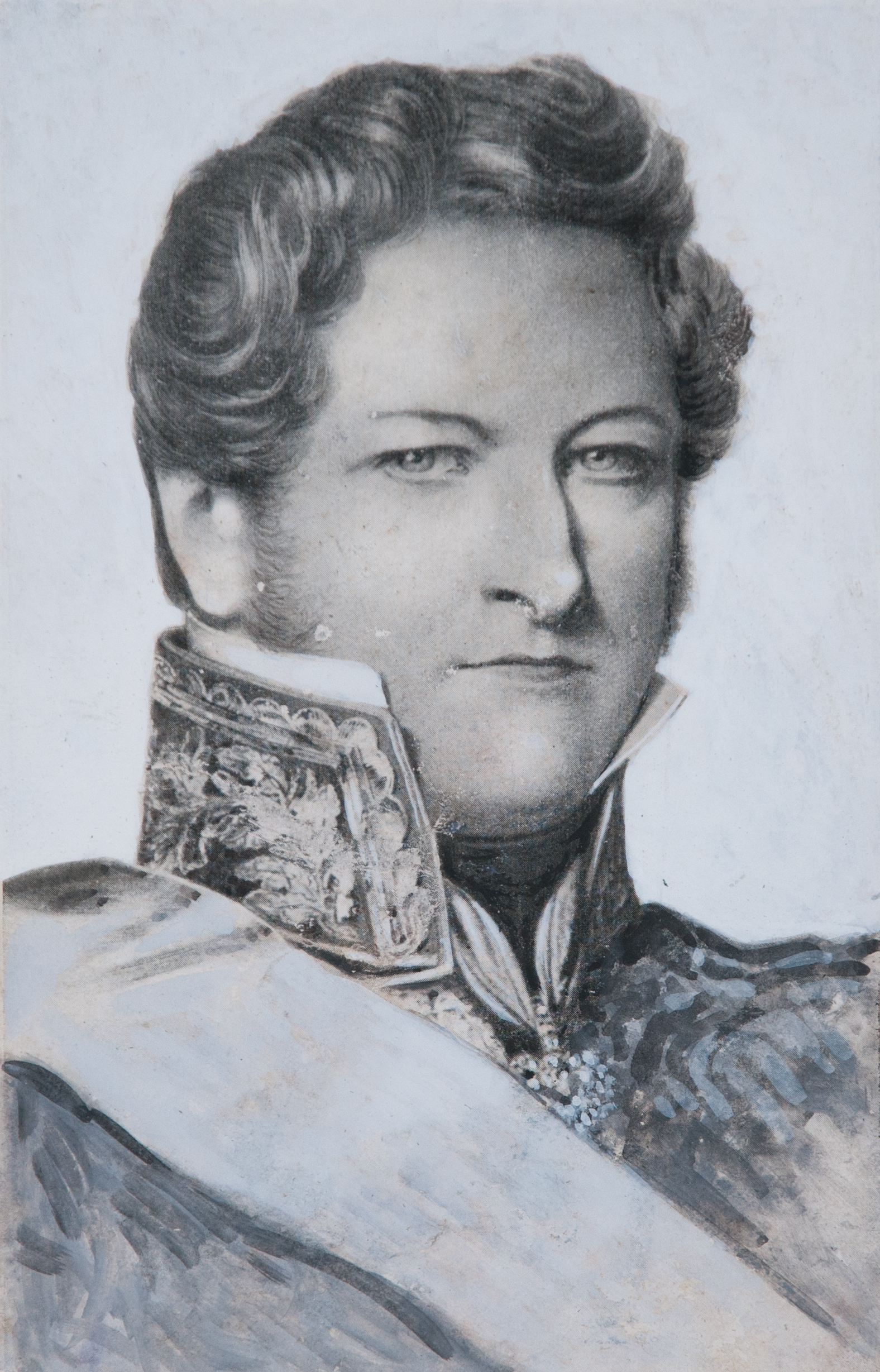
Retrato del Brig. Gral. Juan Manuel de Rosas 1845

En 1829 Juan Manuel de Rosas, federal y porteño, asumió el gobierno de la provincia de Buenos Aires, con «Facultades Extraordinarias», y conservando la delegación de las relaciones exteriores por parte de las demás provincias. Gobernó hasta 1832 con mano de hierro y fuertes rasgos personalistas. Realizó una campaña en la Patagonia, donde luchó contra algunas tribus indígenas y negoció con otras, para ampliar la frontera hacia el sur del país. Desde 1832 hasta 1835 se sucedieron tres gobernadores débiles: Juan Ramón Balcarce, Juan José Viamonte y Manuel Vicente Maza. Los tres renunciaron por presión del rosismo, y el último a causa del asesinato del caudillo Facundo Quiroga en Barranca Yaco, ideado por los hermanos cordobeses Reynafé. En 1833, Gran Bretaña comenzó la ocupación de las Islas Malvinas.
En 1835, en medio de esta anarquía, Rosas fue elegido gobernador de Buenos Aires, con el agregado de tener la "Suma del Poder Público", es decir, los tres poderes del Estado resumidos en su persona. Un posterior plebiscito popular legitimó en forma amplia su designación. Inició una política económica proteccionista, aunque sin fomentar en forma explícita nuevas industrias, y realizó pactos interprovinciales (como el Pacto Federal). También impuso medidas que favorecían a sectores populares como la prohibición total de la compraventa y el tráfico de esclavos negros, que ya habían adquirido la libertad de vientres luego de la revolución de mayo. Inició un régimen que se caracterizó por la persecución de los opositores —bajo el lema «¡Mueran los salvajes unitarios!»— que en muchos casos fueron ejecutados, asesinados u optaron por exiliarse en países limítrofes. Su política centralista desató sublevaciones en su contra en el Interior del país y su autoritarismo generó la oposición de los romanticistas de la «Generación del 37», grupo de jóvenes intelectuales influyentes, entre ellos Juan Bautista Alberdi, Esteban Echeverría, y Domingo Faustino Sarmiento, que desde el Salón Literario criticarán con dureza al régimen.
Entre 1838 y 1840, Rosas enfrentó el bloqueo francés, establecido por el rechazo a aceptar beneficios para ciudadanos franceses. La acción promovió revueltas y unificó a la oposición pero fue levantada, resultó fortalecido Rosas, quien luego venció a la poderosa Coalición de las provincias del Norte y sitió Montevideo entre 1843 y 1851 para ayudar al expresidente uruguayo derrocado Manuel Oribe. Luego en 1845, resistió el Bloqueo naval Anglo-Francés en la Batalla de la Vuelta de Obligado, y logró aplastar una última sublevación de la provincia de Corrientes.
En sus últimos años de gobierno, las renuncias de Rosas se repitieron de manera simbólica; el caudillo entrerriano Justo José de Urquiza aceptó una de ellas con su denominado "Pronunciamiento" y decidió asumir él mismo las Relaciones Exteriores de su provincia. El porteño reaccionó con furiosas invectivas, pero su reacción militar fue insuficiente: se enfrentaron en la Batalla de Caseros el 3 de febrero de 1852. En esta batalla, la más grande de la historia sudamericana, el Ejército Grande de 30 000 hombres comandados por Urquiza, (que incluía tropas de Brasil, Uruguay, Entre Ríos, Corrientes y exiliados políticos), derrotó al ejército federal de 22 000 hombres.
Rosas inició su exilio en Inglaterra. Quince días después, el general victorioso entró en Buenos Aires en un desfile, seguido por fusilamientos de las figuras importantes del rosismo.

### Primeras expediciones a la península antártica
En 1815 el comodoro de marina irlandés al servicio de las Provincias Unidas del Río de la Plata, Guillermo Brown, emprendió una campaña para hostigar a la flota española en el océano Pacífico y al transponer el cabo de Hornos con los navíos Hércules y Trinidad los vientos los llevaron hasta el paralelo 65° S. En la memoria naval institucional llamada Acciones navales de la República Argentina, 1813-1828, Brown escribió:

Después de dar vuelta el cabo de Hornos y de soportar los vientos reinantes en estos parages, y después de haber llegado hasta los 65 grados de latitud, en cuyo parage la mar se les presentó muy llana con horizonte claro y sereno, sin malos signos, lo que indicaba que no estaban muy lejos de la tierra, el bergantín Trinidad perdió el tajamar …

Fuentes argentinas mencionan que Brown habría avistado tierras antárticas en esa expedición, afirman que es la razón por la cual en la cartografía suele llamarse Tierra de la Trinidad a la parte más septentrional de la península Antártica (por el navío Trinidad), pero Brown tampoco hizo mención de ese supuesto avistaje en sus Memorias escritas cuando ya se conocía la existencia de la Antártida, en las que se refiere al hecho:

Después de dar vuelta al cabo de Hornos, soportando los acostumbrados temporales de viento de esos mares, el bergantín Trinidad, al mando de D. Miguel Brown, mi hermano, perdió el tajamar (al cual están asegurados los barbiquejos de la roda), exponiendo a peligro inminente al bauprés …

El 25 de agosto de 1818 el gobierno de las Provincias Unidas del Río de la Plata otorgó las primeras concesiones para la caza de focas y pingüinos en territorios correspondientes al continente antártico a Juan Pedro de Aguirre, quien operaba con los buques Pescadora Director y San Juan Nepomuceno. En el petitorio que Aguirre había presentado el 18 de febrero solicitó autorización para la instalación de un establecimiento para caza de lobos marinos en alguna de las islas a la altura del Polo Sur.
La primera tierra descubierta confirmada al sur del paralelo 60° S fue por el inglés William Smith a bordo del bergantín mercantil Williams, mientras navegaba desde Buenos Aires a Valparaíso, desviado de su ruta al sur del cabo de Hornos, el 19 de febrero de 1819 avistó la extremidad nordeste (punta Williams) de la isla Livingston. Denunció su descubrimiento en Valparaíso, pero no le fue creído y en otro viaje volvió a desviarse alcanzando el 16 de octubre de 1819 la isla Rey Jorge. Bautizó al archipiélago como Nueva Bretaña del Sur y tomó posesión de él a nombre de la Corona británica, dando a conocer sus descubrimientos al llegar a Montevideo cuando esta ciudad formaba parte de las Provincias Unidas del Río de la Plata.
El foquero argentino Spiritu Santo al mando del capitán Carlos Tidblom (o Timdblon), fue seguido en septiembre de 1819 desde las islas Malvinas por el brig estadounidense Hercilia (al mando de Nathaniel Palmer) alcanzándolo en la isla Decepción en las Shetland del Sur. El hecho de que estos foqueros se dirigieran a las islas con rumbo fijo suele ser considerado prueba de que las conocían.
El 10 de junio de 1829 el gobierno de la provincia de Buenos Aires dictó el decreto de creación de la Comandancia Político Militar de las Islas Malvinas incluyendo a las islas adyacentes al cabo de Hornos, lo que interpreta en Argentina como que incluyó a las islas antárticas.

## La Organización Nacional (1852-1880)
Luego de la Batalla de Caseros se firmó el Acuerdo de San Nicolás que convocó a un Congreso Constituyente con el fin de establecer un Estado federal y designó al vencedor de Caseros, Justo José de Urquiza, como director provisorio de la Confederación. La provincia de Buenos Aires, sin embargo, se reorganizó luego de la derrota del rosismo bajo el liderazgo de Bartolomé Mitre del Partido Unitario, y decidió no ratificar el Acuerdo, separándose de la Confederación con el nombre de «Estado de Buenos Aires».
En 1853, trece provincias (Catamarca, Córdoba, Corrientes, Entre Ríos, Jujuy, La Rioja, Mendoza, Salta, San Juan, San Luis, Santa Fe, Santiago del Estero y Tucumán), se reunieron en el Congreso Constituyente de Santa Fe y sancionaron la Constitución de 1853 que constituyó la República Argentina —conocida hasta 1860 como Confederación Argentina— sobre la base de principios republicanos, representativos, federales y liberales.
Los pueblos originarios que habitaban los territorios indígenas de la Patagonia (selknam, yaganes, tehuelches, mapuches y ranqueles) y el Gran Chaco (guaicurúes, matacos, vilelas) no formaban parte de ninguna provincia y su eventual representación no fue contemplada. Años después la República Argentina conquistó esos territorios mediante la guerra, organizando a la población en una serie de entidades llamadas «territorio nacionales» que carecieron de representación y derechos políticos hasta sus respectivas provincializaciones más de un siglo después —Misiones, La Pampa, Chaco, Formosa, Neuquén, Río Negro, Chubut y Santa Cruz serían provincializadas a mediados del siglo XX y Tierra del Fuego, Antártida e Islas del Atlántico Sur lo serían en 1991.
En las elecciones presidenciales de 1853, Urquiza fue elegido presidente de la Confederación.
Sin un puerto importante para comerciar, las economías de las provincias de la Confederación se verían muy afectadas por la separación de Buenos Aires, razón por la cual recomenzó la guerra civil. Tras la Batalla de Cepeda (1859), el Pacto de San José de Flores, la Reforma constitucional de 1860 y la Batalla de Pavón, de 1861, se logró la unificación del país bajo la hegemonía de Buenos Aires y el liderazgo de Bartolomé Mitre, quien asumió de facto la Presidencia de la Confederación sin dejar de ser gobernador de Buenos Aires, mientras Urquiza se retiró para siempre de la política.
Las tres presidencias que se dieron posteriores a la culminación del proceso constituyente originario del Estado y que se prolongaron durante un período de dieciocho años que abarcó desde 1862 hasta 1880 suelen denominarse las presidencias históricas. La tercera de ellas, en cabeza de Nicolás Avellaneda, daría inicio a la larga hegemonía de 42 años sin alternancia, del Partido Autonomista Nacional.

### Mitre
En 1862 Mitre, a la cabeza del Partido Nacionalista confirmó su poder y resultó elegido presidente constitucional. Inició una política de codificación, sancionó importantes leyes y promovió la inmigración y la educación. Combatió con brutalidad las resistencias de los caudillos provinciales, en especial la de Chacho Peñaloza.
El Paraguay de Francisco Solano López había invadido y ocupado Corrientes, la Argentina se alió con Brasil y Uruguay para derrocarlo mediante la guerra de la Triple Alianza. Otra versión da cuenta de que la guerra se debió al cierre de la salida al mar de la nación más desarrollada por entonces, en una entente en la que Brasil y Argentina fueron estimulados por Inglaterra. El que se pensaba sería un conflicto de rápido desenlace, concluyó en 1870 luego de seis años, que dejó al Paraguay devastado y se cobró la vida de 30 000 soldados argentinos.

### Sarmiento
Sería sucedido por Domingo Faustino Sarmiento en 1868, que realizó el primer censo nacional de población, promovió la educación popular, la cultura y los telégrafos. Luchó contra los últimos caudillos federales derrotándolos, y se firmaron importantes tratados internacionales, además de finalizar la guerra de la Triple Alianza. Incentivó la inmigración europea que siguió hasta mitad del siglo XX. Entre 1871 y 1915, la Argentina recibió casi 5 000 000 de inmigrantes, sobre todo europeos, de pueblos y culturas diversas.

### Avellaneda
Tras una pequeña crisis económica, Sarmiento fue sucedido por Nicolás Avellaneda (1874), del recién creado Partido Autonomista Nacional (PAN), que se mantendría en el poder sin alternancia durante cuarenta y dos años, hasta 1916, utilizando un régimen de voto cantado y mínima representatividad, que permitía el fraude electoral generalizado. Avellaneda emprendió la conquista de los territorios indígenas. Continuó la política de fomento de la inmigración europea, promovió la industrialización y sancionó una Ley de Tierras favoreciendo el latifundio, aunque durante su período debió enfrentar una seria recesión económica a consecuencia del Pánico de 1873. En 1878 se efectuó la Expedición Py que aseguró la soberanía argentina al sur del río Santa Cruz, en momentos en que amenazaba un conflicto con Chile.

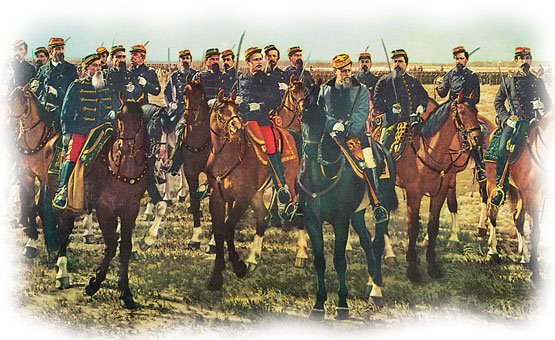
Conquista del Desierto 1878–1885

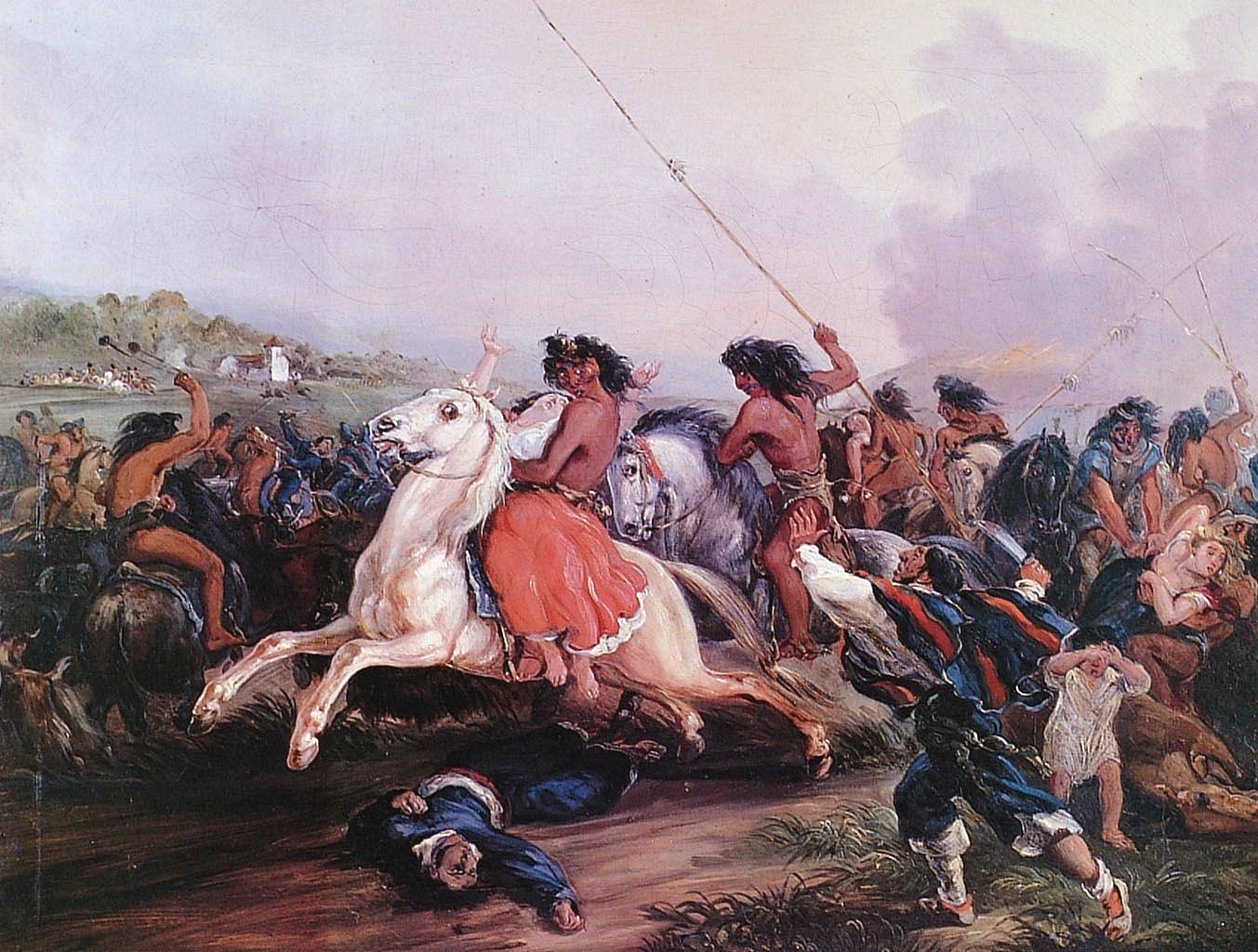
El malón, 1845, óleo de Mauricio Rugendas.

En 1879 se llevó a cabo la Conquista del Desierto la cual logró, por medios bélicos, el objetivo de hacer ejercer el efectivo dominio del estado nacional sobre millones de hectáreas de la llanura pampeana occidental y el norte de la Patagonia, que se encontraban bajo el control de los pueblos mapuche, ranquel y tehuelche. Esta campaña, liderada por el ministro general Julio Argentino Roca eliminó la amenaza de los malones sobre la antigua línea de la frontera con los pueblos indígenas del sur, al costo de miles de indígenas —mayoritariamente mujeres y niños— que fueron esclavizados y en beneficio de unos pocos estancieros. Un sector de la historiografía y de las organizaciones sociales, políticas y de derechos humanos, considera que se trató de un genocidio. Años después se aplicó una metodología similar sobre los territorios chaqueños. Mediante ambos procesos se logró casi triplicar la superficie del país, incluyendo territorios pretendidos por otros países, consolidando de este modo las fronteras. Como contracara, provocó una drástica reducción de la población aborigen de dichas regiones.
En 1880 estalló en Buenos Aires una última guerra civil por el control del Estado y en contra del generalizado fraude electoral, habitual en la segunda mitad del siglo XIX en el país, liderado por Carlos Tejedor y Bartolomé Mitre; su derrota, que dio fin al período de las guerras civiles argentinas, permitió sancionar la Ley 1029 —previa cesión del territorio por la provincia de Buenos Aires— que federalizaba la Ciudad de Buenos Aires, transformándola en capital del país.

### Roca
Poco después, Roca asumió la Presidencia e inició un plan de construcción de obras públicas a lo largo de todo el país. Con él se inició un período de más de tres décadas de gobiernos conservadores y liberales, sostenidos por prácticas electorales fraudulentas.

## La República Conservadora (1880-1916)
Durante este período predominó el Partido Autonomista Nacional (PAN) que monopolizó el poder sobre la base de elecciones fraudulentas, propiciado por el sistema del voto cantado y durante 25 años, la figura excluyente fue el general Julio Argentino Roca.
Se sucedieron en la presidencia Julio A. Roca (1880-1886), Miguel Juárez Celman, quien dimitió en 1890 como consecuencia de la revolución del parque encabezada por Leandro N. Alem — que fue sofocada — y le sustituyó el vicepresidente Carlos Pellegrini (1890-1892). Le siguieron en el poder Luis Sáenz Peña (1892-1895), José Evaristo Uriburu (1895-1898), Julio Argentino Roca (1898-1904), Manuel Quintana (1904-1906), José Figueroa Alcorta (1906-1910), Roque Sáenz Peña (1910-1914) y Victorino de la Plaza (1914-1916).
La República Conservadora se instaló en el momento que el Imperio Británico alcanzaba la hegemonía mundial luego de vencer a China en la segunda guerra del Opio (1856-1860) e imponía un esquema de división internacional del trabajo que reservaba a los países del norte de Europa el papel de productores de bienes industriales. En ese esquema, se insertó con un relativamente exitoso y moderno modelo agroexportador, destinado a producir alimentos baratos (carne y cereales) para la clase obrera industrial inglesa, en las fértiles tierras de la llanura pampeana de propiedad de un pequeño grupo de estancieros mayoritariamente porteños, mientras que los capitales británicos tomaban el control mayoritario de los ferrocarriles, frigoríficos y bancos.
A tal fin, los gobiernos conservadores, también conocidos como la Generación del 80, introdujeron algunas técnicas modernas de agricultura y ganadería, construyeron una extensa red ferroviaria con eje en Buenos Aires y sus puertos, promovieron una gran ola de inmigración europea (1870-1930) (mayoritariamente campesinos italianos y en segundo lugar españoles) que llevó la población argentina del 3,5 % al 11,1 % en 1930, como porcentaje de la población de América Latina.
El historiador británico Niall Ferguson sostiene que las inversiones del Imperio Británico en Argentina y Brasil eran de tal magnitud que resulta legítimo calificar esa situación como "imperialismo informal". Esta condición de "colonia informal" sería reivindicada por el gobierno argentino durante la Década Infame de 1930, cuando la Gran Depresión puso en crisis el modelo global del Imperio Británico.
Las inversiones, provenientes sobre todo del Estado argentino y del Reino Unido, fueron destinadas a áreas como el desarrollo ferroviario, los puertos y los frigoríficos. Gran parte de la inmigración y las actividades económicas modernas se alejaron del interior del país, impulsando la concentración del desarrollo y de las riquezas en la ciudad de Buenos Aires; que se convierte en una ciudad próspera y cosmopolita.
Sin embargo, estos modelos económicos también fueron generando una fuerte acumulación de la riqueza en las manos de la aristocracia ganadera bonaerense; y la exclusión, hacinamiento o segregación de la clase trabajadora. Simultáneamente el país se desarrolló asimétricamente, con una fuerte postergación del llamado «interior», un término creado para mencionar al territorio argentino que no es Buenos Aires.
A su vez la inmigración también trajo de Europa los ideales socialistas y anarquistas, que los conservadores se encargaron de combatir y reprimir, incluso prohibiendo la entrada al país.
El PAN dominó mediante el fraude electoral la política argentina hasta 1916, cuando la Ley Sáenz Peña de sufragio secreto y universal (para varones) sancionada cuatro años antes, permitió el triunfo electoral de la Unión Cívica Radical, liderada por Hipólito Yrigoyen. Los radicales, que habían protagonizado diversos intentos revolucionarios en contra de lo que denominaban el régimen alentaban la expansión de una incipiente clase media argentina.

### La Revolución del '90

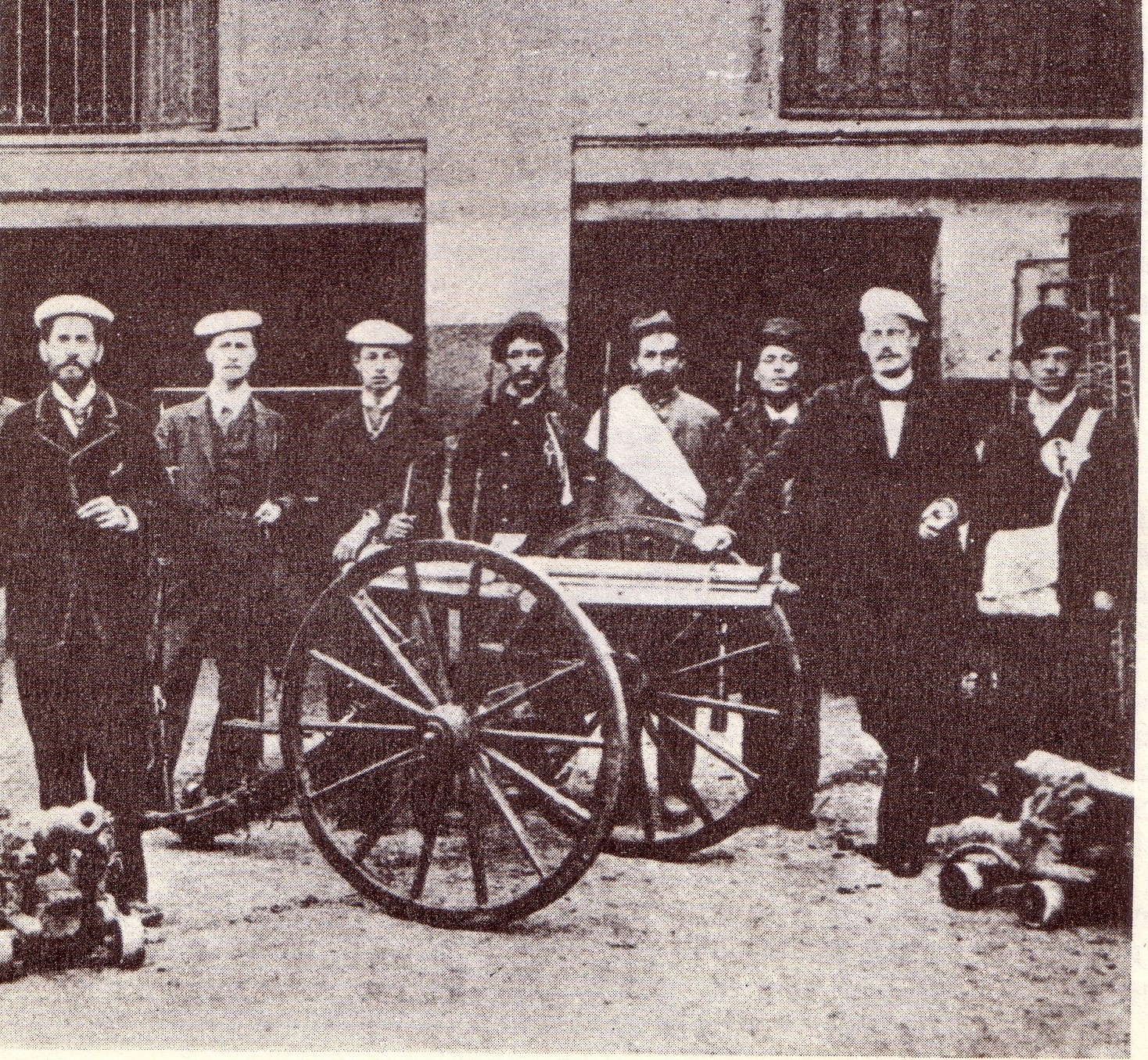
Revolucionarios del Parque junto a un cañón.

El 26 de julio de 1890 se produjo un golpe de Estado conocido como «Revolución del Parque» dirigido por la recién formada Unión Cívica, liderada por Leandro Alem, Bartolomé Mitre, Aristóbulo del Valle, Bernardo de Irigoyen y Francisco Barroetaveña, entre otros, que perseguía el derrocamiento del gobierno encabezado por el presidente Miguel Juárez Celman.
El golpe fue precedido por una grave crisis económica que se había prolongado por dos años, así como denuncias de corrupción y autoritarismo por sus opositores. Se formaron una Junta Revolucionaria y una logia militar conocida como la Logia de los 33 oficiales. Entre sus líderes estaba el subteniente José Félix Uriburu que 40 años más tarde encabezaría el golpe de Estado que derrocó a Hipólito Yrigoyen.
El plan era que las fuerzas rebeldes se concentrarían en el Parque de Artillería y la flota bombardearía la Casa Rosada y el cuartel de Retiro. Al mismo tiempo, grupos de milicianos debían tomar prisioneros al presidente Juárez Celman, el vicepresidente Pellegrini, al ministro de Guerra general Levalle, y al presidente del senado Julio Argentino Roca, y cortar las vías de ferrocarril y telegráficas.
Ese día el levantamiento comenzó en la madrugada del 26 de julio de 1890. Un regimiento cívico armado tomó el estratégico Parque de Artillería de la Ciudad de Buenos Aires, donde hoy se levanta el edificio de la Corte Suprema de Justicia), ubicado 900 m de la casa de gobierno y simultáneamente otros contingentes sublevados marcharon hacia allí desde otros puntos. Al mismo tiempo se sublevó la mayor parte de la escuadra naval ubicada en el puerto de la Boca del Riachuelo, al sur de la Casa Rosada, luego de un cruento enfrentamiento armado. Las tropas revolucionarias contaban con el apoyo de civiles armados organizados en «milicias cívicas».
El sitio principal donde se concentraron las fuerzas del gobierno fue Retiro, en la zona noreste de la ciudad. Allí existía un importante cuartel en el lugar en que hoy se encuentra la plaza San Martín y la terminal de ferrocarril de Retiro, estratégica para traer las tropas ubicadas en las provincias. En Retiro se instalaron desde las 6:00 los hombres clave del gobierno: el presidente Miguel Juárez Celman, el vicepresidente Carlos Pellegrini, el presidente del Senado Julio Argentino Roca, el ministro de Guerra, general Nicolás Levalle, quien tomaría el mando directo de las tropas leales, y el jefe de Policía coronel Alberto Capdevila.
Una vez que el gobierno se encontró reunido en el cuartel de Retiro, Juárez Celman salió de Buenos Aires aconsejado por Pellegrini y Roca que de ese modo quedaron a cargo del mando político.
Una vez concentradas las tropas revolucionarias en el Parque de Artillería, el general Manuel J. Campos cambió el plan establecido la noche anterior, y en lugar de atacar las posiciones del gobierno y tomar la Casa Rosada, dio la orden de permanecer en el interior del Parque. La gran mayoría de los historiadores atribuye la decisión a un acuerdo secreto entre Campos y Roca; este último habría fomentado la revuelta para provocar la caída del presidente Juárez Celman, pero evitando un triunfo de los rebeldes que hubiera instalado a Leandro Alem como presidente provisional.
La flota sublevada se ubicó detrás de la Casa Rosada y comenzó a bombardear al azar el cuartel de Retiro, el Cuartel de Policía y la zona aledaña al sur de la ciudad, y la Casa Rosada. La lucha continuó hasta el 29 de julio en que los rebeldes se rindieron con la condición de que no tomaran represalias con los revolucionarios.
La cantidad de víctimas causadas por la Revolución del 90 nunca ha sido bien establecida. Distintas fuentes hablan desde 150 hasta 300 muertos o en forma indiscriminada de 1500 bajas sumando muertos y heridos.
El 6 de agosto de 1890 Miguel Juárez Celman renunció a la presidencia y fue reemplazado por el vicepresidente Carlos Pellegrini, quien nombró como su ministro del Interior a Julio Argentino Roca, quien fue el que políticamente más se fortaleció con el golpe frustrado.

### La Revolución radical de 1905
En 1897 Hipólito Yrigoyen, en desacuerdo con de Bernardo de Irigoyen, disolvíó el Comité de la UCR de la provincia de Buenos Aires, debido a lo cual el partido dejó prácticamente de existir. Esto determinó la formación de un núcleo de radicales que reconocen como jefe a Hipólito Yrigoyen, quien en 1903 comenzó la refundación y reorganización del partido. El 29 de febrero de 1904 el Comité Nacional de la UCR declaró la abstención electoral en todo el país en las elecciones de diputados de la Nación, de senador por la capital, electores de presidente y vicepresidente de la Nación y anunció la lucha armada. En el gobierno estaba Manuel Quintana, representante del Partido Autonomista Nacional.
El 4 de febrero de 1905, en la Capital Federal, Campo de Mayo, Bahía Blanca, Mendoza, Córdoba y Santa Fe, se produjo el alzamiento armado con el propósito de derrocar a las autoridades que, por su parte, estaban al tanto de la conspiración y decretaron el estado de sitio en todo el país, por noventa días.
En la Capital Federal los golpistas fallaron al no poder asegurar el control del arsenal de guerra de Buenos Aires cuando el general Carlos Smith, jefe del Estado Mayor del Ejército desplazó a los soldados yrigoyenistas. Las tropas leales y la policía recuperaron pronto las comisarías tomadas por sorpresa y los cantones revolucionarios. En Córdoba los rebeldes apresaron al vicepresidente José Figueroa Alcorta y amenazaron matarlo si no renunciaba el presidente Manuel Quintana; este no cedió y la amenaza no fue ejecutada. También apresaron al diputado Julio Argentino Pascual Roca, y Francisco Julián Beazley, exjefe de policía de Buenos Aires, pero no al expresidente Julio Argentino Roca, quien logró escapar a Santiago del Estero.
En Mendoza los rebeldes se llevaron 300 000 pesos del Banco de la Nación y atacaron los cuarteles defendidos por el teniente Basilio Pertiné. Las tropas sublevadas en Bahía Blanca y otros lugares ni tuvieron perspectiva, ni hallaron eco en el pueblo. Solo continuaron los combates en Córdoba y Mendoza hasta el 8 de febrero, pero finalmente los alzados fueron derrotados y enjuiciados recibiendo penas de hasta 8 años de prisión y enviados al penal de Ushuaia.

### 1910: el país del Centenario

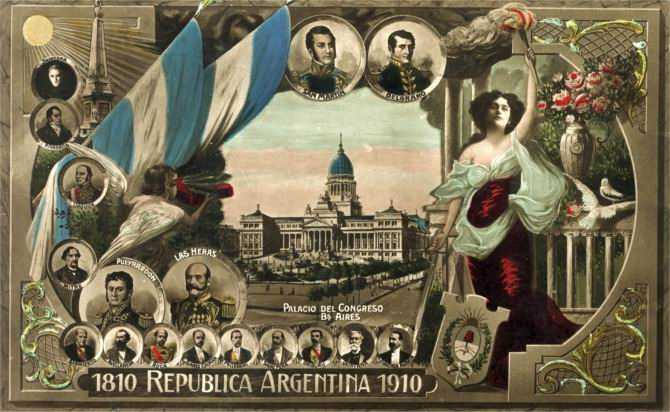
Postal conmemorativa de la Revolución de Mayo, de 1910

1910 fue un año en el que los logros y los fracasos de la Generación del 80 quedaron en evidencia.
El 25 de mayo de 1910 se cumplían 100 años desde la Revolución de Mayo, paso inicial de la independencia. El gobierno argentino, presidido por José Figueroa Alcorta, decidió entonces organizar las festividades del Centenario, como un acontecimiento internacional al que asistieran personalidades de todo el mundo.
Llegaron a Buenos Aires la Infanta Isabel de España, el presidente de Chile Pedro Montt y representantes de numerosos países. Los presidentes de Bolivia y de Brasil estuvieron ausentes debido a las malas relaciones diplomáticas que mantenían con la Argentina.
Buenos Aires fue el centro de los festejos, realizándose diversas ceremonias organizadas por el gobierno y particulares con participación del mundo de la cultura, militares, escolares y de colectividades extranjeras.
Se realizaron desfiles militares, manifestaciones cívicas, y una función de gala en el Teatro Colón. Se crearon monumentos y se reanudó la construcción del Congreso y de la Corte Suprema.
Se organizaron conferencias internacionales y una exposición de bellas artes. Muchos diarios publicaron artículos especiales, entre ellos, el más importante fue el editado por La Nación.
El 25 de mayo, a la madrugada, una marcha de estudiantes se dirigió al Río de la Plata para ver el amanecer. A la mañana en la Plaza de Mayo se colocó la piedra fundamental del monumento a la Revolución de Mayo y en la Plaza del Congreso hubo una reunión de escolares. A las tres de la tarde se realizó un desfile militar.
Sin embargo, de manera paralela a los festejos, los sindicatos expresaron su descontento ante la situación de desigualdad social y económica. La CORA y la FORA, dirigidas por las corrientes socialista, sindicalista revolucionaria y anarquista, realizaron protestas y amenazaron con realizar una huelga general. Pedían la derogación de la Ley de Residencia, que habilitaba al gobierno a expulsar extranjeros sin el debido proceso. El gobierno impuso el estado de sitio y la policía reprimió a los manifestantes. Los partidos obreros se fragmentaron y la huelga no se concretó.
Para la clase alta, el acto del Centenario fue una demostración del poder y grandeza a la europea, que perduraría a través de los años. Para las clases bajas el acto del centenario fue un evento aristocrático y excluyente.

### Ocupación permanente de la Antártida
En 1848 el futuro comandante argentino Luis Piedra Buena viajó a la Antártida como grumete del barco de William Smiley.
La Expedición Argentina a las Tierras y Mares Australes de 1881 al mando teniente de la Marina Italiana Giacomo Bove exploró Tierra del Fuego hasta que su barco naufragó. La expedición del rumano Julio Popper se frustró durante su alistamiento por su muerte en 1893.
El 29 de diciembre de 1894 el presidente argentino Luis Sáenz Peña autorizó a Luis Neumayer para explorar el territorio situado al sur de la Patagonia y denominado Tierra de Grand (península Antártica), aunque prohibiendo cualquier tipo de explotación, pero la expedición no se realizó.
Entre 1897 y 1899 una expedición belga comandada por Adrien de Gerlache, de la que participó Roald Amundsen, debió invernar en la Antártida al quedar encerrada por los hielos.
El 10 de octubre de 1900 el gobierno argentino decidió incorporarse a la Expedición Antártica Internacional, compuesta de varias expediciones, pero el viaje argentino no se realizó y se ofreció colaboración a la expedición sueca al mando del doctor Otto Nordenskjöld. Este recibiría apoyo argentino a cambio de incorporar a un marino argentino a su expedición y entregarle los datos científicos y las colecciones zoológicas que se recogieran. A su paso por Buenos Aires el alférez de navío José María Sobral se embarcó en el buque Antarctic el 21 de diciembre de 1901. Como no se tenían noticias de la expedición el gobierno argentino cumplió su compromiso de apoyo acondicionando a la corbeta ARA Uruguay, que partió en su búsqueda el 8 de octubre de 1903 al mando del teniente de navío Julián Irízar, rescatando a los integrantes de la expedición que habían quedado invernando a raíz del hundimiento del Antarctic.

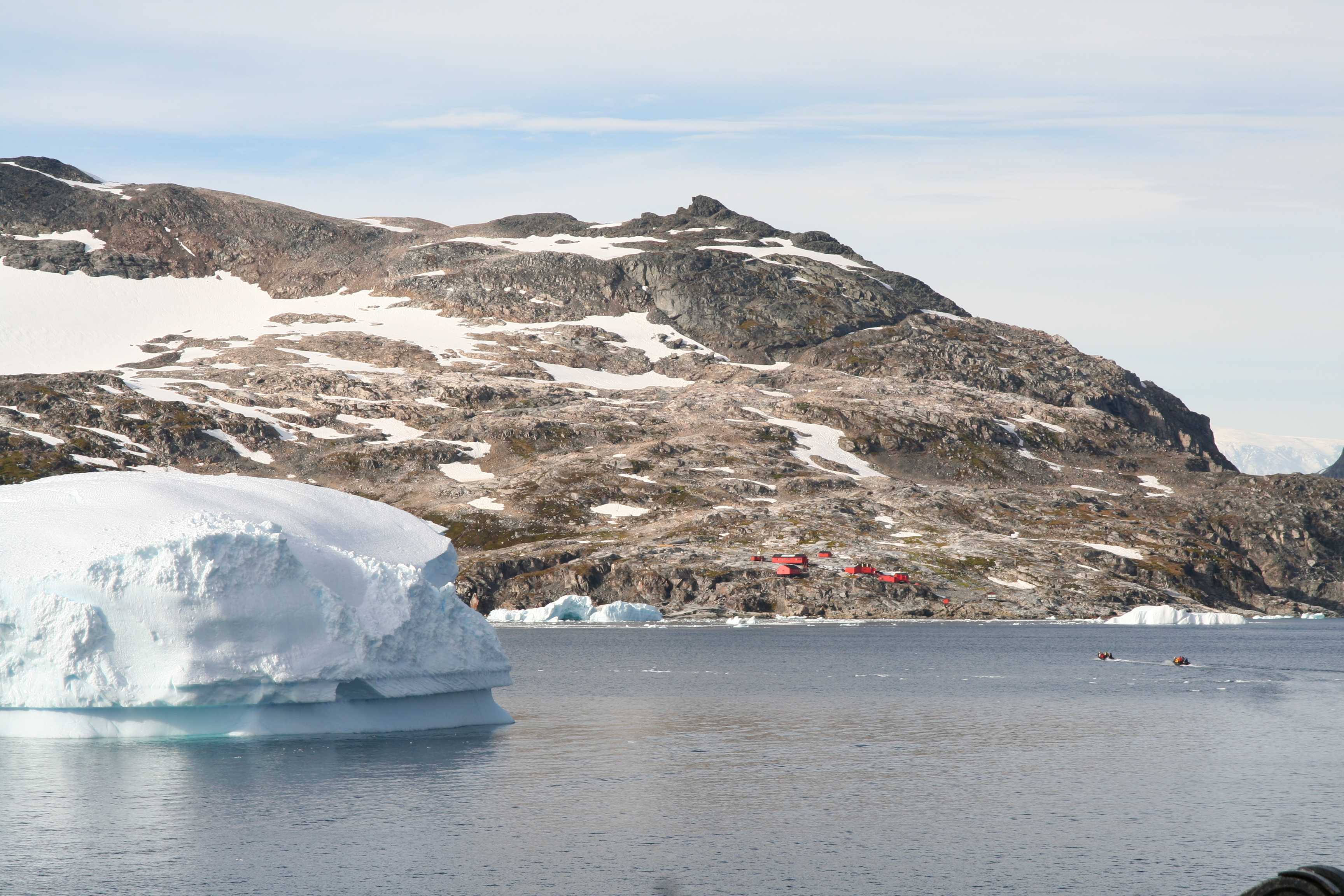
Base Primavera, en la península Antártica.

El 2 de enero de 1904 la Argentina adquirió la estación meteorológica instalada por el escocés William Speirs Bruce, en la isla Laurie de las Orcadas del Sur, en la que había quedado una dotación de seis hombres realizando observaciones científicas. En ella se instaló un observatorio meteorológico, donde funcionaba también una oficina de correos. Al civil —empleado la empresa oficial argentina de correos y telégrafos— argentino Hugo Alberto Acuña le correspondió izar por vez primera de un modo oficial la bandera argentina en el sector Antártico Argentino, el 22 de febrero de 1904. Tal observatorio devino en la Base Orcadas, el establecimiento humano permanente más antiguo existente hoy en todo el territorio antártico.
La corbeta argentina ARA Uruguay volvió a la Antártida en 1905 —zarpó desde le puerto de Buenos Aires el 10 de diciembre de 1904— para relevar a la dotación de las Orcadas del Sur y dirigirse a la isla Decepción y luego a la isla Wiencke en busca de Jean-Baptiste Charcot, cuya expedición francesa (1903-1905) se creía perdida. En agradecimiento a la colaboración argentina con su expedición Charcot bautizó a un grupo insular como islas Argentina. Una de esas islas fue nombrada como isla Galíndez en homenaje al capitán de la corbeta, Ismael Galíndez, y otra fue denominada isla Uruguay, en homenaje a la corbeta argentina de tal nombre.
El gobierno argentino decidió sumar dos observatorios meteorológicos, en la isla Georgia del Sur y en la isla Wandel, a los que ya tenía en las islas Laurie y Observatorio. La expedición que debía instalar uno en el puerto en donde invernó Charcot en 1904 en la isla Wandel (hoy isla Booth) partió de Buenos Aires el 30 de diciembre de 1905 al mando del teniente de navío Lorenzo Saborido en el barco Austral, que era el Le Français comprado a Charcot cuando este viajó a Buenos Aires en febrero de ese año. Luego de relevar a la dotación de las Orcadas del Sur, regresó a Buenos Aires sin poder llegar a la isla Wandel. En un nuevo intento, al mando del teniente de navío Arturo Celery, el 22 de diciembre de 1906 el barco encalló y se hundió en el banco Ortiz del Río de la Plata, por lo que el observatorio nunca se construyó. En junio de 1905 el transporte Guardia Nacional al mando del teniente de navío Alfredo P. Lamas llevó adelante la tarea de levantar el observatorio de las Georgias del Sur en la bahía Cumberland, renombrada como «bahía Guardia Nacional».
Un decreto emitido por Chile el 27 de febrero de 1906 cedió la explotación industrial agrícola y pesquera por 25 años, en las islas Diego Ramírez, Shetland del Sur, Georgias del Sur y la Tierra de Graham (Tierra de O'Higgins/San Martín) a Enrique Fabry y a Domingo de Toro Herrera, encargándoseles también el resguardo y la custodia de los intereses soberanos de Chile en la zona. La Argentina protestó formalmente el 10 de junio de 1906 por esas acciones de Chile y al año siguiente Chile invitó al Gobierno argentino a negociar un tratado para dividir las islas y la Antártica continental americana, pero no fue aceptado.
El 21 de julio de 1908 el Reino Unido anunció oficialmente sus reclamos a todas las tierras dentro de los meridianos 20° O a 80° O al Sur del paralelo 50° S, que en 1917 trasladó al sur del paralelo 58° S debido a que con ese reclamo se incluía parte de la Patagonia.

## La Etapa Radical (1916-1930)

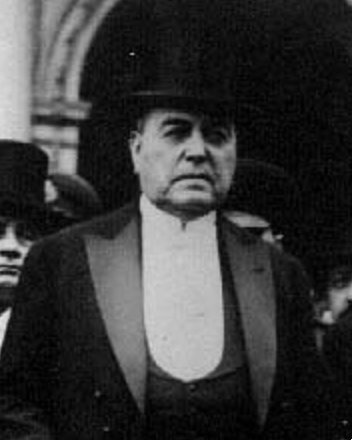
Hipólito Yrigoyen es el primer presidente argentino elegido por el voto secreto

Al llegar el radicalismo al poder, este presentó, más que un programa de gobierno, una declaración de principios: la causa contra el régimen, la reparación histórica, la recuperación de la ética, el respeto al federalismo.
Entre los puntos de la doctrina radical se encontraba el concepto de «la causa contra el régimen». «La causa» era la causa radical, y sus ideales eran el honor del país, la pureza del sufragio, la reorganización del país, la democracia y el respeto a la constitución y las leyes. «El régimen» era el gobierno del PAN; contra este régimen (un régimen corrupto, injusto, etc.) llega «la causa» (la UCR) que viene a sanar los daños hechos por el gobierno del PAN.
Otro punto de la doctrina radical era «La reparación histórica». Esta predicaba que el gobierno radical no venía a vengar los daños hechos por el gobierno del PAN sino a sanarlos, a repararlos.

### Presidencia de Hipólito Yrigoyen (1916-1922)
En 1916 Hipólito Yrigoyen asumió la presidencia de la nación, gracias a la Ley Sáenz Peña, que establecía el sufragio secreto y universal para varones. Con la primera presidencia de Yrigoyen se inicia un período de la historia argentina conocido como «La etapa radical», que abarca de 1916 a 1930 (año del primer golpe de Estado de la Argentina).
Yrigoyen debió gobernar con un Senado nacional con mayoría conservadora, que tendía a votar negativamente los proyectos de ley propuestos del radicalismo. Por esta razón tomó la decisión de gobernar dictando numerosos decretos. Algo similar sucedió con la estructura federal del país: la mayoría de las provincias tenían gobiernos opositores, situación que lo llevó a intervenir casi todas las provincias.
Durante la primera presidencia de Yrigoyen se cometieron las mayores masacres obreras de la historia argentina y el único pogrom (matanza de judíos) cometido en el continente americano. Durante las huelgas de enero de 1919, tropas militares y policiales de la Nación, con apoyo de grupos de choque fascistas, asesinaron a unas 700 personas, detuvieron a decenas de miles de ciudadanos en lo que fue conocido como la Semana Trágica; en el curso de la misma las fuerzas represivas arrasaron el barrio judío del Once, asesinando, torturando y violando a sus moradores y quemando sus viviendas y libros. Entre 1920 y 1922, las tropas privadas de la empresa inglesa La Forestal y la Liga Patriótica Argentina -dirigida por personalidades del partido radical, conservadores, militares, empresariales y eclesiásticas- asesinaron a una 600 personas durante un conflicto laboral en la provincia de Santa Fe. En 1921 y 1922 tropas nacionales reprimieron a los obreros en huelga en la Patagonia, asesinando a unas 1500 personas, muchas de ellas fusiladas por bando militar, en lo que se ha conocido como la Patagonia Rebelde.
En 1918 se inició en Córdoba —extendiéndose luego a todo el país y América Latina— la rebelión estudiantil conocida como la Reforma Universitaria, con el fin de democratizar la universidad. La Primera Guerra Mundial afectó económicamente a Argentina, por las restricciones del mercado mundial. Sin embargo, se destaca la industria textil y la petrolera con la creación de YPF (Yacimientos Petrolíferos Fiscales).
Durante este período se privilegió a algunos sectores marginados de la población, ignorados durante los Gobiernos Conservadores.

### Presidencia de Alvear (1922-1928)

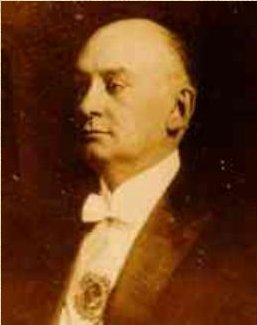
Marcelo T. de Alvear

Las elecciones presidenciales se realizaron el 2 de abril de 1922. La Unión Cívica Radical obtuvo 450 000 votos; la Concentración Nacional (conservadores) obtuvo 200 000 votos; el Partido Socialista obtuvo 75 000 votos; y el Partido Demócrata Progresista obtuvo 75 000 votos.
Marcelo Torcuato de Alvear, un hombre de la clase económica alta, desarrolló una presidencia diferente, en estilos, a la del también radical Hipólito Yrigoyen.
Las políticas de transformación económica, políticas y social que había delineado el gobierno de Yrigoyen, resultaron atenuadas, cuando no directamente revertidas, como en el caso de la Reforma Universitaria o cuando el presidente Alvear vetó el proyecto de ley que extendía la jubilación a amplios sectores de trabajadores que lo enfrentó con el movimiento sindical. Ello no impidió sin embargo que fuera el gobierno de Alvear el que enviara al Congreso el proyecto de ley de nacionalización del petróleo, aunque el mismo nunca sería aprobado.
Estas diferencias llevaron a un enfrentamiento entre Alvear e Yrigoyen, en el marco de una profunda división interna de la UCR entre personalistas yrigoyenistas y antipersonalistas según apoyaran o enfrentaran a Hipólito Yrigoyen. Cada uno de los dos sectores radicales presentarían candidatos distintos para presidente. Los radicales antipersonalistas, organizados en la Unión Cívica Radical Antipersonalista presentaron como candidato a presidente a Leopoldo Melo (acompañado por Vicente Gallo) y los radicales yrigoyenistas presentaron a Hipólito Yrigoyen (acompañado por Francisco Beiró).
El 1 de abril de 1928 se realizaron las elecciones. El resultado fue:
- Unión Cívica Radical (Yrigoyen): 838 583 votos
- Unión Cívica Radical Antipersonalista (Melo): 410 026 votos
- Partido Socialista (Justo): 64 985 votos
- Partido Demócrata Progresista: 14 173 votos
- Partido Comunista Argentino: 7658 votos
- Partido Comunista de la República Argentina (penelonistas): 5475 votos

El triunfo fue tan amplio que los radicales yrigoyenistas lo denominaron «el plebiscito».

### Segunda Presidencia de Hipólito Yrigoyen (1928-1930)
La asunción del nuevo gobierno se produjo el 12 de octubre de 1928. En 1929 se produce la Gran Depresión mundial. El radicalismo con Yrigoyen no supo responder a la crisis. El historiador radical Félix Luna dice de ese momento:
«La quiebra del ímpetu liberador del gobierno radical se debió fundamentalmente a la quiebra del radicalismo mismo».
La división y el enfrentamiento entre sectores internos del radicalismo generaría un nivel de violencia política muy grande.
Yrigoyen ordenó intervenir las provincias de Mendoza y San Juan, gobernadas por movimientos radicales disidentes como el lencinismo en la primera y el bloquismo en la segunda. En ese marco un «matón» yrigoyenista asesinó al senador mendocino Carlos Washington Lencinas. El crimen causó estupor en el país. Al mes, hubo un atentado anarquista contra Yrigoyen al salir de su casa para ir a la Casa de Gobierno. El año 1930 se inició con otro asesinato de un opositor en una provincia intervenida por el gobierno, el del abogado bloquista Manuel Ignacio Castellano. Comenzó a ser habitual en la oposición, de estudiantes, políticos, militares, civiles, y amplios sectores del periodismo, criticar al presidente por su supuesta ineficacia y autoritarismo.
El 2 de marzo se realizaron elecciones parlamentarias, perdiendo el radicalismo estrepitosamente en la Ciudad de Buenos Aires, donde el Partido Socialista Independiente obtuvo 100 000 votos, seguidos del Partido Socialista con 84 000, superando por mil votos a los radicales. En todo el país, la oposición alcanzó 695 000 votos, superando al gobierno que obtuvo 655 000 votos.

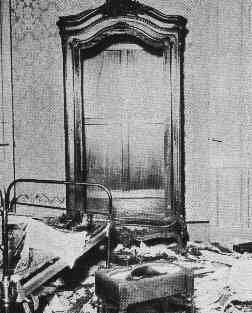
Manifestantes saquean la casa de Yrigoyen

La Crisis Mundial de 1929 afectó fuertemente a la economía del país, porque su modelo agroexportador dependía de la venta de materias primas a mercados que se cerraron. El radicalismo estaba completamente dividido y no tenía diálogo con la oposición, muy crítica con el Gobierno.
El hecho más importante y duradero del segundo gobierno de Yrigoyen fue la decisión tomada el 1 de agosto por parte de YPF, dirigida por el general Enrique Mosconi, de intervenir en el mercado petrolero, para fijar el precio y romper los trusts. El golpe de Estado sucederá apenas 37 días después, lo que ha llevado a varios historiadores a vincular, al menos parcialmente, el golpe militar con la decisión de YPF.
El 6 de septiembre de 1930 el general José Félix Uriburu derrocó al gobierno constitucional, iniciando una serie de golpes de Estado en Argentina y gobiernos militares que se extenderían hasta 1983, interrumpiendo todas las experiencias de gobierno surgidas del voto popular.
Bibliografía
- del Mazo, Gabriel (1984). La segunda presidencia de Yrigoyen. Buenos Aires: CEAL. ISBN 950-25-0051-2.
- Luna, Félix (1964). Yrigoyen. Buenos Aires: Desarrollo.

### Acciones en la defensa argentina del sector antártico
En la década de los 1920 se destacó el accionar investigador y concientizador en Argentina de los derechos en el sector antártico del ingeniero civil José Manuel Moneta que intervino en las expediciones a las islas Orcadas del Sur de 1923, 1925. 1927 y 1929, dejando testimonio de ello en el libro Cuatro años en las Orcadas del Sur y, como diplomático, desempeñó en nombre del gobierno argentino varias funciones vinculadas a la Antártida.
Fue en la primera mitad del siglo XX quien mediante publicaciones impresas y filmes quizás más tempranamente difundió entre la población la conciencia de una soberanía argentina en la Antártida.
El 30 de marzo de 1927 fue inaugurada en las Orcadas del Sur la primera estación radiotelegráfica de la Antártida.
El 15 de diciembre de 1927 la Dirección General de Correos y Telégrafos de la República Argentina comunicó a la Oficina Internacional de la Unión Postal Universal que:

(…) la jurisdicción territorial argentina se extiende, de derecho y de hecho, a la superficie continental, al mar territorial, a las islas situadas sobre la costa marítima, a una parte de Tierra del Fuego y a los Archipiélagos de los Estados, Año Nuevo, Georgia del Sur, Órcadas del Sur y a las tierras polares no delimitadas. De derecho, no pudiendo ejercerla de hecho debido a la ocupación mantenida por Gran Bretaña, le corresponde también el archipiélago de las Malvinas.

## La«Década Infame»(1930-1943)

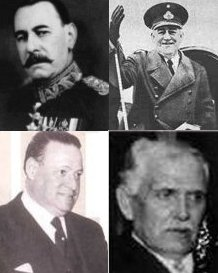
Los cuatro presidentes del período: Uriburu, Justo, Ortiz y Castillo.

La llamada Década Infame se inició con el golpe militar del 6 de septiembre de 1930 liderado por el general corporativista nacionalista católico José Félix Uriburu que derrocó al presidente Hipólito Yrigoyen de la Unión Cívica Radical, quien había sido elegido democráticamente para ejercer su segundo mandato en 1928. El gobierno proscribió a la Unión Cívica Radical y organizó una «salida electoral» fraudulenta y controlada por las Fuerzas Armadas que dio origen a una serie de gobiernos conservadores fraudulentos y corruptos, dirigidos por la Concordancia, nombre que tomó la alianza política formada entre el Partido Demócrata Nacional (también conocido simplemente como Partido Conservador), la Unión Cívica Radical Antipersonalista y el Partido Socialista Independiente que gobernó el país hasta 1943. Este período se caracterizó por el comienzo del nuevo modelo económico conocido como industrialización por sustitución de importaciones.

### Antecedentes del golpe
Poco antes de finalizar la Primera Guerra Mundial se produjo en Europa la Revolución rusa que estableció la Unión Soviética, organizada bajo principios comunistas. El movimiento socialista se dividió cuando los líderes de los partidos socialdemócratas apoyaron la guerra, mientras que los partidarios de la Revolución rusa de 1917 formaron partidos comunistas en la mayoría de los países industrializados (y en muchos no industrializados).
Tras la Primera Guerra Mundial se firmó el Tratado de Versalles, creando la Organización Internacional del Trabajo integrada por gobiernos, sindicatos y organizaciones patronales, e imponiendo severas cargas económicas a Alemania que desencadenaron una gran crisis económica y humanitaria en ese país. Entre las consecuencias políticas se produjo el Levantamiento Espartaquista en enero de 1919 y en Baviera, los comunistas derrocaron el gobierno y establecieron la República Soviética de Baviera, que duró unas pocas semanas en 1919. Una vida de brevedad similar tuvieron las Repúblicas Soviéticas que surgieron en otros estados alemanes y el gobierno soviético establecido en Hungría por Béla Kun en 1919.
Durante el gobierno radical el sindicalismo y las negociaciones colectivas entre empresas y sindicatos, tuvieron una gran expansión. La Federación Obrera Regional Argentina del IX Congreso aumentó los sindicatos afiliados de 51 en 1915 a 350 en 1918. La FORA anarquista por su parte adoptó una postura crítica hacia el gobierno radical, promoviendo escenarios insurreccionales. El radicalismo estableció inicialmente una sólida vinculación con la corriente sindicalista revolucionaria, en especial con la Federación Obrera Marítima (FOM) y la Federación Obrera Ferroviaria (FOF), que se diluyó luego de las grandes masacres obreras de 1919-1922.

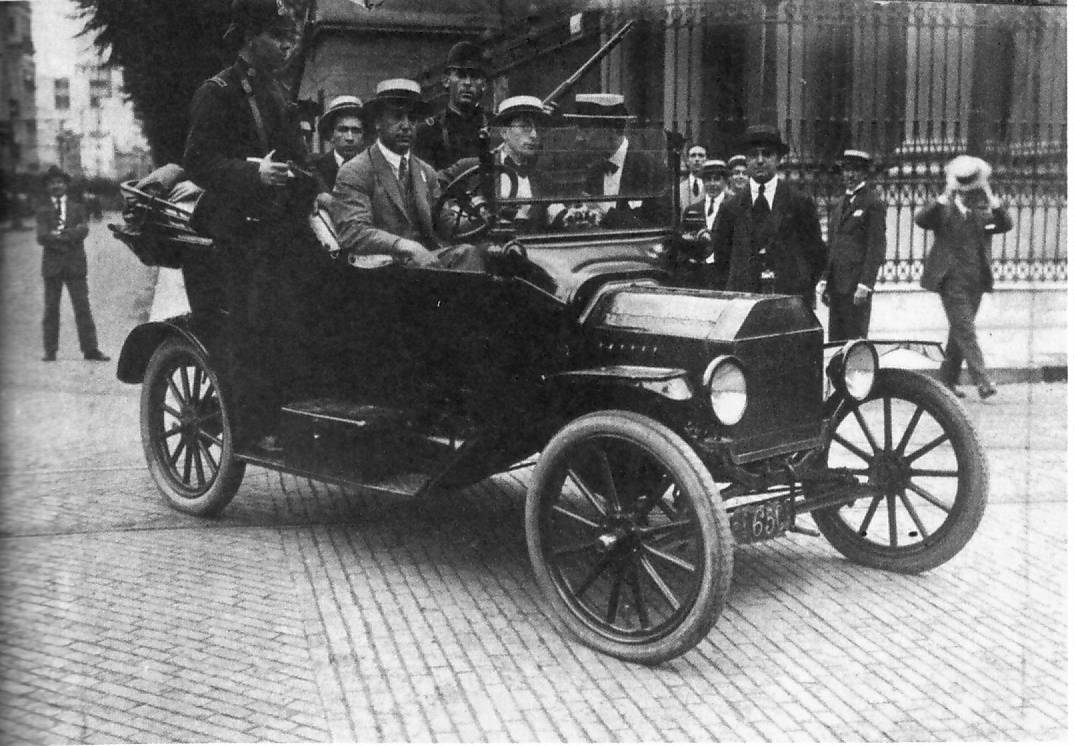
Banda de la organización paramilitar fascista Liga Patriótica Argentina con apoyo policial participando en los asesinatos y pogroms de la Semana Trágica de 1919.

En 1919 se crean en Argentina varias organizaciones paramilitares de derecha, con amplio apoyo empresario y de la embajada de Gran Bretaña, entre las que se destacó la Liga Patriótica presidida por el dirigente radical Manuel Carlés y el almirante Manuel Domecq García, ministro de Marina del gobierno de Marcelo T. de Alvear. Las organizaciones paramilitares se fortalecerían a lo largo de la década, desfilando junto a las Fuerzas Armadas y participando de las masacres obreras y el pogrom en la Semana Trágica (1919), la Patagonia rebelde (1921/22) y las huelgas forestales en Santa Fe (1921). En 1925 el radical Manuel Carlés será uno de los primeros líderes fascistas en Argentina. Tendrán un papel muy activo en el golpe de 1930 y en la represión clandestina posterior.

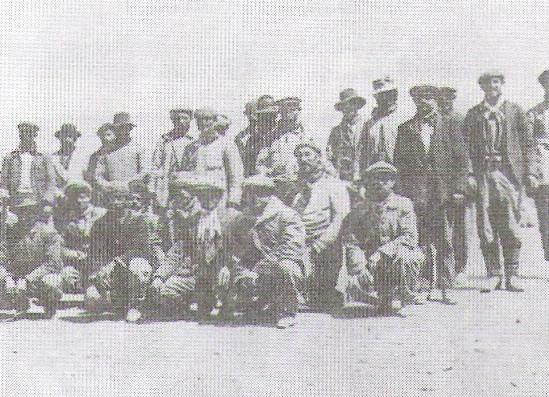
Huelguistas detenidos en Tres Cerros durante la Patagonia Trágica entre 1920 y 1921.

A mediados de la década de 1920 aparecieron en Italia y Alemania los movimientos fascista y nazi respectivamente, que tuvieron una importante adhesión en Argentina, sobre todo en las fuerzas armadas y en los sectores de derecha y en la amplia comunidad ítaloargentina que para entonces era mayoritaria en el país. En 1922 Benito Mussolini toma el poder en Italia. El jefe del fascismo en Argentina, Vittorio Valdani, llegó a ser nombrado por el presidente Marcelo T. de Alvear como Director Administrativo de la empresa estatal YPF.

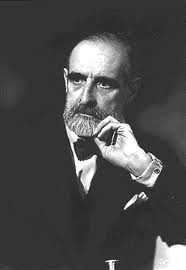
El político monárquico español Francisco Cambó fue el presidente de la CHADE, bajo cuya gestión fueron sobornados los presidentes Alvear y Justo.

A partir de la Primera Guerra Mundial se fortalecieron las estructuras monopólicas de la economía argentina, a favor de grandes trusts internacionales y en perjuicio de la competitividad, la innovación y los consumidores argentinos, causando deformaciones estructurales que se extenderán por décadas. En algunos casos el poder de las grandes empresas privadas impuso un esquema de corrupción política sistemática, como quedó paradigmáticamente al descubierto con el escándalo de la empresa eléctrica CHADE, de origen belga y presidida por el político español Francisco Cambó, que llegó a sobornar a los presidentes radical Marcelo T. de Alvear y conservador Agustín P. Justo.
La crisis económica mundial de 1929 llamada Gran Depresión tuvo un profundo impacto en la Argentina. Afectó primero económicamente ya que el 80 % de los ingresos fiscales en Argentina provenían del comercio exterior. La crisis creó una situación de tensión social, con bajas de sueldo, aumento del desempleo; es decir, una contracción de la economía. Y esto generó también, en el plano político, un contexto en el cual se produce el golpe de 1930. La crisis de 1929 fue un factor que creó una situación de tensión, de malestar sobre la economía, en términos sociales y de preocupación e incertidumbre en los sectores económicos dominantes y esto contribuyó a crear este clima. En América Latina en general hubo una crisis de sistemas democráticos prácticamente en toda la región.

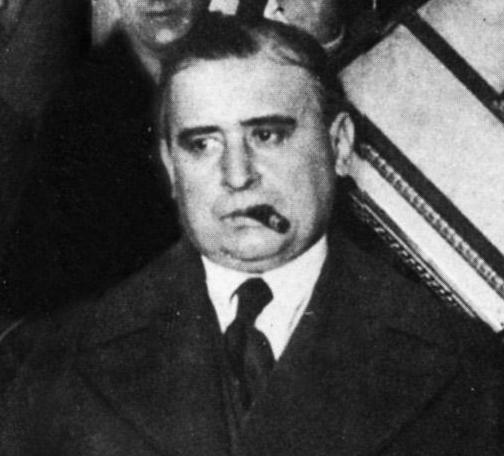
El uruguayo Natalio Félix Botana formó parte del grupo golpista y utilizó el popular Crítica que había fundado para desprestigiar al presidente Yrigoyen.

Por otra parte, la enseñanzas sociales de la Iglesia católica de la época estaban basadas en la encíclica Rerum Novarum de 1891 que versaba sobre las condiciones de las clases trabajadoras, dejaba patente su apoyo al derecho laboral de «formar uniones o sindicatos», reafirmaba en su apoyo al derecho de la propiedad privada y discutía sobre las relaciones entre el gobierno, las empresas, los trabajadores y la Iglesia, proponiendo una organización socioeconómica que más tarde se llamaría corporativismo. Recién a partir de 1931 el papa Pío XI condenó al fascismo y propuso llevar a la práctica los principios de la recta razón y de la filosofía socialcristiana.
Las posturas nacionalistas surgidas por imitación de lo ocurrido en Italia con Benito Mussolini que apoyaban la implantación de un corporativismo provocaron la división del Partido Popular y su disolución. Fue entonces cuando los nacionalistas católicos apoyaron al semanario "La Nueva República", opositor al gobierno radical de Hipólito Yrigoyen que, en plena Gran Depresión mundial de 1929 fue muy criticado por una serie de intervenciones a provincias por decreto y asesinatos de opositores, entre ellos el del senador Lencinas, que produjeron el debilitamiento de la democracia y desencadenaron el golpe militar dirigido por el general José Félix Uriburu.
Una vez que Hipólito Yrigoyen fue elegido presidente en 1916, comenzó a formarse dentro de la Unión Cívica Radical un amplio sector que se opuso a Yrigoyen, considerándolo autoritario. Este sector se autodenominó "antipersonalista" y llegó a formar otro partido radical denominado Unión Cívica Radical Antipersonalista con el que se presentó a las elecciones presidenciales de 1928 con la fórmula Leopoldo Melo-Vicente Gallo, saliendo segundo detrás del mismo Hipólito Yrigoyen. Derrotados en las urnas, los radicales antipersonalistas comenzaron a conspirar contra el gobierno constitucional y luego integrarían la Concordancia, que gobernó fraudulentamente entre 1932 y 1943.
Los grupos conservadores y los medios de comunicación gráfica, también conspiraron contra el gobierno constitucional desde que fue elegido el primer presidente por voto secreto y obligatorio en 1916. El diario roquista La Prensa le había advertido a Yrigoyen en una editorial antes de asumir, que si se empeñaba en llevar adelante una política no conservadora "será batido y desalojado del poder". Otro factor determinante del golpe de Estado contra Yrigoyen fue el diario Crítica del uruguayo Natalio Félix Botana, que "no sólo contribuyó al derrocamiento del gobierno con acerbas críticas de su diario, sino con su participación personal en la trama que, con la conducción en la sombra del jefe del ejército Agustín Justo, culminó el 6 de septiembre de 1930".

### Dictadura militar de Uriburu (1930-1932)
El 6 de septiembre de 1930, Uriburu encabezó un golpe de Estado que derrocó al gobierno constitucional Hipólito Yrigoyen y estableció una dictadura militar, la primera de una serie que se extendería hasta 1983.
El 10 de septiembre, José Félix Uriburu fue reconocido como presidente de facto de la Nación por la Corte Suprema mediante la acordada que dio origen a la doctrina de los gobiernos de facto y que sería utilizada para legitimar a todos los demás golpes militares.
Uriburu básicamente representó en aquel momento ante todo un nacionalismo católico corporativista. Inclusive el proyecto de constitución neocorporativa que tenía Uriburu y sus sectores era un sistema neocorporativo mixto. Querían que hubiera una cámara corporativa, por ejemplo, con representación de sindicatos, empresarios y otra cámara con representación política. Eran proyectos neocorporativos. Ideológicamente muy tributarios del nacionalismo católico, que desde los años ’20 venía creciendo en Argentina.
Uriburu le encomendó al poeta Leopoldo Lugones la redacción de la proclama revolucionaria, pero la primera versión fue acusada de fascista por parte del coronel José María Sarobe y el general Agustín P. Justo, que representaban el liberalismo conservador tradicional de la Argentina
Los discursos mencionaban continuamente la necesidad de restaurar el orden, la propiedad y las jerarquías. Sin embargo, a diferencia de los fascismos europeos, la derecha argentina consideraba que la clave del sistema político propuesto era el Ejército, y no organizaciones paramilitares.
Uriburu propuso la fundación de un Partido Nacional, al que deberían adherirse los demás partidos, aunque estaban excluidos el radicalismo yrigoyenista y posiblemente el Partido Socialista. La invitación fue rechazada por todos, salvo algunos grupos conservadores. Uriburu se había adelantado a convocar a elecciones para gobernador de Buenos Aires, confiando en presentar una candidatura única del Partido Nacional frente a los radicales; cuando su proyecto fracasó, no pudo retractarse.
En el mes de abril, de 1931 se celebraron las elecciones bonaerenses, con un resultado imprevisto: pese a que el gobierno consideraba al radicalismo completamente "fuera de la historia", y a que este no organizó una campaña electoral ni tenía apoyo de la prensa, el candidato radical Honorio Pueyrredón obtuvo el triunfo. Pese a que en el Colegio Electoral el radicalismo quedó varios votos por detrás y debía negociar con los socialistas para alzarse con la gobernación, el gobierno entró en pánico y la mayoría de los ministros presentó la renuncia. Uriburu reorganizó el gabinete, nombrando ministros del sector "liberal". El 8 de mayo suspendió el llamado al colegio electoral provincial, y nombró gobernador de facto de la provincia de Buenos Aires a Manuel Ramón Alvarado.
Pocas semanas más tarde estalló una revolución en la provincia de Corrientes, dirigida por el teniente coronel Gregorio Pomar; aunque fue rápidamente reprimida, dio a Uriburu la excusa que buscaba: clausuró todos los locales de la UCR, arrestó a docenas de dirigentes y prohibió a los colegios electorales elegir políticos vinculados directa o indirectamente con Yrigoyen; Pueyrredón había sido ministro de Yrigoyen, lo que significaba que no podía ser elegido, pero además fue expulsado del país junto con Alvear. Además suspendió las elecciones de gobernadores planeadas para las provincias de Córdoba y Santa Fe. En el mes de septiembre llamó a elecciones para el mes de noviembre, y poco después anuló las elecciones en Buenos Aires.
El experimento corporativista había fracasado, pero aun así, el 20 de febrero de 1932, horas antes de entregar el gobierno a su sucesor, Uriburu declararía que "el voto secreto es precisamente lo que ha permitido el desenfreno demagógico que hemos padecido."

### Presidencia de Agustín P. Justo (1932-1938)
Luego del fracaso del ensayo corporativista nacionalista católico de José Félix Uriburu gobernó la Argentina una alianza política conservadora que se denominó la «Concordancia» que fue una alianza política formada entre el Partido Demócrata Nacional (también conocido simplemente como Partido Conservador), la Unión Cívica Radical Antipersonalista y el Partido Socialista Independiente que gobernó el país durante la llamada década infame entre 1932 y 1943, a través de los presidentes Agustín P. Justo (1932-1938), Roberto M. Ortiz (1938-1940) y Ramón Castillo que debió completar el período por muerte del presidente Ortiz (1940-1943).
Este período se caracterizó por el comienzo del nuevo modelo económico conocido como industrialización por sustitución de importaciones.
En el plano económico, con la crisis de la bolsa, los mercados internacionales tienden a cerrar sus economías adoptando modelos de proteccionismo. Inglaterra anuncia en la "convención de Ottawa" que les dará ventajas arancelarias a sus colonias. Debido a su gran dependencia, el país firma el pacto Roca-Runciman con Inglaterra en 1933, cediendo así el sector ferroviario y otras áreas estratégicas a cambio de un trato privilegiado para las carnes argentinas. El pacto fue cuestionado por opositores e historiadores, considerando que afectaba gravemente la soberanía nacional y citando la declaración pública del vicepresidente de la Nación mientras negociaba el tratado, en la que afirmó que "desde el punto de vista económico, (Argentina es) una parte integrante del Imperio Británico".
Ante esta crisis del modelo agroexportador argentino, a mediados de la década se inició un proceso de industrialización por sustitución de importaciones, con su eje principal en Buenos Aires, acompañado de una ola migratoria interna, del campo a las ciudades y del interior a la capital.
En este período la Unión Cívica Radical, conducida por Marcelo Torcuato de Alvear, será sistemáticamente excluida del acceso al gobierno mediante el uso abierto del fraude electoral y la represión. En el seno del radicalismo aparecieron fuertes corrientes nacionalistas yrigoyenistas que se expresaron en la fundación del influyente grupo FORJA, y en los primeros núcleos de la intransigencia radical, que conducirá en la UCR en la década siguiente y que por entonces comenzaba a nuclearse alrededor de Amadeo Sabattini, gobernador de Córdoba (1936-1940).
Por su parte el Partido Socialista y sobre todo su aliado el Partido Demócrata Progresista, conducido por Lisandro de la Torre, denunciarán en el Congreso los sucesivos actos de corrupción en beneficio de una élite realizados por el régimen, que incluso causarán el asesinato del senador Enzo Bordabehere en el recinto del Senado.
Finalmente, en ese período, el movimiento obrero argentino se organizó en la Confederación General del Trabajo (CGT), sobre el sindicato de actividad y nuevas ideas nacionalistas y de relaciones con los partidos políticos populares.

### Presidencia de Roberto Ortiz (1938-1942)
Hacia 1939 cuando comenzó la Segunda Guerra Mundial, Argentina estaba gobernada por el presidente radical antipersonalista Roberto Ortiz, que había sido ministro del presidente radical (UCR) Marcelo T. de Alvear. Durante su gobierno Argentina influyó decisivamente en la paz alcanzada entre Paraguay y Bolivia que se habían enfrentado en la guerra del Chaco. La tradicional política neutralista y de no beligerancia se mantendría hasta 1944.

### Presidencia de Ramón Castillo (1942-1943)
En 1942, debido a la enfermedad del presidente Ortiz, asumió el vicepresidente Ramón Castillo, hasta 1943, en que sería derrocado. Su presidencia estuvo marcada por las presiones de Estados Unidos para que Argentina abandonara su tradicional posición neutralista y le declarara la guerra a las potencias del Eje, cosa que efectivamente iba a suceder durante la presidencia de Edelmiro Farrell (27 de marzo de 1945).

### Reclamaciones antárticas y toma de posesión formal
En 1939 la Argentina crea transitoriamente para asistir a una invitación noruega a la Comisión Nacional del Antártico mediante el decreto N.º 35821, pero por el decreto N.º 61852 del 30 de abril de 1940 pasó a ser un organismo permanente con el objeto de intensificar las investigaciones en la zona. Se realizaron exploraciones, tareas científicas, relevamiento de terreno y balizamiento.
El 6 de noviembre de 1940 Chile estableció por decreto los límites de sus reclamaciones antárticas.

Forman la Antártica Chilena o Territorio Chileno Antártico, todas las tierras, islas, islotes, arrecifes, glaciares y demás conocidos y por conocer, y el mar territorial respectivo, existentes dentro de los límites del casquete constituido por los meridianos 53°, longitud oeste de Greenwich, y 90°, longitud oeste de Greenwich.

La Argentina protestó formalmente por el decreto chileno mediante nota del 12 de noviembre de 1940, rechazando su validez y expresando una potencial reclamación a la misma área. A su vez, el Reino Unido protestó el 25 de febrero de 1941.
En octubre de 1941 el Instituto Geográfico Militar argentino publicó mapas que mostraban la extensión de la futura reclamación argentina entre los 25° O y 75° O.
En enero de 1942 la Argentina, de acuerdo con la teoría de los sectores polares, declaró sus derechos antárticos entre los meridianos 25° y 68°24′ O (el de punta Dungeness). Lo que dio lugar a un memorándum de respuesta del Gobierno chileno del 3 de marzo de 1942, reservando sus derechos.
La Argentina realizó en la isla Decepción su toma de posesión formal del territorio continental antártico el 8 de noviembre de 1942, mediante la colocación de un cilindro que contenía un acta y una bandera dejados allí por una expedición al mando del capitán de fragata Alberto J. Oddera. En enero de 1943 personal del barco británico HMS Carnarvon Castle destruyó las evidencias de la toma de posesión argentina, plantó la bandera británica y envió a Buenos Aires el acta. El 5 de marzo de ese año el buque argentino ARA 1° de Mayo removió la bandera británica.

## El peronismo (1943-1955)

### La Revolución del 43 (1943-1946)

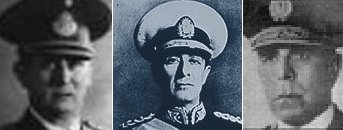
Arturo Rawson, Pedro Pablo Ramírez y Edelmiro Farrell, los tres generales presidentes de la Revolución del 43

El 4 de junio de 1943 se produjo un nuevo golpe militar encabezado por los generales Arturo Rawson y Pedro Pablo Ramírez y apoyado por varios sectores militares entre los que se destacaba una agrupación de militares del Ejército denominado GOU (Grupo de Oficiales Unidos), integrado por unos veinte oficiales mayoritariamente jóvenes de ideologías diversas que compartían un enfoque nacionalista. El golpe derrocó al presidente Ramón Castillo quien fue reemplazado por el general Arturo Rawson, quien tres días después fue reemplazado a su vez por el general Pedro Pablo Ramírez.
La Revolución del 43 contenía en su interior diversos sectores que lucharon entre sí para controlar la dirección del proceso. Uno de esos sectores estuvo liderado por el entonces coronel Juan Domingo Perón, quien ocupó inicialmente un cargo de menor significación como secretario del Ministerio de Guerra, en cabeza del general Edelmiro Farrell. A partir de la segunda mitad de 1943 comenzó una política de alianza con el movimiento sindical que le permitiría ir ocupando posiciones cada vez más influyentes en el gobierno militar. En ese camino resultó fundamental su designación a cargo del irrelevante Departamento de Trabajo, elevado luego al nivel de Secretaría de Estado.
A comienzos de 1944 el gobierno militar rompió relaciones diplomáticas con los países del Eje, decisión que llevó a un enfrentamiento entre sus sectores internos y a exigir la renuncia del presidente Ramírez, quien fue reemplazado por el general Edelmiro Farrell, pasando Perón a ocupar el Ministerio de Guerra que dejó aquel. Farrell se apoyó en Perón y su exitosa política laboral-sindical y sufrió el embate del sector nacionalista de derecha liderado por el ministro del Interior, el general Luis César Perlinger. En la segunda mitad del año el dúo Farrell-Perón consolidó su posición, desplazando al sector de la derecha nacionalista católica-hispanista, y profundizó las reformas laborales generalizando la negociación colectiva, sancionando el Estatuto del Peón de Campo que laboralizó la situación de los trabajadores rurales, creando los tribunales de trabajo y estableciendo la jubilación para los empleados de comercio. También se tomaron importantes medidas industrialistas como la creación del Banco Industrial de Crédito.
A partir del segundo semestre de 1943 se estableció en el gobierno un grupo integrado principalmente por sindicatos socialistas y sindicalistas revolucionarios liderado por el coronel Juan Domingo Perón, que logró ocupar primero el pequeño Departamento de Trabajo, para irse fortaleciendo progresivamente, mediante una acción encaminada a defender los derechos de los trabajadores y promover el protagonismo sindical. Las principales medidas laborales fueron:
- El Estatuto del Peón, que estableció un salario mínimo y procuró mejorar las condiciones de alimentación, vivienda y trabajo de los trabajadores rurales.
- El establecimiento del seguro social y la jubilación que benefició a 2 millones de personas.
- La creación de Tribunales de Trabajo, cuyas sentencias, en líneas generales, resultaron favorables a las demandas obreras.
- La fijación de mejoras salariales y el establecimiento del aguinaldo para todos los trabajadores.
- El reconocimiento de las asociaciones profesionales, con lo cual el sindicalismo obtuvo una mejora sustancial de su posición en el plano jurídico.

En 1945 el embajador de los Estados Unidos Spruille Braden organizó un fuerte movimiento que se identificó como antiperonista [¿por quién?], que produjo a su vez que amplios sectores sindicales, hasta entonces socialistas y sindicalistas revolucionarios -y en menor medida anarquistas y comunistas-, se identificaran como peronistas. El enfrentamiento entre ambos grupos derivó en un golpe de Estado [cita requerida] antiperonista el 9 de octubre de 1945, desplazando a los sindicalistas del gobierno y deteniendo a Perón. Como respuesta, el 17 de octubre de 1945 se produjo una gran movilización de obreros y sindicalistas en la Plaza de Mayo, que exigieron y obtuvieron la liberación de Perón y el compromiso de la dictadura de llamar a elecciones.
A partir de entonces ambos bandos se prepararon para enfrentarse en elecciones el 24 de febrero de 1946 triunfando Juan Perón y como vicepresidente el radical Hortensio Quijano -candidatos de los partidos Laborista, Unión Cívica Radical Junta Renovadora e Independiente-, contra la fórmula de la Unión Democrática integrada por los radicales José P. Tamborini-Enrique Mosca.

### Presidencia de Juan D. Perón (1946-1952)

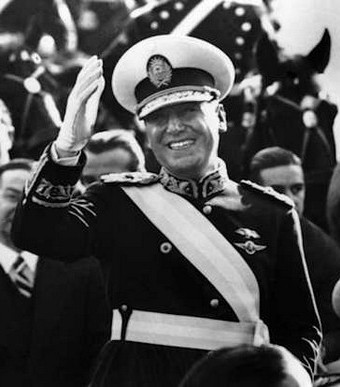
Juan Domingo Perón: el mayor líder popular de la historia argentina.

En las elecciones de 1946 Perón se presentó como candidato de tres partidos aliados: el Partido Laborista, organizado por los sindicatos, la Unión Cívica Radical Junta Renovadora y el Partido Independiente, de tendencia conservadora. Su vicepresidente fue Hortensio Quijano, un radical de la disidente Unión Cívica Radical Junta Renovadora. Las elecciones polarizaron al país: por un lado el peronismo, los sindicalistas de la CGT y grupos yrigoyenistas del radicalismo, UCR Junta Renovadora o FORJA (Donde se encontraban reconocidas personalidades como Arturo Jauretche, Raúl Scalabrini Ortiz, etc.), y de los conservadores de las provincias del interior y por el otro la Unión Democrática que contaba con la participación de la UCR y los partidos Socialista y Demócrata Progresista y el apoyo del Partido Comunista, los conservadores de la provincia de Buenos Aires y el embajador de los Estados Unidos, Spruille Braden. En las elecciones triunfó Perón, con el 52 % de los votos.
Tras asumir la presidencia se fusionaron los partidos que llevaron la candidatura de Perón, formando el Partido Peronista —llamado brevemente Partido Único de la Revolución, y hoy conocido como Partido Justicialista— y luego de obtenido el sufragio femenino, en 1949 Eva Perón organizó el Partido Peronista Femenino. Se estableció un criterio de cupos por el cual los cargos políticos se repartían en partes iguales entre los sindicatos, el sector político del Partido Peronista y las mujeres.
En 1947 la Cámara de Diputados inició un juicio político contra los miembros de la Corte Suprema que habían legitimado los golpes de estado de 1930 y 1943, resultando removidos de sus cargos.
En 1949 se convocó elecciones para la Asamblea Constituyente que dictó una nueva Constitución acorde con los principios del constitucionalismo social y el peronismo, estableciendo, entre otras cosas la igualdad jurídica de hombres y mujeres, los derechos de los trabajadores, los derechos de la ancianidad, la autonomía universitaria, la función social de la propiedad y las facultades de intervención del Estado en la economía, así como la reelección presidencial inmediata, que Perón aprovechó en 1951. Según opositores, esta reelección sucesiva, previamente prohibida por el artículo 77, fue la principal intención de la reforma constitucional.
El primer gobierno peronista amplió los derechos laborales y sociales, de las mujeres, de las personas que vivían en los territorios nacionales, de los ancianos, de los niños, de los sectores vulnerables y promovió la industrialización del país. En materia laboral se creó el Ministerio de Trabajo y Previsión Social y por primera vez en la historia argentina la retribución del trabajo superó a la retribución del capital. Con respecto a los derechos de las mujeres, se sancionó la ley del voto femenino en 1947. Con respecto a los territorios cuyos habitantes tenían sus derechos políticos restringidos, en 1951 el Congreso Nacional aprobó la ley 14307 provincializando los territorios nacionales del Chaco y La Pampa que por decisión de las convenciones constituyentes elegidas por los pueblos de esas provincias adoptaron los nombres de Provincia Presidente Perón y Provincia Eva Perón, respectivamente. En materia de seguridad social ("previsión social") se masificó la cobertura, pasando de 397 000 afiliados en 1939 a 2 327 946 en 1949, a la vez que Eva Perón realizó una amplia obra asistencia social a los sectores más vulnerables, desde la Fundación Eva Perón cuyos fondos provenían de aportes de distinta índole: estaban los obligatorios impuestos por leyes nacionales sobre los jornales de los obreros argentinos dos veces al año y las donaciones de empresas privadas, aparentemente voluntarias pero constituyendo en la práctica casi un requisito para funcionar sin problemas con el gobierno peronista. También recibía fondos del Estado y utilizaba inmuebles, personal y medios de transporte del mismo. Un decreto del Poder Ejecutivo dispuso que los sobrantes de las partidas de cada ministerio se transfiriera a la Fundación y pese a que fue objetado por el Tribunal de Cuentas igual fue aplicado.
En materia de salud se creó el Ministerio de Salud Pública a cargo de Ramón Carrillo, desde la cual se realizaron campañas para eliminar el paludismo, la fiebre amarilla y las enfermedades venéreas, programas de vacunación masiva (antivariólica y antidiftérica), producción nacional de medicamentos y reducción de su costo y construcción de hospitales. En materia económica se nacionalizaron sectores básicos como los ferrocarriles, el servicio telefónico, las líneas aéreas, el comercio exterior, la flota mercante, el sector siderúrgico pesado y se impulsó la industrialización. En política internacional el ministro Juan Atilio Bramuglia, de extracción sindical, implementó una política de neutralidad en la Guerra Fría que denominó "la tercera posición" y una política de alianzas regional con Bolivia, Brasil, Paraguay y Chile. En educación se promovió la educación técnica, se creó la Universidad Obrera Nacional (luego renombrada Universidad Tecnológica Nacional) y se estableció la gratuidad de la enseñanza universitaria.
Tras 15 años de democracias restringidas e intervenciones militares sobre los gobiernos civiles, en 1946 el Congreso sancionó una nueva Ley de Educación Superior que puso a las universidades bajo la órbita de las reglas de una democracia sin proscripción. Para eso, y marcando un hito en la historia de la legislación sobre educación superior, el peronismo dictó en 1947 la Ley N.º 13 031, denominada Ley Guardo, en honor al diputado justicialista creador de su articulado. Esta legislación puso punto final a la larga vigencia de los cuatro artículos de la reducida Ley N.º 1597 de 1885, «Ley Avellaneda», que ofició de marco legal hasta entonces.
En 1949, con la intención de atender a algunos planteos de los universitarios, incorporar avances de la ley sancionada en 1947 y sentar las bases para una nueva ley, se incorporó un artículo en la Constitución Nacional de 1949. En 1954 se sancionó una nueva ley, la 14 297. En ella se incorporaron algunos otros postulados de la Reforma Universitaria, como la definición de la extensión y la participación directa de los estudiantes. Esta ley profundizó la participación estudiantil en el gobierno de las facultades, otorgándoles el derecho al voto.

#### Polarización entre peronistas y antiperonistas
Los dos primeros gobiernos peronistas estuvieron marcados por la extrema polarización de la sociedad entre antiperonistas y peronistas, así como por la acción de sectores no peronistas ni antiperonistas, apoyando a uno u otro bando o a ninguno. Andrés Avellaneda y Alejandra Giuliani hablan de la historiografía antiperonista que se hizo dominante a partir de la dictadura antiperonista de 1955, señalando sus mitos, y su interpretación restringida de los hechos al desconocer la autonomía de los diversos grupos que integraron la alianza peronista. En el mismo sentido se orientan las investigaciones del historiador israelí Raanan Rein, poniendo el acento en el estudio de las características especiales de los dirigentes de segunda línea del peronismo y las particularidades regionales. En 2003 el dirigente peronista Antonio Cafiero reprochó la interpretación de los hechos que hacía uno de los principales historiador antiperonistas, Hugo Gambini, por no tener en cuenta el contexto histórico en el que sucedieron esos hechos.
El gobierno peronista y la justicia detuvieron dirigentes de la oposición acusándolos de cometer delitos, participar en actos terroristas e intentos de golpes de Estado. Ricardo Balbín, diputado de la Unión Cívica Radical fue desaforado por la Cámara de Diputados de la Nación y detenido por orden judicial, acusado de haber cometido el delito de desacato. El general Alejandro Agustín Lanusse fue detenido por su participación en el intento de golpe de Estado de 1951. Los dirigentes de la Unión Cívica Radical Roque Carranza y Arturo Mathov fueron detenidos por haber asesinado a siete personas y herir a más de cien en el atentado en la Plaza de Mayo del 15 de abril de 1953, siendo a su vez torturados por la Policía Federal.
Hugo Gambini y Silvia Mercado señalan que el gobierno negó el acceso a la radio y televisión a los dirigentes no peronistas hasta dos meses antes de su derrocamiento.
En esos años «la radio» eran una gran cantidad de emisoras privadas instaladas en la mayoría de las grandes ciudades del país, mientras que «la televisión» era un canal estatal, que inició sus transmisiones en 1951. Mirta Varela señala que "Perón llegó al gobierno toda la prensa en contra" y que durante la campaña electoral, los grandes diarios nacionales y la radio, prácticamente no otorgaron espacio a las actividades del frente peronista, difundiendo una simbología que presentaba a los peronistas como «invasores» y expresiones como "las patas en la fuente" para referirse a las personas que se refrescaban, evitando los nombres de Perón y Evita, anticipando una política de exclusión del peronismo de los medios de comunicación que establecería por ley la dictadura antiperonista después de 1955.
Celso Ramón Lorenzo cuenta que los locales partidarios de la oposición eran atacados, la policía reprimía sus actos públicos y se perseguía a los militantes. El gobierno usaba la figura del "desacato contra la investidura presidencial" para procesar incluso a diputados de la oposición.
El gobierno clausuró una gran cantidad de diarios opositores, sobre todo en las ciudades del interior, en algunos casos mediante la Comisión Visca, una comisión del bicameral del Congreso Nacional presidida por el diputado José Emilio Visca, un exconservador devenido peronista. Visca era secundado por el diputado también peronista Rodolfo Decker. La comisión fue creada en 1949 para investigar las denuncias de torturas aplicadas a opositores, pero que en lugar de ello se dedicó a investigar y clausurar medios de prensa que no respondieran al gobierno, con las excusas más insignificantes o esgrimiendo "razones de seguridad, higiene y moralidad" y así un baño en malas condiciones era suficiente causa.. En su estudio sobre la relación de peronismo con los medios de comunicación, Mirta Varela contextualiza el conflicto poniendo de relieve la confrontación de "toda la prensa" contra el peronismo, frecuentemente con información decididamente parcial y discriminación de clase, desde la campaña electora de 1946, contextualizando el conflicto. El historiador Félix Luna cuestionó duramente la conducta de los medios de prensa en aquel momento:

Desde el punto de vista de la ética periodística, la posición de la prensa
independiente fue condenable. El castigo a este sectarismo llegó por sí mismo: la deformación de la realidad fue tan completa que todos, los que escribían y los que leían, llegaron a convencerse de que la imagen presentada era cierta; que la Unión Democrática representaba la arrasadora mayoría del país frente a minúsculas turbas despreciables.
Félix Luna

Persiguió a sindicalistas opositores, removió a los profesores disidentes de las universidades, utilizó recursos del Estado para la actividad del Partido Peronista impulsó un culto a la personalidad de Perón y Eva Perón desde los libros de lectura en la escuela primaria hasta la designación con nombres alusivos al peronismo tales como Eva Perón, Juan Domingo Perón, el ministro Juan Pistarini, 26 de julio, 8 de octubre (cumpleaños de Perón), 7 de mayo (cumpleaños de Eva Perón) y 17 de octubre (fecha de la manifestación obrera que exigió a la dictadura militar la liberación de Perón), de calles, estaciones de tren y subterráneo, ciudades y plazas[cita requerida], buques de guerra e instalaciones y unidades militares, etc., obligó a los empleados públicos a ser afiliados al Partido Peronista. impulsó a la Confederación General Universitaria (CGU) como representante de los estudiantes peronistas en oposición a la Federación Universitaria Argentina (FUA), de tendencia antiperonista.
El israelí Raanan Rein cuestiona la tendencia de una parte de historiografía argentina por haber "mordido el anzuelo" de la retórica populista, aceptando como un hecho la relación directa entre Perón y sus seguidores, sin tener en cuenta la autonomía de los diferentes poderes, grupos, segundas líneas y manifestaciones regionales del movimiento.
En 1951 el gobierno peronista decidió enviar al Congreso Nacional un proyecto para provincializar los territorios nacionales de La Pampa y Chaco, cuyos habitantes carecían de derecho a elegir y ser elegidos. Para constituirse como tales, las poblaciones de las nuevas provincias eligieron convenciones constituyentes, ganando la mayoría el Partido Peronista. Las constituciones provinciales siguieron los líneamientos del constitucionalismo social y de la reforma constitucional argentina de 1949, estableciendo entre otras normas los derechos de los trabajadores, de la ancianidad y la igualdad jurídica entre varones y mujeres. En dichas constituciones los convencionales dispusieron nombrar al exterritorio de La Pampa como Provincia Eva Perón y al exterritorio del Chaco como Provincia Presidente Perón.
Grupos de oposición antiperonista, entre ellos sectores militares, principalmente de la Marina, de la Unión Cívica Radical, del partido conservador, de la Iglesia católica, de organizaciones de extrema derecha y del Partido Socialista, impulsaron acciones de desestabilización institucional, organizaron comandos civiles armados, organizaron el golpe de Estado en 1951, realizaron el atentado terrorista en la Plaza de Mayo del 15 de abril de 1953 matando a siete personas e hiriendo a otras cien, organizaron el bombardeo de Plaza de Mayo -uno de los participantes fue el alto dirigente radical Miguel Ángel Zavala Ortiz- asesinando a 308 personas y un número indeterminado de víctimas que no pudieron ser reconocidas y realizaron el golpe de Estado de 1955 para imponer una dictadura militar, que derogó por proclama militar la Constitución de 1949 e impuso un régimen represivo con el objetivo declarado de "desperonizar" el país, fusilando, encarcelando y persiguiendo a dirigentes políticos y sindicales peronistas, cesanteando a profesores peronistas, suspendiendo a deportistas que tuvieran ideas peronistas y estableciendo listas negras para los artistas peronistas.

#### El intento de golpe de Estado de 1951
El 28 de septiembre de 1951 efectivos del Ejército, la Armada y la Fuerza Aérea al mando del general retirado Benjamín Menéndez intentaron derrocar al gobierno del presidente Juan Domingo Perón. En su breve proclama los rebeldes acusaban al gobierno de haber llevado la Nación a «una quiebra total de su crédito interno y externo, tanto en lo moral y espiritual como en lo material». Las restricciones a las libertades cívicas y a la acción de los opositores, la reforma constitucional que permitía la reelección del presidente, así como las medidas de politización de las fuerzas armadas parecen haber influido en los militares adherentes al movimiento.
Algunos sectores descontentos de las fuerzas armadas entraron en un estado deliberativo para destituir al gobierno y buscaron un líder para encabezar la rebelión. Los que podían asumir ese papel eran los generales Eduardo Lonardi, el único militar no oficialista con mando de tropas, que estaba como comandante del Primer Cuerpo de Ejército y el general Benjamín Menéndez, retirado desde 1942, pero no pudieron acordar una acción en común, separados –en palabras de Potash con las que coincide Luna- por “la dignidad personal, el orgullo y la ambición”.
Viendo un momento político favorable Menéndez dio la orden de desencadenar el golpe el 28 de septiembre y Lonardi –que había pedido su retiro, que le fue aceptado de inmediato- decidió no adherir al golpe pero dejó en libertad a sus seguidores, parte de los cuales apoyaron el mismo. En la madrugada de ese día Menéndez y su estado mayor entraron a Campo de Mayo, una instalación militar de gran extensión, donde ya había unidades sublevadas. Se produjo en el regimiento de tanques un tiroteo que ocasionó el único muerto, el cabo Miguel Farina que había intentado oponerse. De los treinta tanques presentes, solo pudieron movilizar a dos –probablemente por sabotaje de los suboficiales- y el resto fue abandonado, por lo que en definitiva la columna golpista partió al mando del general Menéndez con dos tanques Sherman, tres unidades blindadas y 200 efectivos a caballo.
No obtuvo el apoyo esperado del Colegio Militar de la Nación y el destacamento mecanizado de La Tablada que también se había rebelado se rindió sin combatir ante tropas leales al gobierno por lo que Menéndez junto con algunos de sus oficiales se entregó detenido.
Por otra parte, la escuadra aeronaval y la base militar de Punta Indio, que se habían sublevado, al conocer que carecían de fuerzas terrestres desistieron de su acción y algunos de los intervinientes fueron detenidos y otros escaparon.
Los militares golpistas fueron detenidos y enjuiciados. Perón y Lucero impulsaron en cambio optaron por aplicar sanciones moderadas. Menéndez fue condenado a 15 años de prisión; Rodolfo Larcher, Armando Repetto y Julio Rodolfo Alsogaray, fueron condenados seis años de reclusión; a cuatro años el capitán Alejandro Agustín Lanusse, Gustavo Martínez Zuviría, Víctor Salas y Costa Paz; fueron sancionados a tres años Manuel Raymúndez y Rómulo Menéndez y a un año Luis Prémoli, Ricardo Echeverry Boneo y Manuel Rojas Silveyra. Ninguno de ellos perdió su grado militar. Los sectores más duros del peronismo, liderados por Eva Perón, sostenían que los delitos cometidos -que incluían un homicidio-, debieron haber sido sancionados severamente, con pérdida de los grados militares y aplicación de la pena de muerte en los casos más graves. El historiador radical Félix Luna opinó que Perón aprovechó el intento del golpe para depurar las fuerzas armadas, desprendiéndose mediante su retiro de oficiales que no habían sido parte de la rebelión.
El jefe de la aviación naval, capitán de navío Vicente Baroja escapó al Uruguay y desde allí declaró:

Habíamos confiado en derrocar al tirano con pequeñas acciones, sin derramamiento de sangre. La lección fue que era preciso llegar al derramamiento de sangre para voltearlo.
Capitán de navío Vicente Baroja

### Segunda Presidencia de Juan D. Perón (1952-1955)
En 1949, Perón reformó la Constitución de 1853, de manera que pudo ser reelegido en las elecciones de 1951. Por primera vez en la historia del país las mujeres ejercieron su derecho al voto. En noviembre, Perón volvió a triunfar en las elecciones por un amplio margen (62,49 %).
En ese año, Eva Perón intentó acceder a la nominación a la vicepresidencia de lo que sería el segundo mandato presidencial de Perón. Si bien contaba con el respaldo de la CGT,[cita requerida] la oposición militar y su estado de salud la condujeron a su célebre renunciamiento en un acto multitudinario en la avenida 9 de julio. Evita murió de un cáncer uterino a la edad de 33 años en 1952. Su cuerpo fue embalsamado y mantenido en exposición hasta que el golpe militar expulsó a su marido del poder en 1955. Clandestinamente fue enviado el cadáver a Italia y enterrada en Milán con nombre falso. En 1972 fue devuelto a su esposo. Sus restos reposan en el cementerio de La Recoleta en Buenos Aires.
El peronismo contó con una amplia adhesión de los sectores populares a partir de entonces, pero a su vez produjo una profunda polarización entre los peronistas y los antiperonistas. Evita finalmente muere el 26 de julio de 1952, con tan solo 33 años de edad, luego de que Perón inicie su segundo mandato. Su funeral marcó un hito en la historia argentina: recibió los honores de un presidente en ejercicio, su cortejo fúnebre fue presenciado en las calles de Buenos Aires por casi tres millones de personas, y su funeral duró dieciséis días. El Congreso la declaró Jefa Espiritual de la Nación Argentina.

#### El «estado de bienestar» y la economía peronista

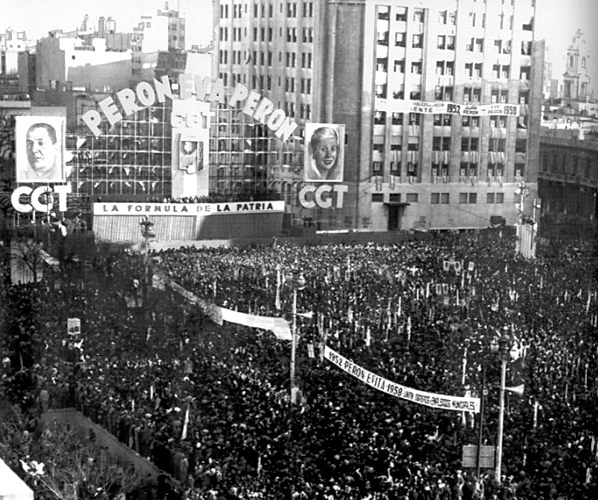
Presentación de candidatura Perón-Eva Perón, agosto de 1951

La llegada del peronismo al poder en democracia se produce en plena posguerra mundial, lo cual significaba la debilidad económica de una Europa en ruinas y el fuerte liderazgo de Estados Unidos en el Hemisferio Occidental. En este escenario, Argentina se encontraba por primera vez en su historia en la posición de acreedor de los países centrales, gracias a las exportaciones de carnes y granos a las potencias beligerantes. El principal deudor era el Reino Unido que ante la emergencia declaró su iliquidez, bloqueando la libre disponibilidad de esos montos. El gobierno peronista optó por utilizar esos créditos para adquirir empresas de servicios públicos de capital británico. En 1946 se lanzó el primer plan quinquenal, y en 1951 el segundo; su fin era regular e incentivar la producción industrial y lo relativo a ella.
La bonanza económica de la Argentina continuaba, impulsada por el creciente mercado interno que se había formado por la baja de las importaciones provenientes de los países en guerra. Esto ayudó al gobierno de Perón a aplicar una vasta política de bienestar que incluía la efectivización de nuevos derechos sociales, como períodos de vacaciones y descanso, y sobre todo salarios más dignos. Se inician importantes planes de vivienda, y enormes inversiones en salud, educación y energía. Todos estos beneficios fueron ampliamente publicitados y capitalizados por las figuras de Perón y Eva Perón, que creó la "Fundación Eva Perón" de asistencia social financiada básicamente con fondos estatales y aportes empresarios (muchos de carácter forzoso); también las nacionalizaciones y estatizaciones de los servicios públicos, como los ferrocarriles británicos, eran proclamados como conquistas de soberanía e independencia económica. Los trabajadores llegaban a compartir más del 50 por ciento de la renta nacional para 1946. El aumento de los ingresos de la población antes marginada, ahora ocasionaba un gran crecimiento del consumo y la modernización de gran parte de la sociedad argentina. Los espacios públicos que antes eran frecuentados por una exclusiva franja de la sociedad, ahora los frecuentaban gente de todas las clases sociales.
En 1951 Perón buscaba su reelección, y la CGT propuso para su compañera de fórmula a la misma Evita en un acto el 22 de agosto de 1951. El acto es conocido como el "Cabildo Abierto del Justicialismo" en donde dos millones de trabajadores se concentraron para apoyar la fórmula Perón-Eva Perón. Nueve días después Evita renuncia en cadena nacional a su candidatura ya que para ese entonces su enfermedad era terminal. Se sanciona una reforma electoral que prohíbe las coaliciones o alianzas de partidos y en las elecciones Perón fue elegido para un nuevo período presidencial con el 62,5 % de los votos en las primeras elecciones en que se ejerce el voto femenino en Argentina.
Durante el gobierno de Perón se creó la Flota Mercante, que llegó a ser la cuarta del mundo, se formó Aerolíneas Argentinas, dándole al país transportes aéreos propios, se generó un fuerte proceso de industrialización facilitando la instalación de industrias pesadas, y se comenzó a fabricar gran cantidad de maquinarias y automotores, logrando una importante independencia económica. Su política perjudicó ostensiblemente a los intereses británicos que a la postre se unirían con los opositores al régimen.
El modelo económico se caracterizó por una profundización del proceso de sustitución de importaciones, promoviendo el desarrollo de la industria nacional y llevándola a niveles de autosuficiencia no vistos hasta entonces; sobre todo la industria aeronáutica tiene un impulso singular (Se crea el IAME). A comienzos de la década del cincuenta el contexto mundial deja de ser favorable ya que Estados Unidos mediante el Plan Marshall colocaba sus excedentes agrícolas en Europa limitando el acceso al mercado de los alimentos argentinos, y se suma a un boicot comercial estadounidense para los productos industriales argentinos. Con una visión exterior elabora un plan de integración latinoamericana al que denomina ABC precisamente para eludir la hegemonía de Estados Unidos.
La situación económica comienza a deteriorarse y un nuevo ministro de Asuntos Económicos, Alfredo Gómez Morales, aplicó medidas de corte ortodoxo, como el ajuste de ciertos gastos públicos; Perón planteó la firma de contratos de explotación petrolífera con compañías norteamericanas, debido a la escasez de petróleo que limitó el crecimiento económico.

### Polarización y golpe de Estado
Debido a la fuerte campaña de desprestigio del gobierno, impulsada por los sectores económicos más poderosos a través de gran parte de los medios de prensa, el Segundo Gobierno Peronista aumentó el control sobre el periodismo, por ejemplo, con la expropiación del Diario La Prensa, la exclusión total de la radiofonía de los políticos no peronistas y la censura.
Son detenidos sin proceso algunos políticos opositores, y se realiza una política propagandística gigantesca para afianzar el gobierno que alcanza incluso a los libros escolares de los niños. Fueron comprobados actos de torturas policiales como el del estudiante Mario Ernesto Bravo.
Se denuncian conspiraciones en contra del gobierno. En 1951 se derrota la sublevación del general Benjamín Menéndez. En 1953, tras un atentado antiperonista en Plaza de Mayo que dejó cinco muertos durante un acto de la C.G.T. partidarios peronistas atacan e incendian la sede del Jockey Club, la Casa del pueblo (sede del Partido Socialista), y la sede del Partido Radical mientras la policía se abstiene de intervenir y los bomberos solo controlan que los incendios no se propaguen a las casas vecinas.
Esta división política interna se agudiza con el enfrentamiento con la Iglesia católica en 1954, producido por un conjunto de circunstancias, entre ellas la fundación en 1954 del Partido Demócrata Cristiano de la Argentina. A partir de ese momento, el presidente inició lo que algunos historiadores consideran un ataque contra la Iglesia católica, estableciendo por ley el divorcio vincular, suprimiendo la enseñanza religiosa obligatoria en las escuelas públicas y autorizando la apertura de prostíbulos. Las manifestaciones opositoras aumentaron. La tradicional celebración del Corpus Christi en Plaza de Mayo del 11 de junio de 1955, se transforma en un masivo acto opositor. Se cruzan fuertes acusaciones.

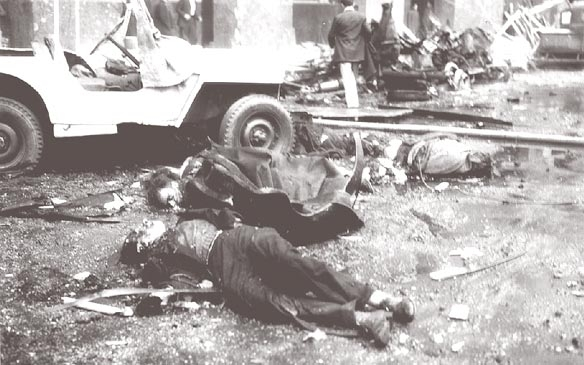
Víctimas del bombardeo a Plaza de Mayo de junio de 1955

El 16 de junio de 1955 al mediodía, unos treinta aviones sublevados de la Armada y de la Fuerza Aérea, con apoyo de altos funcionarios intentaron un golpe de Estado, pero solo lograron bombardear y ametrallar a la población de Buenos Aires en la Plaza de Mayo y otros lugares, coordinados con un asalto por tierra que resulta fallido. Las estimaciones de las víctimas de este ataque varían entre 355 muertos y 600 heridos según el parte oficial, hasta 4500 fallecidos según Radio Puerto Belgrano. El pretexto era asesinar al general Perón, que no se encontraba en el lugar; a la noche, y sin que la policía ni los bomberos interviniesen, grupos de simpatizantes al gobierno salidos de dependencias oficiales y de la sede del Partido Peronista saquearon e incendiaron iglesias.
El grado de polarización y enfrentamiento entre peronistas y antiperonistas tornaba la situación casi insostenible. Se multiplicaban los atentados terroristas antiperonistas por todo el país, que el gobierno insistía en señalar como promovidos desde Estados Unidos y Gran Bretaña.
En septiembre de 1955, grupos militares se sublevaron en Córdoba y amenazaron con cañonear desde buques la refinería de la ciudad de Mar del Plata. Perón, decidido a evitar un derramamiento de sangre mayor, ordenó no combatir a las fuerzas rebeldes. La CGT recomendó a los obreros permanecer en calma. El presidente fue derrocado, e inició su exilio: residió en varios países latinoamericanos antes de exiliarse largo tiempo en España para volver finalmente en 1973.
Los militares que derrocaron a Perón, denominaron Revolución Libertadora a su golpe de Estado y ocuparon el Gobierno. Sus primeras medidas serían la proscripción del peronismo, su partido y simbología, que sin embargo mantendrá su gran popularidad en la clandestinidad; así como la persecución, tortura y el exilio de dirigentes y simpatizantes peronistas, y hasta el fusilamiento de los militares que, contraviniendo el consejo de Perón, se sublevaron el 9 de junio de 1956, lo que le valió al golpismo el mote de «revolución fusiladora».

### Acuerdo con Chile respecto a la Antártida
Luego de ser reorganizada la Comisión Nacional del Antártico por decreto N.º 8507 del 23 de marzo de 1946 se dispuso una serie de reuniones entre varios ministerios para llevar adelante una política antártica a gran escala. A consecuencia de esas reuniones el 2 de septiembre de 1946 se dictó el decreto N.º 8944 que fijó nuevos límites para la Antártida Argentina entre los meridianos 25° y 74° (el del extremo oriental de las islas Sandwich del Sur) de longitud Oeste. Finalmente el decreto-ley N.º 2129, del 28 de febrero de 1957, estableció los límites definitivos entre los meridianos 25° y 74° Oeste y el paralelo 60° de latitud Sur.
Chile y la Argentina firmaron el 4 de marzo de 1948 un mutuo acuerdo en la protección y defensa jurídica de sus derechos territoriales antárticos, reconociendo mutuamente:

(…) hasta tanto se pacte, mediante acuerdos amistosos, la línea de común vecindad en los territorios antárticos de Chile y la República Argentina, declaran:
1. Que ambos Gobiernos actuarán de común acuerdo en la protección y defensa jurídica de sus derechos en la Antártida Sudamericana, comprendida entre los meridianos 25° y 90°, de longitud oeste de Greenwich, en cuyos territorios se reconocen Chile y la República Argentina indiscutibles derechos de soberanía.
2. Que están de acuerdo en continuar su acción administrativa, de exploración, vigilancia y fomento en la región de frontera no definida de sus respectivas zonas antárticas, dentro de un espíritu de cooperación recíproca.
3. Que a la mayor brevedad, y, en todo caso, en el curso del presente año, proseguirán las negociaciones hasta llegar a la concertación de un tratado chileno-argentino de demarcación de límites en la Antártida Sudamericana.

El 25 de enero de 1948 se instaló el Destacamento Naval Decepción.
Entre el 12 y el 29 de febrero de 1948 (fechas de partida y llegada a Puerto Belgrano) una flota de guerra argentina con 3000 hombres a bordo visitó las Orcadas del Sur, la parte norte de la península Antártica y las Shetland del Sur. Estaba compuesta por los cruceros ARA Veinticinco de Mayo y ARA Almirante Brown, los torpederos ARA Misiones, ARA Entre Ríos, ARA Santa Cruz, ARA San Luis, ARA Mendoza y ARA Cervantes. Como recordatorio de ese viaje el estrecho Bransfield fue renombrado como mar de la Flota en la toponimia argentina.
El 7 de abril de 1948 por decreto N.º 9905 se estableció la dependencia político-administrativa del Sector Antártico Argentino del gobernador marítimo del Territorio Nacional de Tierra del Fuego. Por le decreto N.º 17040 del 9 de junio fue creada la División Antártida y Malvinas bajo dependencia del Ministerio de Relaciones Exteriores. Su función era entender en todo lo relacionado con la defensa de los derechos jurídicos argentinos sobre la Antártida Argentina, las Malvinas, Georgias del Sur y Sandwich del Sur.

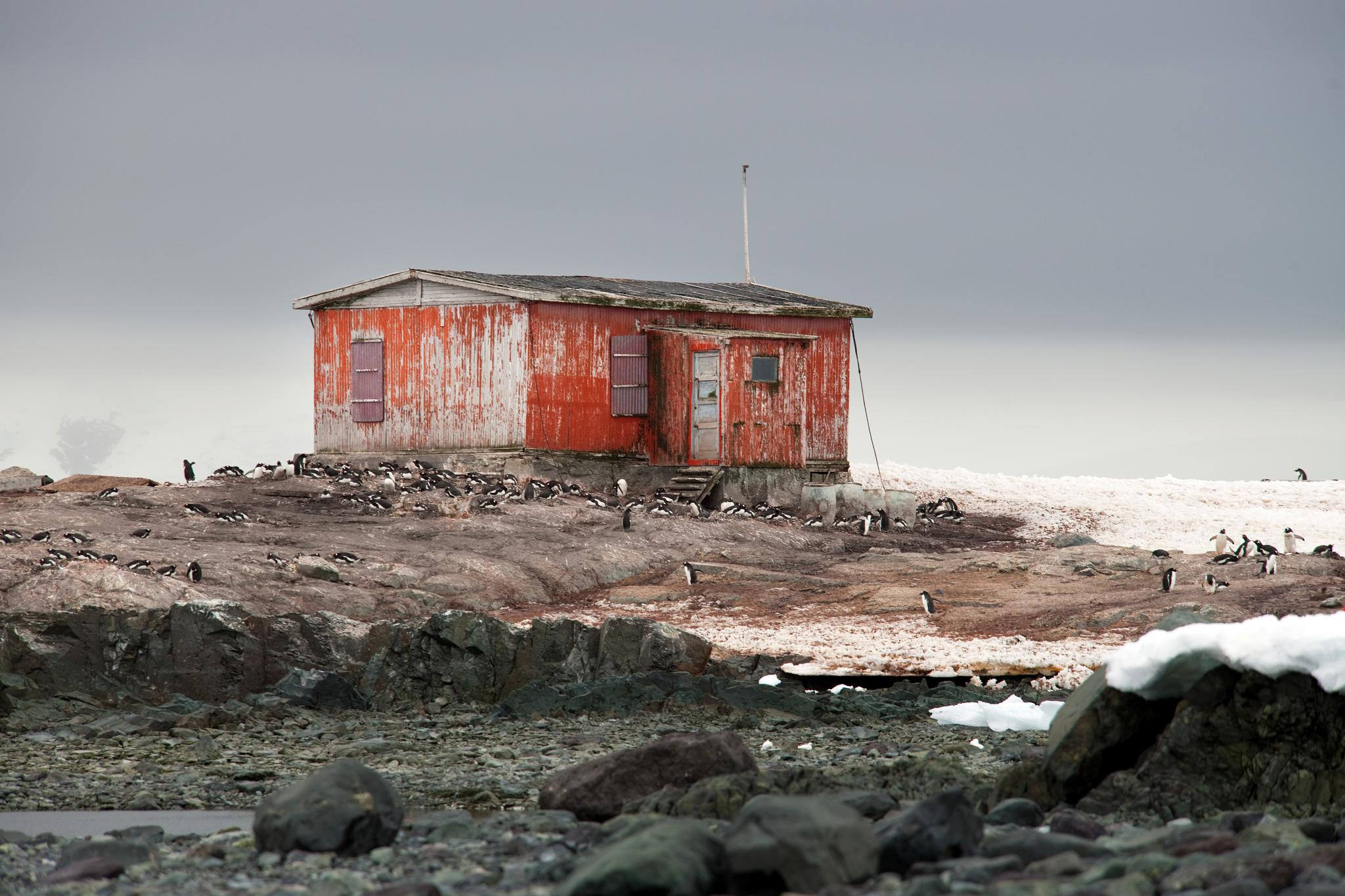
El Refugio Naval Groussac instalado por la Armada Argentina en 1955.

En 1951 se inauguró la primera base continental argentina en la Antártida, el Destacamento Naval Almirante Brown. Al año siguiente se inauguró el Destacamento Naval Esperanza. Mientras se construía esta última base en la bahía Esperanza, se produjo el primer tiroteo bélico en la Antártida el 1 de febrero de 1952, cuando un equipo de costa argentino, luego de realizar una advertencia, disparó sobre las cabezas una ráfaga de ametralladora y obligó a reembarcar a un equipo civil del Falkland Islands Dependencies Survey que descargaban materiales del barco John Biscoe con la intención de restablecer allí la base británica «D» incendiada en 1948.
En 1952 y en 1953 los gobiernos de los estados de Argentina y Chile (entonces siendo respectivos presidentes de los dos estados Juan Domingo Perón y Carlos Ibáñez del Campo) acordaron un entendimiento por el cual coordinaron acciones contra las pretensiones del Reino Unido de modo que las zonas de reclamaciones translapadas (un triángulo curvo al sur del paralelo 60°S y entre los meridianos 53°O y 74°O y el Polo Sur) entre los dos estados quedaron sujetas a la cooperación entre ambos estados y en la perspectiva de una soberanía condominial, quedaba refrendada una acción cooperativa de beneficios mutuos entre ambos estados.
El 17 de enero de 1953 fue inaugurado en la caleta Balleneros el Refugio Teniente Lasala (una cabaña y una tienda de campaña) por personal del barco argentino ARA Chiriguano, quedando en él un sargento y un cabo de la Armada Argentina. El 15 de febrero, en el incidente de la Isla Decepción, desembarcaron 32 marines reales de la fragata británica HMS Snipe armados con subfusiles Sten, fusiles y gas lacrimógeno apresando a los dos marinos argentinos. El refugio argentino y un cercano refugio chileno deshabitado fueron destruidos y los marinos argentinos fueron entregados a un barco de ese país el 18 de febrero en las islas Georgias del Sur. Un destacamento británico permaneció tres meses en la isla mientras la fragata patrulló sus aguas hasta abril.
El 4 de mayo de 1955 el Reino Unido presentó dos demandas, contra la Argentina y Chile respectivamente, ante la Corte Internacional de Justicia para que ésta declarara la invalidez de las reclamaciones de soberanía de los dos países sobre áreas antárticas y subantárticas. El 15 de julio de 1955 el gobierno chileno rechazó la jurisdicción de la Corte en ese caso y el 1 de agosto lo hizo también el Gobierno argentino, por lo que el 16 de marzo de 1956 las demandas fueron archivadas.

## Argentina durante la Guerra Fría (1945-1991)
Si bien a comienzos de 1945, Argentina se declaró abiertamente en apoyo de los Aliados de la Segunda Guerra Mundial, no participó del conflicto, y durante los siguientes casi cincuenta años, mostró mayor posicionamiento hacia las potencias occidentales durante la denominada Guerra Fría. Durante la Guerra Fría se desató en la Argentina y otros países de la región una escalada de violencia conocida como «Guerra Sucia» o «Los años de plomo». En este contexto, se produjo también el conocido Plan Cóndor que incluyó a varios países de la región.

Durante los 60 y 70, todos los gobiernos electos fueron derrocados por golpes militares. El conflicto social y la violencia política fueron creciendo en intensidad. Perón y el partido justicialista, aún desde la proscripción, seguirán siendo un factor importante en el panorama político de todo este período. Muchas de las conquistas sociales logradas durante los gobiernos peronistas desaparecen. Paradójicamente la economía registró los más altos índices de crecimiento del mundo, pero la deuda externa también aumenta fuertemente. A partir de la segunda mitad de la década del 60, también se agravan los problemas sociales, y aparece la insurgencia guerrillera de ERP y Montoneros y otras organizaciones armadas. En 1972 Perón vuelve al país. El claro triunfo del peronismo en las elecciones de 1973 se ven afectadas por la muerte de Perón al año siguiente. El país se encaminaba a una tragedia.

### La «Revolución Libertadora» (1955-1958)

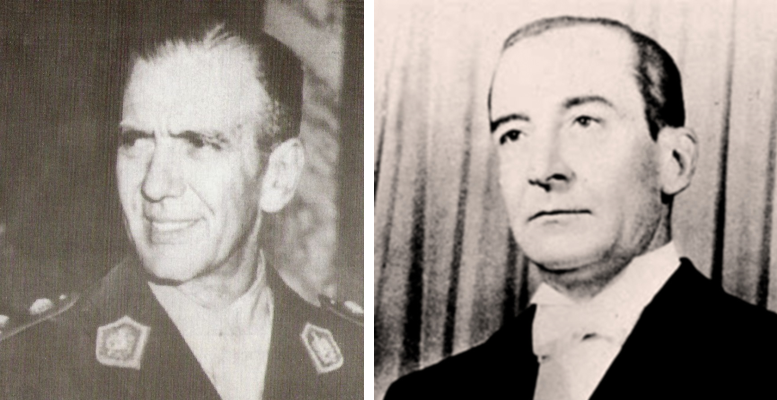
Generales Eduardo Lonardi y Pedro Eugenio Aramburu, los dos dictadores sucesivos de la «Revolución Libertadora»

El 23 de septiembre de 1955 las Fuerzas Armadas al mando del general Eduardo Lonardi derrocaron a Perón y establecieron una dictadura llamada Revolución Libertadora. Tras un conflicto en la dirigencia, el sector de Lonardi fue expulsado del gobierno. A partir de entonces se impuso la proscripción del Partido Justicialista (peronista) y persecución de sus simpatizantes, que se mantendría por 18 años, y la intervención de los sindicatos, cuyos líderes son encarcelados y torturados. También, en un caso sin precedentes en la historia argentina moderna, en 1956 el gobierno militar fusiló, en algunos casos en forma pública y en otros clandestinamente, a 31 militares y civiles peronistas.
La Revolución Libertadora contó con una Junta Consultiva integrada por la mayor parte de los partidos políticos: Unión Cívica Radical, Partido Socialista, Partido Demócrata Nacional, Partido Demócrata Cristiano y Partido Demócrata Progresista.
El grupo golpista estaba dividido en dos sectores: un sector nacionalista-católico liderado por el general Eduardo Lonardi, que tomó el gobierno al comienzo, y un grupo liberal-conservador liderado por el general Pedro Eugenio Aramburu y el almirante Isaac Rojas que finalmente mediante un golpe de Estado interno desplazó al primero y reemplazó a Lonardi por Aramburu como «presidente».
El gobierno militar asignó el Ministerio de Economía a un civil, sucediéndose Eugenio Folcini, Eugenio Blanco, Roberto Verrier y Adalberto Krieger Vasena, que llevaron adelante una política inspirada en los criterios de los sectores socialmente más acomodados y poderosos económicamente.
Una de las medidas institucionales más importantes de la dictadura militar fue dictar una proclama derogando ipso facto la Constitución Nacional vigente, conocida como Constitución de 1949, para reemplazarla por el texto de la Constitución de 1853. Esta medida sería luego avalada por una Convención Constituyente elegida con proscripciones, que sesionó bajo el régimen militar y le agregó el artículo 14 bis sobre protección del trabajo.
En 1958 la Revolución Libertadora convocó a elecciones limitadas y controladas por las Fuerzas Armadas, con proscripción total del Partido Justicialista, que fueron ganadas por la UCRI, el sector de la Unión Cívica Radical liderado por Arturo Frondizi. Por dicha razón Marcelo Cavarozzi definió los regímenes de Frondizi y Arturo Illia como «semidemocracias».
| Elecciones presidenciales de 1958          | Elecciones presidenciales de 1958  | Elecciones presidenciales de 1958 | Elecciones presidenciales de 1958 |
| Fórmula presidencial                       | Partido                            | Votos                             | %                                 |
| ------------------------------------------ | ---------------------------------- | --------------------------------- | --------------------------------- |
| Arturo Frondizi - Alejandro Gómez          | Unión Cívica Radical Intransigente | 4 090 840                         | 44,79                             |
| Ricardo Balbín - Santiago H. del Castillo  | Unión Cívica Radical del Pueblo    | 2 640 454                         | 28,91                             |
| Votos en blanco                            | Votos en blanco                    | 836 658                           | 9,16                              |
| Lucas Ayarragaray - Horacio Sueldo         | Partido Demócrata Cristiano        | 289 245                           | 3,17                              |
| Alfredo Palacios - Carlos Sánchez Viamonte | Partido Socialista                 | 262 369                           | 2,87                              |
| Vicente Solano Lima - Alfredo Massi        | Partido Conservador Popular        | 172 721                           | 1,89                              |
| Luciano F. Molinas - Horacio R. Thedy      | Partido Demócrata Progresista      | 127 465                           | 1,40                              |
| Alejandro Leloir - Juan A. Bramuglia       | Unión Popular                      | 101 000                           | 1,11                              |
|                                            | Partido Cívico Independiente       | 38 228                            | 0,42                              |
|                                            | Conservadores                      | 30 239                            | 0,33                              |
| Fuente: Historia Argentina                 |                                    |                                   |                                   |

### Presidencia de Frondizi (1958-1962)

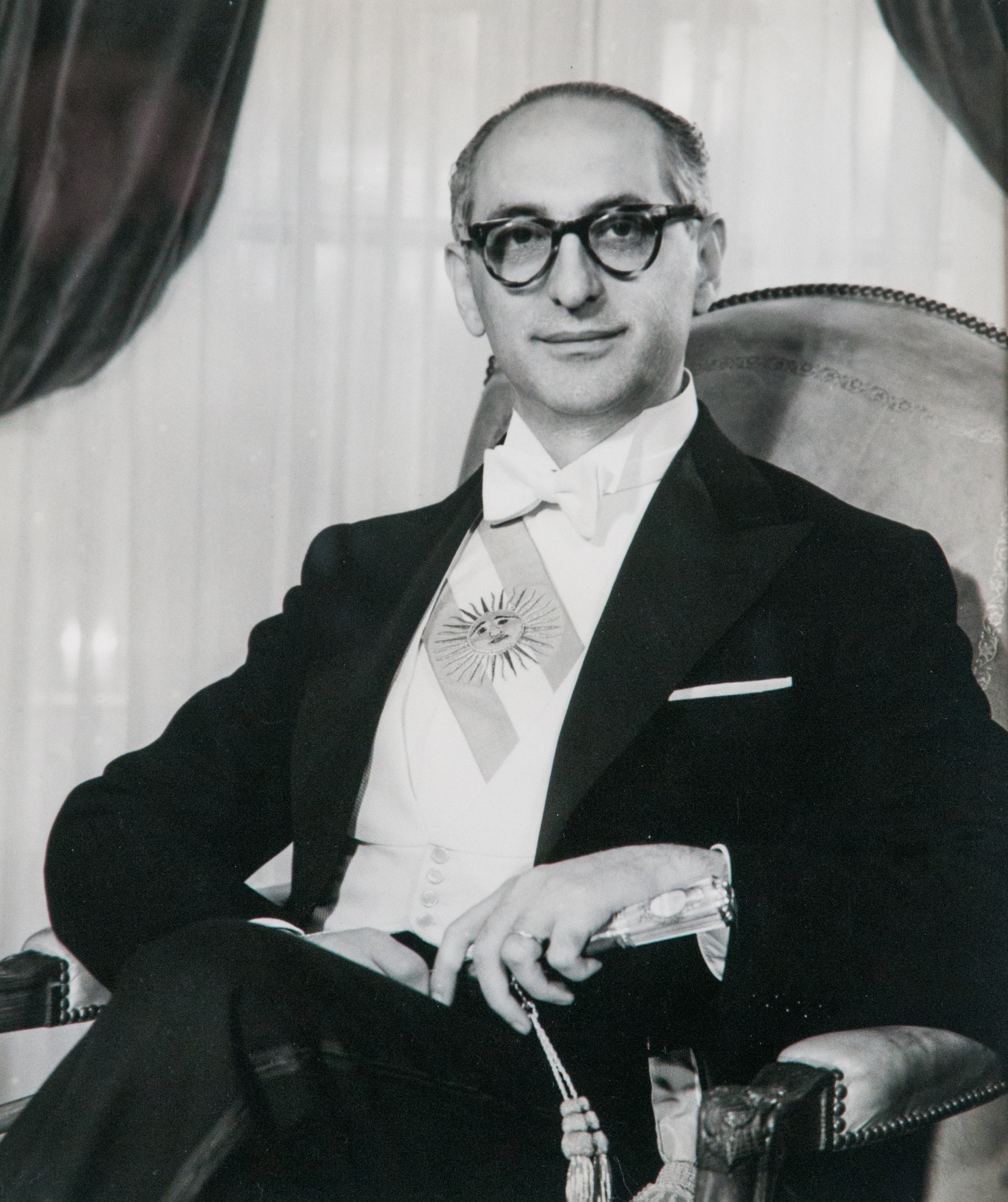
Arturo Frondizi.

En 1958 Arturo Frondizi, por la Unión Cívica Radical Intransigente con un proyecto desarrollista ganó las elecciones presidenciales de 1958 con el apoyo del peronismo ilegalizado en ese entonces.
Su periodo de gobierno se caracterizó por adoptar el desarrollismo como política básica de gobierno, a partir de las recomendaciones de la CEPAL y las definiciones de la llamada teoría de la dependencia desarrollada a partir de los años 1950. La política desarrollista permitió un relativo crecimiento de las industrias automotriz, siderúrgica y petroquímica.
Durante su gobierno miles de personas fueron detenidas y al menos 111 fueron condenadas en juicios sumarios realizados por consejos militares de guerra. En el mismo marco, decenas de miles de trabajadores de los transportes y servicios públicos fueron incorporados forzadamente al servicio militar y puestos bajo el mando de las fuerzas armadas. También fueron intervenidos sindicatos y clausurados locales partidarios.
A fines de 1958 firmó un Plan de Estabilización o Austeridad con el Fondo Monetario Internacional (FMI), en el que se comprometió a ejecutar políticas económicas y educativas que generaron gran resistencia entre los sindicatos y el movimiento estudiantil. Las protestas populares fueron duramente reprimidas, con miles de despedidos y encarcelados, llegando a utilizar el Plan CONINTES (Conmoción Interna del Estado), elaborado por Frondizi tomando como antecedente un plan esbozado durante el peronismo, aunque nunca puesto en práctica, que ponía a los manifestantes bajo jurisdicción de los tribunales militares.
En este contexto, las huelgas se sucedieron una tras otra y trascendieron el ámbito gremial, a inicios de 1959, con la toma del frigorífico Lisandro de la Torre y el desalojo con los tanques del Ejército apostados en la puerta del frigorífico. La aplicación del Plan Conintes provocó una ola de allanamientos y detenciones en barrios y lugares de trabajo, en los principales centros urbanos. A la vez, el control de la prensa por parte del gobierno frondicista se volvió cada vez más riguroso. Los detenidos eran trasladados a las distintas cárceles del país (Las Heras, Magdalena, Caseros, Ushuaia) donde eran torturados.
El gobierno de Frondizi estuvo sumamente restringido por el poder militar. Sufrió 26 asonadas militares y 6 intentos de golpe de Estado. En cada caso los militares imponían nuevas condiciones, que entre otras cosas se manifestaron en los funcionarios conservadores que debió incluir en su gabinete, como Álvaro Alsogaray y Roberto Alemann, en el Ministerio de Economía, y otras personalidades como Miguel Ángel Cárcano, Federico Pinedo (1895-1971), y Carlos Muñiz, todas ajenas a la UCRI.

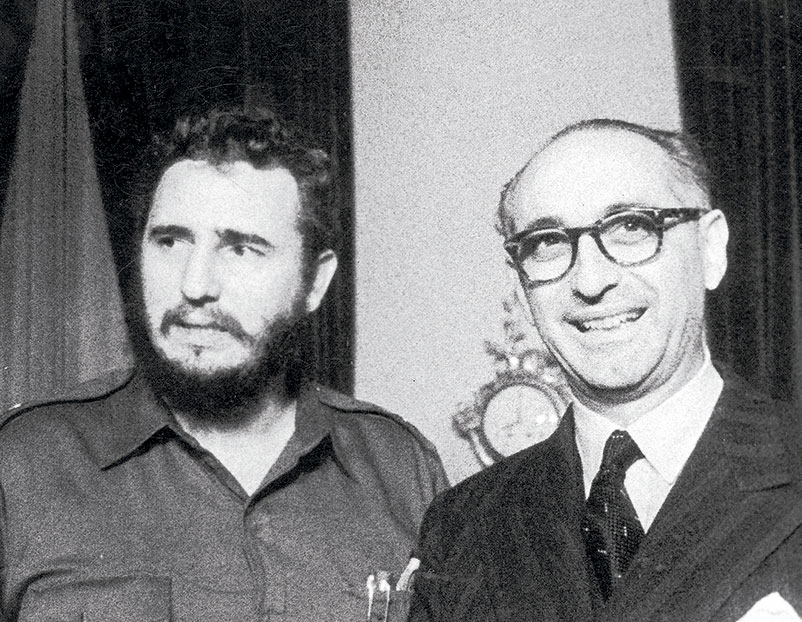
Fidel Castro y Frondizi.

Su política exterior se caracterizó por mantener una posición independiente, estableciendo buenas relaciones con la administración de John F. Kennedy, y al mismo tiempo se opuso a la expulsión de Cuba de la OEA, reuniéndose con el argentino y representante del gobierno cubano Che Guevara en la residencia presidencial de Olivos.
Frondizi mantuvo la persecución del peronismo y no anuló la ilegalización del partido peronista, ni habilitó el regreso de Perón, pero en 1962 flexibilizó las prohibiciones admitiendo la participación electoral de candidatos de pública fe peronista siempre que lo hicieran a través de partidos que no adhirieran expresamente al ideario peronista. En las elecciones de 1962 los candidatos peronistas ganaron las gobernaciones de 10 de las 14 provincias, incluida la poderosa provincia de Buenos Aires, donde triunfó el combativo dirigente sindical textil Andrés Framini. Ante esta situación, el 20 de marzo Frondizi intervino todas las provincias adversas a su gobierno: Buenos Aires, Chaco, Río Negro, Santiago del Estero y Tucumán. Las Fuerzas Armadas exigieron que Frondizi anulara las elecciones; la negativa del presidente desencadenó el golpe de Estado que lo derrocó el 29 de marzo de 1962.

#### Educación laica o libre

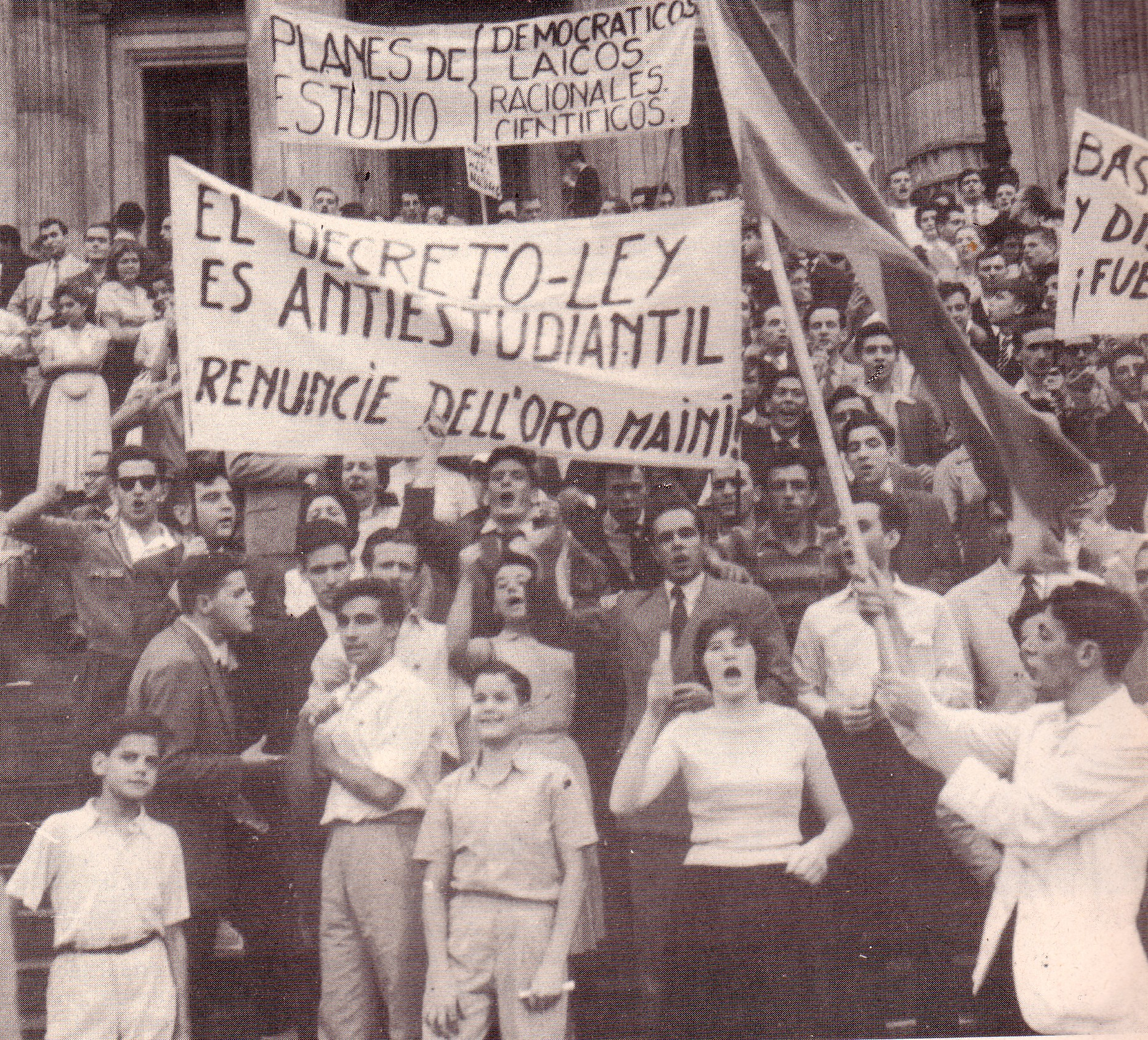
Protesta obrero-estudiantil Laica o Libre, 1959.

Durante la Revolución Libertadora, siendo Manuel Vicente Ordóñez miembro de la Junta Consultiva Nacional, el político demócrata cristiano Atilio Dell'Oro Maini que participó como ministro de Educación de los presidentes de facto Eduardo Lonardi y Pedro Eugenio Aramburu. El 22 de diciembre de 1955 Atilio Dell'Oro Maini promovió el decreto-ley 6.403, que permitió la creación de universidades privadas con capacidad para entregar títulos y diplomas académicos consagrando la autonomía universitaria. Gracias a estas gestiones, el 8 de junio de 1956 fue creada la Universidad Católica de Córdoba entre otras instituciones educativas superiores privadas.

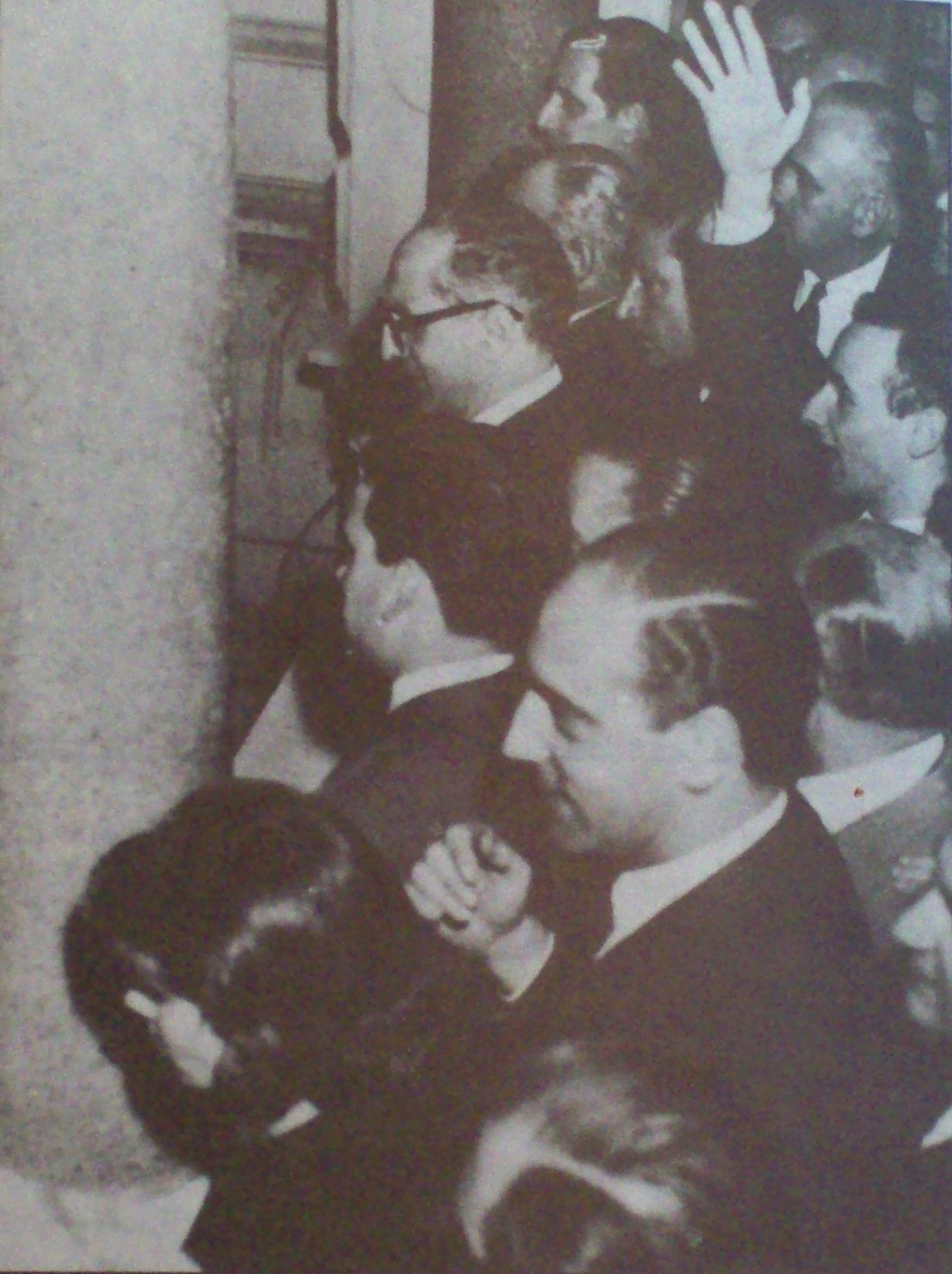
Frondizi (tercero desde el fondo, en primera línea) observa desde el balcón de la Casa Rosada una manifestación laicista contra la enseñanza libre (agosto de 1958).

Pero durante el gobierno del presidente constitucional Arturo Frondizi, en 1958, hubo un movimiento creado a partir de la sanción de dos leyes sancionadas durante ese gobierno: la aprobación del Estatuto del Docente y la que habilitó a las universidades privadas a emitir títulos profesionales, lo que motivó una gran protesta estudiantil conocida como "Laica o libre".
La abolición del monopolio estatal sobre la educación universitaria era una aspiración histórica principalmente de la Iglesia católica, institución que había fundado la Universidad Nacional de Córdoba, la primera del país, luego nacionalizada. Un antecedente claro en este respecto es José Manuel Estrada.
El movimiento estudiantil organizado en la Federación Universitaria Argentina (FUA) se opuso de inmediato a la habilitación de las universidades privadas y organizó un plan de movilizaciones con apoyo de los sindicatos, los estudiantes secundarios y los partidos políticos de oposición, bajo el lema de "laica o libre", una de las movilizaciones más grandes de la historia del movimiento estudiantil argentino. Estos estudiantes defendían la bandera de la "enseñanza laica" (opuesta al proyecto de ley frondicista), mientras que el gobierno, los radicales frondicistas, demócratacristianos, los nacionalistas católicos, peronistas aliados y la jerarquía de la Iglesia católica, defendían la bandera de la "enseñanza libre".
El 28 de agosto de 1958, los siete rectores de las siete universidades nacionales (entre ellos José Peco, Josué Gollán, Oberdán Caletti y el hermano del presidente de la Nación, Risieri Frondizi) pidieron al Poder Ejecutivo Nacional la no concertación del decreto para universidades privadas, argumentando que era «para que no se viera alterada la vida institucional y académica del país». Casi simultáneamente comenzaron las manifestaciones y actos de protesta laicistas, que primero se hicieron dentro de las facultades, y después se trasladaron a las calles. Para los llamados "laicos", Frondizi era un instrumento de la Iglesia: llegaron a prender fuego una efigie del presidente Frondizi cuya figura estaba representada vestida (según el historiador Félix Luna) con una grotesca sotana clerical.
No obstante, el presidente Frondizi promulgó la ley de educación privada, que llevó a que se otorgara personería jurídica a nuevas universidades, como la Universidad Católica Argentina en 1959.

### Golpe de Estado de 1962 (1962-1963)

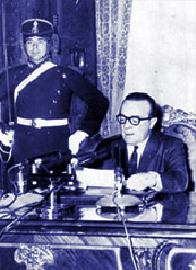
José María Guido, único civil que asumió la Presidencia, clausuró ilegalmente el Congreso Nacional e intervino los poderes ejecutivos y legislativos de todas las provincias, en la larga serie de golpes de Estado durante la mayor parte del.

El golpe militar del 29 de marzo de 1962 tuvo elementos tragicómicos que determinaron que no fuera un militar, sino un civil, quien accediera a la Presidencia luego de derrocar al presidente Arturo Frondizi (radical intransigente).
El 28 de marzo de 1962 se produjo un levantamiento militar encabezado por los comandantes en jefe de las tres armas, teniente general Raúl Alejandro Poggi, brigadier general Cayo Antonio Alsina y el almirante Agustín Ricardo Penas, exigiendo la renuncia del presidente Frondizi.
A pesar de que Frondizi carecía de tropas que lo apoyen, se negó a renunciar para ganar tiempo con el fin de ejecutar una astuta maniobra que frustrara la entronización de un militar en la Presidencia («no me suicidaré, no renunciaré y no me iré del país»). Eso llevó a interminables movimientos, amenazas y gestiones, hasta que Frondizi fue detenido por los militares y llevado a la Isla Martín García en la madrugada del día 29 de marzo. Agotados por las idas y venidas, los líderes golpistas se fueron a dormir antes de asumir formalmente el poder, tiempo que fue aprovechado por los hombres de Frondizi para que el senador frondizista José María Guido, primero en la línea sucesoria, se adelantara a los golpistas jurando como presidente de la Nación ante la Corte Suprema, invocando la ley de acefalía.
Cuando los líderes golpistas encabezados por el general Raúl Poggi, se dirigieron a la Casa Rosada para hacerse cargo del gobierno, fueron sorprendidos por los periodistas que les informaban que un civil, José María Guido, había jurado minutos antes, como presidente de la Nación, en el palacio de la Corte Suprema.
Al confirmar la noticia, los golpistas entraron en "shock". Entre indignados y confundidos, terminaron aceptando a regañadientes la situación y convocaron a Guido a la Casa Rosada para comunicarle que sería reconocido como presidente, en tanto y en cuanto se comprometiera por escrito a ejecutar las medidas políticas indicadas por las Fuerzas Armadas, siendo la primera de ellas anular las elecciones en las que había ganado el peronismo. Guido aceptó las imposiciones militares, firmó un acta dejando constancia de ello y fue entonces habilitado por estos para instalarse con el título de «presidente».
La presidencia de Guido tuvo un objetivo casi excluyente: realizar elecciones lo más rápido posible para entregar el mando a un presidente constitucional. Su corto gobierno se movió en medio de las exigencias militares y las violentas luchas entre dos sectores de las Fuerzas Armadas que fueron conocidos como Azules y Colorados. En el marco de esas presiones Guido clausuró el Congreso, anuló las elecciones legislativas y a gobernador realizadas en 1962, intervino todas las provincias que aún no estaban en esa condición, asumiendo así la totalidad de los poderes ejecutivos y legislativos, nacional y provinciales.

#### La guerra entre Azules y Colorados

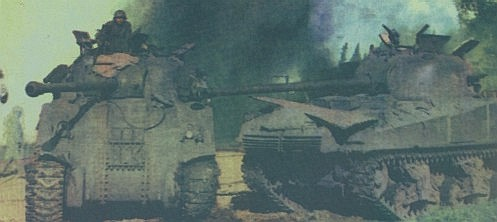
Dos tanques azules –uno de ellos destruido– durante el enfrentamiento entre Azules y Colorados de abril de 1963.

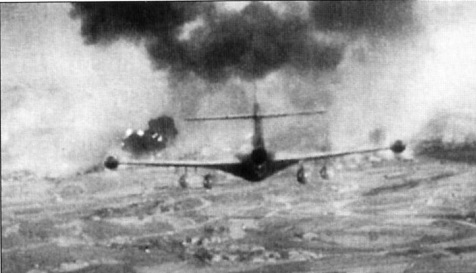
F9F Panther de la Marina (Colorados) atacando al Regimiento de Caballería de Tanques 8 (C8).

Luego del golpe de Estado de 1955 que derrocó al gobierno constitucional de Juan D. Perón se delinearon dos sectores enfrentados en las Fuerzas Armadas. Uno, llamado "duro" o "golpista", que tomaría en 1962 el nombre de Colorados; el otro "legalista" o "integracionista", tomaría el nombre de Azules. Los Colorados tenían su centro de poder en la Marina y los Azules en el arma de Caballería del Ejército. Ambos eran antiperonistas y anticomunistas, partidarios de un estrecho alineamiento con Estados Unidos en la Guerra Fría, pero mientras los Azules sostenían que el peronismo era un freno contra el comunismo y debía ser integrado de algún modo a la vida política, los Colorados sostenían que el peronismo era aliado del comunismo y constituía la puerta de entrada a la Argentina.
La lucha entre ambos sectores de las Fuerzas Armadas, llegó a un punto de "guerra" abierta durante el Gobierno de Guido, a través de dos enfrentamientos armados, en septiembre de 1962 y abril de 1963, que terminaron con la victoria del bando Azul comandado por el hasta ese momento desconocido general Juan Carlos Onganía, y la completa derrota y rendición del bando Colorado. La Marina fue la gran derrotada, perdiendo el lugar prioritario que había ganado al interior de las Fuerzas Armadas a partir de 1955.
Nunca se conoció ni la cantidad total, ni los nombres de la mayoría de los muertos y heridos, causados por la "guerra" entre Azules y Colorados. Oficialmente se estableció que hubo 24 muertos y 87 heridos, todos militares. El dato fue aportado por Potash en 1994, precisando que la información fue tomada directamente del Archivo del Consejo Supremo de las Fuerzas Armadas (CONSUFA), legado 30, fojas 6069-6076 para bajas del Ejército, y legajo 21, fojas 4090-4098, para bajas de la Armada, mientras que el archivo correspondiente a la Fuerza Aérea (legajo 9, foja 1800) no registra bajas para esta fuerza. Potash señala también que todas las bajas fueron militares, y que 19 muertos pertenecían al Ejército, mientras que los muertos en la Armada fueron 5, todos «infantes marinos». Sin embargo abundante información y testimonios, dan cuenta de gran cantidad de muertos y heridos civiles, algunos de ellos combatientes y otros no.

#### Salida electoral
El presidente Guido se apoyó en los militares azules para alcanzar la salida electoral que se había propuesto. Los militares azules que tomaron los principales cargos del gobierno de Guido, se convirtieron en Violetas y adoptaron muchos de los principios colorados, como un antiperonismo exacerbado y el desprecio por la legalidad constitucional.
Finalmente el domingo 7 de julio de 1963 se realizaron las elecciones, con Perón exiliado y Frondizi preso, y sin que pudieran presentar candidatos sus seguidores, razón por la cual llamaron a votar en blanco.
El resultado electoral sorprendió a todos. Como deseaban las Fuerzas Armadas, el voto estuvo muy fragmentado. Illia fue el candidato más votado, pero solo obtuvo el 25,15 % del total de votos emitidos, mientras que en segundo lugar salió el voto en blanco, con 19,41 % de las preferencias, seguido de la UCRI y el UDELPA del general Aramburu. Pero no fue Aramburu quien resultó elegido en el Colegio Electoral, como esperaban los militares, sino el radical del pueblo, Arturo Illia, que logró anudar acuerdos con partidos menores para alcanzar los electores necesarios.

### Presidencia de Illia (1963-1966)
El 7 de julio de 1963 se realizaron nuevas elecciones presidenciales, con proscripción del peronismo y el expresidente Frondizi detenido, triunfando Arturo Umberto Illia, candidato de la Unión Cívica Radical del Pueblo:
Los resultados fueron los siguientes:
| Elecciones presidenciales de 1963    | Elecciones presidenciales de 1963   | Elecciones presidenciales de 1963 | Elecciones presidenciales de 1963 |
| Fórmula presidencial                 | Partido                             | Votos                             | %                                 |
| ------------------------------------ | ----------------------------------- | --------------------------------- | --------------------------------- |
| Arturo Illia-Carlos Perette          | Unión Cívica Radical del Pueblo     | 2 441 064                         | 25,14                             |
| Votos en blanco                      | Votos en blanco                     | 1 827 464                         | 18,82                             |
| Oscar Alende-Celestino Gelsi         | Unión Cívica Radical Intransigente  | 1 593 992                         | 16,41                             |
| Pedro Eugenio Aramburu-Horacio Thedy | Unión del Pueblo Argentino (UDELPA) | 728 662                           | 7,50                              |
|                                      | Partido Demócrata Progresista       | 633 934                           | 6,52                              |
| Emilio Olmos-Emilio Jofre            | Federación de Partidos del Centro   | 499 822                           | 5,14                              |
| Horacio Sueldo-Francisco Cano        | Partido Demócrata Cristiano         | 324 723                           | 3,34                              |
| Alfredo Palacios-Ramón I. Soria      | Partido Socialista Argentino        | 288 339                           | 2,96                              |
| Arturo Orgaz-Rodolfo Fitte           | Partido Socialista Democrático      | 258 787                           | 2,66                              |
| Fuente: País Global                  |                                     |                                   |                                   |

En el colegio electoral, la fórmula encabezada por Arturo Illia obtuvo 270 votos sobre 476 electores el día 31 de julio de 1963.

#### Gestión de gobierno

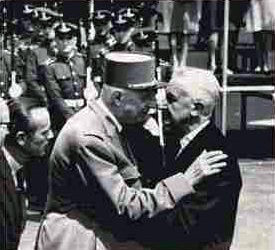
Arturo Illia recibe al presidente de Francia, Charles de Gaulle. (Foto publicada en Clarín el 4 de octubre de 1964)

Arturo Illia asumió el 12 de octubre de 1963, en unas elecciones fuertemente controladas. Su gestión de gobierno se caracterizó por impulsar medidas económicas y sociales de orientación popular y al mismo tiempo por una considerable debilidad política derivada principalmente de que asumió mientras el peronismo continuaba proscripto, y por lo tanto, muchos de sus simpatizantes recurrieron al voto en blanco como forma de repudio a tal medida. Esto provocó la pequeña primera minoría con la que asumió el poder (25 %) y la alta cantidad de votos en blanco (18 %), segunda minoría electoral.
Entre las principales medidas de gobierno pueden mencionarse:
- Eliminó las restricciones electorales y políticas que pesaban sobre el peronismo, aunque no sobre Juan Perón, cuyo regreso al país logró evitar en 1964 recurriendo a la recién instalada dictadura militar brasileña.[196] También legalizó al Partido Comunista.
- Se sancionó la Ley del salario mínimo, vital y móvil, N.º 16 459, que estableció el Consejo del Salario, de integración tripartita con representantes del Gobierno, los empresarios y los sindicatos. El salario real horario creció entre diciembre de 1963 y diciembre de 1964 un 9,6 %.
- Se sancionó la Ley de Abastecimiento, destinada a controlar los precios de la canasta familiar y la fijación de montos mínimos de jubilaciones y pensiones.
- Política petrolera: se anularon los contratos de concesión de explotación petrolera, firmados bajo el gobierno de Arturo Frondizi con empresas privadas extranjeras, por considerarlos contrarios a los intereses nacionales y porque se habían asignado especiales beneficios a dichas empresas, trasladando el riesgo empresario a la empresa estatal Yacimientos Petrolíferos Fiscales (YPF).
- La educación tuvo un peso significativo en el presupuesto nacional, llevándolo del 12 % en 1963 al 23 % en 1965. Además se puso en marcha un Plan Nacional de Alfabetización, con el objetivo de disminuir la tasa de analfabetismo.
- La Ley de medicamentos (Ley Oñativia) de 1964 estableció una política de precios y de control de medicamentos y receta según medicamento genérico, fijaba límites para los gastos de publicidad, y a los pagos al exterior en concepto de regalías y de compra de insumos. Esta ley, calificada de comunista por los sectores militares y las grandes empresas extranjeras, tuvo un peso decisivo en el proceso que culminaría con el derrocamiento del gobierno «democrático».
- La Política económica estuvo caracterizada por la orientación desarrollista-cepaliana del equipo económico y orientada al ordenamiento del sector público, a disminuir la deuda pública y dar impulso a la industrialización. Se creó la Sindicatura de Empresas del Estado, para un control más eficaz de las empresas públicas. La evolución del Producto Bruto Interno durante ese período fue del 10,3 % para el año 1964 y el 9,1 % para el año 1965. También los indicadores industriales fueron muy positivos, y la desocupación pasó del 8,8 % en 1963 al 5,2 % en 1966.

#### El derrocamiento

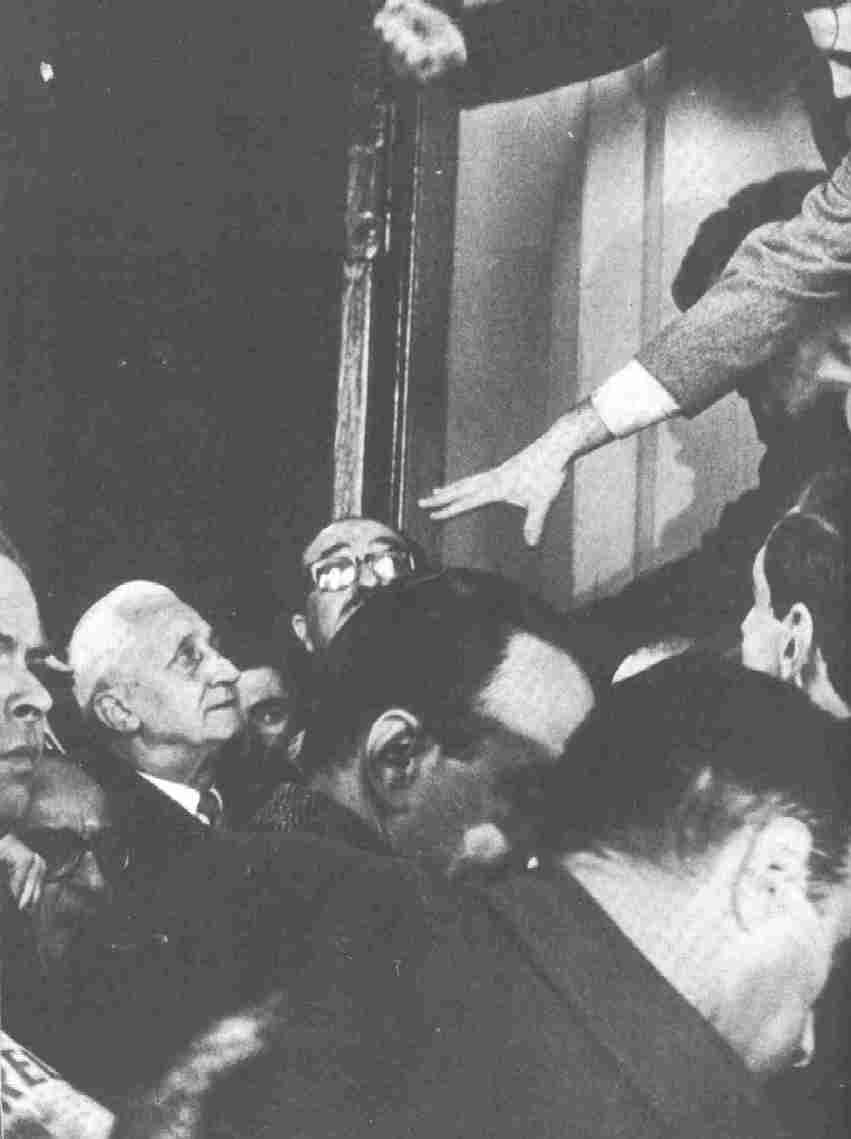
Arturo Illia abandonando la Casa de Gobierno luego de su derrocamiento. (Foto publicada por la Revista Gente)

En 1965, el gobierno convocó a elecciones legislativas, eliminando algunas de las restricciones que pesaban sobre el peronismo, que triunfó con 3 278 434 votos contra 2 734 970 de la Unión Cívica Radical del Pueblo. Este resurgimiento del peronismo agitó la situación interna de las Fuerzas Armadas Argentinas, enfrentando a militares fuertemente antiperonistas con otros que tenían vínculos con ese movimiento.
A esta situación se agregaba una fuerte campaña de desprestigio del gobierno, impulsada por sectores económicos a través de gran parte de los medios de prensa. Entre ellos se destacaban Primera Plana, en la que publicaba sus columnas editoriales Mariano Grondona y la Revista Todo, en que publicaba Bernardo Neustadt. Estos periodistas apodan al presidente como «la tortuga», caracterizando su gestión como timorata y falta de energía, y alentando a los militares a eliminar a la administración del partido radical.
Con la anuencia del Comandante en Jefe del Ejército, Pascual Pistarini, el general Julio Rodolfo Alsogaray organizó un golpe para derribar a Illia. Contaba el apoyo de la Unión Cívica Radical Intransigente (UCRI) liderada por Oscar Alende, el Movimiento de Integración y Desarrollo (MID) liderado por el expresidente Arturo Frondizi, también derrocado en 1962, la Sociedad Rural Argentina y otras organizaciones empresariales, un sector del sindicalismo peronista, la prensa, e incluso una parte del sector unionista de la Unión Cívica Radical del Pueblo encabezada por el gobernador de Entre Ríos.
El 28 de junio de 1966 se produjo el golpe militar en medio de la indiferencia de la ciudadanía. El general Alsogaray se presentó durante la madrugada en el despacho presidencial e invitó al presidente a retirarse. Este debió ceder ante la falta de apoyo militar, político y popular, y abandonó la Casa Rosada a las 7:20 de la mañana. Al día siguiente asumía como presidente el general Juan Carlos Onganía.

### La «Revolución Argentina» (1966-1973)

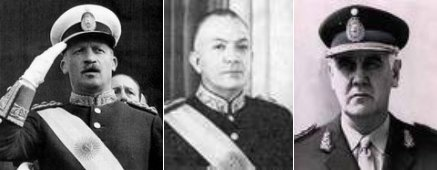
Generales Juan Carlos Onganía, Marcelo Levingston y Alejandro Agustín Lanusse, los tres dictadores sucesivos de la «Revolución Argentina».

El 28 de junio de 1966 un levantamiento militar liderado por los comandantes en jefe de las tres armas, el teniente general Pascual Ángel Pistarini, brigadier general Adolfo Teodoro Álvarez y el almirante Benigno Ignacio Marcelino Varela derrocó al presidente Arturo Illia (radical del pueblo) y nombró como presidente al teniente general Juan Carlos Onganía. El golpe dio origen a una dictadura denominada Revolución Argentina, que ya no se presentó a sí misma como «gobierno provisional», como en todos los golpes anteriores, sino que se estableció como un sistema de tipo permanente. Este tipo de dictaduras militares de tipo permanente, se instalaron por entonces en varios países latinoamericanos en esos años (Brasil, Uruguay, Bolivia, Paraguay, etc.) y fue analizado detalladamente por el destacado politólogo Guillermo O'Donnell quien lo denominó con la expresión de Estado burocrático autoritario (EBA).
La «Revolución Argentina» dictó en 1966 un Estatuto que tenía nivel jurídico superior a la Constitución y en 1972 introdujo reformas constitucionales, algo que también la distinguió de las dictaduras anteriores. En general, la dictadura adoptó una ideología nacionalcatólica-anticomunista, apoyada abiertamente tanto por Estados Unidos como por los países europeos.
La alta conflictividad política y social generada durante la «Revolución Argentina» y las luchas entre los diversos sectores militares produjeron dos golpes internos, sucediéndose en el poder tres dictadores militares: Juan Carlos Onganía (1966-1970), Marcelo Levingston (1970-1971) y Alejandro Agustín Lanusse (1971-1973).
Económicamente la dictadura entregó el Ministerio de Economía a los sectores civiles más conservadores-liberales, cuyo máximo exponente fue Adalberto Krieger Vasena, quien ya había sido ministro de la «Revolución Libertadora». Se alejó, sin embargo, de la ortodoxia liberal afrontando obras públicas, con lo que mantuvo el ritmo de la actividad industrial. La participación de los salarios en la renta nacional estuvo cercana al 43 % durante el período 1967-1969. Las exportaciones se mantuvieron altas, pero el sector agrario fue perjudicado por la devaluación y por el aumento de los porcentajes de retención a las exportaciones, así como por la supresión de las medidas de protección. En lo laboral se sancionó una ley de arbitraje obligatorio, que condicionó la posibilidad de hacer huelga. Hay que señalar, además, que durante la dictadura de Levingston, predominó un sector nacionalista-desarrollista de las Fuerzas Armadas, que nombró ministro de Economía al radical Aldo Ferrer.
La dictadura se vio acosada por una insurrección popular creciente y generalizada que incluyó más de veinte puebladas (entre las que se destacó el Cordobazo), la acción de organizaciones guerrilleras como Montoneros (que lograría una amplia adhesión juvenil), y la exigencia de los principales partidos políticos unidos en un nucleamiento llamado La Hora del Pueblo, de convocar a elecciones libres. Lanusse se vio obligado entonces a organizar una salida electoral con participación del peronismo, pero impidiendo la candidatura de Perón.

### El regreso del Peronismo (1973-1976)

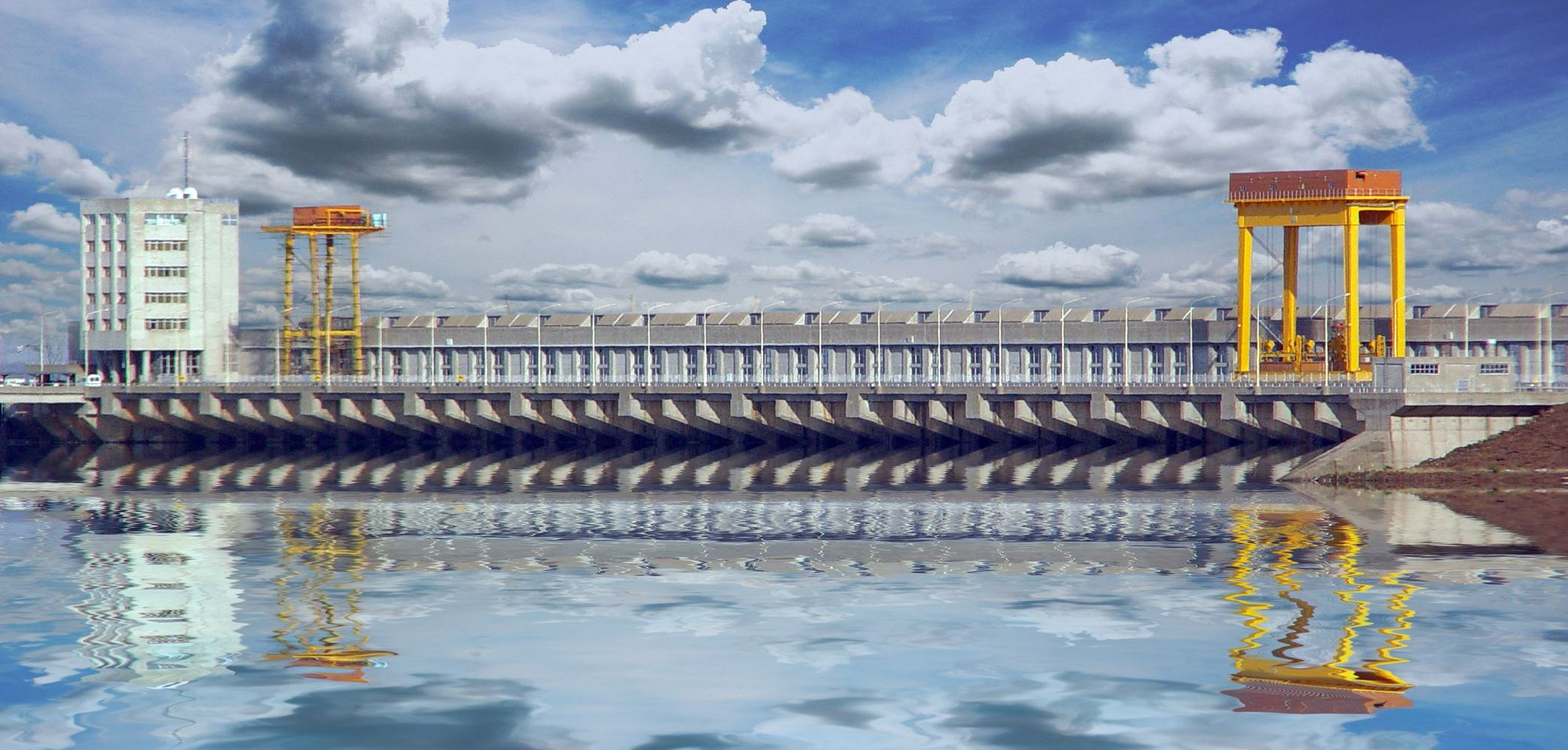
Durante la tercera presidencia de Perón se firmaron los tratados con Paraguay y Uruguay para construir, respectivamente las represas de Yaciretá (foto) y Salto Grande, que cubrirían una vez finalizadas gran parte de las necesidades de energía del país.

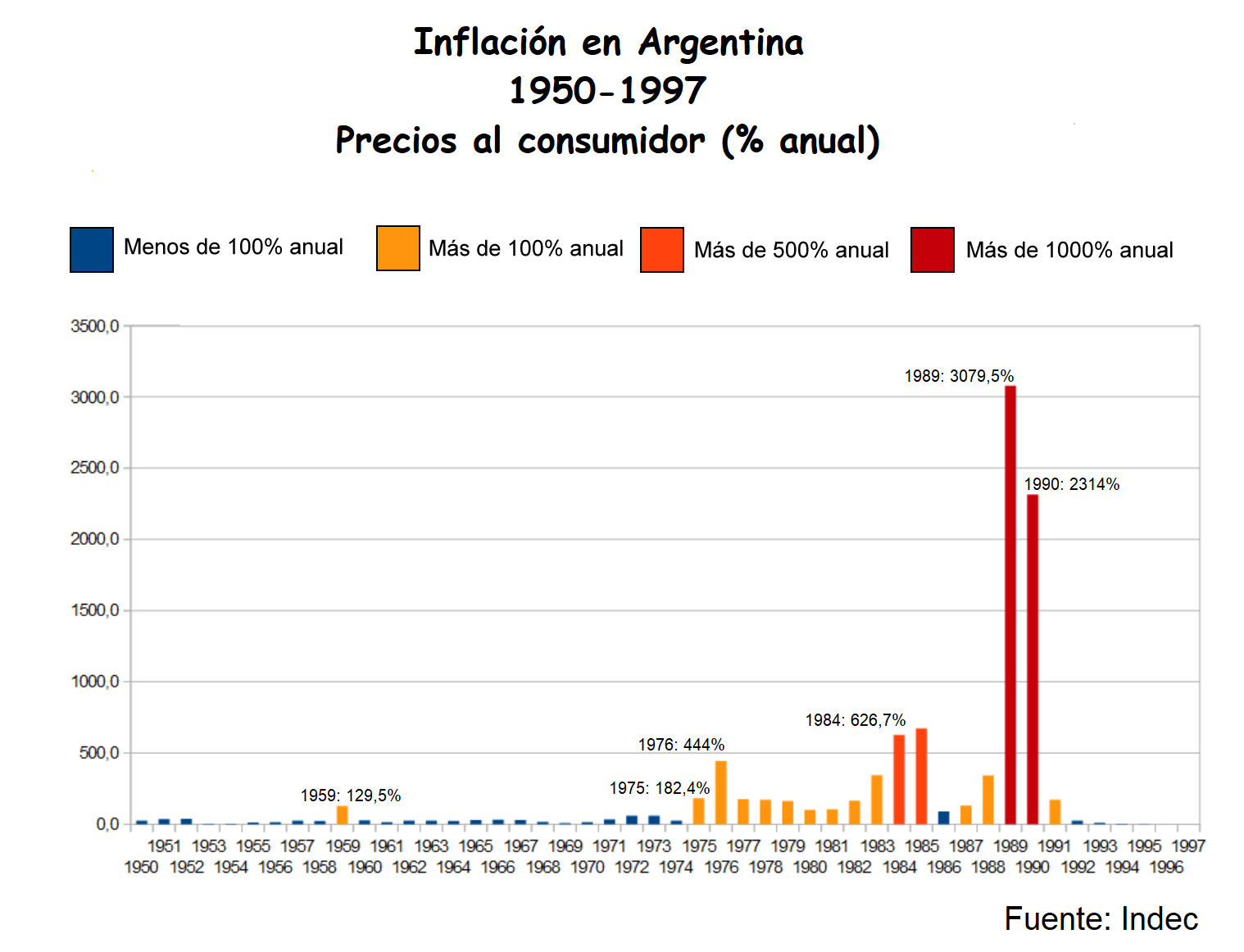
El Rodrigazo (1975) marcó el inicio de un período de muy altas tasas de inflación, superiores al 100 %, que se extendió durante 16 años, hasta 1990.

El 11 de marzo de 1973 se realizaron las elecciones en las que se produjo un amplio triunfo del candidato peronista Héctor J. Cámpora, apoyado por un frente que incluía a la mayor parte de los partidos políticos que habían sido antiperonistas y apoyado el golpe del '55 y la subsiguiente proscripción del peronismo.
La irregularidad política que había llevado a impedir que Juan Domingo Perón, el dirigente político con mayor adhesión popular en ese momento, no formara parte del poder, llevó a que Cámpora y su vicepresidente, el conservador Vicente Solano Lima, renunciaran a sus cargos para permitir nuevas elecciones libres, en las que ya no hubiera proscripciones. Luego de 18 años de su derrocamiento y exilio, Perón ganó las elecciones con el 62 % de los votos y asumió su tercera presidencia.
Pero para entonces las tensiones internas e internacionales se habían agravado seriamente. A la Masacre de Ezeiza, le sucedió el asesinato de José Ignacio Rucci, secretario general de la CGT. Ese mismo año se produjeron golpes de Estado en Uruguay y en Chile, y Argentina quedó rodeada de dictaduras militares, en el marco de la crisis del petróleo y su secuela inflacionaria, así como la generalización del terrorismo de Estado en América Latina que caracterizó la Doctrina de la Seguridad Nacional de Estados Unidos en esa etapa de la Guerra Fría.
Perón moriría menos de un año después de haber sido electo. Tanto él como Ricardo Balbín, líder de la Unión Cívica Radical, habían intentado conformar la fórmula presidencial «Perón-Balbín», de unidad nacional, pero sus propios partidos la rechazaron. En esas condiciones debió asumir el poder la vicepresidenta María Estela Martínez de Perón, sin contar con el apoyo que requería el momento. La violencia política se incrementó geométricamente impulsada por la actuación del grupo parapolicial de extrema derecha Triple A liderada por el ministro José López Rega, de las organizaciones guerrilleras Montoneros y el ERP, de los grupos golpistas y de las acciones de terrorismo de Estado aplicadas por las Fuerzas Armadas, principalmente en el Operativo Independencia en la provincia de Tucumán. La conflictividad social se exacerbó a raíz de las medidas económicas conocidas como «Rodrigazo», que inauguraron una etapa de casi dos décadas de tasas de inflación superiores al 100 %.
Entre las políticas de las tres presidencias se destacaron entre otras la sanción de la Ley de Contrato de Trabajo -considerada una de las máximas conquistas del movimiento obrero argentino-, gran cantidad de avanzados convenios colectivos de trabajo, una experiencia de diálogo social de máximo nivel conocido como Pacto Social, la Campaña de Reactivación Educativa (Crear), el ingreso al Movimiento de Países No Alineados, el Tratado del Río de la Plata poniendo fin a las disputas limítrofes con Uruguay que venían desde comienzos del siglo XIX, la firma también con Uruguay del proyecto definitivo de la represa de Salto Grande y la firma con Paraguay del tratado para construir la represa de Yaciretá.
El 24 de marzo de 1976 el gobierno constitucional fue derrocado por un golpe cívico-militar.

### «Proceso de Reorganización Nacional» (1976-1983)

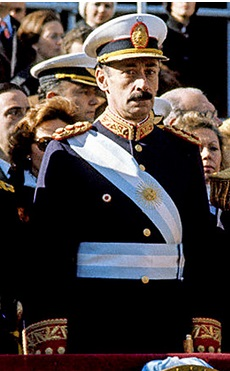
El dictador Jorge Rafael Videla en 1978.

El 24 de marzo de 1976 una nueva sublevación militar derrocó a la presidenta María Estela Martínez de Perón instalando una dictadura de tipo permanente (Estado burocrático autoritario) auto-denominada «Proceso de Reorganización Nacional», gobernada por una Junta Militar integrada por tres militares, uno por cada fuerza. A su vez la Junta Militar elegía a un funcionario con el título de «presidente», con funciones ejecutivas y legislativas.
Al igual que la dictadura anterior, la Junta Militar sancionó en 1976 un Estatuto con jerarquía jurídica superior a la Constitución.
El Proceso fue gobernado por cuatro juntas militares sucesivas:
- 1976-1981: Jorge Rafael Videla, Emilio Eduardo Massera y Orlando Ramón Agosti
- 1981: Roberto Eduardo Viola, Armando Lambruschini, Omar Domingo Rubens Graffigna
- 1981-1982: Leopoldo Fortunato Galtieri, Basilio Lami Dozo y Jorge Isaac Anaya
- 1982-1983: Reynaldo Benito Bignone, Rubén Franco, Augusto Jorge Hughes

En cada una de estas etapas, las juntas designaron como «presidentes» de facto a Jorge Rafael Videla, Roberto Eduardo Viola, Leopoldo Fortunato Galtieri y Reynaldo Benito Bignone respectivamente, todos ellos integrantes del Ejército.
El «Proceso de Reorganización Nacional» llevó adelante un terrorismo de Estado que, según la Cámara Federal, violó en forma sistemática los derechos humanos y causó la desaparición de decenas de miles de personas (según los organismos de derechos humanos la cifra se eleva a 30 000). Su justificación fue el combate de aquellas ideologías, organizaciones o movimientos que pudieran favorecer o apoyar a la «subversión» (al comunismo), en el contexto de la Guerra Fría.
Internacionalmente, la dictadura argentina y la violación de derechos humanos contó con el apoyo activo del gobierno de Estados Unidos (salvo durante la administración de James Carter) y de Francia, y la tolerancia de los otros países de Europa occidental, la Unión Soviética y la Iglesia católica, sin cuya inacción difícilmente hubiera podido sostenerse. Asimismo, en ese momento se instalaron con apoyo estadounidense dictaduras militares en todos los países del Cono Sur de Sudamérica (Argentina, Brasil, Bolivia, Chile, Paraguay, Perú y Uruguay) que coordinaron entre sí y con Estados Unidos la represión, por medio de una organización terrorista internacional denominada Plan Cóndor.
En materia económica, mediante su ministro de Economía José Alfredo Martínez de Hoz, la dictadura entregó formalmente los ministerios económicos a las asociaciones empresarias más conservadoras que impulsaron una política económica abiertamente desindustrializadora y neoliberal, con máxima expansión de una deuda externa contraída de manera fraudulenta y mediante mecanismos de corrupción conocidos popularmente como la «bicicleta financiera», en beneficio del sector privado (Esta deuda condicionará por mucho tiempo a los gobiernos siguientes):
- El Ministerio de Economía a José Alfredo Martínez de Hoz, presidente del Consejo Empresario Argentino (CEA).
- La Secretaría de Ganadería a la Sociedad Rural Argentina, representada por Jorge Zorreguieta (el padre de Máxima Zorreguieta, actualmente reina de los Países Bajos).
- El Banco Central a la Asociación de Bancos Privados de Capital Argentino (ADEBA).

En 1978 el país fue sede de Copa Mundial de Fútbol. Diversas organizaciones aprovecharon el evento para denunciar la sistemática violación de los Derechos Humanos. Como contrapartida, la Junta Militar adujo que las acciones de esos grupos eran parte de una «campaña antiargentina» realizada por el terrorismo. La postura de los medios audiovisuales fue sumarse a la denuncia contra la campaña. La selección argentina gana la copa del mundo.
Las relaciones con Chile empeoraron por un conflicto por el canal de Beagle, y en 1978 ambos países llegaron al borde de una guerra, finalmente abortada. Sin embargo, se mantendrán relaciones hostiles que tendrán peso más tarde. En 1982, bajo el comando de Leopoldo Galtieri el gobierno militar emprendió la guerra de las Malvinas contra el Reino Unido, en un acontecimiento sobre el cual siguen siendo muy oscuras las causas desencadenantes. La derrota infligida provocó la caída de la tercera Junta Militar y meses más tarde la cuarta junta llamó a elecciones para el 30 de octubre de 1983, en las que triunfó el candidato de la Unión Cívica Radical, Raúl Alfonsín.
Los jefes militares fueron posteriormente enjuiciados y condenados, y muchos de ellos llevados a prisión, en complejos procesos que aún siguen en marcha.
La dictadura militar llamada «Proceso de Reorganización Nacional» fue la última. Si bien entre 1987 y 1990 se produjeron varias insurrecciones militares, denominadas carapintadas, pero ninguna de ellas con el fin de derrocar a los gobiernos democráticos.

#### Guerra de las Malvinas (1982)
En 1982 Argentina libró una guerra por la soberanía de las islas Malvinas contra el Reino Unido. Contra todo pronóstico, el desempeño de las Fuerzas Armadas argentinas sorprendió hundiendo gran cantidad de barcos de la flota británica y librando combates terrestres muy duros a pesar de la desventaja ante un ejército profesional. Aun así, y ante las diferencias plausibles, la derrota de las tropas argentinas fue inevitable. Murieron 628 argentinos, la mayoría en el hundimiento del crucero ARA General Belgrano, y perecieron 255 británicos y tres isleñas. La derrota propinó el golpe definitivo al régimen militar.

## Recuperación de la democracia
La derrota en la guerra de las Malvinas obligó al régimen militar a convocar a elecciones democráticas en 1983 sin poder imponer condiciones. Las dos primeras décadas estuvieron marcadas por la recuperación de la democracia el año en que se inicia el período, el enjuiciamiento a los culpables de violaciones a los derechos humanos durante la dictadura anterior —rasgo que distingue la democracia argentina de las demás democracias recuperadas en Sudamérica—, la crisis de la deuda externa, el inicio de la globalización, las reformas neoliberales y la severa recesión económica iniciada en 1998, que terminó con la crisis generalizada de 2001/2002. El período abarca la primera vez en la historia argentina de dos décadas continuadas bajo régimen democrático y la primera vez en que presidentes democráticos entregan el poder a sucesores de otro partido político elegidos democráticamente.
En este período Argentina protagonizará también un importante cambio político y económico, al fundar el Mercosur junto a Brasil, Paraguay y Uruguay.

### Presidencia de Raúl Alfonsín (1983-1989)

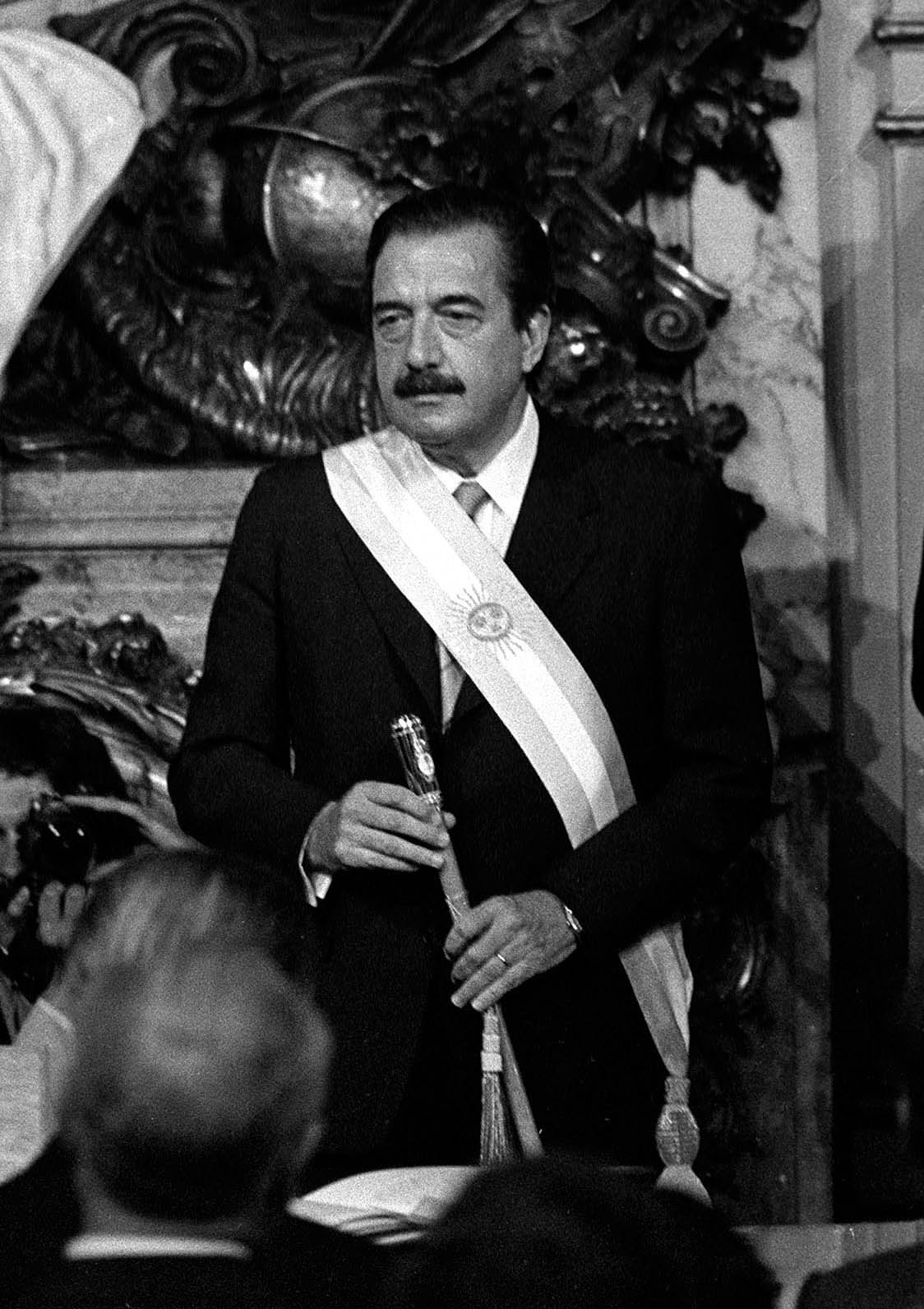
El radical Raúl Alfonsín fue el primer presidente elegido luego de la dictadura militar.

El 30 de octubre de 1983 se realizaron las elecciones para elegir a las autoridades democráticas. Raúl Alfonsín, candidato por la Unión Cívica Radical resultó elegido con el 51 % de los votos, superando al Partido Justicialista (peronismo) que obtuvo el 40 %.

#### Políticas contra los crímenes de lesa humanidad
Alfonsín ordenó el enjuiciamiento de las juntas militares que usurparon el poder durante la dictadura, con excepción de los militares que integraron la última, así como a los líderes de las organizaciones guerrilleras que actuaron en la década de 1970. Para ello creó la Conadep que realizó el Nunca más, un informe documentado que detalla y prueba miles de desapariciones y violaciones de derechos humanos, individualizando a los responsables. El 9 de diciembre de 1985 se dictó la sentencia condenando a Jorge R. Videla y Eduardo Massera a reclusión perpetua, a Roberto Viola a diecisiete años de prisión, a Armando Lambruschini a ocho años de prisión y a Orlando Ramón Agosti a cuatro años de prisión. Por las características que tuvo, la condena a parte de los miembros de las juntas militares realizada por un gobierno democrático constituye un hecho sin precedentes en el mundo, que contrastó fuertemente con las transiciones negociadas que tuvieron lugar en aquellos años en Uruguay, Chile, Brasil, España, Portugal y Sudáfrica.
Presionado por sectores militares y mediáticos y por los levantamientos carapintadas, Alfonsín presentó al Congreso para su sanción las leyes de Punto Final y Obediencia Debida, consagrando la impunidad de más de 3600 autores de crímenes de lesa humanidad. Entre los liberados se encontraban represores que simbolizaban la violación de derechos humanos en todo el mundo, como Alfredo Astiz. Las leyes fueron repudiadas por las organizaciones de derechos humanos y serían anuladas en 2003.

#### Medidas económicas
En el área económica Alfonsín recibió del gobierno militar una deuda externa que había crecido de 7700 millones de dólares en 1976, a 45 000 millones de dólares en 1983, subordinando las políticas de gobierno dirigidas el bienestar de la población y el desarrollo al pago de los intereses, bajo los condicionamientos del Fondo Monetario Internacional. Acuciado por una altísima inflación impulsada por las pujas entre los inversores y bancos extranjeros y la llamada «patria contratista» que reunía a los grandes grupos empresarios del país, el gobierno llevó adelante en 1985 el Plan Austral, que logró durante un tiempo contener la inflación, pero no pudo resolver los problemas estructurales.
El congelamiento de los salarios, la decisión inicial de Alfonsín de atacar los sindicatos, la persistencia de la ley sindical fascista de la dictadura y la identificación de los sindicatos con la oposición peronista llevó a una larga pulseada entre el gobierno radical y la CGT, que se expresó en trece huelgas generales. Finalmente, el gobierno radical termina negociando con los sindicatos y sancionando con unanimidad una nueva Ley Sindical.
Durante el gobierno de Alfonsín se restableció la autonomía universitaria quebrada en 1966, se puso en marcha el Plan Nacional de Alfabetización y el Plan Alimentario Nacional (PAN) y se sancionaron las leyes de patria potestad compartida (1985) y de divorcio vincular (1987) —que habían sido dejadas sin efecto por la dictadura establecida en 1955.
La política internacional de Alfonsín, a cargo del canciller Dante Caputo, le dio una gran importancia a eliminar los conflictos con los países fronterizos, con el fin de desmilitarizar las relaciones internacionales y restar poder a las fuerzas armadas en la región. Con ese fin cerró el conflicto del Beagle con Chile, que había llevado a ambos países al borde de la guerra en 1978, aceptando la propuesta del papa realizada en el curso de la mediación vaticana. Argentina y Chile firmaron entonces en 1984 el Tratado de Paz y Amistad entre Argentina y Chile resolviendo todas las cuestiones pendientes al sur del Estrecho de Magallanes. La decisión fue legitimada con un plebiscito no vinculante en el que el 82 % de la población apoyó el acuerdo con Chile.
En 1985 Brasil fue el segundo país de la región luego de Argentina en recuperar la democracia. Inmediatamente los presidentes de ambos países, Alfonsín y José Sarney, se reunieron para firmar la Declaración de Foz de Iguazú que puso en marcha el proceso de integración que seis años después tomaría el nombre de Mercosur, sumando a Uruguay y a Paraguay a medida que esos países iban también recuperando la democracia. Hasta ese momento ambos países mantenían una relación de alta confrontación potencialmente bélica, que se remontaba a los tiempos de la colonia, cuando España y Portugal se enfrentaban para ampliar sus dominios en el mundo.

##### Hiperinflación
La situación económica se reagravó en 1988, que terminó con una tasa de inflación de 343 %, preludio del estallido de un proceso hiperinflacionario a partir de febrero de 1989 superior al 3000 % anual, que hizo aumentar la pobreza hasta alcanzar un récord histórico hasta entonces: 47,3 %.
En esas condiciones se realizaron las elecciones presidenciales del 14 de mayo de 1989, triunfando el candidato opositor, el peronista Carlos Menem con un 47,4 % de los votos, contra el 36,7 % de la UCR. La magnitud del caos económico-social, llevó a Alfonsín a «resignar» al cargo de presidente y anticipar cinco meses el traslado del mando al 8 de julio.

#### Renuncia de Alfonsín
Se ha atribuido la renuncia de Alfonsín a un «golpe de mercado» o «golpe de Estado blando» que impulsó la corrida cambiaria que desencadenó la hiperinflación. El diario Ámbito Financiero usó el tituló «golpe de mercado» para anunciar la resignación de Alfonsín al cargo de presidente. El uso del término «resignación» por parte de Alfonsín, dio lugar a diversas interpretaciones explicitadas por el presidente electo que tomó la decisión de considerarla un sinónimo de «renuncia». Alfonsín atribuiría a Domingo Cavallo y a Guido Di Tella haber liderado las operaciones económicas que llevaron a la corrida bancaria y a la hiperinflación.

Se producen las elecciones y las cosas se agravaron porque el entonces diputado Cavallo había hablado con los bancos internacionales para que se nos exigiera el pago de la deuda, conspirando contra el país; y luego Guido Di Tella había dicho que el dólar no tenía que estar alto, sino recontra alto; entonces nos comenzaban a pedir la entrega inmediata del poder.
Raúl Alfonsín

Uno de los hombres cercanos a Alfonsín, el dirigente socialista Simón Lázara, relató que luego de las elecciones Alfonsín se reunió con un grupo de empresarios para pedirles que le permitieran cumplir su mandato que finalizaba el siguiente 10 de diciembre. En esa ocasión el CEO del diario Clarín, Héctor Magnetto, habló en nombre del grupo empresarial y dijo:

Ustedes ya son un obstáculo.
Héctor Magnetto

### El menemismo (1989-1999)

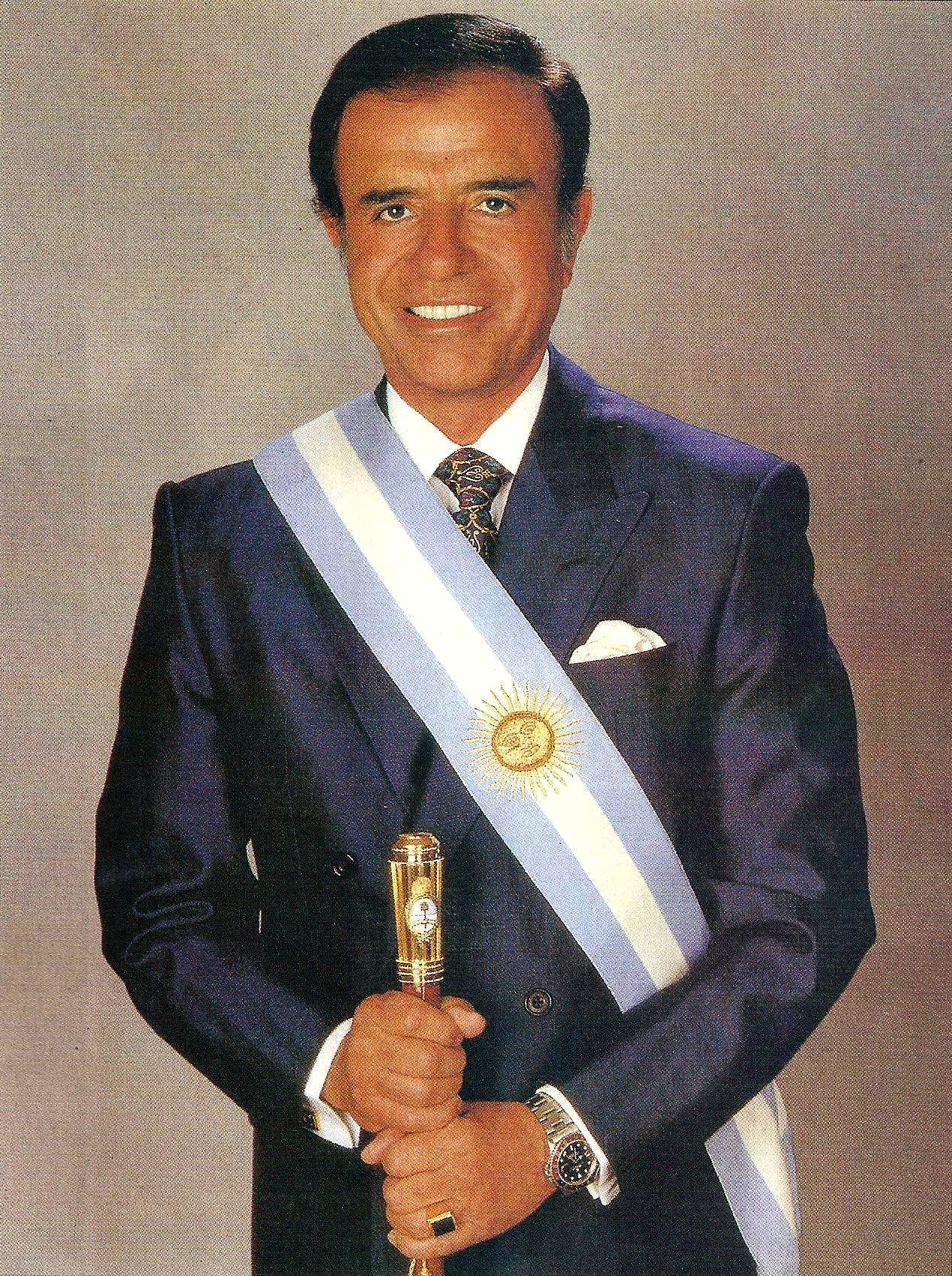
El peronista Carlos Menem sucedió al presidente radical Raúl Alfonsín y gobernó durante dos períodos consecutivos.

Carlos Saúl Menem gobernó Argentina entre julio de 1989 y diciembre de 1999, en dos mandatos. Su presidencia coincidió con la victoria de Estados Unidos en la Guerra Fría y el inicio de la globalización. Aplicó una política económica neoliberal siguiendo los lineamientos del Consenso de Washington de 1989, realizando la experiencia más amplia de privatizaciones y desregulación del mercado, entre los países latinoamericanos.

#### Presidencia de Carlos Menem (1989-1995)
El estallido de un segundo brote hiperinflacionario en 1990 y la denuncia de Estados Unidos de actos de corrupción, causó una crisis en el gobierno que llevó
al entonces canciller Domingo Felipe Cavallo a asumir el Ministerio de Economía.

##### Políticas económicas
Cavallo tomó tres grandes medidas, la convertibilidad de la moneda nacional con el dólar (ley 23 928), la suspensión («consolidación») por diez años del pago de la deuda interna (ley 23 982) y la llamada «flexibilización laboral» (ley 24 445). Esas medidas, sumadas a las ya sancionadas leyes de reforma del Estado (ley 23 696) y de emergencia económica (ley 23 697), cambiarían profundamente la sociedad argentina. Aprovechando la sobrevaluación de la moneda argentina durante la convertibilidad, se aplicó una política de alto endeudamiento externo pasando de 65 000 millones de dólares a 145 000 en 1999.
En 1991 Argentina firmó el Tratado de Asunción creando el Mercosur con Brasil, Uruguay y Paraguay, con el objetivo de formar un fuerte bloque económico sudamericano. El Mercosur consolidó la democracia en la región y cambió radicalmente la estructura del comercio exterior de los países miembros, aumentando en el caso argentino más de 1000 % su intercambio comercial con Brasil.

###### Privatizaciones
Entre 1990 y 1994 se privatizaron prácticamente todas las empresas del Estado: ENTEL, Ferrocarriles Argentinos, Correo Argentino, YPF, Gas del Estado, SEGBA, Canal 13, Canal 11, Canal 9, Obras Sanitarias de la Nación, los astilleros, las firmas siderúrgicas, las petroquímicas, las flotas mercantes, los puertos, el banco hipotecario, YCF, etc. Durante el gobierno de Menem también se privatizaron los fondos de pensión (jubilatorios) que pasaron a ser administrados por empresas con fines de lucro denominadas Administradoras de Fondos de Jubilaciones y Pensiones (AFJP).

##### Indultos

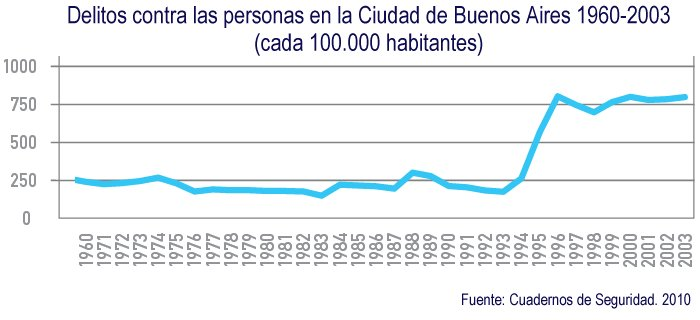
Entre 1994 y 1997 se triplicó la criminalidad contra las personas.

El presidente Menem continuó con la política de impunidad para los delitos de lesa humanidad cometidos durante la dictadura que había iniciado Alfonsín luego de los levantamientos militares carapintadas. A tal fin entre el 7 de octubre de 1989 y el 30 de diciembre de 1990, dictó diez decretos indultando a civiles y militares que cometieron delitos durante la dictadura autodenominada Proceso de Reorganización Nacional, incluyendo a los miembros de las juntas condenados en el Juicio a las Juntas de 1985, al procesado ministro de Economía José Alfredo Martínez de Hoz y a los líderes de las organizaciones guerrilleras. Mediante estos decretos fueron indultadas más de 1200 personas. Las organizaciones de derechos humanos criticaron duramente los indultos, exigiendo su derogación. Las así llamadas leyes de impunidad, dictadas por Menem y Alfonsín, serían anuladas en 2003.

##### Atentados terroristas
En 1992 y 1994 sucedieron los atentados a la Embajada de Israel y a la AMIA, en los que murieron más de 100 personas. Varios funcionarios, entre ellos el presidente Menem, serían llevados a juicio en 2015 acusados de haber encubierto el segundo atentado. También se produjo en 1995 la explosión intencional de la Fábrica Militar de Río Tercero, que causó siete muertos, para encubrir una operación clandestina de venta de armas a Ecuador y Croacia, hecho por el cual Menem fue condenado.

##### Pacto de Olivos y reelección
En 1994 Menem y Alfonsín firmaron el Pacto de Olivos acordando una serie de «coincidencias básicas» para realizar una reforma constitucional realizada ese mismo año, en reemplazo de la constitución impuesta durante la dictadura establecida en 1955.
En 1995 se realizaron las elecciones presidenciales en las que Menem obtuvo su reelección con un 49,9 % de los votos, venciendo al FREPASO, que obtuvo 29 %. La Unión Cívica Radical quedó relegada al tercer lugar por primera vez en sus cien años de historia.

#### Segunda Presidencia de Carlos Menem (1995-1999)

##### Desmoronamiento de la situación social
Estuvo caracterizado por el deterioro de la situación social, que ya en 1997 afectaba a amplias capas de la población. La desocupación masiva persistió con una tasa de dos dígitos (en 2006 volvería a ser de un solo dígito) y el trabajo no registrado no cesaba de aumentar. Uno de los cambios más sensibles fue la instalación de una criminalidad endémica, desconocida hasta entonces en el país, con una tasa de asesinatos que aumentó un 400 % entre 1989 y 1996. La caída del consumo interno y la apertura económica profundizó la crisis de las industrias nacionales con el cierre de fábricas y ramales ferroviarios.
El deterioro de las condiciones de vida de la población agravó el conflicto social. El movimiento obrero, dividido en tres sectores (CGT, MTA y CTA) realizó nueve huelgas generales entre 1992 y 1999. En 1990 organizaciones de jubilados comenzaron a cortar calles estratégicas semanalmente como forma de protesta contra el congelamiento de sus haberes. Desde la segunda mitad de la década de 1990 se produjeron puebladas con cortes de ruta en diversas partes del país impulsadas por la organización de los trabajadores desempleados, que dieron nacimiento al movimiento piquetero. Los asesinatos por las fuerzas de seguridad del obrero Víctor Choque en 1995 y Teresa Rodríguez en 1997, los primeros desde la caída de la dictadura durante manifestaciones de protesta, señalaron el incremento de la represión y la criminalización de la protesta social.
En el campo del control de la información el diario Clarín se convirtió en uno de los grupos empresariales más importantes del país, concentrando periódicos, revistas, canales de televisión, radios, canales de cable, agencias de noticias y empresas de Internet, así como adquiriendo medios competidores para cerrarlos, en la mayor parte de las provincias y ciudades. Varias personalidades como Jorge Lanata, director del diario Página/12 y Julio Ramos, director del diario Ámbito Financiero y autor del libro Los cerrojos a la prensa, denunciaron el monopolio creado por el Grupo Clarín y el daño que el mismo le hizo a la libertad de prensa e información en Argentina:

El gran problema, la gran acechanza de la prensa argentina en estos años 90 es el monopolio Clarín.
Los cerrojos a la prensa, Julio Ramos

En 1998 Argentina fue considerada un modelo ejemplar por el Fondo Monetario Internacional, que invitó al presidente Menem a dirigir la palabra ante la asamblea anual conjunta del organismo y el Banco Mundial. Simultáneamente se inició una recesión que duraría cuatro años, destruyendo una cuarta parte de la riqueza nacional y sumergiendo al país en la mayor crisis de su historia moderna. Ese mismo año Estados Unidos otorgó a la Argentina el estatus de aliado importante extra-OTAN, siendo entonces el único país latinoamericano en ocupar ese lugar. (En 2019 Brasil también se convirtió aliado importante extra-OTAN y en 2022 empezó el proceso para convertir Colombia en aliado importante extra-OTAN.)
En 1999 se realizaron las elecciones presidenciales resultando triunfadora con el 48 % de los votos (contra 38 % del peronismo) una coalición entre la Unión Cívica Radical y el FREPASO conocida como La Alianza, que llevó como candidato al entonces jefe de Gobierno de la Ciudad de Buenos Aires, Fernando de la Rúa.

### Presidencia de la Rúa (1999-2001)

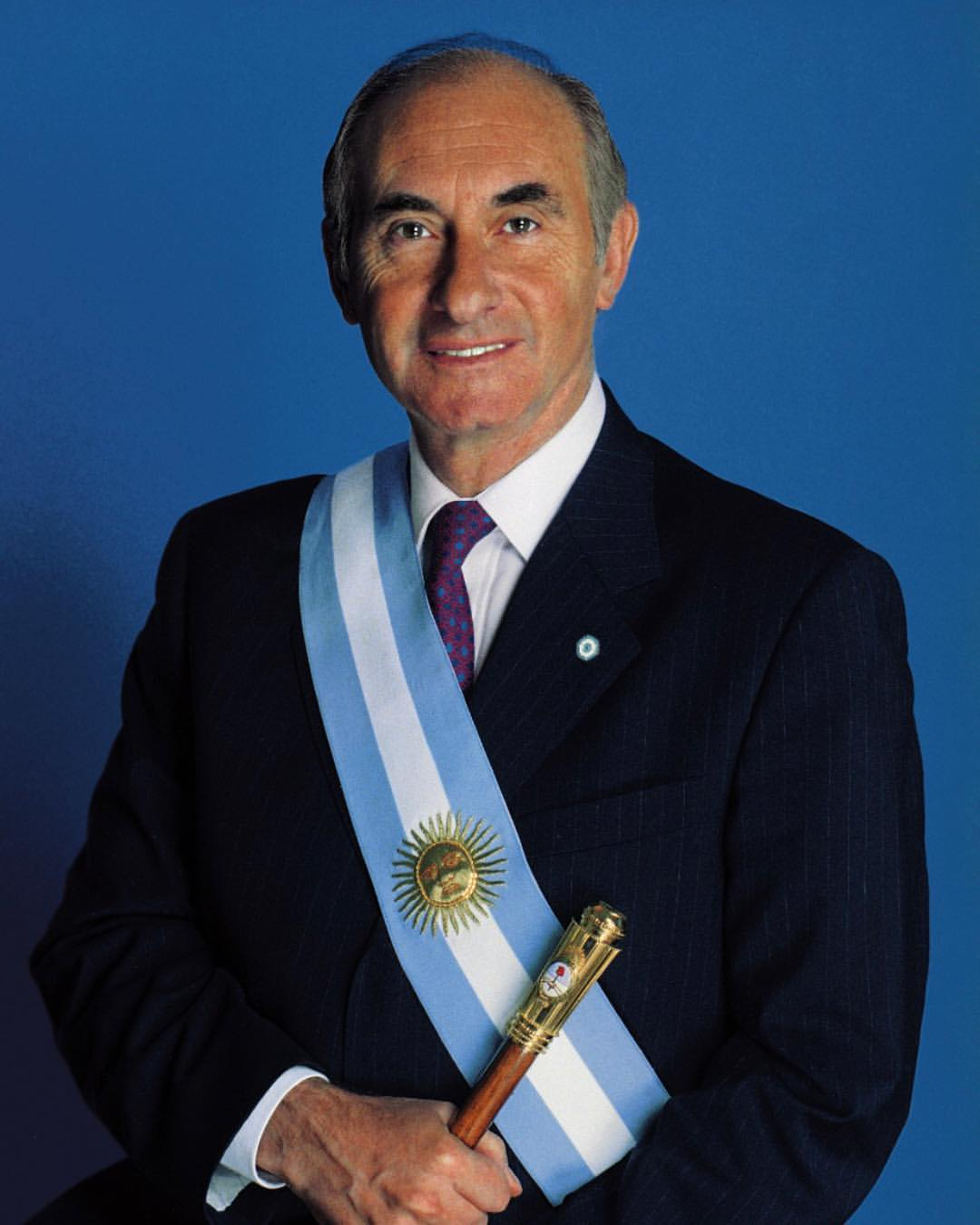
El radical Fernando de la Rúa, candidato de La Alianza fue elegido para suceder al presidente Menem. Renunció pocos días después de cumplir dos años del mandato.

Fernando de la Rúa asumió la presidencia el 10 de diciembre de 1999 al frente de una coalición heterogénea conocida como La Alianza, integrada por la Unión Cívica Radical (UCR) -donde se diferenciaba el sector alfonsinista del sector más conservador liderado por De la Rúa- y el Frepaso, una confederación formada por los partidos Frente Grande, PAIS, Socialista Popular, Socialista Democrático, Intransigente y Demócrata Cristiano. La heterogeneidad de La Alianza llevaría a conflictos internos que redujeron su apoyo político y terminaron aislando y debilitando al presidente.

### Continuidad de la convertibilidad
A diferencia del candidato del Partido Justicialista (Duhalde), que en la campaña electoral había propuesto salir ordenadamente de la convertibilidad, La Alianza había prometido mantenerla. Fuertemente condicionada por la alta deuda externa y bajo las exigencias del Fondo Monetario Internacional, el Gobierno dispuso una sucesión de "ajustes", aumentando impuestos, reduciendo salarios y jubilaciones y precarizando las condiciones de trabajo. El escándalo suscitado por las denuncias de sobornos a senadores por parte del Gobierno para sancionar una nueva ley de flexibilización laboral exigida por el FMI (conocida como Ley Banelco) llevó a la renuncia del vicepresidente Chacho Álvarez -líder del FREPASO- y causó un cisma en La Alianza.

#### La crisis del 2001

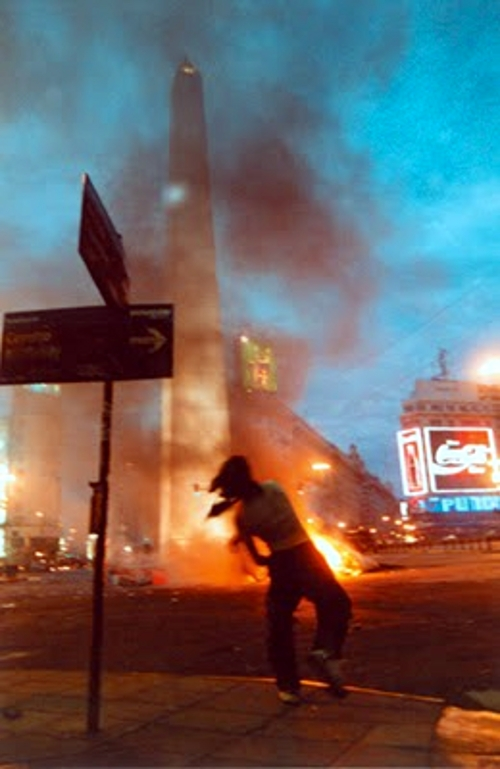
La crisis económica y social, las manifestaciones populares del 19 y 20 de diciembre conocidas como El cacerolazo y la represión que causó 39 muertos y más de 400 heridos, provocaron la renuncia del presidente Fernando de la Rúa.

El 19 de diciembre de 2000, acuciada por la dificultad para cumplir con el pago de los intereses de la deuda externa, Argentina acordó con el Fondo Monetario Internacional una operación que se llamó Blindaje, por medio de la cual el FMI y varios bancos aceptaron poner a disposición del país 39 700 millones de dólares a cambio de que Argentina aprobara una nueva ley de flexibilización laboral, el aumento de la edad jubilatoria y un riguroso ajuste fiscal que se extendía a las provincias. A partir de febrero de 2001 grandes flujos de fondos empezaron a abandonar el país y la situación económica empeoró causando que el 5 de marzo renunciara el ministro de Economía, José Luis Machinea.
Lo reemplazó Ricardo López Murphy, quien también debió renunciar a los pocos días debido a las protestas suscitadas por los recortes presupuestarios, especialmente a educación, que propuso.
El 20 de marzo de 2001 el presidente De la Rúa designó como ministro de Economía a Domingo Cavallo, quien en 1982 había estatizado la deuda externa argentina y en la década de 1990 —también como ministro—, fue el autor del Plan de Convertibilidad y de las reformas económicas y sociales conocidas como neoliberales durante el gobierno del presidente Menem. Una de las primeras medidas de Cavallo fue realizar con el Fondo Monetario Internacional una cuestionada operación llamada Megacanje, que exigió fuertes restricciones a la acción del Estado, bajo la consigna «déficit cero». El Megacanje fue considerado delito por la justicia, que en 2014 ordenó enjuiciar a Cavallo, luego de absolver a otros nueve presuntos autores por haber prescripto la acción penal.
El 14 de octubre de 2001 se realizaron elecciones legislativas en las que La Alianza oficialista fue derrotada ampliamente por el Partido Justicialista, con el agravante de que el presidente De la Rúa no tuvo espacio político para sostener a ningún candidato. Uno de los datos centrales de la elección fue el llamado «voto bronca», votos en blanco o anulados intencionalmente que alcanzaron el 25 % del total, ganando incluso en la Ciudad de Buenos Aires y en la provincia de Santa Fe, sacando a la luz una grave crisis de representatividad.
El 3 de diciembre de 2001, debido a la interrupción del aporte de fondos por parte del Fondo Monetario Internacional, el presidente De la Rúa dictó un decreto solicitado por Cavallo imponiendo lo que fue conocido como «el corralito», un paquete de medidas económicas que dispuso la bancarización de la economía, mediante la prohibición de extraer dinero en efectivo de los bancos en sumas superiores a 250 pesos o dólares por semana. Esta medida afectó principalmente a las personas con ingresos informales, entre ellos los trabajadores no registrados por las empresas que en ese momento alcanzaba el 44,8 %, cifra que casi duplicaba la de 1994, cuando llegaba a 28,4 %.
El 13 de diciembre comenzaron a producirse estallidos entre las clases populares de algunas ciudades de las provincias, llevados adelante por los denominados piqueteros. Varios comercios de zonas empobrecidas del interior del país y del Gran Buenos Aires sufrieron saqueos por parte de sectores de la población desocupadas e indigentes. El gobierno atribuyó esas revueltas a un plan desestabilizador orquestado por algunos líderes del Partido Justicialista.
Luego de seis días de saqueos, fueron asesinadas siete personas por las fuerzas de seguridad y los propios comerciantes. El 19 de diciembre por la noche, el presidente De la Rúa se dirigió por televisión a la población para anunciar que había decretado el estado de sitio. Inmediatamente después de terminado el anuncio de De la Rúa, millones de personas en todo el país empezaron a hacer sonar cacerolas desde sus casas y muchas salieron a la calle dando inicio a lo que se conoció como «el cacerolazo». Un gran grupo se concentró frente a la Casa Rosada exigiendo la renuncia del presidente De la Rúa y comenzando a corear una consigna que caracterizaría al movimiento: «¡qué se vayan todos!». A las 3 de la mañana del día 20 de diciembre renunció el ministro Cavallo.
Durante el 20 de diciembre continuó la pueblada con nuevos enfrentamientos entre la policía y los manifestantes reunidos en la Plaza de Mayo, frente a la Casa de Gobierno, y en otros puntos del país. Esta vez las fuerzas de seguridad asesinaron a 32 manifestantes, causando más de 400 heridos, incluyendo la llamada Masacre de Plaza de Mayo. A las cuatro de la tarde, visiblemente debilitado, el presidente pronunció un discurso por televisión convocando a la "unidad nacional" y ofreciendo al Partido Justicialista cogobernar el país. A las 19:45 el presidente De la Rúa firmó su renuncia y minutos después abandonó en helicóptero la Casa Rosada mientras en los alrededores se producía una batalla campal.

### Inestabilidad política (2001-2003)

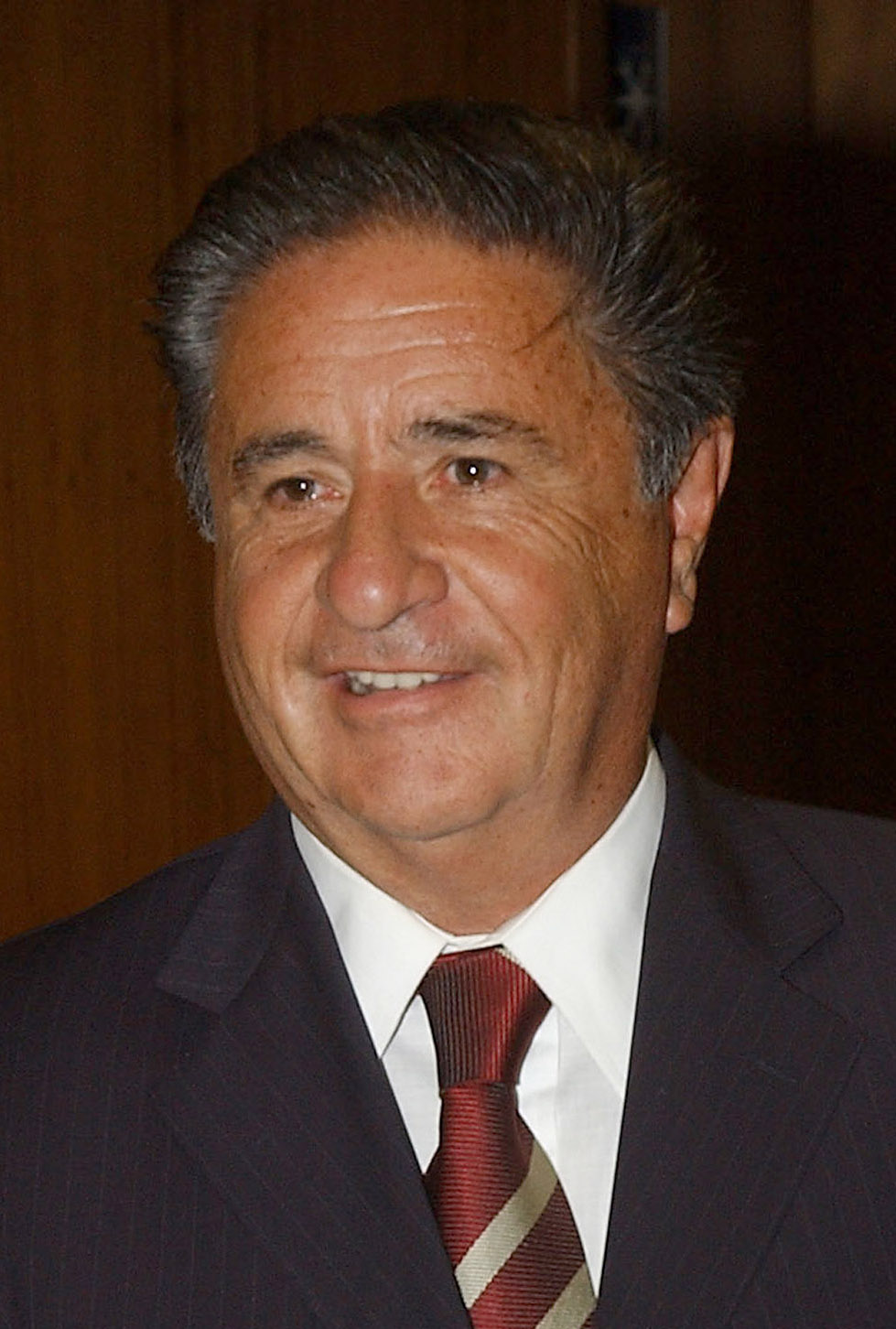
Eduardo Duhalde fue designado el 2 de enero de 2002 por el Congreso Nacional para terminar el mandato del presidente Fernando de la Rúa, que había renunciado el 20 de diciembre anterior. En esos doce días se sucedieron al mando del Poder Ejecutivo Ramón Puerta, Adolfo Rodríguez Saá y Eduardo Camaño.

#### Cinco presidentes en once días
Renunciado De la Rúa, asumió la presidencia de la Nación en forma interina el presidente provisional del Senado, el peronista Ramón Puerta. El 23 de diciembre se reúne la Asamblea Legislativa, que nombra como presidente de la Nación durante noventa días a Adolfo Rodríguez Saá, también peronista y hasta ese momento gobernador de la provincia de San Luis, con el mandato de convocar a elecciones y realizarlas el día 3 de marzo de 2002. En su discurso ante el Congreso de la Nación, el flamante presidente anunció el "default" o cesación de pago de la deuda externa.
El 28 de diciembre se produjeron nuevas manifestaciones bajo el lema de "que se vayan todos", incluyendo el ingreso al Congreso Nacional y el incendio de algunos muebles, que llevaron a la renuncia del gabinete presidencial. La falta de convocatoria a elecciones que le había ordenado el Congreso, restó apoyo político a Rodríguez Saá, que luego de una frustrada reunión de gobernadores peronistas en Chapadmalal el 29 de diciembre, decidió renunciar, lo que hizo verbalmente por televisión el 30 de diciembre a la noche desde la provincia de San Luis, aclarando que dejaba el cargo desde ese mismo momento. Minutos después también renunció Ramón Puerta por fax dirigido al presidente de la Cámara de Diputados, para salir del país inmediatamente después.
Institucionalmente esa serie de renuncias dejaron al país sin autoridad, razón por la cual un grupo de funcionarios llegó a sostener que debía asumir el presidente de la Corte Suprema, Julio Nazareno, a la vez que Rodríguez Saá fue denunciado penalmente por abandono del cargo. Finalmente intervino el escribano general del Gobierno, convenciendo a Rodríguez Saá para que pidiera licencia hasta que asumiera el presidente interino y acordando con el presidente de la Cámara de Diputados, Eduardo Camaño, para que asumiera como presidente interino, lo que finalmente hizo el día 31 de diciembre a las seis de la tarde hasta que se reuniera la Asamblea Legislativa.

### Presidencia provisional de Eduardo Duhalde
La Asamblea Legislativa se reunió al día siguiente, 1 de enero de 2002, aceptando primero la renuncia de Rodríguez Saá y luego designando como presidente de la Nación al senador justicialista Eduardo Duhalde para cumplir el mandato de De la Rúa. Duhalde juró ante el Congreso esa misma noche, a las 23:30.
Pocos días después de su acceso al poder, el nuevo primer mandatario dispuso sus primeras medidas para hacer frente a la crisis económica: abandono del tipo cambiario fijo, devaluación del peso, pesificación de la economía (incluidos depósitos bancarios) y la distribución de planes sociales para atenuar los efectos de una economía en recesión que había incrementado la pobreza e indigencia hasta índices nunca vistos antes en la Argentina.
En abril de 2002, el ministro de Economía, Jorge Remes Lenicov, dimitió ante las protestas suscitadas por el denominado "Plan Bonex", que preparaba junto a Duhalde para canjear por bonos de deuda pública los depósitos bancarios a plazo inmovilizados. Los demás miembros del gabinete pusieron también sus cargos a disposición del presidente, el cual aceptó, entre otras, la renuncia del jefe de Gobierno, Jorge Capitanich, y designó titular de Economía a Roberto Lavagna; quien anunció que no se produciría el retorno a un tipo de cambio fijo (siguiendo así las recomendaciones del FMI) y que persistirían las restricciones bancarias.
La mayoría de la población cayó debajo de la línea de pobreza: si en octubre de 2001 casi el 40 % era pobre, un año después esa cantidad había trepado el 54 %, equivalente a 20 millones de personas, de los cuales la mitad eran indigentes (no recibían lo suficiente para comer). La situación era mucho más grave para los niños y niñas, ya que entre ellos la pobreza llegaba al 70 %. Territorialmente había varias regiones y ciudades con niveles de pobreza superiores al 70 %, como la provincia de Formosa, las ciudades de Concordia y Posadas y el cuarto cordón del Gran Buenos Aires (Florencio Varela, Moreno, Merlo, Tigre y La Matanza). La Ciudad de Buenos Aires era la que mejor estaba con un 80 % por encima de la línea de pobreza. La destrucción del tejido social, el empobrecimiento general, el rechazo generalizado de la población hacia todo tipo de liderazgos y la práctica desaparición del Estado llegó a tal punto que la guerra civil y la desintegración nacional fueron posibilidades que se contemplaron tanto dentro como fuera de la Argentina.
El 25 de mayo el padre Jorge Bergoglio, por entonces cabeza de la Iglesia católica en la Argentina, realizó un dramático llamado a la población alertando que en Argentina "el peligro de la disolución nacional está a nuestras puertas".
El Gobierno vio cumplidos algunos de sus principales objetivos en junio: el Senado derogó la llamada Ley de Subversión Económica, se acordó un pacto fiscal con los Gobiernos provinciales para reducir en un 60 % su déficit, y se dispuso un nuevo Plan Bonos. Pero el eje del programa gubernamental, cumplir las exigencias del FMI para recuperar su ayuda económica, generó todo tipo de actitudes opositoras y agudizó la conflictividad social. Pese a que la crisis continuó, el Gobierno intentó normalizar progresivamente el sistema financiero; en noviembre de 2002, casi un año después de su implantación, finalizaron las restricciones para retirar efectivo de cuentas corrientes (acababa así el llamado "corralito"), y en marzo de 2003 se levantaron las limitaciones para retirar fondos de depósitos a plazo fijo (el denominado "corralón").
El 26 de junio de 2002, se produce la masacre de Avellaneda en el que el Gobierno nacional ordenó la represión de una manifestación de grupos piqueteros. Ante este hecho Duhalde anticipó seis meses el llamado a elecciones presidenciales y anunció que no iba a volver a presentarse.

### La Etapa Kirchnerista (2003-2015)
Estos 12 años, conocidos como la «década kirchnerista» y conocido por los kirchneristas como la «década ganada», se inician en el año 2003 tras las Elecciones presidenciales de Argentina de 2003 que llevaron a Néstor Kirchner a la presidencia argentina, tras la baja del entonces candidato Carlos Menem porque las encuestas preveían un triunfo holgado de Kirchner, y culmina en el 2015 al cumplirse los dos mandatos de Cristina Fernández de Kirchner como Presidenta de la Nación y la elección de Mauricio Macri como su sucesor.

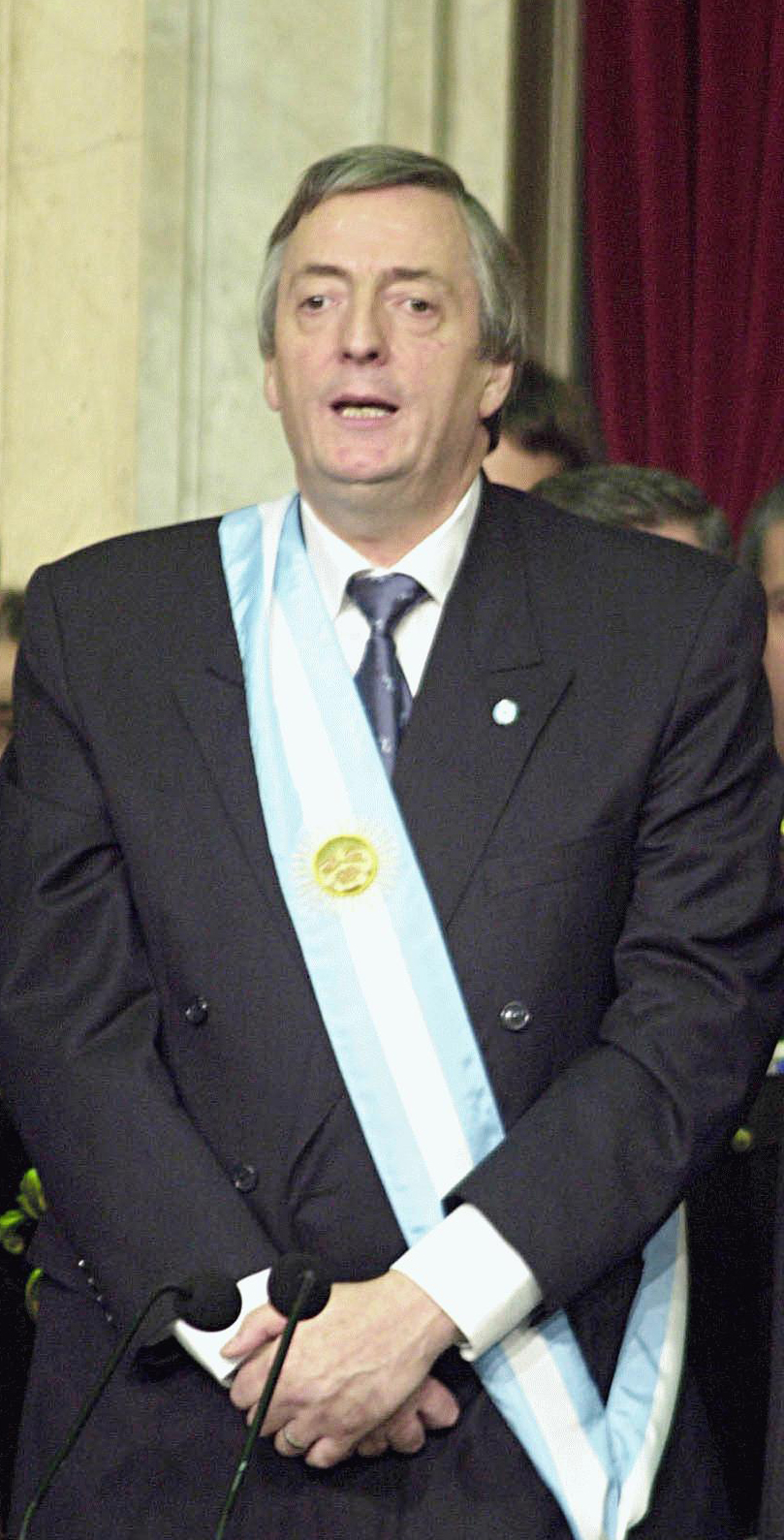
Néstor Kirchner, presidente durante el período 2003-2007.

#### Presidencia de Néstor Kirchner (2003-2007)
El 27 de abril de 2003 se realizó la primera vuelta de las elecciones para elegir al presidente. Cinco candidatos reunieron la mayoría de los votos: Carlos Menem (24 %), Néstor Kirchner (22 %), Ricardo López Murphy (16 %), Adolfo Rodríguez Saá (14 %) y Elisa Carrió (14 %).
Carlos Menem, el candidato triunfante por mayoría relativa en la primera vuelta, no se presentó a la segunda vuelta al conocer los resultados de las encuestas que señalaban un porcentaje de sufragios en su contra del orden del 70 % y por lo tanto resultó elegido el presidente Néstor Kirchner, quien asumió su mandato el 25 de mayo de 2003 hasta el 10 de diciembre de 2007.
Kirchner asumió confirmando al ministro de Economía de Duhalde, Roberto Lavagna, y su política económica siguió los mismos lineamientos que la de su antecesor, manteniendo la devaluación de la moneda mediante una fuerte participación del Banco Central en la compra de divisas, impulsando mediante las exportaciones un crecimiento económico con tasas del PBI cercanas al 10 %. Por otro lado logró sacar al país de la cesación de pagos, canjeando deuda por nuevos bonos indexados por la inflación y el índice de crecimiento económico. Los índices de pobreza y de desempleo disminuyeron notoriamente.
Durante el gobierno de Kirchner, Argentina y el Fondo Monetario Internacional mantuvieron una relación distante. Una de las principales medidas de su gestión fue cancelar por anticipado la totalidad de la deuda con este organismo internacional por un monto de 9810 millones de dólares, con el objetivo declarado de terminar con la sujeción de la política económica a las indicaciones del FMI. Durante el año 2005, se realizó el canje de la deuda, que iniciaba las renegociaciones por los bonos que habían quedado en default desde 2001.
Kirchner llevó adelante una activa política para promover los derechos humanos, incorporando a su Gobierno a reconocidos integrantes de organizaciones de derechos humanos. Además, impulsó el enjuciamiento a los responsables por crímenes de lesa humanidad ocurridos durante los años 1970, realizados por la Triple A y por el Gobierno del Proceso de Reorganización Nacional. Para conseguirlo, fueron anuladas las leyes de Obediencia Debida y Punto Final, las cuales mantenían frenados dichos juicios desde el gobierno de Raúl Alfonsín.
Desde el 19 de junio de 2003, por decreto presidencial, se renovó la Corte Suprema, todos los candidatos a integrarla deben pasar una etapa de exposición pública que tiene que presentar el Poder Ejecutivo en los principales medios de comunicación de todo el país. El currículum del nominado (o de los nominados) debe ser publicado y promocionado en el sitio web del Ministerio de Justicia y puede ser discutido por las ONG, asociaciones de derecho, universidades, organizaciones de derechos humanos, y cualquier ciudadano que así lo desee. Luego de un período de tres meses, el presidente, sopesando los apoyos y rechazos a la candidatura, queda habilitado para presentar la nominación al Senado, que debe decidir si aprueba o no que la persona propuesta por el presidente forme parte de la Corte, necesitándose una mayoría de dos tercios para dicha aprobación.
La renovación de la Corte Suprema de Justicia durante los primeros años del gobierno de Kirchner, con la designación de Eugenio Raúl Zaffaroni en 2003, y de Elena Highton de Nolasco y Carmen María Argibay en 2004, fue vista y es usualmente reconocida por la oposición como un paso positivo, que brinda más independencia al Poder Judicial y equilibra la Corte tanto ideológicamente como por género.
Desde los sectores de derecha o liberales se han criticado estas políticas como contrarias a la reconciliación nacional. Desde la izquierda, en cambio, se le critican gestos contrarios a los derechos humanos, como las represiones a algunas manifestaciones en la Patagonia y el envío de tropas argentinas a Haití en el marco de la MINUSTAH de las Naciones Unidas.
A nivel internacional, Kirchner formó parte de un grupo de mandatarios de varios países latinoamericanos, junto con Lula da Silva (Brasil), Tabaré Vázquez (Uruguay), Evo Morales (Bolivia), Michelle Bachelet (Chile), Rafael Correa (Ecuador) y Hugo Chávez (Venezuela), de tendencias antiliberales. Uno de los momentos más destacados de la política internacional, fue la IV Cumbre de las Américas de 2005, realizada en Mar del Plata, en la que el Gobierno de Kirchner junto a otros Gobiernos latinoamericanos, llevó adelante una política de «no al ALCA», paralizando la puesta en marcha del Área de Libre Comercio de las Américas que Estados Unidos había diseñado y hecho aprobar por todos los países americanos en 1994, estableciéndose una nueva política continental con eje en la creación de empleo decente. En sentido coincidente, Argentina apoyó la decisión de formar la Unión de Naciones Suramericanas (Unasur), cuya constitución se concretó en 2008.

##### Elecciones de 2005
En las elecciones de 2005 —gobernadores y legisladores nacionales— se produjo una ruptura entre el kirchnerismo y el duhaldismo, que llevó a la exclusión de este último del Frente para la Victoria y al enfrentamiento electoral entre ambos sectores. La confrontación fue especialmente destacada respecto al cargo de senador nacional por la provincia de Buenos Aires. En esa oportunidad el FPV llevó como candidata a Cristina Fernández de Kirchner, mientras que el duhaldismo con el Partido Justicialista presentó a Chiche Duhalde, resultando ganadora la primera.
Tras las elecciones legislativas de octubre de 2005, Kirchner ha obtenido una mayoría a nivel nacional y ha logrado desplazar a Duhalde del control del aparato político del conurbano bonaerense. Esto se ha reflejado en importantes cambios en el gabinete — fundamentalmente la sustitución de Roberto Lavagna por Felisa Miceli en el Ministerio de Economía.
No obstante el control del Congreso, Kirchner continuó prefiriendo, en reiteradas ocasiones, hacer uso de decretos de necesidad y urgencia en lugar de seguir los trámites ordinarios previstos para la sanción de leyes. Desde su asunción y hasta mayo de 2006, fueron sancionados 201 decretos de necesidad y urgencia; unos 67 decretos por año de promedio, frecuentemente comparados con los 55 por año de Carlos Menem.
En 2004 los pobladores de la ciudad de Gualeguaychú iniciaron un amplio movimiento de oposición a la instalación de dos plantas de celulosa en la orilla uruguaya del río Uruguay, que derivó en un conflicto diplomático entre ambos países. El conflicto llevó a una frustrada mediación de Juan Carlos I de España, una demanda argentina ante el Tribunal Internacional de La Haya y a la relocalización de una de las dos plantas.
Durante los dos últimos años de su mandato se aplicaron crecientes restricciones a las exportaciones de carne y controles de precios, con el fin de controlar la inflación y el aumento del precio de los alimentos. Desde 2005 los medios de comunicación destacaron la existencia de lo que sostenían era una «inflación reprimida», debido a las retenciones a las exportaciones y los subsidios tarifarios. La inflación oficial fue del 6 % en 2004, 12,3 % en 2005 y del 10 % en 2006. Los datos oficiales comenzaron a ser cuestionados por consultoras que sostuvieron que la inflación real en el último año del mandato de Néstor Kirchner había llegado al 22 hasta 26 %, manteniéndose en esa cifra en la siguiente década.
En abril de 2007 se produjo una serie de maniobras delictivas realizadas por la empresa multinacional Skanska, de origen sueco; algunos políticos de la oposición sostuvieron que algunos funcionarios del Gobierno habían cometido ilícitos relacionados con el caso, algo que el ministro del Interior negó. A mediados de ese mismo año, la ministra de Economía, Felisa Miceli, se vio envuelta en un escándalo, debido al hallazgo casual de una bolsa con gran cantidad de dinero en el baño de su despacho, que llevó a su renuncia y abrió una investigación penal en el curso de la cual fue procesada por encubrimiento y destrucción de instrumento público.

##### Antártida Argentina
En julio de 2003 Argentina y Chile acordaron reabrir el Refugio Abrazo de Maipú, iniciando una política de cooperación con la intención de fortalecer la presencia de ambos países en la Antártida y limitar las acciones expansionistas del Reino Unido en el área. Para entonces Argentina contaba con seis bases permanentes, siete bases de verano y varios refugios antárticos.

#### Presidencia de Cristina Fernández de Kirchner (2007-2015)
El Frente para la Victoria volvió a ganar en las elecciones presidenciales de 2007, alcanzando el 45 % y duplicando los votos obtenidos en 2003. La fórmula ganadora estuvo integrada por Cristina Fernández de Kirchner y el radical Julio Cobos, que vencieron a la Coalición Cívica que llevaba la fórmula integrada por Elisa Carrió y el socialista Rubén Giustiniani, que obtuvo el 23 %.

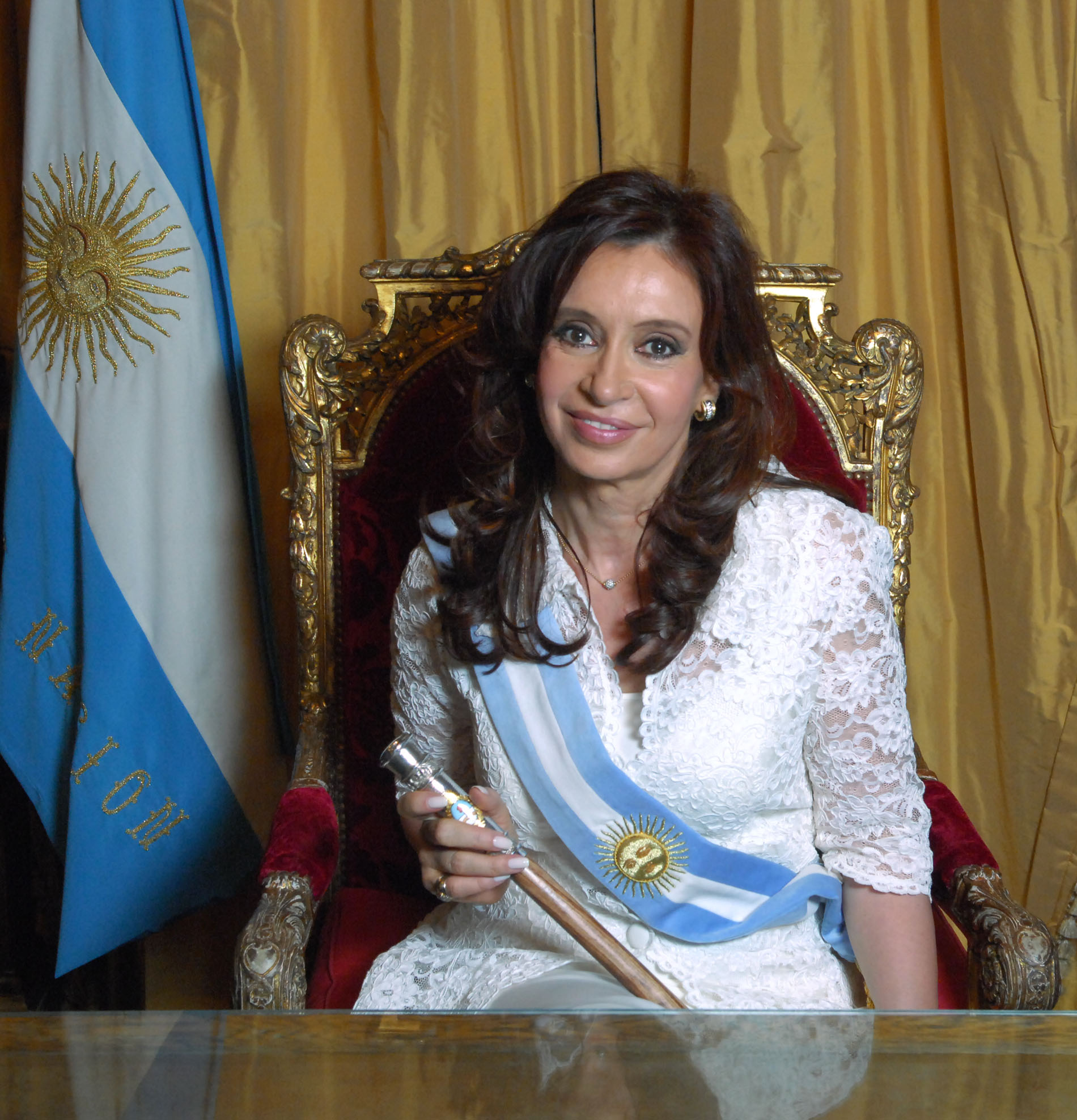
Cristina Fernández de Kirchner, presidenta de Argentina, el 10 de diciembre de 2007

El 10 de diciembre de 2007 asumió la presidencia Cristina Fernández, que en los primeros días de su mandato continuó los lineamientos generales del gobierno de su esposo. De ese modo, una mujer resultó elegida presidenta de la Nación por primera vez en la historia argentina.
En los inicios de la gestión de Cristina Fernández se estableció un aumento de 20 % de las tarifas mínimas de colectivos, trenes y subtes, el cual entró en vigor en enero de 2008. Dichas tarifas se encontraban con precios congelados desde el año 2001, y desde entonces el Estado compensaba con subsidios los costos operativos y de sueldos que las empresas no podían pagar. Inicialmente se previó que el aumento de tarifas permitiría bajar los subsidios —que a fines de 2007 equivalen a $ 2700 millones.

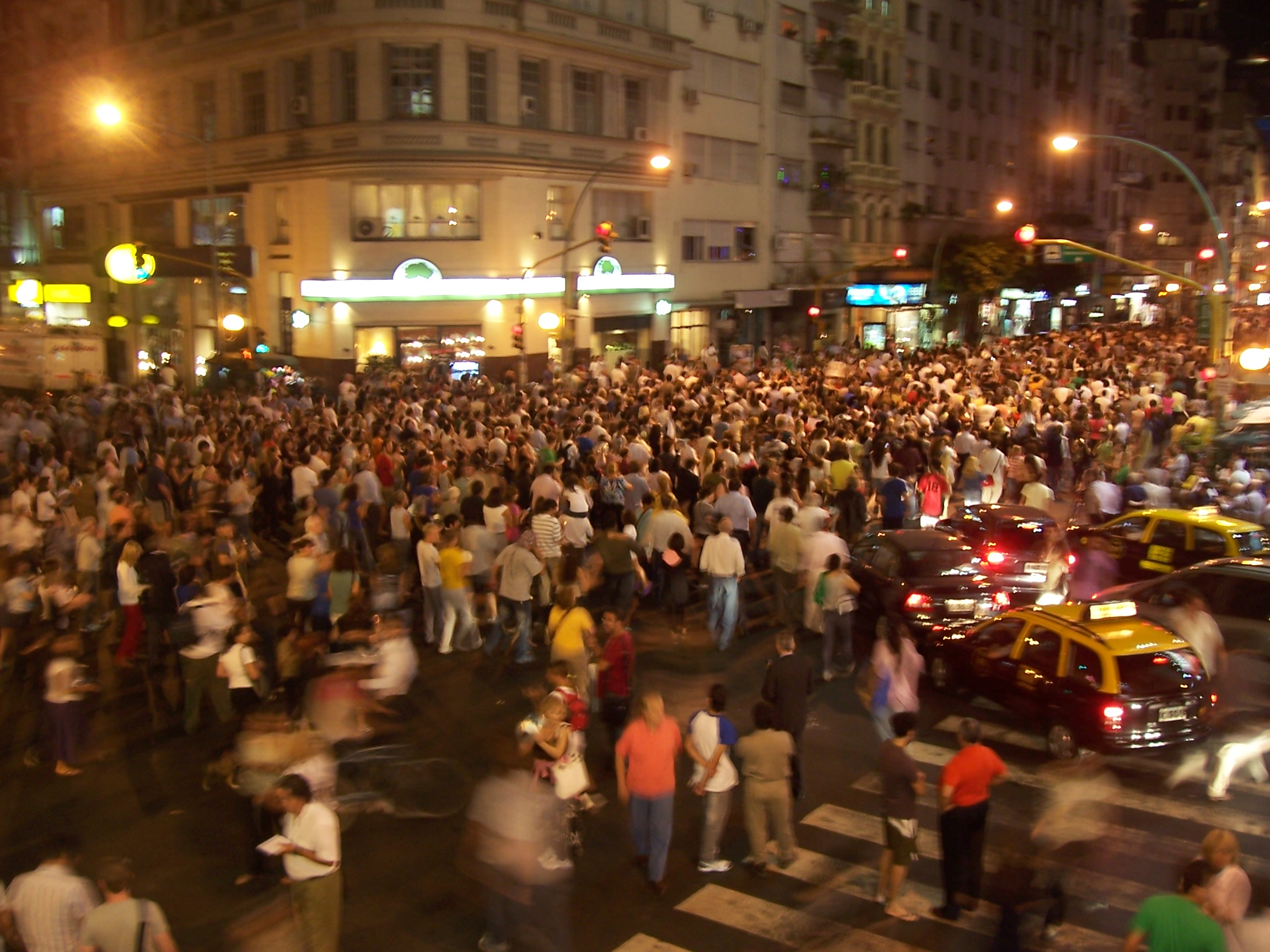
Cacerolazo en apoyo al paro agropecuario de 2008.

El 12 de marzo de 2008 las principales asociaciones patronales agropecuarias declararon un paro nacional con bloqueo de rutas en distintos puntos del país, reclamando la derogación de un nuevo régimen de gravámenes móviles a las exportaciones establecido por la Resolución 125/08 sancionada por el ministro de Economía Martín Lousteau. El paro duró hasta el 18 de julio, después de que el vicepresidente radical Julio Cobos definiera la votación en contra de la postura del resto del Gobierno. En ese momento se inició un conflicto entre el Gobierno y el grupo multimediático Clarín por las acusaciones de uno y otro lado sobre la libertad de expresión, el rol de los monopolios de prensa en la información de actos e ideas de gobierno, y la supuesta tergiversación de imágenes acusadas de discriminatorias por la Facultad de Ciencias Sociales de la Universidad de Buenos Aires. En 2016 uno de los principales jefes del grupo Clarín, el periodista Julio Blank, declaró que durante la presidencia de Cristina Kirchner, el grupo realizó "periodismo de guerra".
Al finalizar el paro agropecuario, el Gobierno debió enfrentar el derrumbe de la economía mundial causada por la crisis económica de 2008, adoptando una política económica anticíclica de promoción del mercado interno, impulsando la industria automotriz (que batió el récord de producción en 2011 totalizando 828 771 unidades fabricadas) y dando créditos a trabajadores y empresas.
El 21 de octubre de 2008, la presidenta Cristina Fernández de Kirchner elevó al Congreso un proyecto elaborado por Amado Boudou, por entonces titular de la ANSES, Sergio Massa, el jefe de Gabinete, y Carlos Zanini, secretario Legal y Técnico, para poner fin al sistema de AFJP (fondos privados de pensión), una de las principales reformas financieras de la etapa menemista, y organizar un nuevo sistema de reparto estatal de jubilaciones y pensiones.
Hay coincidencia entre los observadores en considerarla como una de las medidas más importantes de los doce años de gobierno de los Kirchner.
En 2009 sancionó una nueva ley de medios que reemplazó a la Ley de Radiodifusión vigente desde 1980. Dicha ley fue aprobada con el apoyo de diferentes fuerzas políticas, tanto del oficialismo como de una parte de la oposición, y generó tanto apoyos como rechazos, a la vez que derivó en varios fallos judiciales, relativos a la constitucionalidad o anticonstitucionalidad de la misma, que impiden su total aplicación.
El 29 de octubre de 2009, la presidenta Cristina Fernández firmó el decreto 1602/09 que dispuso la Asignación Universal por Hijo, un ingreso fijo para todos los menores de dieciocho años que no recibieran ingresos familiares de origen salarial. Inicialmente era de 180 pesos, suma que periódicamente se ha visto aumentada, llegando a 270 pesos para octubre de 2011. Se aprobó una fórmula de actualización de las jubilaciones y beneficios de la seguridad social, que impulsó un fuerte aumento de las mismas, mejorando un 24,6 % en términos reales entre 2008 y 2017. En un proceso iniciado por Néstor Kirchner desde 2003 hasta 2009, duplicó la clase media en la Argentina, que pasó desde los 9,3 millones a los 18,6 millones en ese último año. Esto transformó a la Argentina en el país con mayor crecimiento de dicho segmento de la población en toda América Latina.

##### Bicentenario de la Revolución de Mayo
Durante 2010 se celebró el Bicentenario de la Revolución de Mayo con eventos en varias partes del país. En la ciudad de Buenos Aires, el Gobierno nacional organizó el principal evento conmemorativo del año, que se desarrolló principalmente en un tramo de la más importante arteria de la ciudad, la Avenida 9 de Julio, en el que se encontraron representadas las provincias y países invitados.
El 27 de octubre de ese año falleció el expresidente Néstor Kirchner de un paro cardiorrespiratorio, durante el mandato de su esposa.

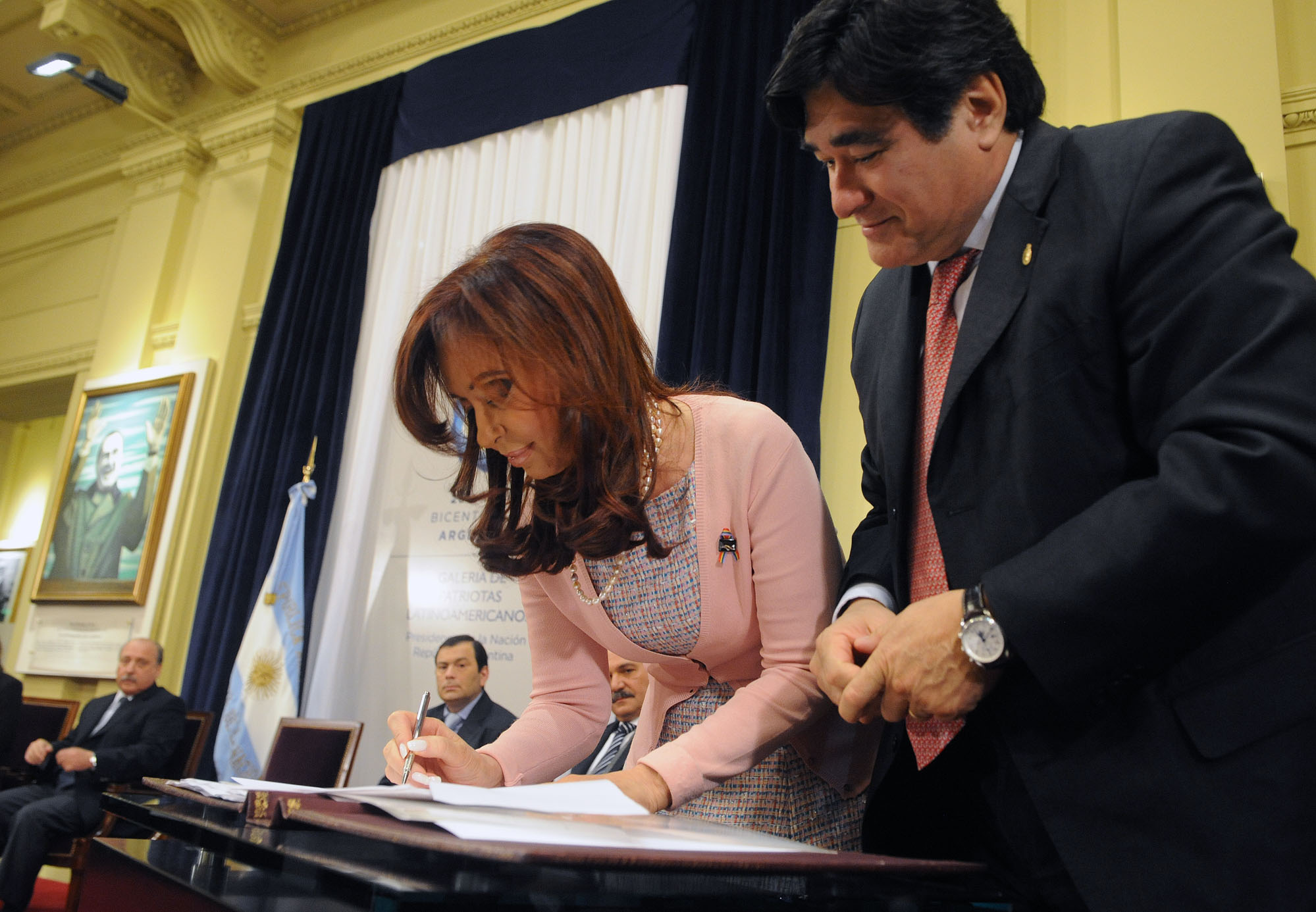
Cristina Fernández, promulgando la ley de matrimonio igualitario.

El 15 de julio de 2010 la República Argentina aprobó la llamada "ley de matrimonio igualitario", convirtiéndose en el primer país de América Latina y décimo en el mundo en reconocer el derecho a contraer matrimonio con independencia del sexo de su pareja.

##### Reelección de 2011
En las elecciones presidenciales del 23 de octubre de 2011, Cristina Fernández fue reelegida para el cargo de presidente de la Nación, en primera vuelta, con el 54,11 %. de los sufragios, casi diez puntos más que en 2007 y más treinta puntos porcentuales más que los obtenidos por Néstor Kirchner en 2003. Segundo resultó el candidato de Frente Amplio Progresista, el socialista Hermes Binner, que obtuvo 16,81 % Como vicepresidente fue elegido el hasta entonces ministro de Economía Amado Boudou, artífice de la reestatización del sistema de jubilaciones.
Bajo su segundo mandato se recuperó la mayoría accionaria de la anteriormente privatizada Yacimientos Petrolíferos Fiscales (YPF), la mayor empresa del país, obteniendo el proyecto de ley la mayor aprobación en el Congreso desde el 2003.
A fines de 2011 el dirigente sindical Hugo Moyano, aliado importante y secretario general de la CGT, se distancia del Gobierno adhiriendo a los sectores opositores.
Durante este período tuvieron lugar también grandes manifestaciones callejeras opositoras convocadas por redes sociales electrónicas, como el llamado 8N. Según datos del Banco Mundial, América Latina y dentro de ella Argentina han transformado su estructura social en la primera década del siglo XXI, produciendo una reducción de la pobreza y un aumento de las clases medias. Para la Argentina, el Banco Mundial estableció que entre 2003 y 2009, la clase media se duplicó pasando de 9,3 millones a los 18,6 millones (los 9,3 millones siendo equivalentes al 25 % de la población).
El 16 de abril de 2012, Cristina Fernández de Kirchner presentó el proyecto de ley «De la soberanía hidrocarburífera de la República Argentina» para expropiar el 51 % del capital accionario de YPF, que terminó convirtiéndose en ley el 3 de mayo de 2012.
El 9 de mayo de 2012, se sancionó la Ley de identidad de género, garantizando el cambio del género atribuido por el Estado a las personas sin otra condición que su voluntad y el derecho a los tratamientos médicos gratuitos que fueren necesarios para ello.

##### Soberanía de las islas Malvinas

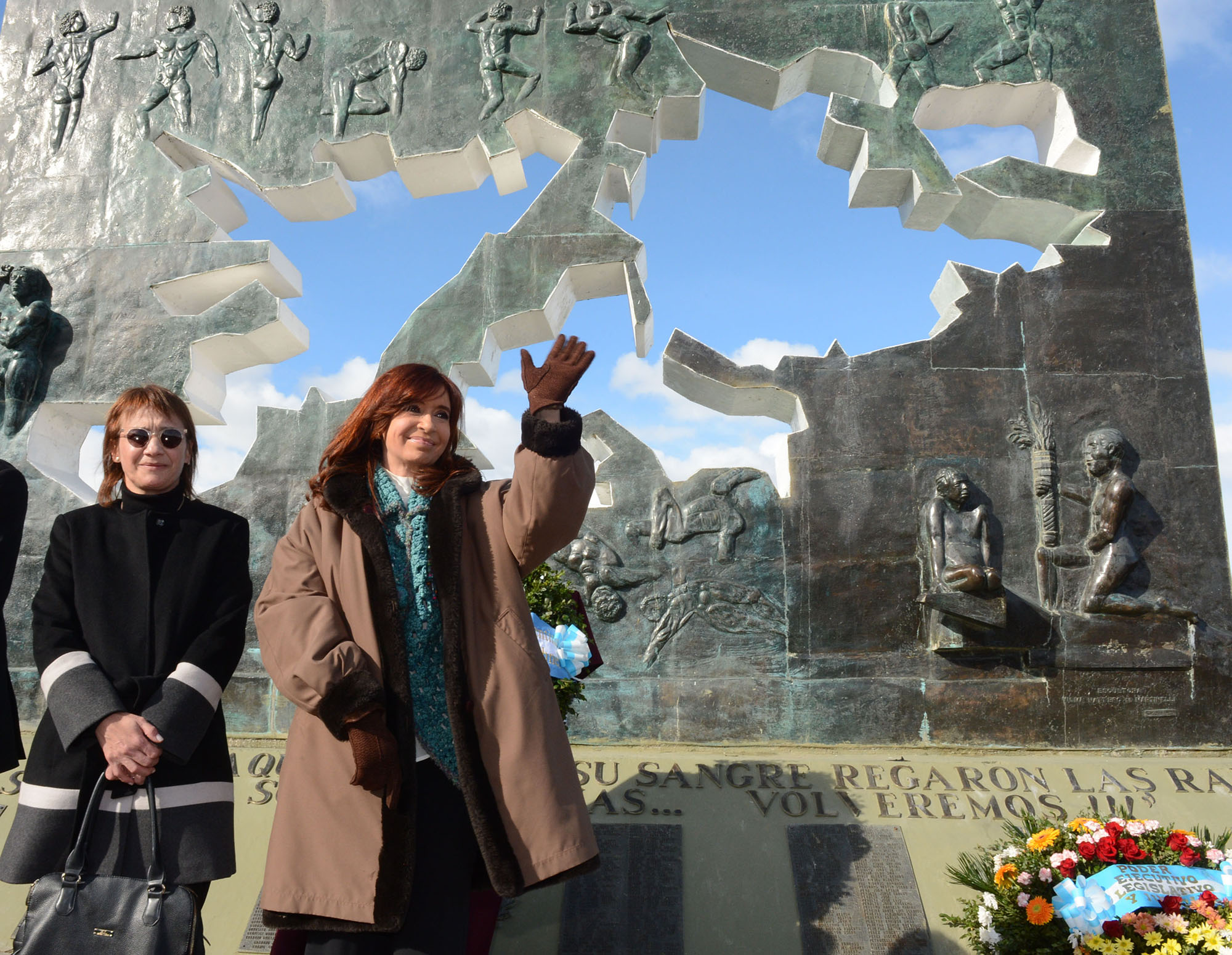
Cristina Kirchner en la plaza Islas Malvinas de Ushuaia en 2015.

Para cumplir el mandato constitucional de recuperar y ejercer plenamente la soberanía argentina sobre las Islas Malvinas (cláusula transitoria primera de la Constitución Nacional), el kirchnerismo recurrió a una política de desescalamiento de la tensión militar (entre 2001 y 2016 no se realizó ningún operativo militar en el que se dispararan torpedos o misiles), para dar prioridad al fortalecimiento de las presiones políticas regionales y simbólicas.
Ante la escalada de tensión por la exploración petrolífera de las mismas por parte de Gran Bretaña, la presidenta respondió con una prohibición de utilizar puertos argentinos para proveer bienes a las islas Malvinas, posición apoyada por la Unasur en su conjunto. Este reclamo fue escuchado por Hillary Clinton, quien se mostró personalmente dispuesta a mediar, situación que causó desconcierto en los británicos. Argentina obtuvo el respaldo de la comunidad latinoamericana y el Caribe en torno a la postura de recuperar las islas mediante la vía pacífica mientras que el Reino Unido a través de los dichos de su primer ministro británico David Cameron señalaron que la soberanía de las Malvinas la deciden los mismos isleños por su derecho de autodeterminación. El gobierno argentino denunció la militarización del Atlántico Sur, hecho que negó Gran Bretaña sosteniendo que realizaba ejercicios rutinarios. En 2013 la presidenta creó una nueva secretaría abocada a cuestiones relativas a las Islas Malvinas.

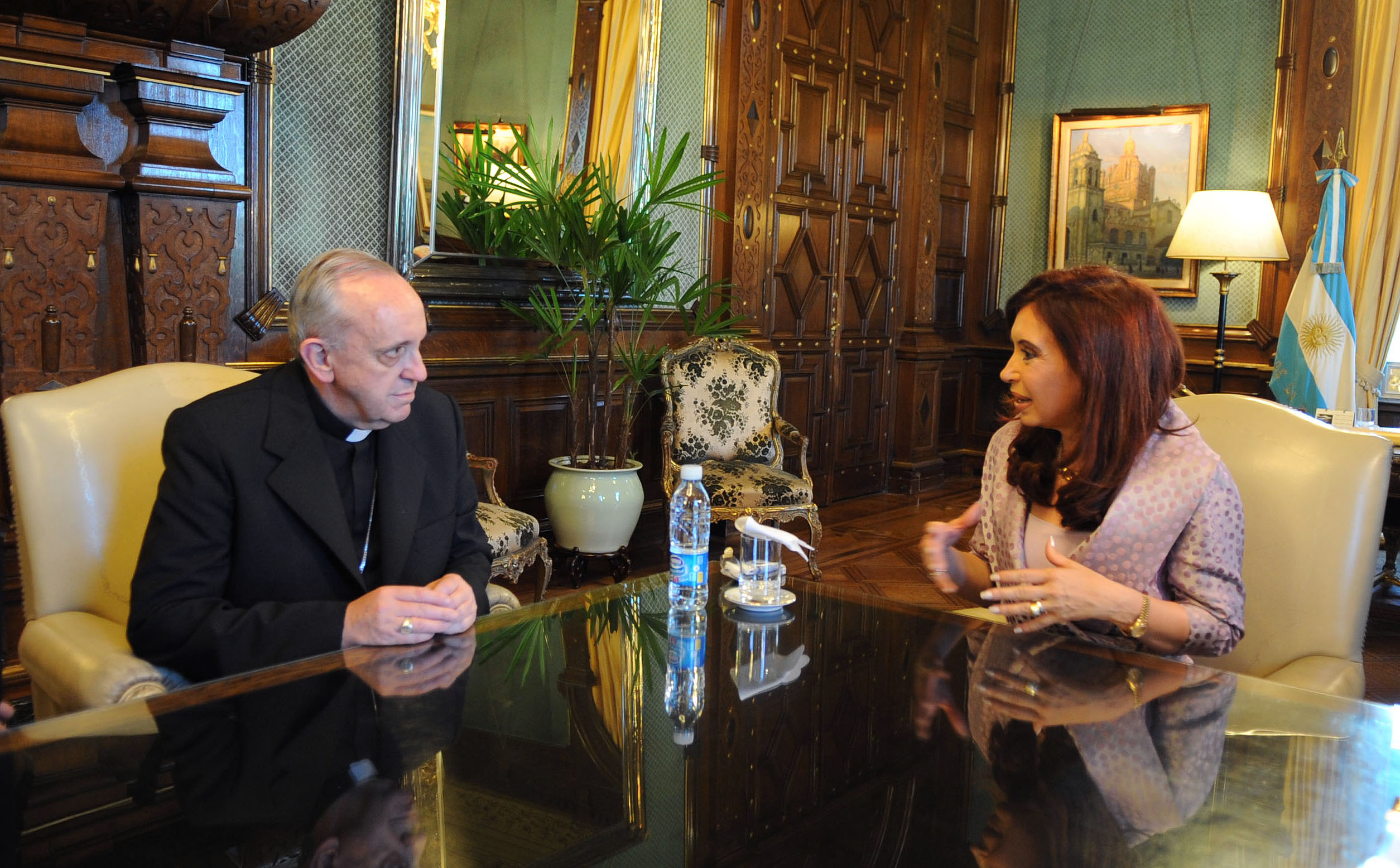
En el cónclave de 2013 el arzobispo de Buenos Aires, Jorge Mario Bergoglio, fue elegido como papa Francisco.

##### Elección del papa Francisco
Ante la renuncia de Benedicto XVI el 28 de febrero de 2013, el cónclave dio por sucesor al arzobispo de la Ciudad de Buenos Aires, cardenal Jorge Mario Bergoglio, en adelante papa Francisco. Se convirtió en el primer papa no europeo desde el siglo VIII, el primer papa jesuita y el primero procedente de América. Tras ello, sucedieron una serie de encuentros entre el pontífice y la presidenta argentina.

##### Término del mandato
Al dejar Fernández el gobierno en diciembre de 2015, el Gobierno entrante de Mauricio Macri publicó un folleto en inglés titulado Argentina: land of opportunities, describiendo del estado del país, donde se destacaban el «gran desarrollo del capital humano», con 98 % de alfabetismo y 110 mil graduados de educación universitaria por año, su posición como uno de los primeros en cuanto a los índices de desarrollo humano, educación en América Latina y que cuenta con el «coeficiente Gini más bajo de la región»; describe la «economía robusta» con la que cuenta el país, la tercera más grande de la región después de Brasil y México, el mayor PBI per cápita en la región después de Chile, destaca a su vez que cuenta con menos de un 6 % de desocupación y con menos de un 75 % del empleo en el sector servicios; marcan que el país tiene «un sólido esquema institucional»; acentúa que el país cuenta con «una infraestructura bien desarrollada», que incluye «43 puertos, 54 aeropuertos y más de 35 mil kilómetros de rutas y vías de trenes»; finalmente destaca su baja relación deuda externa-PBI, de solo el 13 %.
Durante sus dos Gobiernos, el PBI por persona aumentó el 54 % pasando de 8239 dólares en 2007 a 12 751 dólares en 2014; la reducción de la desigualdad social por impacto de las políticas fiscales del Estado fue del 14,8 %, siendo el segundo país latinoamericano detrás de Brasil; alcanzó el mayor gasto público social de América Latina con 1893 dólares por persona en 2011-2012; se colocó, después de Uruguay, entre los dos países con sistema impositivo con mayor efecto redistributivo de América Latina con 3 % y 4 % respectivamente; el salario mínimo fue establecido en 511,49 dólares en enero de 2015, sobre un promedio de 150 dólares en la región;[cita requerida] se redujo la desocupación de 8,48 % en 2007 a 7,04&nbsp% en 2015; y aumentó el empleo registrado un 11,5 % entre 2010 y 2015.
Con respecto a los indicadores macroeconómicos, las reservas del Banco Central pasaron de 45 000 millones en 2007, al récord histórico de 52 000 millones en 2010, reduciéndose a 24 000 millones en 2015, impactadas por los juicios iniciados en 2011 por los fondos buitres ante el juez estadounidense Thomas Griesa y la crisis económica iniciada en 2012. La deuda pública pasó de 173 a 233 mil millones de dólares, equivalente al 45 % del PBI. En una comparación de 47 economías de todo el mundo, entre 2007 y 2015 la deuda externa del país bajó 11 puntos porcentuales respecto del PBI y pasó al 33 % del mismo convirtiéndose en el país con menor deuda externa con relación a su PBI entre los comparados, -después de haber llegado al 162 % en 2002-;. Según el órgano oficial encargado de medir la inflación, el INDEC, la misma fue de 240,9 % acumulada en los ocho años, mientras que para estimaciones del Congreso y privadas fue del 470-500 %. El precio del dólar estadounidense medido en pesos pasó de 3,15 a 9,47 en el mercado oficial y a 16 en el mercado ilegal.

### Presidencia de Mauricio Macri (2015-2019)
En las elecciones presidenciales de 2015 resultó elegido presidente de la Nación Mauricio Macri, del frente Cambiemos, una alianza entre el radicalismo y el Pro, luego de haber salido segundo en la primera vuelta (34 %) y ganar el balotaje (51 %), venciendo al candidato del Frente para la Victoria Daniel Scioli.
Al mediodía del 10 de diciembre tras el interinato de 12 horas de Federico Pinedo a raíz de una medida cautelar, Macri juró ante la Asamblea Legislativa y asumió el Poder Ejecutivo de la Nación. Macri es dueño de uno de los principales grupos económicos de Argentina, el Grupo Macri. Es el primer presidente electo desde 1983 que no pertenece a los partidos radical y justicialista y también el primer presidente en asumir estando procesado penalmente, en una causa por espionaje de ciudadanos, en la que ya han sido llevados a juicio oral varios exfuncionarios de su Gobierno, entre ellos Jorge Alberto «Fino» Palacios, también enjuiciado como encubridor del atentado terrorista contra la AMIA. Sus principales promesas de campaña fueron «Pobreza cero», eliminación de regulaciones para la compra de dólares, reducción de la inflación del 25 % a un dígito, eliminación del impuesto a las ganancias para los trabajadores, eliminación de la mayoría de los impuestos a las exportaciones rurales y mineras (retenciones), y una "lluvia de dólares" por inversiones.

#### Primeras medidas

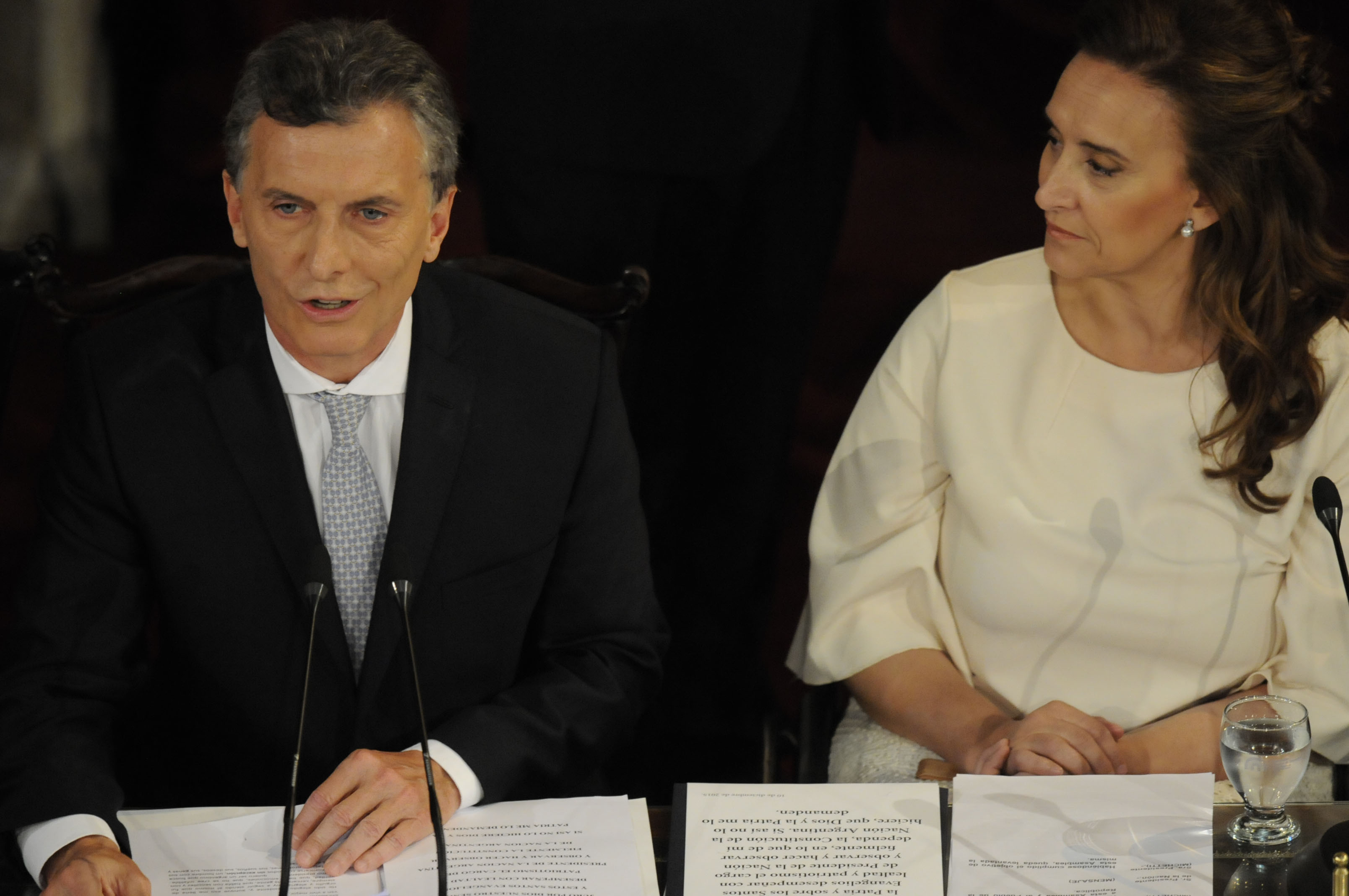
El presidente Mauricio Macri y la vicepresidenta Gabriela Michetti.

En sus primeros dos meses al frente del Poder Ejecutivo Nacional, Mauricio Macri decidió no convocar al Congreso de la Nación y adoptar unilateralmente medidas que requerían el acuerdo del Senado. Entre ellas designó en comisión a dos miembros de la Corte Suprema, y disolvió los organismos establecidos por ley para regular los medios de comunicación audiovisual (AFSCA) y las telecomunicaciones (AFTIC).
Otras medidas de importancia tomadas en los primeros días de gobierno fueron la derogación de las reglas sobre compra de divisas, que produjo una devaluación del peso de un 40 %, la eliminación de los impuestos a las exportaciones (retenciones),[cita requerida] la declaración del estado de emergencia estadística suspendiendo la elaboración de estadísticas por tiempo indeterminado, la declaración del estado de emergencia de seguridad pública durante un año (decreto 228/2016), la toma de una deuda externa de 5000 millones de dólares con el fin de aumentar las reservas, el aumento del porcentaje de coparticipación federal de impuestos de casi un 100 % a favor de la Ciudad de Buenos Aires, y un aumento de las tarifas eléctricas del 500 %.
En los primeros dos meses también se produjeron varias protestas y reclamos. Diversas organizaciones y juristas cuestionaron por inconstitucional la designación por decreto de dos jueces de la Corte Suprema, la disolución de la AFSCA y la AFTIC y se movilizaron en defensa de la ley de medios. La Asociación Trabajadores del Estado (ATE) cuestionó la gran cantidad de despidos en el Estado, convocando a la primera huelga contra el gobierno de Macri. Varios sindicalistas criticaron el aumento de la inflación, que solamente en diciembre llegó al 6,5 % según la medición oficial de la provincia de San Luis recomendada por el gobierno nacional. Gobernadores e intendentes del interior cuestionaron la decisión presidencial de mejorar los ingresos de la Ciudad de Buenos Aires argumentando la violación del federalismo a favor del distrito con mejor nivel de vida. Las organizaciones de derechos humanos cuestionaron la declaración del Secretario de Cultura de Buenos Aires considerando que era una mentira el tradicional número de 30 000 desaparecidos durante la dictadura. También se realizaron movilizaciones contra la censura en perjuicio de periodistas opositores, y en reclamo de la libertad de la dirigente cooperativa Milagro Sala y contra la criminalización de la protesta social.

#### Bicentenario de la Independencia

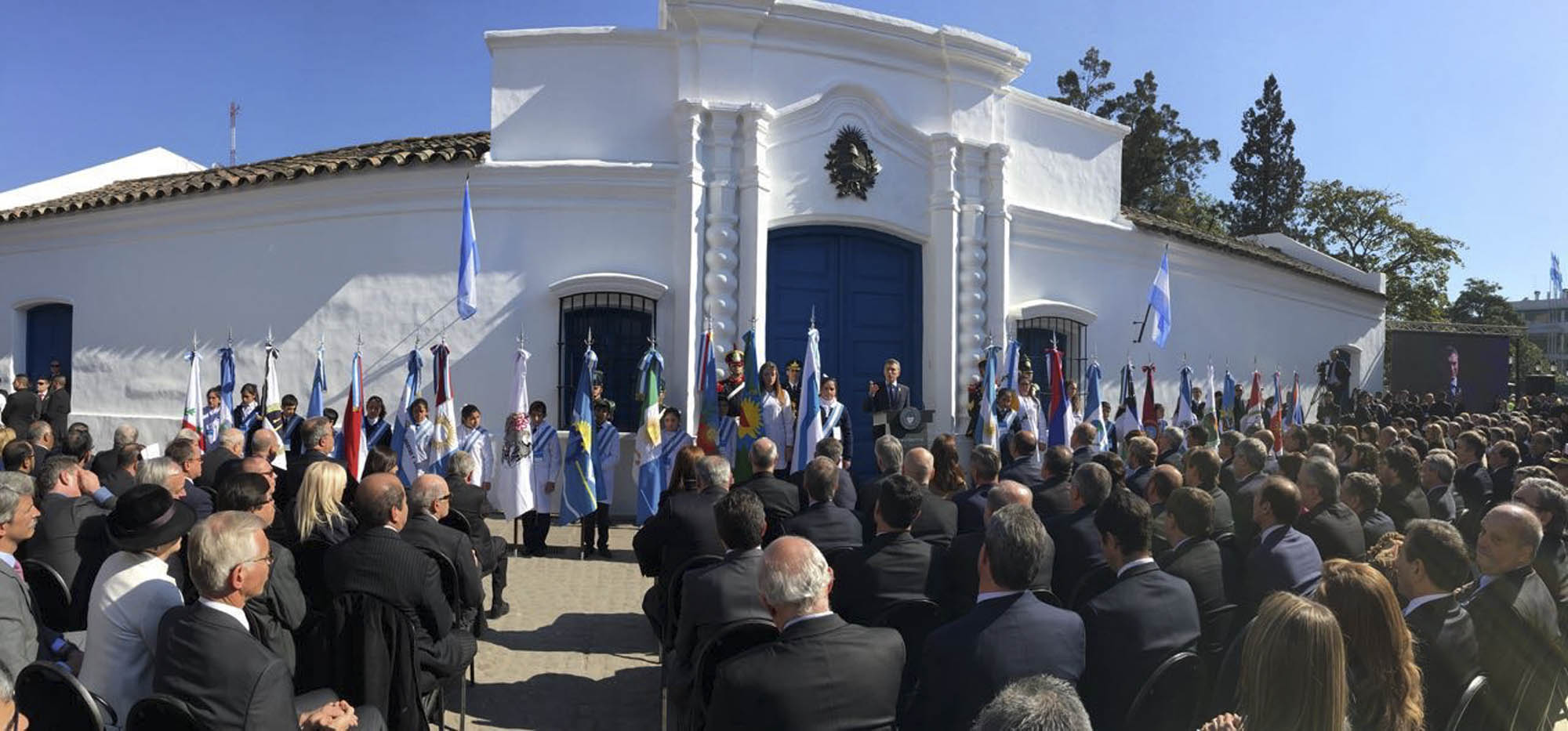
Acto en la Casa de Tucumán.

El 9 de julio de 2016 se cumplió el 200 aniversario de la independencia argentina de la Corona de España en San Miguel de Tucumán. Presidieron los festejos el presidente de la Nación, Mauricio Macri, acompañado del gobernador de Tucumán, Juan Luis Manzur, y el intendente Germán Alfaro, así como representantes de las demás provincias y el rey emérito de España Juan Carlos I.

#### Balance de medio término
En octubre de 2017 se realizaron las elecciones legislativas de medio término, en las que el Gobierno obtuvo un apoyo de aproximadamente un 42 % de los votantes, aumentando sus bancadas parlamentarias y su presencia en las provincias.
Poco después de las elecciones, el Gobierno impulsó en el Congreso una triple reforma previsional (seguridad social), fiscal y laboral que generó fuertes manifestaciones y "cacerolazos" en contra del Gobierno, que redujeron notablemente la imagen positiva del presidente Macri.
Al cumplirse los dos primeros años de gobierno, la situación de las principales promesas de campaña era la siguiente:
- Pobreza: era del 29 % en diciembre de 2015, subió al 34,5 % en el primer trimestre de 2016 y se redujo al 31,4 % en diciembre de 2017.[303]
- Inflación: fue del 25 % en 2015,[283] subió al 40 % en 2016,[304] y volvió al 24,8 % en 2017.[305]
- Impuestos (retenciones) a las exportaciones: fueron eliminadas todas menos las de la soja, que fueron reducidas a la mitad.[306]
- Impuesto a las ganancias de los trabajadores: no fue eliminado; hubo modificaciones que aumentaron la cantidad de trabajadores que deben pagarlo. Mientras que en diciembre de 2015 pagaron el impuesto 1,18 millones de trabajadores, en febrero de 2017 lo pagaron casi el doble, 2,15 millones.[307]
- Eliminación de regulaciones para la compra de dólares: permitió un gran aumento de la salida de dólares por remisión de utilidades, turismo, fuga de divisas, intereses de la deuda, etc., que produjo un fuerte déficit de cuenta corriente, el cual sumó 8683 millones de dólares en 2017, duplicando el registrado un año atrás.[308]
- "Lluvia de inversiones": no se concretó. En 2017 la inversión extranjera directa (IED) alcanzó u$s 2497 millones, mientras que la compra de bonos de corto plazo, definidas como "bicicleta financiera", como las LEBAC, alcanzó u$s 15 783 millones en 2017, con una rentabilidad del 11,5 % en dólares.[309]
- El Gobierno compensó la insuficiencia de inversiones, la eliminación de impuestos, el aumento de las tarifas y la demanda de dólares para su envío al exterior con un aumento de la deuda externa, que subió un 35 % en los dos primeros años del gobierno de Macri.[310]

#### Primera crisis económica y social

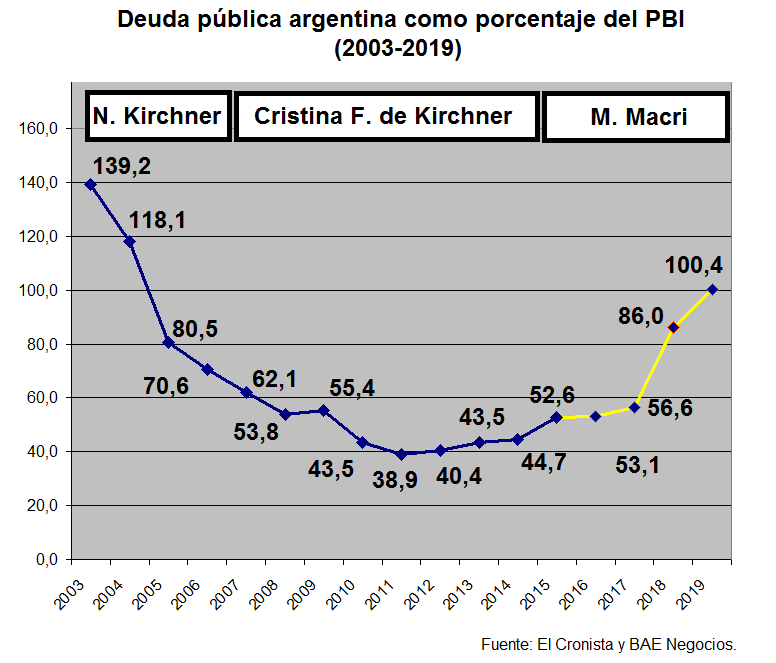
Evolución de la deuda pública como porcentaje del PBI (2003-2019). Fuente: El Cronista y BAE Negocios.

A partir de abril de 2018, se inició una corrida cambiaria que produjo una devaluación del peso reduciendo su valor en dólares a menos de la mitad (el precio del dólar pasó de $ 17 en agosto de 2017, a $ 40 en agosto de 2018). La crisis generó una sensación de desconfianza y descontento de varios sectores de la sociedad hacia el Gobierno. Varias empresas argentinas que cotizan en Wall Street lo hacen en estados negativos.
La crisis cambiaria produjo una crisis económica generalizada con recesión, severa caída del salario real y el consumo y aumento de la pobreza; según la UCA, en agosto de 2018 era mayor al 34 % de la población total. Además, también produjo inflación y riesgo de default de la deuda externa, lo que llevó al Gobierno a recurrir al Fondo Monetario Internacional, algo que el ministro de Economía, Nicolás Dujovne, había prometido no realizar.

#### Segunda crisis económico-social y default selectivo

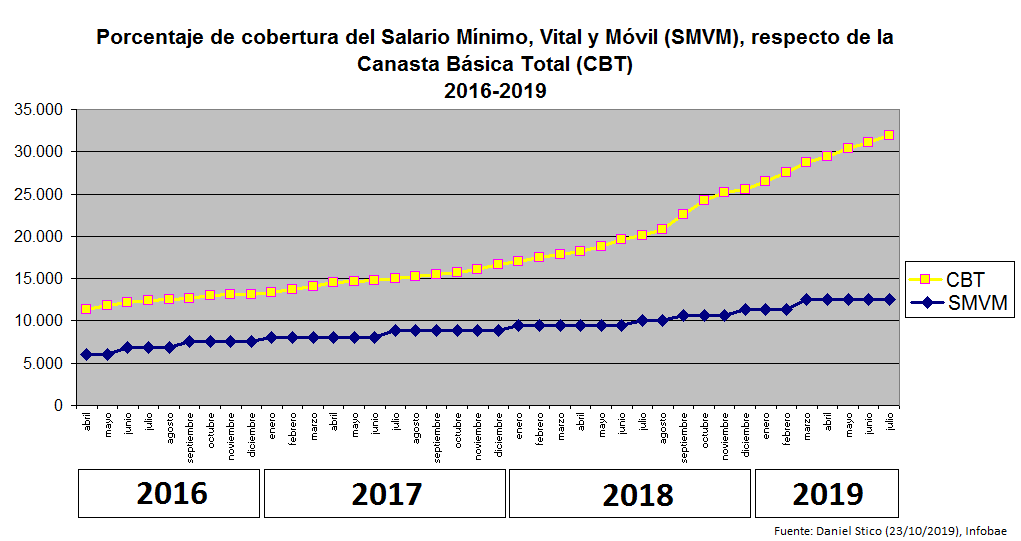
El salario mínimo perdió un 36 % de su poder adquisitivo entre 2016 y 2019. Este último año un hogar de dos progenitores y dos hijos necesitaba dos salarios mínimos y medio para salir de la pobreza.

En el segundo semestre de 2019 otra abrupta devaluación del peso, del 25 %, desencadenó una nueva crisis económica y social. La abrupta suba del valor del dólar desencadenó a su vez un nuevo salto inflacionario, con subas de precios de dos dígitos en un solo día, principalmente en los alimentos, amenazando provocar una crisis alimentaria generalizada. La crisis causó la renuncia del ministro de Hacienda Nicolás Dujovne, que fue reemplazado por Hernán Lacunza. Simultáneamente se dio a conocer que la casi totalidad de la deuda externa en dólares tomada por el presidente Macri había sido utilizada para fugar capitales y pagar intereses: entre diciembre de 2015 y marzo de 2019, el país se endeudó en 107 525 millones de dólares, de los cuales 106 779 millones volvieron a salir en el mismo período. Hacia agosto de 2019, la deuda pública como porcentaje del PBI superó el 100 %, duplicando el tamaño que tenía en diciembre de 2015, con el agravante de que el 80 % de la misma fue contraída en dólares, convirtiendo a la Argentina en el país que más aumentó su deuda externa en 2019.
La crisis económica deterioró aún más los indicadores sociales (desempleo, pobreza, informalidad). Entre abril de 2016 y julio de 2019, el poder adquisitivo del salario mínimo cayó un 36 %: hacia agosto de 2019 una familia tipo (dos progenitores con dos hijos) necesitaba dos salarios mínimos y medio (2,5) para salir de la pobreza, mientras que tres años antes necesitaba un poco menos de dos salarios mínimos (1,8).

El 28 de agosto de 2019 el Gobierno dispuso unilateralmente postergar el pago de cuatro letras de corto plazo del Tesoro Nacional (Lecap, Lecer, Letes y Lelinks), así como proponerles una postergación voluntaria del plazo de pago a los acreedores de títulos de deuda, tanto bajo legislación argentina como bajo legislación extranjera. El Gobierno utilizó una palabra que no existe, "reperfilamiento", para denominar la medida, pero diversas entidades y especialistas caracterizaron la medida como un "default selectivo".

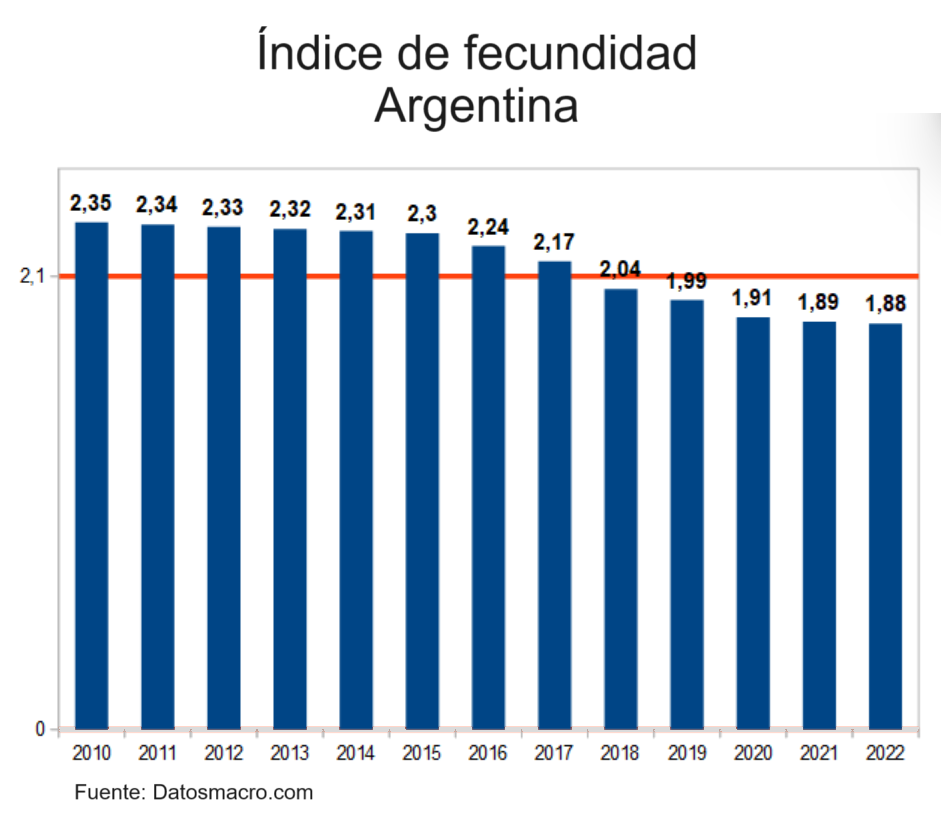
Tasa de fecundidad de Argentina 2010-2022. La línea roja señala la tasa de 2,1 hijos por mujer fértil que garantiza el reemplazo de la población. Entre 2016 y 2020, la Argentina registró un pronunciado descenso de la tasa de fecundidad

#### Derrumbe de la tasa de fecundidad
Durante la presidencia de Macri se produjo un derrumbe de la tasa de fecundidad, que dejó al país por debajo de la tasa de reemplazo de su población, anticipando consecuencias muy negativas de largo plazo. La tasa de fecundidad de Argentina venía bajando lentamente (entre 0,01 y 0,03 puntos por año), ubicándose levemente por encima de la tasa de reemplazo, pero en 2016 se inició un período de caída pronunciada (0,06 puntos de disminución), que se agravó en 2018 (con una caída inusitada de 0,13 puntos) y se extendió hasta 2020 (año de la pandemia). Debido a este hecho, en 2018 Argentina cayó por primera vez en su historia debajo de la tasa de reposición (2,1) de su población.

### Regreso del Kirchnerismo (2019-2023)

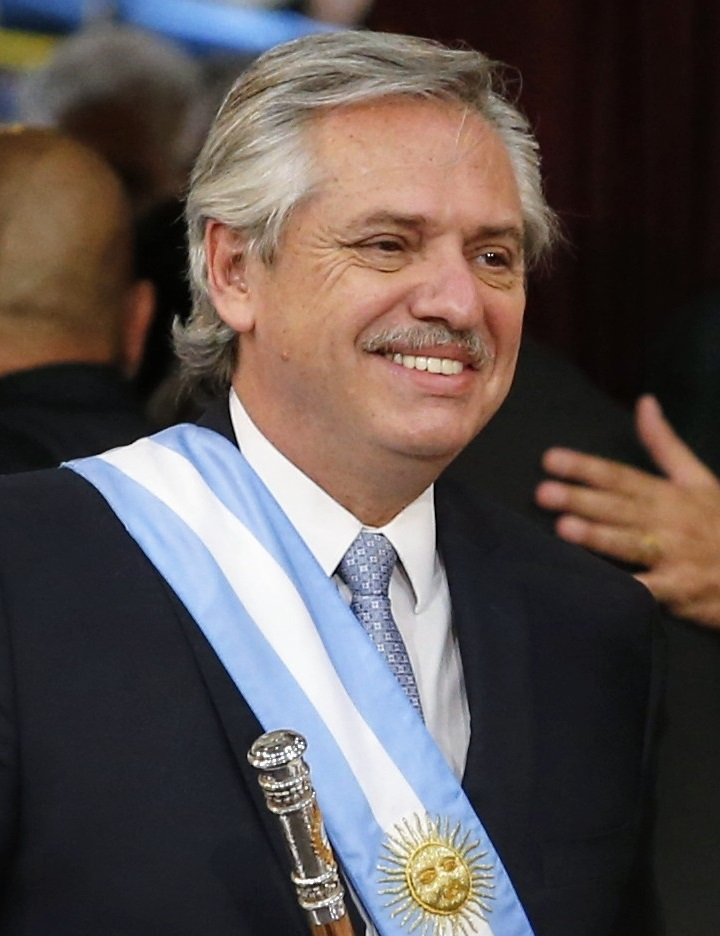
En las elecciones de 2019, el peronista Alberto Fernández venció a Mauricio Macri

En las elecciones presidenciales de 2019 resultó elegido presidente de la Nación Alberto Fernández del Frente de Todos, una alianza entre kirchneristas y peronistas no kirchneristas, ganando en primera vuelta (48,24 %), venciendo por ocho puntos porcentuales a Mauricio Macri, quien buscaba su reelección como candidato de Juntos por el Cambio, una coalición que preservaba la alianza PRO-radicales, ampliada con sectores del peronismo.
Sus principales promesas de campaña fueron implementar un Plan Integral contra el Hambre, renegociar la deuda externa, realizar una reforma judicial que terminara con el uso político de la justicia y la Agencia Federal de Inteligencia ("lawfare"), promover los derechos de las mujeres, particularmente la interrupción voluntaria del embarazo (IVE), convocar a los empresarios, sindicatos y demás sectores sociales a alcanzar un conjunto de Acuerdos Básicos para salir de la Emergencia, capaces de volver a «poner el país de pie». Una de sus primeras medidas fue recrear los ministerios de Salud, de Trabajo y de Ciencia y Tecnología, que habían sido eliminados por Macri.

#### Pandemia
Casi simultáneamente con la asunción de Alberto Fernández se declaró la pandemia de COVID-19, que llegó a territorio argentino el 3 de marzo de 2020.

## Actualidad (2023-presente)

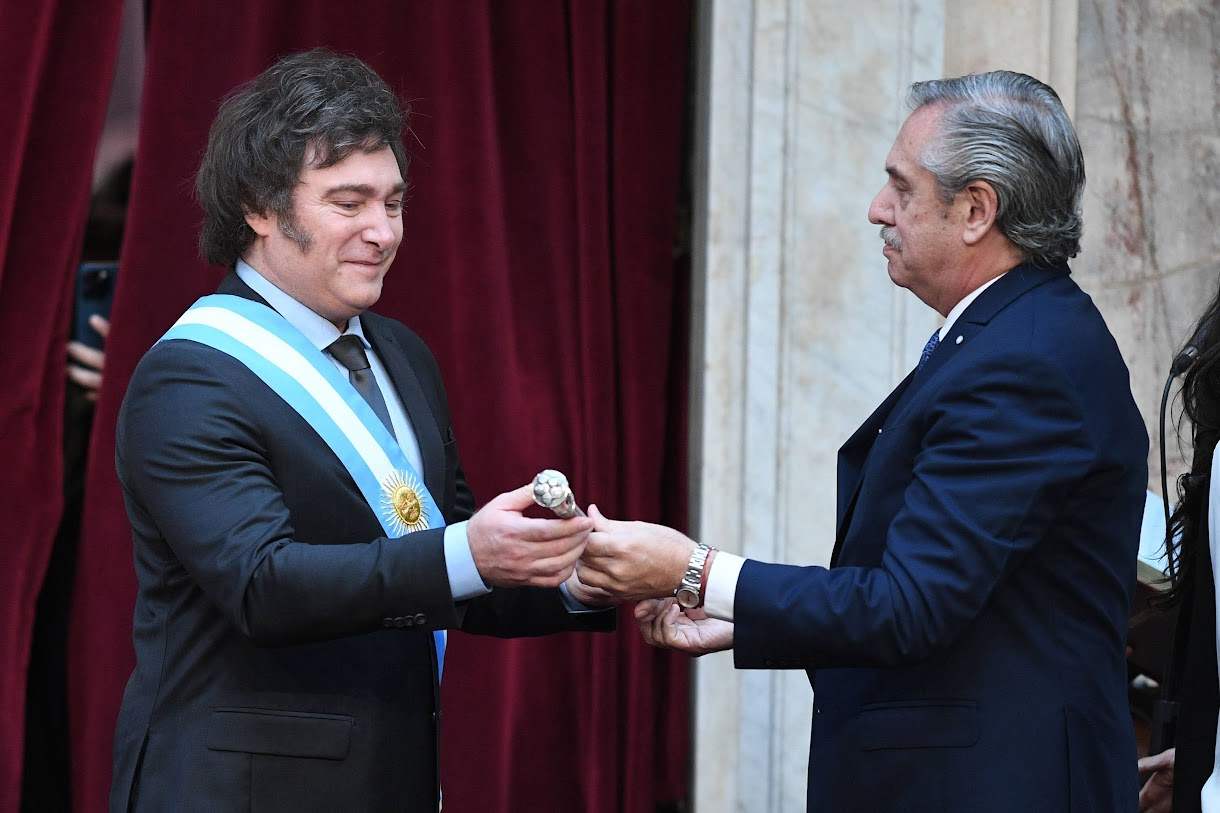
Javier Milei recibiendo el bastón presidencial por parte del presidente saliente, Alberto Fernández.

En las elecciones presidenciales de Argentina de 2023, el candidato liberal de La Libertad Avanza, Javier Milei, resultó elegido presidente de la Nación Argentina tras haber derrotado en el balotaje al candidato de Unión por la Patria, Sergio Massa, luego de que este haya obtenido la mayoría de votos en la primera vuelta, consagrándose así presidente de Argentina.
El 10 de diciembre de 2023, Javier Milei asumió como presidente de la Nación Argentina, sucediendo a Alberto Fernández. Sus principales promesas de campaña fueron eliminar la inflación, reducir sustancialmente el Estado, privatizar empresas, terminar con la obra pública y los subsidios ("plan motosierra"), inmediata eliminación del denominado "cepo al dólar", reducir los impuestos, realizar un shock de ajuste económico a ser pagado por lo que denominó "privilegios de la casta", "dinamitar" el Banco Central, establecer el dólar como moneda, eliminando el peso ("dolarización"), reforma laboral “sin vulnerar derechos existentes”, cesar las relaciones con todos los países definidos como "comunistas" (explícitamente China, Venezuela y el Brasil de Lula) o "dictaduras" y establecer un alineamiento incondicional con Israel y Estados Unidos.
Una de sus primeras medidas fue eliminar ministerios y centralizar la administración pública nacional en ocho ministerios. Entre los ministerios eliminados estuvieron incluidos los relativos a trabajo, salud, educación y ciencia. De inmediato puso en marcha una serie de medidas económicas bajo el lema "No hay plata", destinada a garantizar el superávit fiscal, que incluyeron paralización completa de la obra pública, despidos en el Estado, suspensión de subsidios a comedores populares, aumento del precio de los servicios públicos, cierre de reparticiones públicas, disminución real de salarios y jubilaciones, etc. En materia de política internacional, declinó la invitación para que Argentina se integrara a los BRICS, y se ausentó de la Cumbre del Mercosur de julio de 2024, debido a su visión crítica de la organización y su reticencia a mantener relaciones con países liderados por jefes de Estado "de izquierda", como Lula.

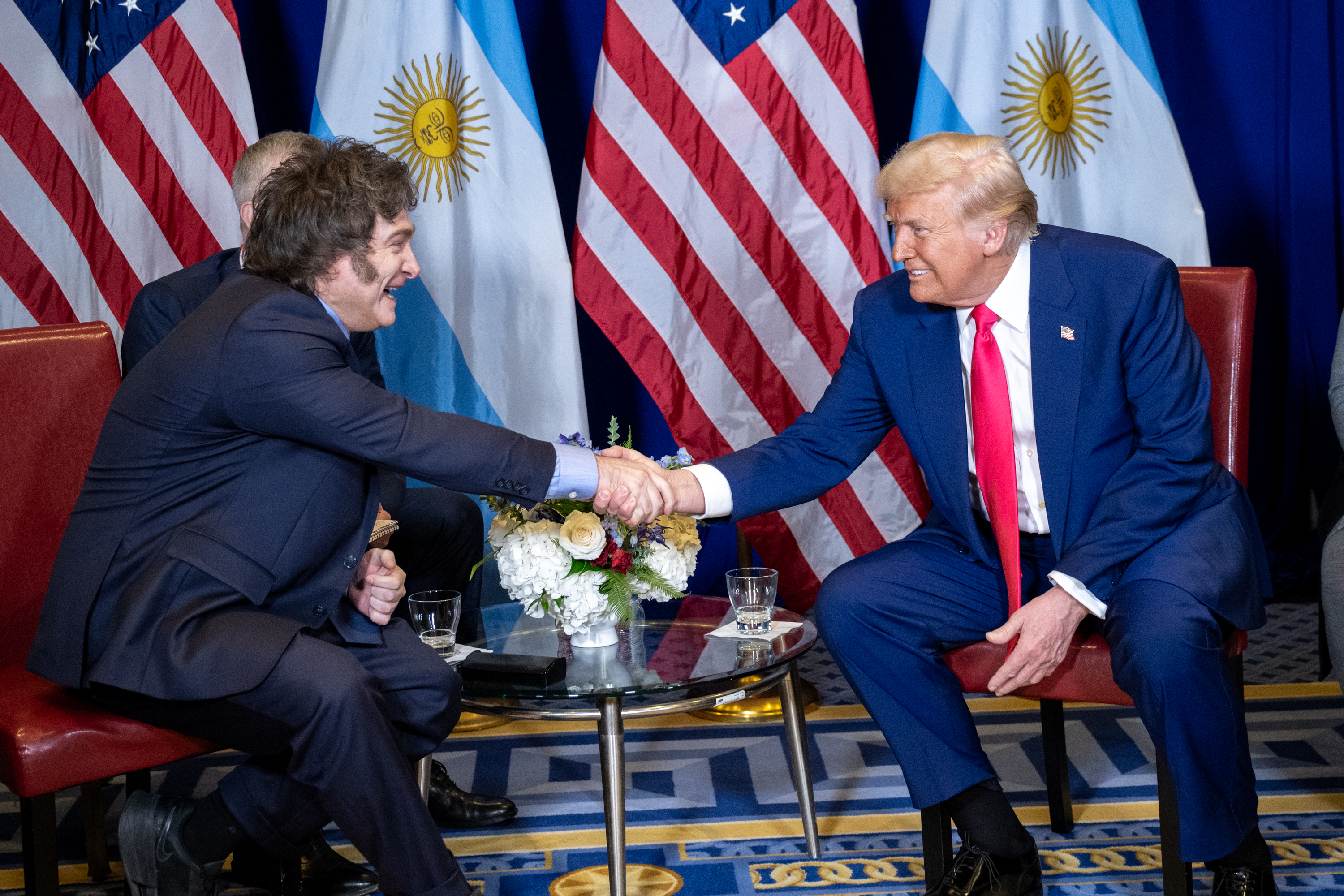
El presidente argentino Javier Milei y el presidente estadounidense Donald Trump.

A partir de diciembre de 2023 la actividad económica registró un pronunciado descenso con un pico de caída histórico general del -8,2 % en marzo de 2024, agravado para sectores claves e intensivos en empleo, como la construcción (-26,2 %), la industria (-20,1 %) y el comercio (-14,9 %), pero con dos sectores (agricultura y minería), que tuvieron un crecimiento considerable, impulsados en el primer caso por el fin de la peor sequía del siglo, y en el segundo caso Vaca Muerta y la extracción de litio. El campo tuvo un crecimiento de 103,3 % en mayo de 2024, fruto del fin de la sequía del año anterior, que impactó estadísticamente sobre el dato general de la actividad económica, que dio en mayo un 2,4 % de crecimiento anual, pero que no se extendió a los sectores en crisis, que siguieron mostrando caídas históricas, como la industria (-14,2 %), construcción (-22,1), comercio (-11,4 %), al que se sumaron otros sectores, como hoteles y restaurantes, cuya caída hasta ese momento había sido moderada y que registraron una caída del -8,1 % en abril y -7,2 % en mayo.
Para fines del primer cuatrimestre de gobierno, un informe de Unicef advertía que un millón de niños argentinos pasaban hambre a diario, la UCA había señalado que el 70 % de los menores de edad eran pobres a fines del primer trimestre de 2024. El presupuesto nacional destinado a la niñez y alimentos tuvo una caída del 75 % en términos reales, en cuatro meses hubo 250 mil niños pasaron a ser indigentes. El 52 % de los hogares argentinos debió dejar de comprar alimentos por falta de dinero.
| Actividad económica Porcentaje de crecimiento anual al mismo mes del año anterior En azul crecimiento; en rojo reducción | Actividad económica Porcentaje de crecimiento anual al mismo mes del año anterior En azul crecimiento; en rojo reducción | Actividad económica Porcentaje de crecimiento anual al mismo mes del año anterior En azul crecimiento; en rojo reducción | Actividad económica Porcentaje de crecimiento anual al mismo mes del año anterior En azul crecimiento; en rojo reducción | Actividad económica Porcentaje de crecimiento anual al mismo mes del año anterior En azul crecimiento; en rojo reducción | Actividad económica Porcentaje de crecimiento anual al mismo mes del año anterior En azul crecimiento; en rojo reducción | Actividad económica Porcentaje de crecimiento anual al mismo mes del año anterior En azul crecimiento; en rojo reducción | Actividad económica Porcentaje de crecimiento anual al mismo mes del año anterior En azul crecimiento; en rojo reducción |
| --- | --- | --- | --- | --- | --- | --- | --- |
| Período | Sectores principales | Sectores principales | Sectores principales | Sectores principales | Sectores principales | Sectores principales | Total |
| Período | Agro | Minería | Industria | Construcción | Comercio | Hoteles y rest. | Total |
| Dic 23 | 9,1 | 8,3 | -12,3 | -12,4 | -9,8 | 9,8 | -4,2 |
| Ene 24 | 11,6 | 6,9 | -11,2 | -15,4 | -6,2 | -1,7 | -4,0 |
| Feb 24 | 4,1 | 11,0 | -8,2 | -17,1 | -3,8 | -1,8 | -3,4 |
| Mar 24 | 12,7 | 6,3 | -20,1 | -26,2 | -14,9 | -1,6 | -5,1 |
| Abr 24 | 69,8 | 9,2 | -15,5 | -25,1 | -12,9 | -8,1 | -4,2 |
| May 24 | 103,3 | 7,6 | -14,2 | -22,1 | -11,4 | -7,2 | 2,3 |
| Jun 24 | 82,4 | 4,6 | -20,4 | -23,6 | -18,6 | -7,1 | -3,9 |
| Fuente: INDEC. "Estimador mensual de actividad económica junio 2024".                                                    | | | | | | | |